# Liste bekannter Personen mit Bezug zur Schule am Meer

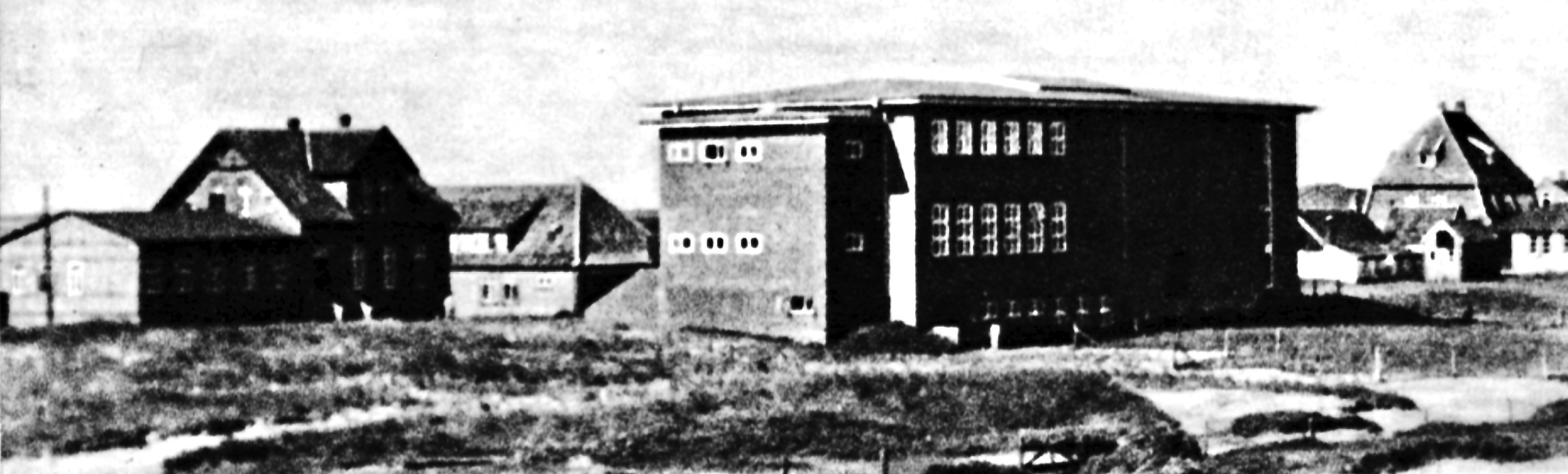
Schule am Meer, 1931

Diese Liste enthält bekannte Personen des ehemaligen reformpädagogischen Landerziehungsheims Schule am Meer (1925–1934) im Loog auf der Nordseeinsel Juist (Ostfriesland) im Freistaat Preußen. Sie erlaubt auf Basis der ganz unterschiedlichen handelnden Charaktere und ihrer Lebenswege eine differenziertere historische Ein- und Zuordnung dieses schulischen Pilotprojekts, das sich durch seinen musischen Schwerpunkt, ganz besonders jedoch durch das von Martin Luserke initiierte „Darstellende Spiel“ in eigener Theaterhalle von den meisten anderen Schulprojekten unterschied. Für viele kunstinteressierte Zeitgenossen in Deutschland, Österreich und der Schweiz wurde die S.a.M. dadurch besonders förderungswürdig – parteienübergreifend.

## Bekannte Lehrer

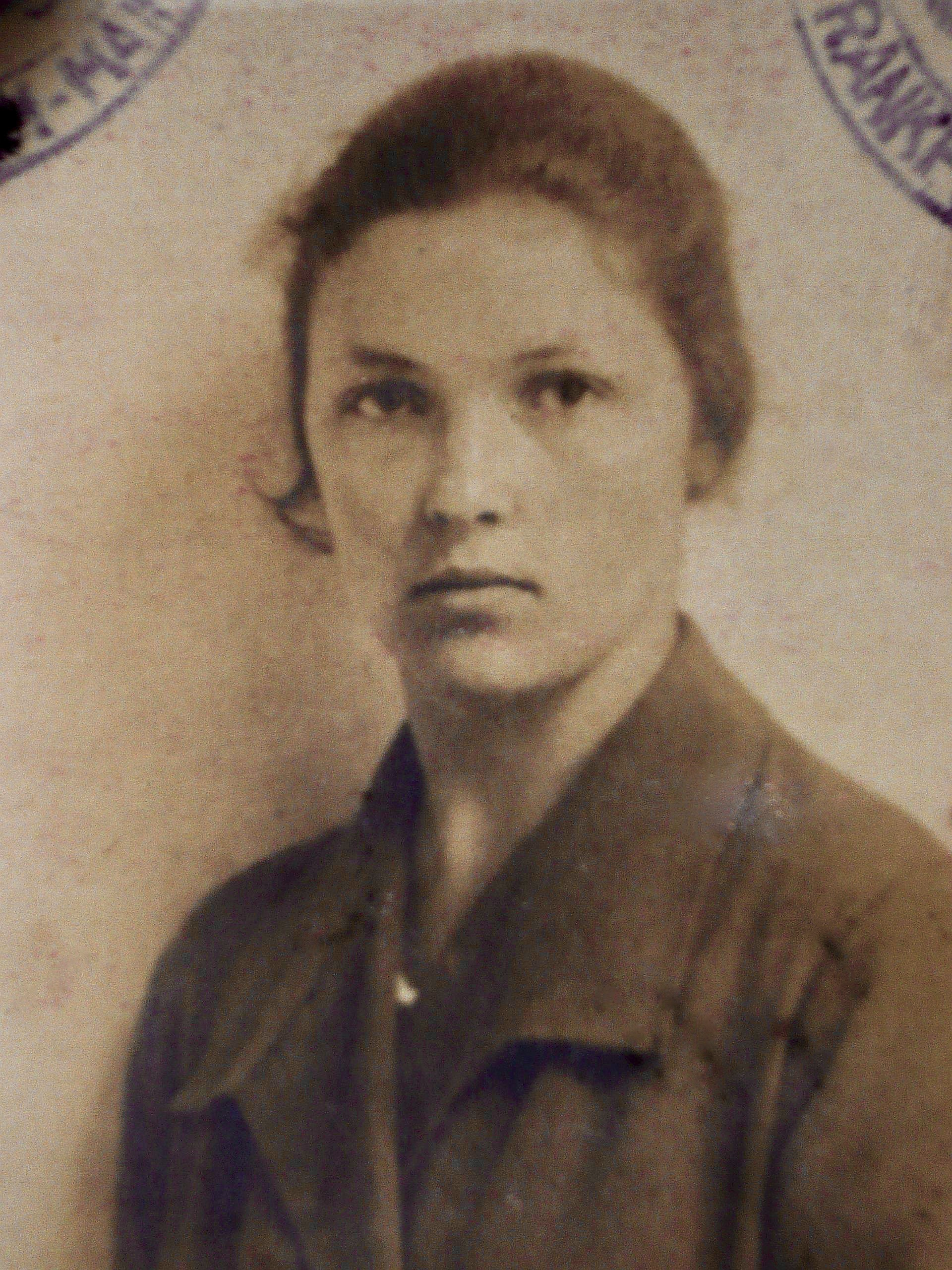
Ellen Abel-Musgrave, ca. 1924

- Ellen Abel-Musgrave (1908–1988) wurde in Clifton geboren, einem Vorort von Bristol in England. Sie war das älteste Kind des Chemikers, Mediziners, Pädagogen, Journalisten, Autors und Übersetzers Curt Abel-Musgrave (1860–1938) und dessen Ehefrau Charlotte (1871–1923), geborene Prüfer. Ihr jüngerer Bruder war der in Königstein im Taunus geborene Richard Abel-Musgrave (1910–2007),[1] der sich später als Ökonom internationales Renommee erwarb. Nach der am Taunusinstitut in Königstein im Taunus erworbenen Lyceumreife (Mittlere Reife) besuchte sie die Wirtschaftliche Frauenschule in Weilbach bei Flörsheim am Main. Im Anschluss bildete sie sich in Weimar am Institut der Frau Geheimer Staatsrat Guyet in Literatur und Kunst weiter. Ab 1927 besuchte sie in Leipzig und im Ostseebad Wustrow die Dora Menzler-Schule für Gymnastik, gestaltete Bewegung und Musikerziehung, die auf eine Ausbildung in naturistischer Gymnastik und Ausdruckstanz fokussierte. 1929 erhielt Ellen Abel-Musgrave ihr Diplom als staatlich geprüfte Gymnastiklehrerin und wirkte vom Mai 1929 bis März 1931 an der Schule am Meer auf Juist, wo sie 1930 Mitglied der S.a.M.-Außengemeinde wurde.[2] Sie verließ die S.a.M. vorzeitig, um 1931 ihrem Vater Curt in die Niederlande zu folgen, wo sie in Den Haag und Scheveningen Damen und Kinder in Gymnastikkursen unterrichtete. Während der NS-Zeit durfte Ellen aufgrund ihrer teils jüdischen Abstammung ihren Lehrerberuf in Deutschland nicht ausüben. Erst in den frühen 1960er Jahren konnte sie daran in Hamburg wieder beruflich anknüpfen.
- Helene Aeschlimann (* 23. März 1893 in Nortorf, Holstein; † 22. Januar 1988 in Burgdorf, Kanton Bern, Schweiz), geborene Pahl, nach ihrer Heirat genannt „Aeschlimiss“, war eine Tochter des Lehrers Johann Pahl und dessen Ehefrau, Anna Katharina, geborene Sievers. Sie besuchte das Oberlyzeum in Neumünster, bevor sie 1913 ihr Lehrerexamen für mittlere Schulen bestand. Von 1913 bis 1915 unterrichtete sie in Vietz und Bad Bramstedt. Von 1915 bis 1925 wirkte sie als Lehrerin für Deutsch, Englisch, Französisch und Mathematik in der Freien Schulgemeinde in Wickersdorf,[3] von 1925 bis 1934 als Lehrerin für Englisch und Elementarunterricht der Jüngsten in der Schule am Meer.[4] Aus ihrer Ehe gingen ein Sohn und eine Tochter hervor, Johann Rudolf Wolfgang (* 1. Februar 1923 in Burgdorf BE), später Chemiker, und Marianne (* 6. Dezember 1926 in Burgdorf BE), bei denen der Vater darauf achtete, dass sie wie er selbst im heimatlichen Burgdorf in der Schweiz geboren wurden.[5] 1936 zog Helene Aeschlimann nach Burgdorf in die Schweiz, wo sie als Englischlehrerin am Technikum Burgdorf tätig war und später im Burgerarchiv Register zu historischen Protokollen erstellte. Sie verstarb im Alter von 94 Jahren.[6]

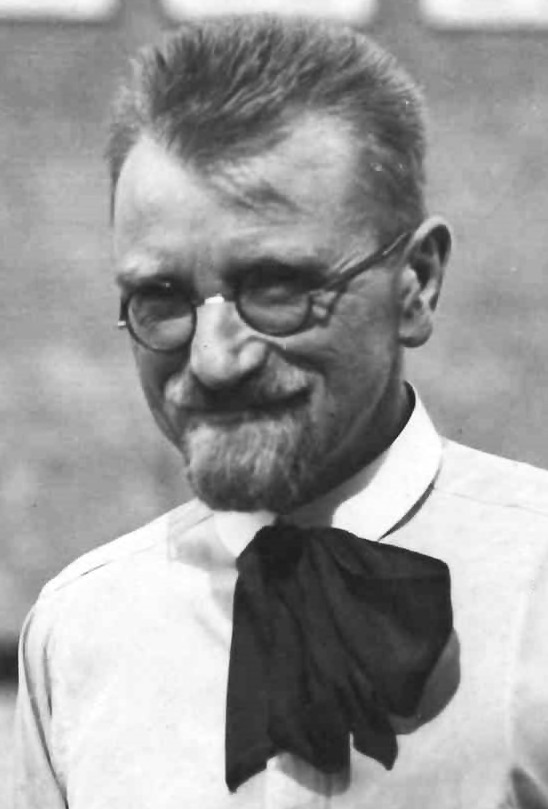
Rudolf Aeschlimann, 1931

- Rudolf Aeschlimann (1884–1961), genannt „Aeschli“, Lehrer für Französisch, (italienisch), Erdkunde und Geschichte, stammte aus der Schweiz.[7] Er zählte 1906 gemeinsam mit Paul Geheeb, August Halm, Martin Luserke und Gustav Wyneken zu den Männern und Lehrkräften der ersten Stunde bei der Gründung der Freien Schulgemeinde Wickersdorf. Ab 1918 war er mit der Lehrerin Helene Pahl (1893–1987) verheiratet,[8] die dort seit 1915 Englisch unterrichtete, ab 1925 an der S.a.M. Ab Oktober 1924 gehörte Aeschlimann zu den Kuratoriumsmitgliedern der Stiftung Schule am Meer. 1925 gehörte das Lehrer-Ehepaar zusammen mit Fritz Hafner, Martin Luserke und Paul Reiner zu der Gruppe von Sezessionisten, welche die FSG Wickersdorf verließen, um auf Juist die Schule am Meer zu gründen. Von 1917 bis 1924 Geschäftsführer der FSG Wickersdorf, war Aeschlimann auch der Verwalter und „Landwirt“ der S.a.M. und Kameradschaftsführer bzw. primus inter pares der Wölfe. Er soll sich dort besonders glücklich gefühlt und mit Vorliebe speziell um die als schwieriger geltenden Schüler bemüht haben.[5]

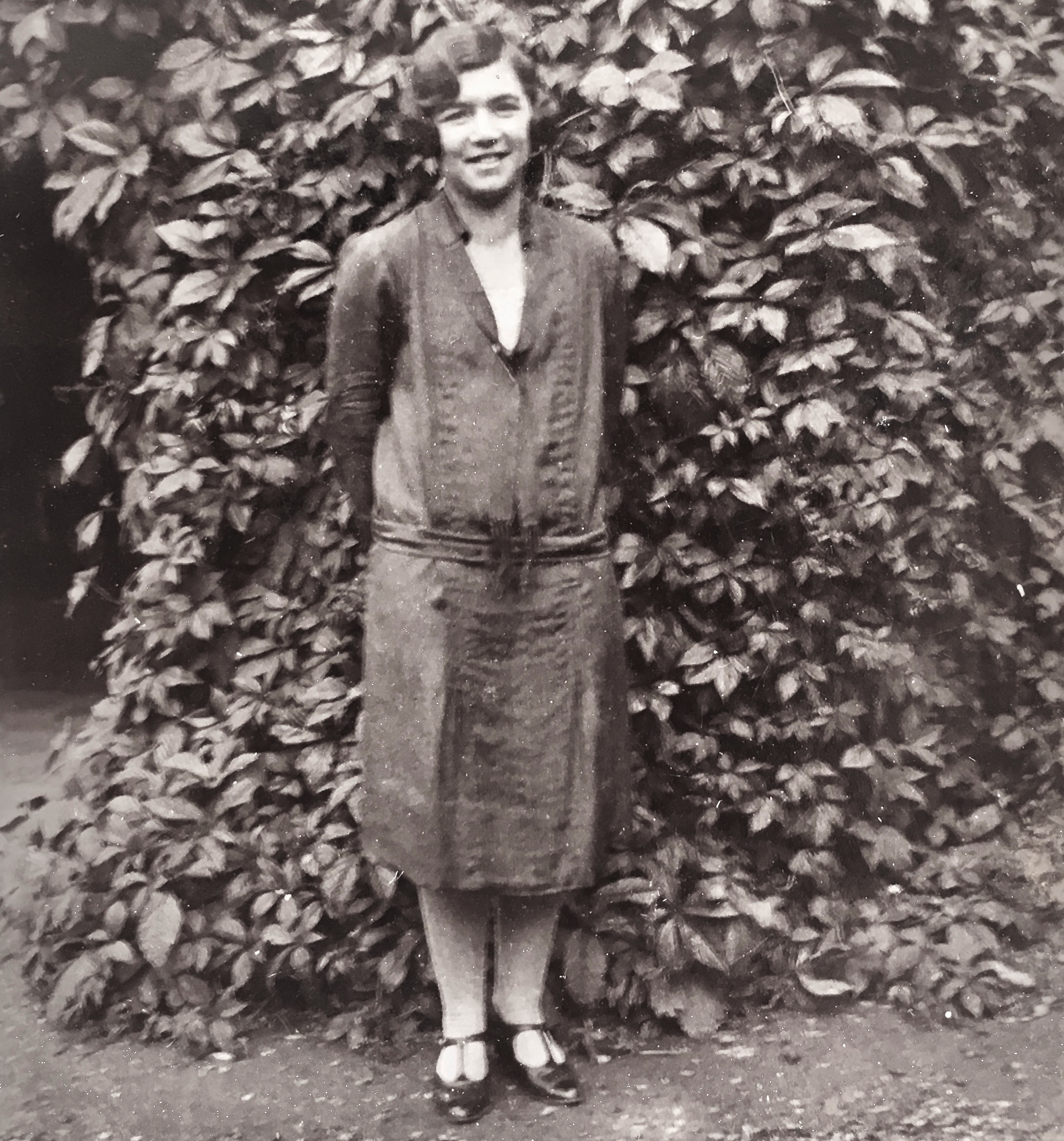
Antonia „Toni“ Cordes, 1920er Jahre

- Antonia Cordes (1902–1992), genannt „Toni“, war eines von neun Kindern des Heinrich Cordes und Schwester der S.a.M.-Schüler Bernd, Clara „Clärchen“, Ernst und Karl „Karli“ Cordes. Antonia Cordes selbst hatte von 1913 bis 1922 die Freie Schulgemeinde in Wickersdorf besucht. Während ihres Medizinstudiums in Jena unterrichtete im Sommer 1926 als Gastlehrerin an der Schule am Meer das Fach Biologie, im Mittelkurs die Systematik der Zoologie, im Oberkurs die Anatomie des Menschen.[9] Sie gehörte zu den Vertrauensleuten der Schule am Meer.[10] Antonia Cordes wurde 1929 approbiert und promovierte 1933 zum Thema Beitrag zur Pyrifertherapie der weiblichen Gonorrhoe.[11] Ab 1933 war sie Assistenzärztin an der Universitätsfrauenklinik Jena. Sie stellte 1933 einen Antrag zur Aufnahme in die NSDAP, wurde jedoch abgelehnt, weil ihre Mutter Yuksin Chou chinesischer Abstammung war.[12] Ab 1935 war sie als niedergelassene Ärztin im thüringischen Apolda tätig. Im September 1941 wurde sie als Fachärztin für Gynäkologie anerkannt.[13] Ihr Bruder Ernst Cordes (1908–1983) war Mitglied der Außengemeinde der S.a.M.[14]
- Albrecht Dieterich (* 11. Januar 1902 in Gießen, Großherzogtum Hessen; † 1942), Sohn des klassischen Philologen und Religionswissenschaftlers gleichen Namens und dessen Ehefrau Maria, geborene Usener (siehe Hermann Usener), besuchte in Heidelberg ein Gymnasium, wo er auch sein Abitur ablegte. Anschließend studierte er an der Ruprecht-Karls-Universität Heidelberg, der Ludwig-Maximilians-Universität München und an der Christian-Albrechts-Universität zu Kiel die Fächer Physik, Mathematik und Mineralogie, und promovierte im Herbst 1926 zum Doctor philosophiae. Sein Staatsexamen legte er im Mai 1930 in Physik, Mathematik und Chemie ab. Am Studienseminar in Kiel absolvierte er sein Referendariat und bestand sein Assessorexamen im Februar 1932. Ab dem 3. März 1932 unterrichtete er an der Schule am Meer, nach der endgültigen Schließung der S.a.M. Ende März 1934 wechselte er in den preußischen Staatsdienst und an die Lehrerbildungsanstalt in Hirschberg im Riesengebirge. Im Jahr 1942 soll Dieterich als Soldat der Wehrmacht im Russlandfeldzug in Kriegsgefangenschaft geraten und im März 1948 wieder nach Deutschland zurückgekehrt sein.[15]

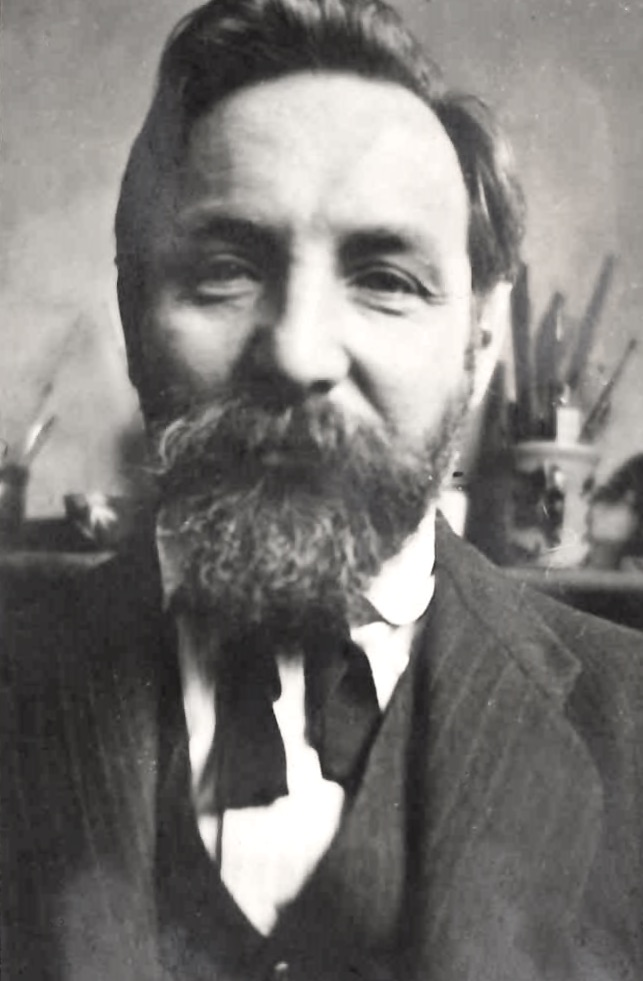
Fritz Hafner, um 1930

- Fritz Hafner (1877–1964), Maler, Lehrer für Zeichnen, Schreiben, Buchbinden und Heimatkunde, stammte aus Österreich-Ungarn.[16] Er kam 1925 mit Rudolf Aeschlimann, Martin Luserke und Paul Reiner von der Freien Schulgemeinde Wickersdorf, wo er seit 1906 als Kunstlehrer tätig gewesen war,[17] und gehörte zu den Kuratoriumsmitgliedern der Stiftung Schule am Meer. Er verblieb mit seiner Ehefrau Christfriede, genannt „Christel“, als einzige des S.a.M.-Lehrerkollegiums bis zum Lebensende auf Juist. Die von ihm und seinen Kollegen Max Oettli (* 1903), Paul Reiner und Erna Vohsen (* 1904) aufgebaute Lehrmittelsammlung der Schule konnte er ab 1934/35 als Grundstock in das neu gegründete Heimatmuseum der Insel Juist (heute Küstenmuseum Juist) überführen und dieses bis 1953 leiten,[18][19] bevor ihn sein Sohn Lorenz (1919–1982) für weitere drei Jahre ablöste, dann aber die Insel in Richtung Hannover verließ.
- Der in Kassel geborene Heinz Friedrich Hartig (1907–1969) besuchte das Humanistische Gymnasium (Lyceum Fridericianum) seiner Geburtsstadt, wo er Ostern 1927 die Reifeprüfung ablegte. Anschließend studierte er Musik an der Universität Wien und an der Friedrich-Wilhelms-Universität Berlin. Im März 1932 legte er sein Staatsexamen (Klavier, Violine, Theorie, Musikgeschichte, Gesang, Orchesterleitung) ab. Vom 14. April bis zum 17. Juli 1932 lehrte er in der Schule am Meer die Fächer Musik, Latein und Deutschkunde.[20]

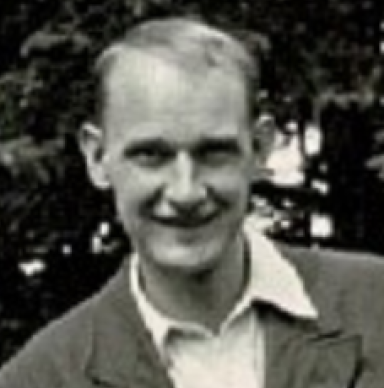
Walter Jockisch, um 1932

- Der im hessischen Arolsen geborene, aber im pommerschen Danzig und in Frankfurt am Main aufgewachsene Walter Jockisch (1907–1970) promovierte im Jahr 1930 an der Universität Frankfurt in Germanistik zum Thema „Andreas Gryphius und das literarische Barock“. Anschließend war er vom 22. April 1930 bis zum 18. März 1932 an der S.a.M. Lehrer für Deutschkunde (nicht identisch mit dem Schulfach Deutsch),[21] der sich sehr für das Darstellende Spiel in der schuleigenen Bühnenhalle engagierte. An der S.a.M. wurde er „Jock“ genannt. Retrospektiv wurde er von Hans Werner Henze als „hagerer anthroposophischer Pädagoge und Theatermann“ beschrieben.[22] Jockisch freundete sich ab 1930 eng mit seinem Schüler Heinz-Günther Knolle (1912–1999) an. Ab 1935 wirkte Jockisch als Spielleiter, Dramaturg, Oberspielleiter, künstlerischer Beirat, Regisseur und Intendant in Frankfurt am Main, Göttingen, Essen, Darmstadt, Kiel, Hannover, Oberhausen, Heidelberg, Bonn sowie in der Schweiz in Luzern und zuletzt in Münster.[23] Seit seiner Jugend war Jockisch mit Edgar Weil (1908–1941), dessen Bruder Hans Joseph Weil (1906–1969), mit Grete Dispeker und über diese mit Thomas Manns Kindern Erika und Klaus Mann befreundet. Er ging 1933 eine Schein-Ehe mit Gisela Günther (1905–1985) ein, damit deren uneheliches Kind, das sie mit einem Ausländer gezeugt hatte, seitens der Nationalsozialisten keine Nachteile erleben würde.[24] Nach der Scheidung 1934 verliebte sich Gisela Jockisch, geb. Günther, in Eduard Zuckmayer, den sie an der S.a.M. kennengelernt hatte und folgte diesem später ins türkische Exil. Nach der Heirat adoptierte Zuckmayer deren Tochter, Michaela „Michele“ (später verh. Schenkirz).[25] Ab 1947 lebte Jockisch mit seiner aus niederländischer Emigration zurückgekehrten Jugendfreundin Grete Weil, geb. Dispeker, zusammen, die mit seinem 1941 im KZ Mauthausen ermordeten Freund Edgar Weil verheiratet gewesen war. 1960 heirateten beide.

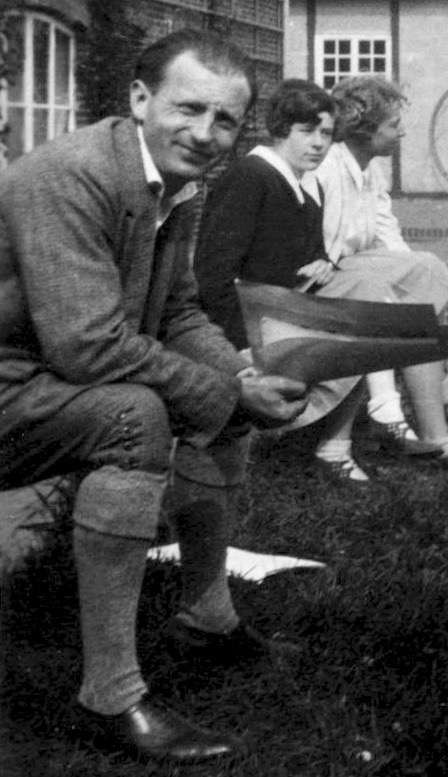
Friedrich Könekamp, um 1930

- Der promovierte Friedrich Könekamp (1897–1977) aus Offenburg hatte in Berlin, Heidelberg und München Mathematik und Philosophie studiert. Er unterrichtete um 1924 in Marburg und an der Deutschen Schule (Colegio Alemán) Sevilla, die er von 1926 bis 1928 leitete. An der S.a.M. unterrichtete er vom 1. August 1928 bis zum 1. März 1932 Mathematik, Physik und Volkswirtschaft.[26][27][28] Der bei seiner Heirat 1926 noch als evangelisch-lutherisch dokumentierte Könekamp wandte sich ganz vom Christentum ab, war sozialistisch orientiert und engagiert, plante den Aufbau einer Volkshochschule. Seine künstlerischen Aktivitäten als Maler fanden ihren Niederschlag unter anderem auf Spartakus-Plakaten. Er war Mitglied des 1919 von Paul Oestreich gegründeten Bundes Entschiedener Schulreformer. Ab 1933 stand er deshalb auf Fahndungslisten der Gestapo, so dass er über die Schweiz, Frankreich, Spanien, Portugal und Marokko nach England ins Exil musste. In der Schweiz nahm ihn seine S.a.M.-Kollegin Anna Sara Reiner vorübergehend auf. Im Exil wurde er strenggläubig römisch-katholisch. Sein schriftstellerisches und künstlerisches Werk, das überwiegend in Wales entstand, ist in seiner Heimat Deutschland weitgehend unbekannt geblieben. 1967 wurde er mit dem Bundesverdienstkreuz 1. Klasse ausgezeichnet. 1974 zog er mit seiner zweiten Ehefrau nach Neuwied, wo er verstarb. Seine Witwe kehrte nach England zurück.
- Irmgard Könekamp (1902–1969), geb. Leverkus, stammte aus der Familie, nach der 1930 die Stadt Leverkusen benannt wurde. Sie war eine Tochter des Fabrikanten der Vereinigte Ultramarinfabriken AG vorm. Leverkus, Zeltner und Consorten, Carl Alfred Wilhelm Leverkus (* 5. April 1873),[29] Sie besuchte die Oberrealschule in Marburg, legte ihr Abitur jedoch in Aachen ab. Ihren Ehemann Fritz hatte sie 1926 im Deutschen Konsulat in Málaga geheiratet. Sie hatte an der Friedrich-Wilhelms-Universität zu Berlin Kunstgeschichte studiert, unterrichtete von Ostern 1927 bis Ostern 1928 an der Deutschen Schule (Colegio Alemán) Sevilla und vom 1. August 1928 bis zum 16. Januar 1932 an der S.a.M. jedoch Englisch.[30] Die Ehe wurde am 6. September 1934, einige Monate nach der Geburt eines von ihr außerehelich gezeugten Kindes, geschieden. Irmgard Könekamp heiratete dann am 12. November 1936 in Köln den leiblichen Vater ihres Kindes.
- Der in Tübingen geborene Ernst Köpf (1901–1961) besuchte von 1907 bis 1919 die Oberrealschule Tübingen. Nach seinem Abitur studierte er bis 1923 an der dortigen Eberhard Karls Universität Naturwissenschaften und legte nach Referendariaten in Reutlingen und Tübingen das Erste und Zweite Württembergische Staatsexamen ab. Im Februar 1925 promovierte er in seiner Geburtsstadt zum Doctor rerum naturalium (Dr. rer. nat.).[31] Danach war er zwei Jahre am Lietz’schen Landerziehungsheim Schloss Buchenau tätig, bevor er am 23. April 1927 zur Schule am Meer wechselte, um dort für ein Jahr Biologie, Chemie, Physik, Geographie und Mathematik zu unterrichten.[32] Nach dem Zweiten Weltkrieg wirkte Oberstudiendirektor Dr. Köpf als Direktor des Lehrerseminars Nagold. Im Jahr 2018 veröffentlichte der Verein für Heimatgeschichte Nagold e. V. ein Buch über Köpf.[33]
- Johanna Gertraude „Gertrud“ Ernestine Kraker (* 9. August 1888 in Rheingönheim,[34] Pfalz) war das zweite Kind des niederschlesischen Fabrikanten und Gutsbesitzers Johann Richard Kraker (* 26. April 1858 im Dorf Zirlau bei Schweidnitz) und dessen Ehefrau Anna Klara Pauline (* 20. Dezember 1862 in Ober-Glauche, Landkreis Trebnitz, Niederschlesien), geborene Heidenreich. „Gertrud“ Kraker hatte zwei Schwestern, eine ältere, Johanna Hermine (* 4. September 1886), und eine jüngere, Johanna Hedwig (* 23. August 1890).[35][36] Sie absolvierte von 1908 bis 1911 das Lehrerseminar in Frankfurt am Main, bevor sie 1913 an der ersten Höheren Töchterschule (Lyzeum) Frankfurts, der von Klaudius Bojunga geleiteten Schillerschule, ihre Reifeprüfung bestand. Danach studierte sie ab dem Wintersemester 1913/14 an der Universität Freiburg, nach deren Gründung an der Universität Frankfurt am Main und an der Universität Jena die Fächer Deutsch, Geschichte und Englisch. In Freiburg wirkte sie neben Walter Benjamin im Vorstand der mit der Jugendbewegung verbundenen Freistudentenschaft.[37][38][39] Von 1914 bis 1916 übernahm sie aufgrund kriegsbedingten Lehrermangels eine Vertretung an der Frankfurter Schillerschule. 1918 absolvierte sie nach drei Semestern Heilpädagogik in Jena die Prüfung für das Höhere Lehramt, bevor sie 1919 bis 1920 erneut an der Frankfurter Schillerschule tätig war, diesmal als „Kandidatin“, und zur Studienassessorin ernannt wurde. Vom März 1920 bis zum Oktober 1922 lehrte sie in der von Martin Luserke geleiteten Freien Schulgemeinde in Wickersdorf,[3] anschließend bis Ostern 1923 in dem von Johannes Trüper gegründeten Heim für entwicklungsgeschädigte und -gestörte Kinder (Jugendsanatorium Sophienhöhe) in Jena, ab Ostern 1923 bis August desselben Jahres in der von Max Bondy und Ernst Putz geführten Freien Schul- und Werkgemeinschaft auf dem Sinntalhof in Brückenau, ab August 1923 bis 1924 in der von Bondy geführten Schulgemeinde Gandersheim,[40] 1925 bis 1927 als Studienassessorin bzw. Oberlehrerin an der von Klaudius Bojunga geleiteten Frankfurter Schillerschule.[41][42][43] Mindestens in den 1920er Jahren gehörte sie der 1913 gegründeten Vereinigung der Islandfreunde als Mitglied an,[44] die sich 1936/37 nach Instrumentalisierungsbestrebungen seitens der Nationalsozialisten auflöste.[45] Vom 20. Januar 1928 bis Ende März 1934 unterrichtete sie Deutsch, Geschichte und Englisch an der Schule am Meer auf Juist.[46] Im Februar 1934 habe sie Luserke den Erwerb des Blazers ZK 14 vorfinanziert und sei damit Namensgeberin seines Dichterschiffs Krake geworden.[47][48] Später habe sie als Studienrätin in Masurens Hauptstadt Lyck in Ostpreußen bis zum 20. Oktober 1944 an der Staatlichen Ernst-Moritz-Arndt-Schule (Oberrealschule ab 1931; später: Oberschule für Jungen) gewirkt, die ab 1941 auch als Lazarett der Wehrmacht fungierte, dann vor der anrückenden Roten Armee in Richtung Westen flüchten und in prekären Verhältnissen leben müssen. 1947 soll sie in der Sowjetischen Besatzungszone in einer „Irrenanstalt“, in der sie als Pflegerin beschäftigt war, verstorben in ihrem Bett aufgefunden worden sein. Für die Zeitspanne nach der Schließung der S.a.M. bis zu ihrem Tod finden sich bislang keine Primärbelege. Die wesentlichen Angaben dazu wurden später handschriftlich ihrem Profil im Lehrerbuch der Schule am Meer hinzugefügt.

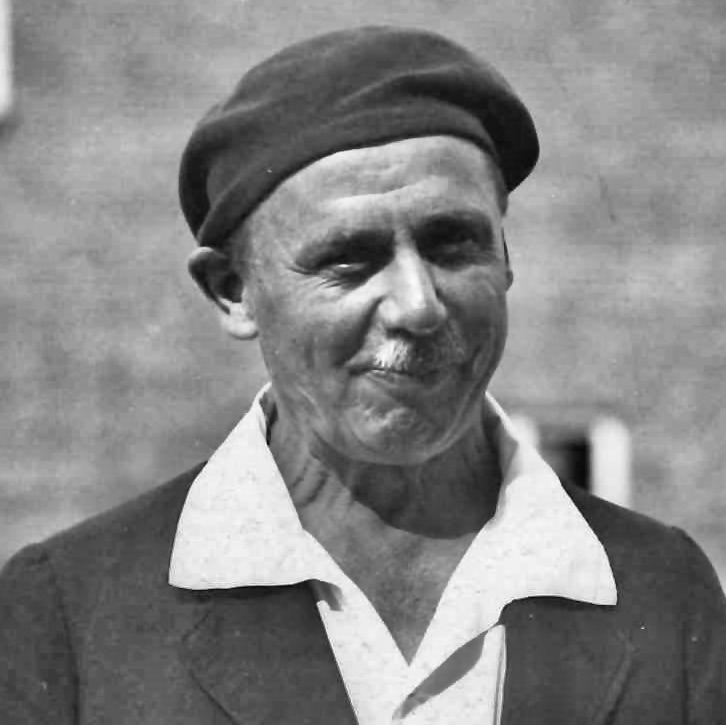
Martin Luserke, 1931

- Martin Luserke (1880–1968), genannt „Lu“, gilt als einer der bedeutenden deutschen Reformpädagogen.[49] Der Berliner war Lehrer für Deutsch- und Religionskunde (abweichend von regulärem Deutsch- und Religionsunterricht) sowie Mathematik, er wirkte als Theaterschaffender, Barde und Schriftsteller. Er sezessionierte mit Rudolf Aeschlimann, Fritz Hafner und Paul Reiner und deren Ehefrauen, elf eigenen Kindern sowie sechzehn Schülern von der Freien Schulgemeinde nach Juist und gehörte zu den Kuratoriumsmitgliedern der Stiftung Schule am Meer. Seit 1906 war er in Wickersdorf Kameradschaftsführer bzw. primus inter pares der Bären, ab 1925 auch auf Juist. Es gelang ihm unter vielen Mühen, ein neues Landerziehungsheim auf einer Sandbank zu errichten und zu betreiben sowie in der Weltwirtschaftskrise die reichsweit einzigartige, freistehende, schulische Bühnenhalle zu errichten, ein Unikat bis heute. Nach einer ebenso produktiven wie anstrengenden Zeit (siehe Hauptartikel, Abschnitt Werke) versuchte er die S.a.M. nach dem 30. Januar 1933 vor der drohenden Schließung zu bewahren, die vor dem Hintergrund des Antisemitismus und der nationalsozialistischen „Gleichschaltung“ schließlich doch erfolgte. Im Vorfeld verließen die Schüler jüdischer Herkunft 1933/34 aufgrund des Drucks Juister NS-Anhänger und -Funktionsträger das Internat. Die Lehrkräfte jüdischer Herkunft fühlten sich von Schulleiter Luserke menschlich im Stich gelassen; kollegiale Freundschaften zerbrachen dabei. Luserke priorisierte den Erhalt der S.a.M. mit Bühnenhalle, konnte jedoch kein Gegenmittel gegen den NS-Ungeist auf Juist und reichsweit finden; jeglicher Schulbetrieb in Preußen war von den Entwicklungen in Berlin abhängig. Nach der Ende März 1934 erfolgten Schulschließung wandte er sich von der Insel Juist für immer (!) ab. Der See blieb er hingegen treu, befuhr auf seinem im Februar 1934 erworbenen Blazer Krake mit seinem anfangs fünfzehnjährigen Sohn Dieter (1918–2005) rund vier Jahre lang die Küstengewässer der Nord- und Ostsee. Er schrieb phantasievolle Bücher und wurde 1935 für seinen erfolgreichsten Roman Hasko mit dem Literaturpreis der Reichshauptstadt Berlin ausgezeichnet.[50] Im NS-Staat, dessen Gliederungen er fernblieb, sich aber dennoch zu sehr anbiederte, meinte er eine Parallele zu seiner eigenen Kulturphilosophie mit völkisch-historischen Aspekten zu erkennen; der musikalisch Talentierte überhörte jedoch offenbar die vielen Dissonanzen, die Menschenverachtung und die starke Tendenz hin zur Götterdämmerung 1945. An der Meldorfer Gelehrtenschule in Holstein, seinem ersten Lehrauftrag an einer staatlichen Schule, initiierte er zwischen 1947 und 1952 die Meldorfer Spielweise, 1954 erhielt er für seine herausragenden Leistungen um das „Darstellende Spiel“ das Verdienstkreuz am Bande des Verdienstordens der Bundesrepublik Deutschland. Insbesondere seine Groteske Blut und Liebe. Ein Ritter-Schauer-Drama, die er 1906 zur Eröffnung der FSG Wickersdorf verfasste und auf die Bühne brachte, wird bis heute von Laienspiel- bzw. Amateurtheatergruppen geprobt und aufgeführt, auch in vielen Schulen. Insgesamt bleibt Luserke im Zwielicht. Sein Grabstein steht seit 2018 dort, wohin er erklärtermaßen nie wieder zurück wollte: auf Juist.
- Wolfgang Luther (* 2. April 1903 in Moskau; † 7. April 1967 in Seeheim an der Bergstraße, Hessen),[51] Sohn des evangelisch-lutherisch geprägten Literaturwissenschaftlers, Bibliothekars, Übersetzers und Dolmetschers Arthur Luther (1876–1955),[52] heiratete nach seiner Promotion zum Doctor rerum naturalium (Dr. rer. nat.) am 31. Januar 1931 in Berlin-Charlottenburg die Studentin Emma Elfriede Ziener (* 29. September 1904 in Berlin).[53][54] Ein Vierteljahr später nahm er seinen Dienst an der Schule am Meer auf, wo er vom 20. April 1931 bis zum 15. Juli 1932 die Fächer Biologie, Chemie und Erdkunde unterrichtete. Am 14. Januar 1935 wurde er von seiner Ehefrau geschieden.[55] Wolfgang Luther wirkte später auf dem Gebiet der strahlenbiologischen Grundlagenforschung an der Technischen Hochschule in Darmstadt sowie als ordentlicher Professor für Zoologie am Zoologischen Institut der Philipps-Universität Marburg und Direktor des Zoologischen Instituts an der TH Darmstadt.[56][57][58] Sein Nachlass wird im Archiv der Technischen Universität Darmstadt verwahrt.[59]

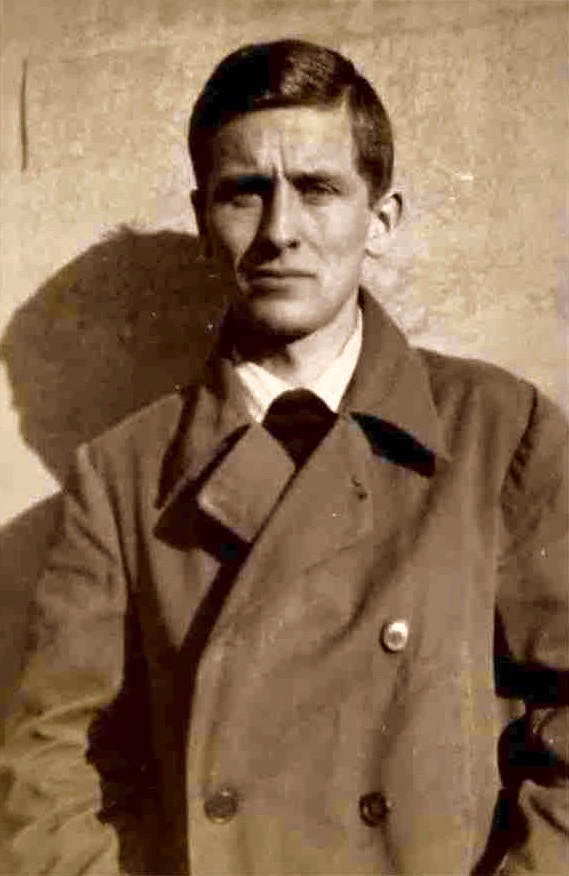
Heinrich Meyer, 1929

- Heinrich Meyer (1904–1977) war direkt nach seinem Studienabschluss von 1929 bis 1931 an der Schule am Meer Lehrer für Latein, Englisch und Deutschkunde (nicht identisch mit dem Schulfach Deutsch). Im Frühjahr 1931 wurde er Mitglied der Außengemeinde.[60] Schon im Sommer 1930 hatte er in Bremen die Crefeld des Norddeutschen Lloyd via Galveston mit Ziel Houston bestiegen und seine beruflichen Optionen in den Vereinigten Staaten erkundet.[61] Dort lehrte der Franke als Professor für Deutsch und Literatur an diversen Hochschulen. 1939 ermöglichte er dem deutschen Literaturwissenschaftler Eduard Berend die rettende Flucht vor Deportation und Tod.[62] 1972 wurde Meyer mit dem Verdienstkreuz I. Klasse des Verdienstordens der Bundesrepublik Deutschland ausgezeichnet. Bis zu seinem Lebensende war er mit seinem S.a.M.-Kollegen Fritz Rittmeyer freundschaftlich verbunden. Durch den an der Schule am Meer betriebenen Gartenbau blieb Meyer zeitlebens stark an dieser Thematik interessiert. Er sammelte und studierte u. a. eine Vielzahl deutsch- und fremdsprachiger Bücher aus mehreren Jahrhunderten zum Themenkomplex. Außerdem pflanzte er über die Jahrzehnte hinweg auch selbst Tausende von Blumenzwiebeln an, wobei es ihm die im Frühjahr blühenden Hyazinthen, Narzissen und Tulpen besonders angetan hatten.[63]
- Otto Müller (* 1. Mai 1905 in Richterswil, Kanton Zürich, Schweiz) absolvierte das Lehrerseminar in Küsnacht und besuchte Kurse für französische Sprache und Literatur an der Universität Lausanne, bevor er vom 6. Mai 1925 bis zum 12. September 1926 in der Schule am Meer die Fächer Französisch, Biologie, Chemie, Physik und Mathematik unterrichtete.[64] In Zürich promovierte er zum Doctor philosophiae (Dr. phil.) und wurde Leiter der Verkäuferinnenschule Zürich, einer bereits 1912 erfolgten Ausgründung der dortigen Gewerbeschule.

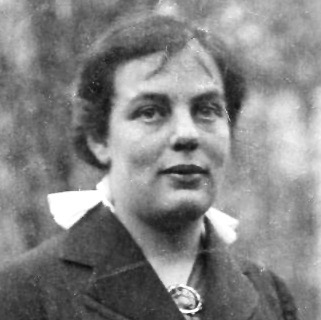
Anna Sara Reiner, 1916

- Die aus Frankfurt am Main stammende Anna Sara Reiner (1891–1972) wirkte von 1920 bis 1925 als staatlich geprüfte Krankenpflegerin und Hilfslehrkraft für Deutschkunde und Rechnen der jüngsten Schüler in der Freien Schulgemeinde,[65][66] danach bis 1933 in der Schule am Meer auf der Nordseeinsel Juist. Sie war eine Tochter des Mitbegründers der Frankfurter Metallgesellschaft AG, Zachary Hochschild, und dessen Ehefrau Philippine (1859–1931), geb. Ellinger. Vom Sommersemester 1914 bis einschließlich Sommersemester 1916 hatte „Anni“ Reiner in München, Heidelberg und Frankfurt am Main Philosophie und Literaturgeschichte studiert, das Studium dann jedoch wegen ihrer bevorstehenden Hochzeit ohne akademischen Abschluss abgebrochen. Rund ein Jahr nach der Hochzeit wurde die erste von vier Töchtern geboren. Ab Frühjahr 1924 war „Anni“ Reiner Teil der beginnenden Sezession um Martin Luserke, Rudolf Aeschlimann und ihren Mann Paul Reiner, die sich aufgrund der Oppositionsbewegung gegen den pädophilen (hier: päderastischen) Straftäter Gustav Wyneken und dessen Mittäter innerhalb des Lehrerkollegiums (z. B. Fernand Petitpierre) gebildet hatte. Bezeichnenderweise bestand diese Opposition aus Ehepaaren, die eigene Kinder hatten, die auf dem Areal der F.S.G. aufwuchsen und dort zum Teil auch Unterricht hatten. Es ging jedoch auch um grundsätzlich gegenläufige pädagogische Themen und eine daraus resultierende Lagerbildung innerhalb des Lehrerkollegiums und der Schülerschaft, die seit spätestens 1919 zu täglichen Konfrontationen führte. „Anni“ Reiner soll aufgrund ihres familiären Hintergrundes eine finanzkräftige Förderin der S.a.M. gewesen sein (bis auf die Spende eines Flügels aus zweiter Hand aus dem Erbe ihrer Mutter Philippine Hochschild im Jahr 1932 bislang unbelegt), ein Umstand, der nach dem 30. Januar 1933 zu Problemen führte, als die Nationalsozialisten jüdische Lehrkräfte, Schülerinnen und Schüler herausdrängten und die Koedukation rückgängig machten, um das weibliche Element zurück an Heim, Herd, Bett und Wiege zu nötigen. Studierte und emanzipierte „Frauenzimmer“ waren in der propagierten NS-„Volksgemeinschaft“ tendenziell unerwünscht. 1912 hatte „Anni“ Reiner ihren Vater und 1931 ihre Mutter verloren, 1932 ihren evangelischen Ehemann. Die christliche Taufe ihrer Töchter im Jahr 1933 half nicht gegen Diskriminierung und Ausgrenzung.[67] Zusammen mit ihren Töchtern setzte sie sich 42-jährig über Zürich ins Tessin ab, wo sie oberhalb des Lago Maggiore ein Haus (Casa Reiner) errichten ließ, das Freunden, Verwandten, bekannten und unbekannten Flüchtlingen aus dem NS-Staat offen stand, beispielsweise S.a.M.-Absolvent Werner Rings und S.a.M.-Musiker Eduard Zuckmayer.[68] Anfang der 1960er Jahre veröffentlichte sie im Dressler Verlag ein illustriertes Jugendbuch (Mein Freund Elio), das aus dem Deutschen in die französische und niederländische Sprache übersetzt wurde.[69] Im Alter von 81 Jahren verstarb sie.[70]

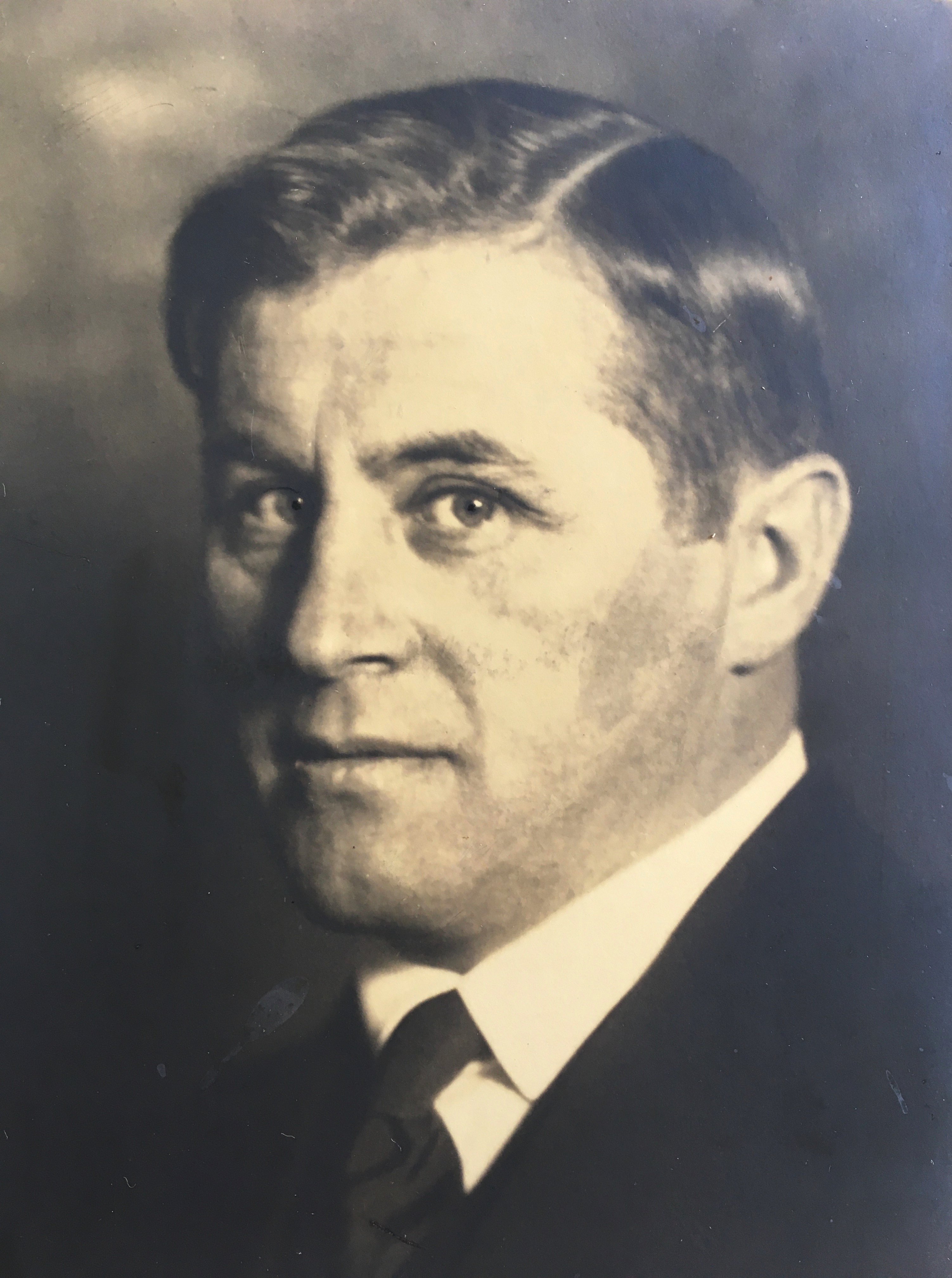
Paul Reiner, um 1930

- Paul Reiner (1886–1932), Lehrer für Chemie und Physik. Der Franke promovierte in Chemie, kam aus der Jugendbewegung und war Mitbegründer des ersten deutschen Abstinenten-Jugendbundes sowie des süddeutschen Wandervogels. Er gehörte zum Kreis um den Dichter Stefan George, war während seines Studiums Assistent des Nationalökonomen und Soziologen Alfred Weber und 1919 Mitglied des Vorstandes der revolutionären Entschiedenen Jugend Deutschlands (EJD). Zudem war er Mitarbeiter des marxistisch-leninistischen Politikers Karl Korsch im thüringischen Regierungskabinett aus SPD und KPD. An der Schule am Meer, zu der er mit Rudolf Aeschlimann, Fritz Hafner und Martin Luserke von der Freien Schulgemeinde Wickersdorf wechselte, gab er die Blätter der Außengemeinde der Schule am Meer heraus (siehe Hauptartikel, Abschnitt Werke). Darüber hinaus leitete er das „Seminar“ der S.a.M., das gesellschaftliche, politische und kulturelle Themen aufgriff. Für die Staatsbürgerkunde war er durch das Studium seiner weiteren Fächer Soziologie und Philosophie befähigt.[71] Zusammen mit seinen Naturkunde-Kollegen Erna Vohsen (* 1904), Max Oettli (* 1903) und Fritz Hafner legte er, der auch Mineralogie studiert hatte, die Lehrmittelsammlung der S.a.M. an. Er gehörte zu den Kuratoriumsmitgliedern der Stiftung Schule am Meer und wechselte sich zeitweise mit Luserke in der Schulleitung ab. Er war seit Wickersdorf Kameradschaftsführer bzw. primus inter pares der Pinguine, ab 1925 auch auf Juist. Zusammen mit seiner Ehefrau und den vier Töchtern Renate (* 1917), Eva (* 1919), Ruth (* 1922) und Karin (* 1931) wohnten sie im südlichen Teil der Arche, in der auch die Primaner untergebracht waren. Paul Reiners früher Tod in Zürich war für die S.a.M. schmerzhaft und hinterließ eine große Lücke.
- Der in Winterthur im Kanton Zürich geborene Jakob Fritz Rittmeyer (1903–1981) war Lehrer für Deutschkunde und Geschichte an der S.a.M. Er hatte 1927 an der Universität Zürich zum Thema Das Problem des Tragischen bei Jakob Michael Reinhold Lenz promoviert.[72][73][74] Die Tätigkeit auf Juist war seine erste als Lehrer nach Studienabschluss und Promotion. Ihn verband eine enge Freundschaft mit Heinrich Meyer, der zeitgleich mit ihm an der S.a.M. unterrichtete.[63] Rittmeyer heiratete 1936, bekam mit seiner Ehefrau Verena (1916–2004) vier Kinder und lehrte am Seminar Küsnacht, das er als dessen Vizedirektor nach Kriegsende wegen politisch begründeter Dispute vorübergehend verlassen musste. Seine Rehabilitation folgte erst Jahre später.[75] Er war auch als Autor tätig.[76]
- Günther Rönnebeck (1901–1986) unterrichtete Deutschkunde, Geschichte und Englisch an der Schule am Meer. Er wurde nach dem Zweiten Weltkrieg von Adolf Grimme ins Oberpräsidium Hannover geholt und war dort zunächst Referent für Schulreform. Nach der Gründung des Landes Niedersachsen war er ab 1947 als Oberschulrat und ab 1952 als Ministerialdirigent Abteilungsleiter für Schulangelegenheiten. Als Mitautor war er u. a. an Unterrichtsmaterial für die Gemeinschaftskunde an Gymnasien beteiligt.[77][78][79][80][81]
- Alfred Schlageter (* 23. Juli 1892 in Luzern, Schweiz; † 1972) absolvierte das Lehrerseminar in seiner Geburtsstadt und besuchte ab 1913 das Konservatorium in Stuttgart, um dort bei Max von Pauer Klavier und bei Joseph Haas Komposition zu studieren.[82] Später besuchte er das Konservatorium Zürich und das Konservatorium Mailand. Ab 1916 lebte er in München und studierte dort bei Friedrich Klose an der Akademie für Tonkunst. Er gab Konzerte und übernahm eine Lehrtätigkeit, bevor er am 30. Mai 1925 an die Schule am Meer kam, um dort bis Ende August desselben Jahres Musikstunden zu geben und das musikalische Vorspiel zu betreuen.[83]
- Gerhart Sieveking (* 28. Juni 1901 in Freiburg im Breisgau; † 16. April 1945 in Dwergte)[84][85] unterrichtete vom 15. Oktober 1932 bis zum 26. März 1934 an der Schule am Meer die Fächer Deutschkunde, Geschichte und Latein. Sein Vater war der Historiker und Nationalökonom Heinrich Sieveking, seine Großväter Karl Sieveking und Johannes Daniel Benda. Gerhart Sieveking wuchs in Freiburg, Marburg und Zürich auf; sein Abitur bestand er am Zürcher Freien Gymnasium. Anschließend studierte er an der Eidgenössischen Technischen Hochschule bei dem Philosophen Fritz Medicus, an der Ruprecht-Karls-Universität Heidelberg bei Friedrich Gundolf, wo er auch durch Stefan George stark beeinflusst wurde, und an der Universität Hamburg, wo er mit einer Dissertation zum Thema Jean Paul und seine Stellung zur Antike und ihrem Wiederaufbau im Neuhumanismus zum Doctor philosophiae (Dr. phil.) promovierte. Zwei Jahre wirkte er als Assistent des Reformpädagogen Peter Petersen in Jena, befasste sich mit Sozialpolitik und hielt Vorträge in Arbeiterheimen. Nach dem Abschluss seines Referendariats gelangte er zur Schule am Meer nach Juist. Während der Zeit des Nationalsozialismus erhielt er wegen seines dokumentierten Bezugs zur SPD keinen Zugang, um an staatlichen Schulen zu unterrichten. Im Sommer 1934 wich er deshalb in die Schweiz aus, wo er bis zum März 1943 als Lehrer am Lyceum Alpinum Zuoz wirkte. 1937 heiratete er im Engadin und bekam zwei Söhne. Im April 1943 erhielt er von der Wehrmacht seinen Stellungsbefehl. Zusammen mit seiner Ehefrau und beiden kleinen Kindern zog er in die Nähe seiner Eltern nach Hamburg-Groß Flottbek. Er selbst rückte am 1. Oktober 1943 in die Rekrutenschule ein. Noch 1944 übersetzte er die Hamlet-Sage des Saxo Grammaticus aus dem Lateinischen. Gerhart Sieveking soll während einer der letzten Panzerschlachten im Oldenburger Land gefallen sein.[86]
- Kurt Sydow (1908–1981) aus Pommern hatte in der Reichshauptstadt ab 1925 Violine studiert und gehörte ab 1927 der Meisterklasse bei Josef Wolfsthal an. Während seines Studiums lernte er in Berlin Georg Götsch kennen und kam mit der Jugendmusikbewegung in Berührung, als er unter der Leitung von Helmut Mönkemeyer an einer Singwoche in Hildesheim und an der Staatlichen Akademischen Hochschule für Musik in Berlin an den offenen Singstunden unter Fritz Jöde teilnahm. Durch Herbert Just (1898–1975), den Leiter der Musikantengilde in Berlin, den Sydow während eines Musikfests des Instrumentenbauers Arnold Dolmetsch in England kennenlernte, kam Sydow nach Juist. Just hatte ihm empfohlen, zur Schule am Meer zu gehen. Von 1929 bis 1932 war Sydow neben Eduard Zuckmayer als Musikerzieher an der S.a.M. tätig und beteiligte sich dort durch eigene Kompositionen am Darstellenden Spiel.[87] Als Nikolaus, der eine Chronik der Zeit als launig gereimte Epistel vortrug, überzeugte Sydow insbesondere die jüngeren S.a.M.-Schüler.[88] Mit Helene Aeschlimann blieb er ebenso in Kontakt wie mit Eduard Zuckmayer nach dessen Emigration, dessen türkischen Musik-Lehramtsstudenten Sydow Gastaufenthalte in Deutschland vermittelte.[89] Von 1932 bis 1939 war Sydow am Musikheim in Frankfurt (Oder) unter Georg Götsch tätig, der stattdessen ursprünglich zur S.a.M. kommen wollte. Sydow wurde später Professor für Musik und Rektor der Adolf-Reichwein-Hochschule in Osnabrück. Er befasste sich in Publikationen mit seinen früheren Kollegen Martin Luserke und Eduard Zuckmayer.[90]

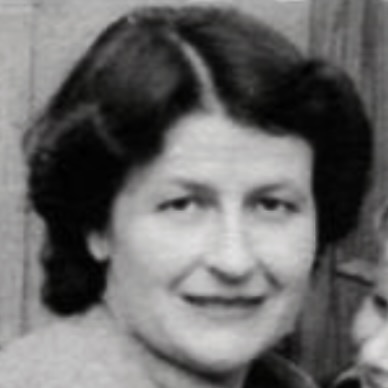
Erna Vohsen, ca. 1941/42

- Erna Miranda Julia Vohsen (* 1. Januar 1904 in Berlin; † 3. Oktober 1980 ebda.) unterrichtete 1930/31 an der Schule am Meer Mathematik und Physik.[91] 1928 hatte sie an der Friedrich-Wilhelms-Universität Berlin mit einer Dissertation über Röntgenuntersuchungen an Metallen promoviert.[92] Gemeinsam mit Fritz Hafner, Max Oettli und Paul Reiner legte sie die Lehrmittelsammlung der S.a.M. an. Im Frühjahr 1930 trat sie der Außengemeinde als Mitglied bei.[93] Ihre 1931 vorgelegte Assessorarbeit, die auch Abbildungen enthält, befasste sich mit dem Physikunterricht an der Schule am Meer. Von 1932 bis 1934 war sie Lehrerin für Mathematik, Physik und Chemie an der Deutschen Schule Athen. Am 6. August 1935 verließ Vohsen ihre Heimat an Bord der Bremen des Norddeutschen Lloyd nach Southampton.[94] Im Vereinigten Königreich heiratete sie am 26. September 1937 den (jüdischen) Architekten, Stadtplaner, Deklamator, Theaterregisseur und Bühnenbildner Hermann Herrey (geboren als Hermann Zweigenthal am 4. April 1904 in Wien, Österreich-Ungarn; gestorben am 7. Oktober 1968 in New York City, New York, Vereinigte Staaten), einen Schüler des Architekten Hans Poelzig. Für Zweigenthal (Herrey) war es die zweite Ehe; seine erste Ehefrau Dorothee war früh verstorben.[95] Erna Vohsen, beste Freundin von Dorothee Zweigenthal, zog ab Herbst 1936 deren kleinen Sohn mit auf. Wohnhaft war das Ehepaar zunächst unter der Anschrift 20 Carlton Hill in London N.W.8, der City of Westminster (Gebäude besteht noch),[96] bevor es im Jahr 1940 über Kanada in die USA emigrierte. Die Gelegenheit dazu ergab sich durch eine Einladung von Walter Gropius namens der Harvard University an Hermann Herrey, dort Vorlesungen über Theaterbau und Bühneninszenierungen zu halten. Auf diese Weise entging das Ehepaar sowohl der Luftschlacht um England als auch einer Internierung als Enemy Aliens (feindliche Ausländer) im Vereinigten Königreich. Das Ehepaar untersuchte während des Krieges zusammen mit dem Architekten Constantin Alexander Pertzoff (1899–1970) die Verkehrsbe- und -entlastung New Yorks, eine Arbeit, die 1944 u. a. im Time Magazine veröffentlicht wurde.[97] Am 2. April 1946 wurde Erna Herrey, geb. Vohsen, naturalisiert, ergo eingebürgert.[98] 1954 besuchte Erna M. J. Herrey ihre Freundinnen Christl Gebauer und Barbara Weyl, geb. Thilo, in Konstanz, wo ihr Ehemann zu dieser Zeit tätig war.[99] Erna M. J. Herrey wirkte als Professorin für Physik am Queens College der City University of New York und war dort Mitglied der Doctoral Faculty. Sie entdeckte eine Struktur von Ovalen in der Formel der Steinerschen Fläche: y² z² + z² x² + x² y² + zyx = 0. Sie nahm vom 1. April 1958 bis zum 30. September 1960 eine Gastprofessur in der Abteilung Physik der Fakultät II für Allgemeine Ingenieurwissenschaften an der Technischen Universität Berlin wahr.[100] Sie verstarb 76-jährig.[101]

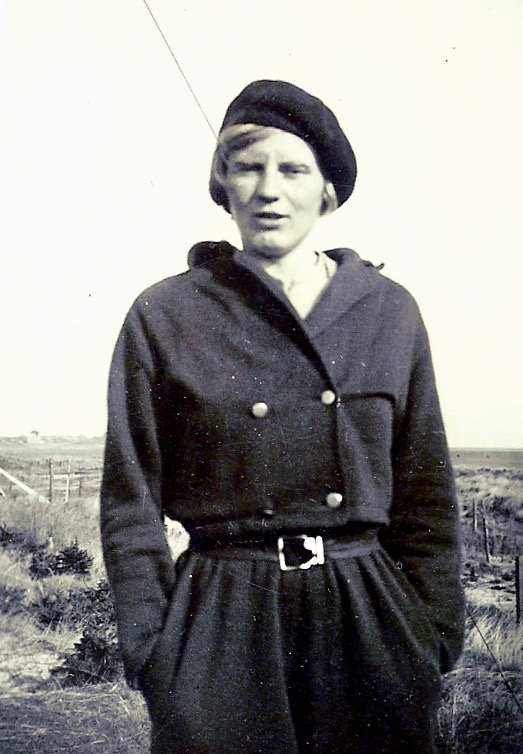
Erne Wehnert auf Juist, um 1930

- Erna Wehnert (1900–1985), genannt „Erne“, auch: „Fock“, war Lehrerin für Englisch und Latein an der S.a.M.[28] Ausweislich des Logbuches der Schule am Meer engagierte sie sich dort stark für das schulische Segeln,[102] das Tauchbaden[103] in der See und das Darstellende Spiel.[104] Ihre jüngere Schwester Hild Wehnert (1911–1996) bestand ihr Abitur im Frühjahr 1930 an der S.a.M.[105] und trat deren Außengemeinde als Mitglied bei.[93] Zusammen mit Dieter und Martin Luserke sowie Beate Köstlin (später: Uhse) fuhr Erne Wehnert auf Luserkes Krake mit.[106] Nach Kriegsende erinnerte sie das Fischland an der mecklenburgischen bzw. vorpommerschen Ostseeküste an Juist. Ab Oktober 1946 leitete sie die beiden Schulen in Althagen (Mecklenburg) und Ahrenshoop (Vorpommern) und baute dort den Schulbetrieb engagiert wieder auf.[107][108][109] Die von Rudolf Aeschlimann betreute Subsistenzwirtschaft der Schule am Meer griff Wehnert in Althagen und Ahrenshoop ebenso auf wie Luserkes Darstellendes Spiel, das sie mit der von ihr gegründeten Fischländer Spielschar adaptierte.[110] In Ahrenshoop erinnert man sich noch heute gern an die dort bis 1970 beruflich wirkende Schulleiterin und Lehrerin; ihr zu Ehren wurde der Erne-Wehnert-Weg des Seebades im Ortsteil Niehagen benannt, in dem sie verstorben ist. Sie wurde auf dem Friedhof der Schifferkirche beigesetzt.[111]

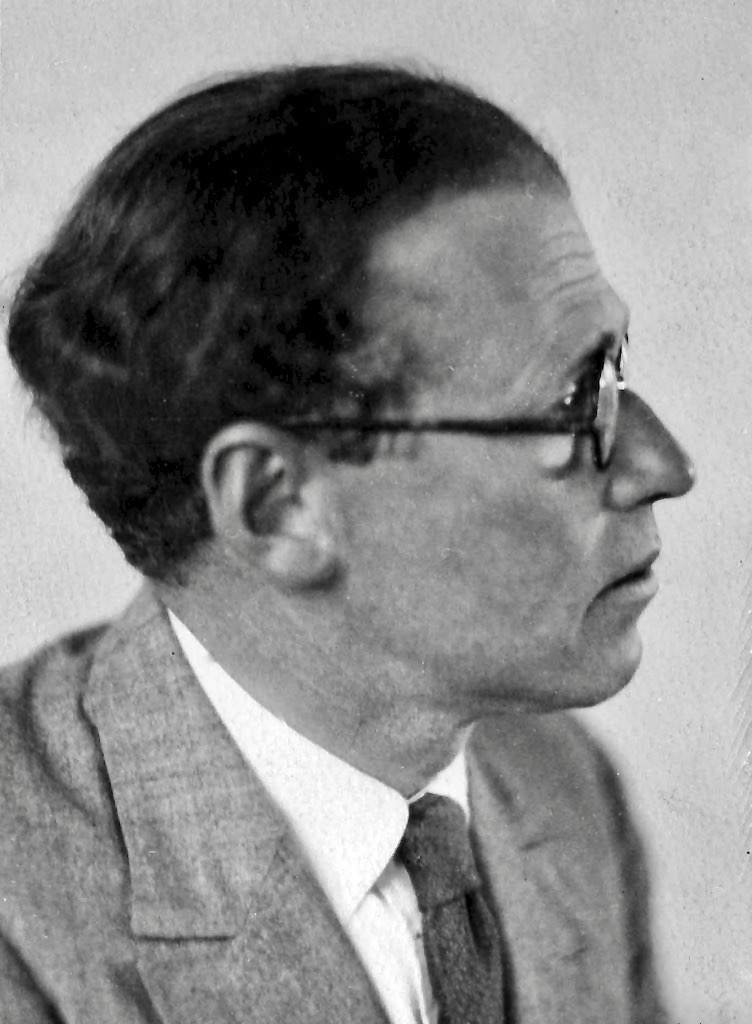
Eduard Zuckmayer, um 1927

- Eduard Zuckmayer (1890–1972), genannt „Zuck“, Musikpädagoge, Komponist, Dirigent und Pianist aus Rheinhessen, ist der ältere und als hochbegabt eingestufte Bruder des Schriftstellers Carl Zuckmayer (Der Hauptmann von Köpenick).[112][113] In München studierte er Rechtswissenschaften und Musik, dirigierte am Stadttheater Mainz und lehrte am Mainzer Konservatorium. 1925 folgte er einem Ruf Luserkes nach Juist und brach dafür eine sehr aussichtsreiche Karriere als Konzertpianist ab. In der Schule am Meer gefiel es ihm so gut, dass er sich dort mit großem Elan und einem hohen Maß an Produktivität engagierte (siehe Hauptartikel, Abschnitt Werke), dort als Kameradschaftsführer bzw. primus inter pares der Delphine fungierte und bis zur Schulschließung 1934 blieb. Nach einem kurzen Intermezzo an der Odenwaldschule wurde er 1935 aus „rassischen“ Gründen aus der Reichskulturkammer (RKK) ausgeschlossen. Nach seiner durch Paul Hindemith vermittelten Emigration in die Türkei wurde er im Auftrag von Staatspräsident Mustafa Kemal Atatürk zum prägenden Gestalter der türkischen Musikpädagogik, in die er Grundsätze der deutschen Jugendmusikbewegung integrierte.[114] Er bildete bis 1970 nahezu sämtliche türkischen Musiklehrer aus und blieb dort bis heute eine angesehene und erinnerte Persönlichkeit.[115][116] Gisela Jockisch (1905–1985), geborene Günther,[24] die nominelle Ehefrau seines Kollegen Walter Jockisch, die er an der S.a.M. kennengelernt hatte, folgte ihm mit ihrer kleinen Tochter „Michele“ (später verh. Schenkirz) 1938 nach Ankara. Nach der Heirat 1947 adoptierte er das Mädchen. Er blieb der S.a.M. zeitlebens verbunden und unterhielt bis zu seinem Tod freundschaftliche Kontakte zu ehemaligen Schülern wie beispielsweise Oswald Graf zu Münster Freiherr von Grothaus. Für den Ex-Vorstandsvorsitzenden der Daimler AG, Edzard Reuter, war Zuckmayer ein „sehr feiner, ein sehr stiller Mann“. Von diesem sei eine Atmosphäre ausgegangen, die „ganz einzigartig“ war, „wenn er sich ans Klavier setzte und spielte“.[25] Ein Dokumentarfilm aus dem Jahr 2015 beleuchtet Zuckmayers Wirken.[117]

## Bekannte Schüler

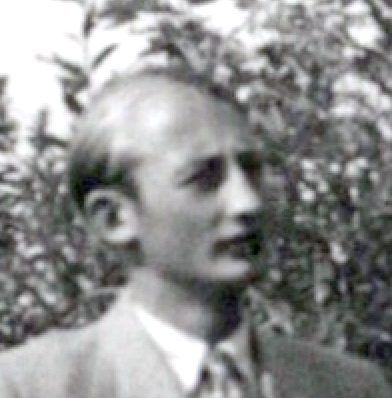
Thomas Adolph, ca. 1932

- Thomas Viktor Adolph (* 7. September 1914 in Bochum; † 21. November 1997 in Kiel) war ein Sohn des BEWAG-Direktors Johannes Adolph. Er besuchte zunächst das private Pädagogium Waldsieversdorf (Höhere Bildungseinrichtung)[118][119] am Großen Däbersee bei Buckow in der Märkischen Schweiz, bevor er am 29. August 1931 in die Obersekunda (OII; Jahrgangsstufe 11) der Schule am Meer wechselte, wo er im März 1934 neben Walther Karl Halberstadt, Jens Uwe Köster, Wilhelm Lienau, Franz-Johannes Schmidt-Dumont, Ruprecht Weise und Franz Gustav Karl Worch die Reifeprüfung bestand.[120] Von 1934 bis 1936 absolvierte er bei der Franckh’schen Verlagshandlung in Stuttgart eine Lehre und studierte anschließend Zeitungswissenschaft an der Friedrich-Wilhelms-Universität zu Berlin. Als Soldat der Wehrmacht nahm er am Zweiten Weltkrieg teil. Ab 1947 arbeitete er für den Nordwestdeutschen Rundfunk und ab Mitte der 1950er Jahre für dessen norddeutsches Spin-off Norddeutscher Rundfunk. Von 1949 bis 1964 wirkte er als Studioleiter in Flensburg.[121] 1964 wurde er vom NDR zum Direktor des Landesfunkhauses Kiel berufen, eine Funktion, die er bis 1971 ausübte.[122] 1966 wurde er mit dem Ritterkreuz des dänischen Dannebrogordens geehrt, 1971 mit dem Verdienstkreuz 1. Klasse des Verdienstordens der Bundesrepublik Deutschland und 1980 mit dem Ritterkreuz 1. Klasse des dänischen Dannebrogordens. Ab 1970 war er Gründer und langjähriger Präsident der Deutsch-Dänischen Gesellschaft. Als Kinderbuchautor und -illustrator wurde er schon in der Nachkriegszeit aktiv, nach seiner Pensionierung in den 1970er Jahren durch zusätzliche Titel auch in plattdeutscher Version ergänzt. Er verstarb im Alter von 83 Jahren und wurde auf dem Nordfriedhof in Kiel beigesetzt.
- Gottfried Bruno Ahrends (geboren 26. Februar 1917 in Steglitz bei Berlin, Landkreis Teltow; gestorben in Südafrika) war das jüngste von vier Kindern des renommierten (jüdischen) Berliner Architekten Bruno Ahrends und dessen Ehefrau Johanna (1882–1970), geborene Springer. Gottfried besuchte zunächst die Oberrealschule Zehlendorf mit Reform-Realgymnasium (heute: Schadow-Gymnasium) in der Beuckestraße 27–29. Von dort wechselte er am 17. April 1928 in die Quinta (Jahrgangsstufe 6) der Schule am Meer auf die Nordseeinsel Juist, wo er bis zum 19. Dezember 1931 verblieb, während der Weltwirtschaftskrise jedoch aus pekuniären Gründen („pec. causa“) abging.[123] Genau während Gottfrieds Aufenthalts im Loog entwarf sein Vater 1929 die Baupläne für eine freistehende Bühnenhalle des Landerziehungsheims und weitere Schulgebäude. Realisiert wurde davon 1930/31 zunächst nur die für Schulleiter Luserke im Fokus stehende Bühnenhalle für das Darstellende Spiel, denn die Baukosten mussten größtenteils durch Spenden generiert werden,[124][125] während der Freistaat Preußen (hier: das durch Adolf Grimme (SPD) geführte Preußische Staatsministerium für Wissenschaft, Kultur und Volksbildung und das Zentralinstitut für Erziehung und Unterricht unter Franz Hilker und Ludwig Pallat) 25 Prozent der Baukosten als Zuschuss beisteuerte.[126] Die S.a.M.-Schüler stifteten die Eintrittsgelder zu ihren Theatervorführungen, die auch auf Profibühnen deutscher Großstädte stattfanden. Mit dem Preußenschlag (Staatsstreich) endete jegliche staatliche Unterstützung für die Schule am Meer durch die bis dahin demokratische preußische Staatsführung der Weimarer Zeit. – Gottfrieds älterer Bruder Steffen (geboren am 16. August 1907 in Berlin; gestorben am 31. Oktober 1992) hatte bis zu seiner Reifeprüfung im März 1924 das reformpädagogische Landerziehungsheim Schondorf für Knaben besucht, direkt danach die Technische Hochschule Charlottenburg und von 1925 bis 1929 das Staatliche Bauhaus in Weimar unter Otto Bartning und Ernst Neufert absolviert. 1930/31, als sein Vater Bruno die S.a.M.-Bühnenhalle errichtete, arbeitete Steffen in dessen Architekturbüro mit. Die Familie Ahrends sah sich während der Zeit des Nationalsozialismus genötigt, wegen ihrer jüdischen Abstammung 1936 das Land zu verlassen. Gottfried und Steffen gelang es auf Umwegen, 1937 nach Südafrika zu emigrieren. Dort heiratete Gottfried und bekam zwei Söhne. Auch dort jedoch waren sie Antisemitismus ausgesetzt, insbesondere durch Vertreter einer Burenpartei, die später der Apartheid-Regierung Südafrikas angehörten.

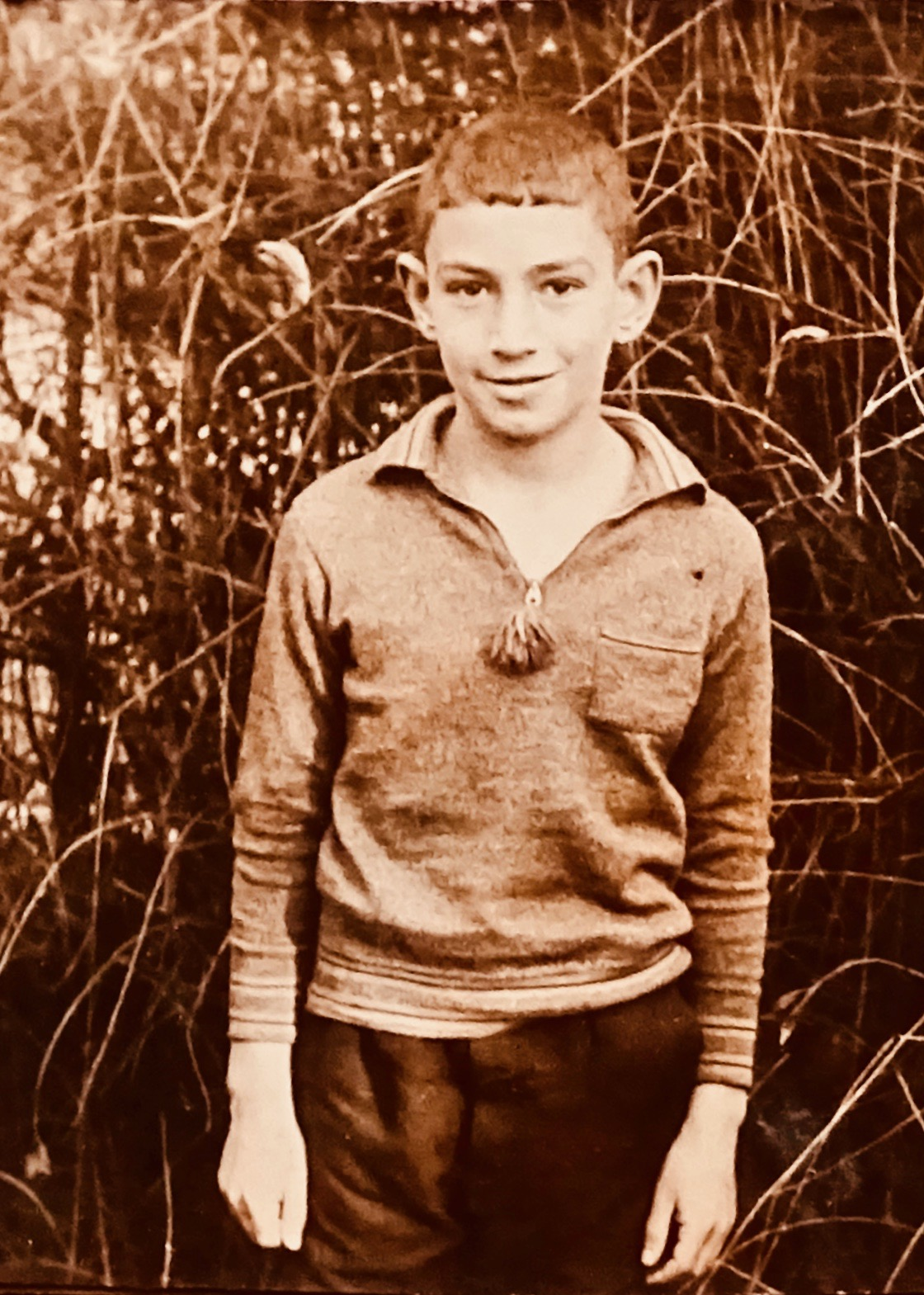
Klaus Bamberger, ca. 1931

- Klaus Philipp Bamberger (geboren 23. September 1920 in Bamberg; gestorben 23. Dezember 2008 in New York City, New York, USA) war das zweite Kind und der einzige Sohn des oberfränkischen Unternehmers, Kunstsammlers und -mäzens Otto Bamberger und dessen Ehefrau Henriette „Jetta“ (1891–1978), geborene Wolff. Klaus kam direkt nach der Volksschule als Sextaner (Jahrgangsstufe 5) am 18. April 1931 zur Schule am Meer nach Juist, wo er bis zum 17. Dezember 1933 verblieb.[127][128] Im dortigen Loog wohnte Klaus seinerzeit wie die anderen jüngsten S.a.M.-Schüler zunächst im „Bug“ des Hauses Neufundland, in dem Fräulein Leonore Luise Neumann (1879–1939) „mit energischer Hand“ regierte, wie sich seine gleichaltrige Mitschülerin Maria Becker erinnerte.[129] Neben Maria Becker freundete er sich mit Lorenz Hafner (1919–1982), Karl „Karlchen“ Gustav Plump (* 21. September 1918) und Ruth „Ruthli“ Elisabeth Reiner (1922–1948) an, letztere eine Tochter des S.a.M.-Lehrerehepaars Anni und Paul Reiner. Über den vorzeitigen Tod seines Vaters Otto Bamberger im September 1933 informierte Schulleiter Martin Luserke den 12-Jährigen in seinem Arbeitszimmer im Obergeschoss der Bühnenhalle. Durch den Druck Juister Nationalsozialisten auf die S.a.M., der trotz internem Widerstand seitens Schülern und Lehrern zur Gründung einer HJ-Gruppe im Internat führte, wechselte Klaus, um NS-Diskriminierung auszuweichen, Anfang Januar 1934 in das elitäre Voralpine Knaben-Institut Dr. Schmidt im schweizerischen St. Gallen.[130] Am 10. Januar 1938 emigrierte Klaus von Süddeutschland aus 17-jährig über Le Havre an Bord der S.S. Manhattan nach New York City in die Vereinigten Staaten, wo er zunächst bei seinem Großonkel, dem Fabrikmitbesitzer und Mäzen Gus Bamberger in Cleveland im US-Bundesstaat Ohio wohnen und dort die High School besuchen durfte. Dass er diese Zeit weitgehend auf sich selbst angewiesen habe meistern können, führte Klaus auf die Erziehung zu eigenverantwortlichem selbständigen Handeln in der Schule am Meer zurück.[131]
- Ruth Bamberger (geboren 14. Oktober 1914 in Lichtenfels, Oberfranken, Bayern; gestorben 1983 in den USA) war das erstgeborene Kind und die einzige Tochter des oberfränkischen Unternehmers, Kunstsammlers und -mäzens Otto Bamberger und dessen Ehefrau Henriette „Jetta“ (1891–1978), geborene Wolff. Ruth besuchte ab 1925 die Freie Schulgemeinde in Wickersdorf bei Saalfeld im Thüringer Wald,[132] bevor sie am 28. September 1930 in die Untersekunda (UII; Jahrgangsstufe 10) der Schule am Meer auf die Insel Juist wechselte.[133][134] Am 18. April 1931 wurde dort auch ihr 10-jähriger Bruder Klaus (1920–2008) als Sextaner (Jahrgangsstufe 5) eingeschult. Die Mutter Henriette „Jetta“ hatte ihre Tochter bei der Einschulung nach Juist begleitet; ihr Vater Otto besuchte seine beiden Kinder auf Juist,[129] per Foto im Loog mit Ruth am Rhönrad dokumentiert. 1933 verließ Ruth nach Abschluss der Unterprima die Schule am Meer.[133] Danach absolvierte sie in Berlin eine Ausbildung als Erzieherin am Jüdischen Seminar für Kindergärtnerinnen und Hortnerinnen unter der Leitung der promovierten Lina Wolff (1897–1975). Diese war eine Schwester von Ruths Mutter und somit Ruths Tante. Während dieser Ausbildung absolvierte Ruth ein Praktikum im Jüdischen Landschulheim des Hugo Rosenthal in Herrlingen.[135] Anschließend ging Ruth als Au-pair zu einem Familienzweig der DuPont-Dynastie nach England, damals noch ungewöhnlich.[129][136] 1938 emigrierte Ruth über Frankreich in die Vereinigten Staaten, wo ihr in Louisville im US-Bundesstaat Kentucky die Leitung des neu gegründeten jüdischen Kindergartens übertragen wurde. Später spezialisierte sie sich auf die erzieherische Betreuung geistig behinderter Kinder und geriet zu einer angesehenen Beraterin auf diesem Fachgebiet.[137]
- Berndt Otto Heinrich von Bargen (* 10. Mai 1913 in Hamburg; † 12. Juni 1996 ebda.), verzeichnet als evangelisch-reformiert, war ein Sohn des Bürgermeisters Johannes Peter George von Bargen (* 26. März 1878 in Hamburg; † 12. Januar 1938 ebda.) und dessen Ehefrau Ella Ida Cathinka (* 19. Januar 1881 in Hamburg), geborene Breer. Nach dem Besuch der Eppendorfer Oberrealschule (heute: Gymnasium Eppendorf) wechselte Berndt nach Ostern 1931 zur Vorbereitungsanstalt Dr. Hermann Ahrens in Eimsbüttel, Moorkamp 3, und am 16. Februar 1932 in die Unterprima (UI, Jahrgangsstufe 12) der Schule am Meer auf Juist, wo er im März 1933 seine Reifeprüfung absolvierte,[138] zusammen mit Ruth Berger, Woldemar Hörnig, Anna Margarethe Kantorowicz, Hilde Müseler, Rolf Pappiér, Reiner Planck, Hans Raitelhuber, Jens Rohwer und Rudolf Stoltz.[139] Am 12. Januar 1938 begleitete der mit seiner Familie in der Brahmsallee 60 in Eimsbüttel wohnhafte Berndt als 24-jähriger Student den Krankentransport seines 59-jährigen Vaters zum Hafenkrankenhaus, während dem sein Vater verstarb.[140][141][142] Nach dem Studium der Pharmazie an der Universität Hamburg arbeitete er zunächst als angestellter Apotheker in der Apotheke am Barmbeker Markt in Barmbek. Nach dem Ende des Zweiten Weltkrieges baute er die im Juli 1943 bei Luftangriffen auf Hamburg zerstörte Apotheke bis Juli 1951 wieder auf, nun als deren Pächter. 1954 wurde sie in Nordsee-Apotheke umbenannt, Ausdruck eines sehr engen Bezuges Berndt von Bargens zur See, der sich durch seine Schulzeit in der Schule am Meer auf Juist gefestigt hatte. Sein Bruder hatte unter angeblich unheilbaren Ekzemen gelitten, die jedoch nach einem längeren Kuraufenthalt an der Nordsee während der 1960er Jahre endlich abheilten. Berndt von Bargen nahm das zum Anlass eigener pharmazeutischer und kosmetischer Forschung und entwickelte eine Nordsee-Ekzemsalbe sowie eine ganze Reihe weiterer Produkte, die schon ab den 1950er Jahren auch nach Belgien, Frankreich, Schweden, in die Schweiz und die Vereinigten Staaten vertrieben wurden. 1957 zog die Apotheke zugunsten größerer Geschäftsräume in die Dehnhaide in Barmbek-Süd um, 1972 erneut auf die andere Straßenseite. Berndt von Bargens Freizeit und Urlaube waren über die Jahre und Jahrzehnte von vielen Aufenthalten an der Nordsee geprägt. Am 17. Juni 1991 kam der als Nachfolger seines Vaters vorgesehene Sohn Berndt von Bargens, Alexander Albrecht André Berndt von Bargen, während eines Nachtdienstes in der Apotheke auf tragische Weise ums Leben.[143] Dies traf Berndt von Bargen tief. Er verstarb 83-jährig, während er aus gesundheitlichen Gründen Verhandlungen hinsichtlich einer Verpachtung seiner Apotheke führte.[144]

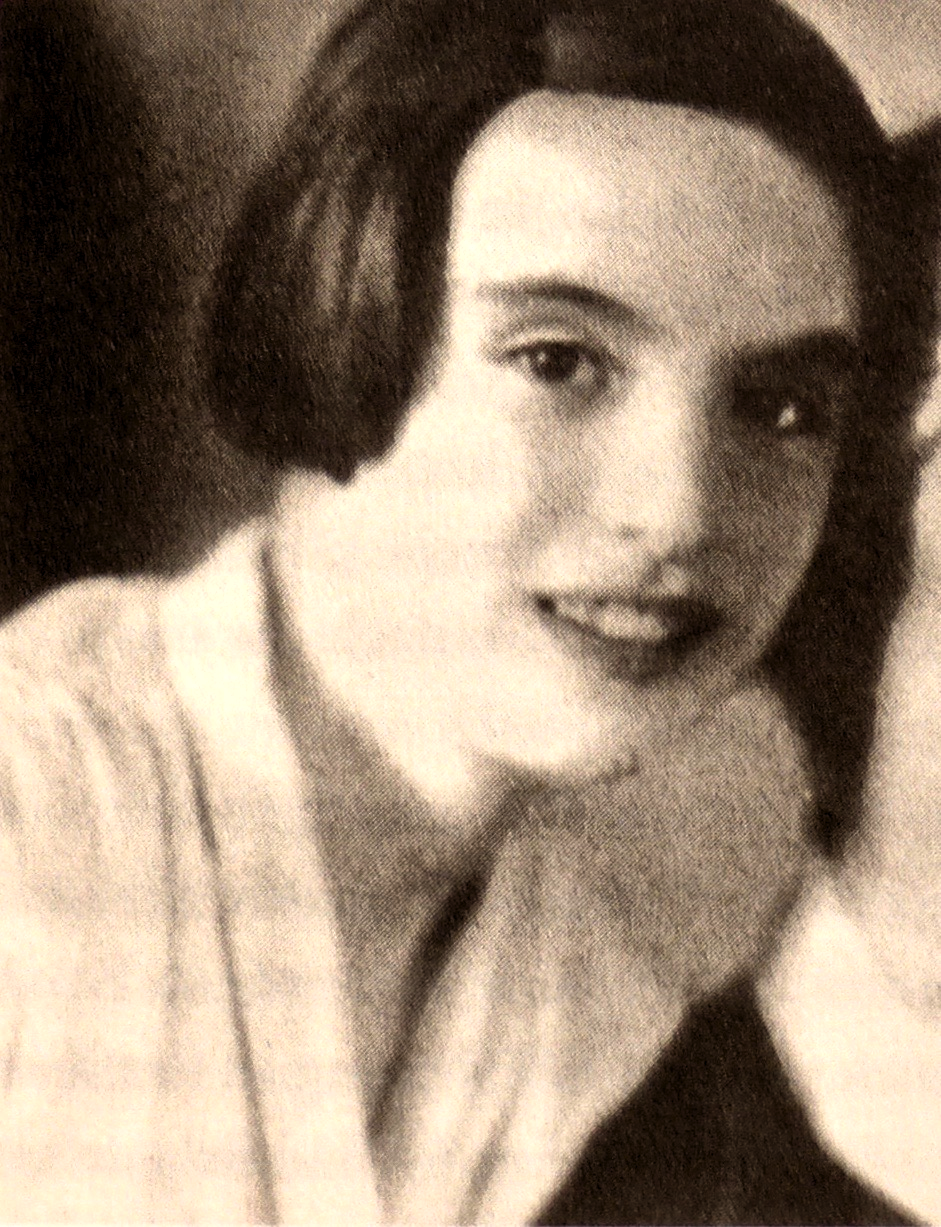
Maria Becker, um 1931

- Maria Becker (geboren 28. Januar 1920 in Berlin; gestorben 5. September 2012 in Uster, Kanton Zürich, Schweiz) war das erste Kind und die älteste Tochter des UFA-Schauspielers Theodor Becker und dessen (dritter) Ehefrau, der Schauspielerin Maria Fein. Maria Becker bezeichnete den Besuch der Schule am Meer, an der sie vom 17. Januar 1931 bis zum 17. Dezember 1933 ihre ersten Theatererfahrungen machte,[145] rückblickend als die „glücklichste Zeit“ in ihrem Leben: „Die Lehrer haben uns Kinder ernstgenommen und auf jede erdenkliche Art gefördert. Diese Erfahrung hat mich zutiefst geprägt“.[146] Sie ging schon während ihrer Schulzeit auf Distanz zu ihrem Vater, nachdem dieser Maria Beckers geliebte jüngere Schwester Christine für sich beanspruchte und an seinen eigenen Vornamen angelehnt besitzergreifend in Theodora „Thea“ umbenannte.[147] Ab den 1970er Jahren erneuerten sie und ihr 1938 emigrierter gleichaltriger (jüdischer) S.a.M.-Mitschüler Klaus Philipp Bamberger (1920–2008) den Kontakt und verbrachten gemeinsame Urlaube mit dessen Ehefrau auf der Insel Nantucket, die sie an Juist erinnerte. Im Dritten Reich galt Maria Becker aufgrund der jüdischen Abstammung ihrer Mutter als „Jüdischer Mischling ersten Grades“ bzw. „Halbjüdin“. 1936 emigrierte sie deshalb mit ihrer Mutter nach Österreich, wo Maria Becker trotz ihres noch jugendlichen Alters am Max-Reinhardt-Seminar ausgebildet wurde. Im März 1938 allerdings musste sie mit ihrer Mutter wegen des Einmarschs der deutschen Wehrmacht in Österreich erneut ins Ausland flüchten. Beide suchten in der Schweiz Zuflucht, wo sie mit ihrer Mutter zeitweise bei der inzwischen dort angesiedelten S.a.M.-Hilfslehrkraft Anni Reiner in Brissago am Lago Maggiore unterkam.[148] 1945 heiratete die 25-jährige Maria Becker den 29-jährigen Schauspieler Robert Freitag, mit dem sie drei Söhne bekam. Einem breiten Publikum im deutschsprachigen Raum wurde Maria Becker spätestens durch Fernsehrollen in Kriminalserien wie Der Kommissar, Der Alte oder Derrick bekannt. Ihr letzter Fernsehauftritt war 2008. Eine ihrer beiden Halbschwestern ist die Schauspielerin Renate Becker. Im Jahr 1992 wurde Maria Becker mit dem Verdienstkreuz 1. Klasse des Verdienstordens der Bundesrepublik Deutschland geehrt; von 1951 bis 2011 erhielt sie eine Reihe von Auszeichnungen.

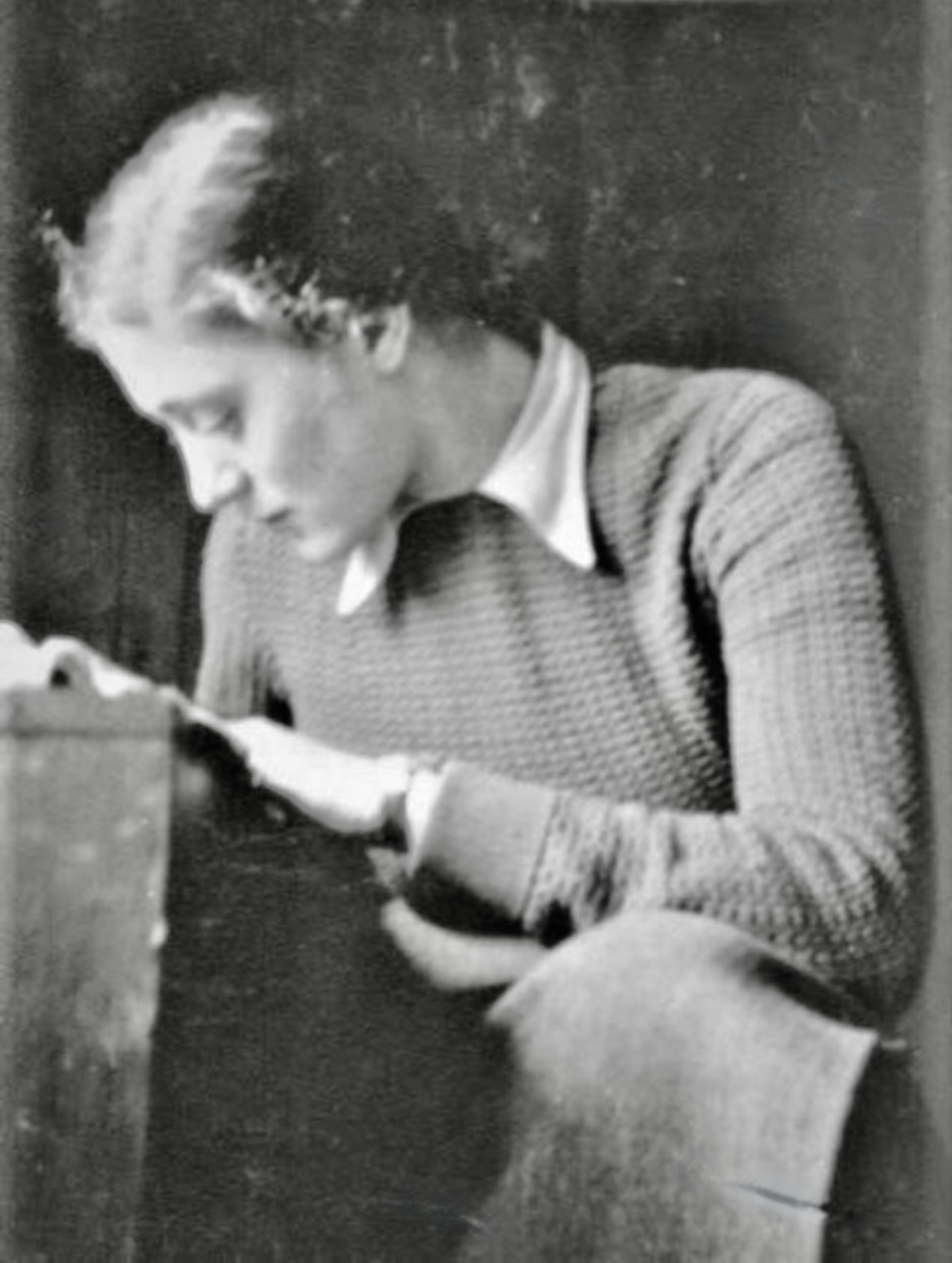
Gertrude Bendheim, um 1932

- Gertrude Bendheim (geboren am 21. Juli 1916 in Bensheim (Bergstraße); gestorben am 10. Oktober 2012 in Pittsfield, Massachusetts, Vereinigte Staaten) besuchte nach der Volksschule zunächst die Höhere Töchterschule (heute: Goethe-Gymnasium) in Bensheim, bevor sie am 9. Oktober 1929 in die Untertertia (UIII; Jahrgangsstufe 8) der Schule am Meer nach Juist wechselte.[149] Dort lernte sie ihren späteren Ehemann Walther Karl Halberstadt (geboren am 25. Januar 1916 in Frankfurt am Main; gestorben am 2. August 2004 in Worcester, Massachusetts, USA) als Mitschüler kennen.[150] Ihre Eltern waren der Kaufmann Zacharias Bendheim II (geboren am 31. März 1879 in Bensheim; ermordet am 14. November 1943 im Konzentrationslager Auschwitz, Generalgouvernement) und dessen Ehefrau Bertha, geborene Hochschild (geboren am 9. November 1885 in Biblis).[151][152][153] Gertrude war über ihre Mutter entfernt mit der S.a.M.-Hilfslehrkraft Anni Reiner, geb. Hochschild, verwandt. Gertrude blieb bis zur Schließung des Landerziehungsheims durch Schulleiter Luserke im März 1934. Dazu berichtete sie im Jahr 2008: „Unfortunately, the school itself was closed just before my final exam, because the Nazis took over the school. It was too liberal and independent and didn’t conform with the Nazi doctrine. Actually I was part of the student council and the kids who turned Nazi at that time all wanted me to leave, to resign; and I said, »I won’t; it’s not your right. You can resign«.“ [An den deutschen Sprachgebrauch angepasste Übersetzung: Unglücklicherweise wurde die Schule gerade vor meinem Abitur geschlossen, weil die Nazis die Schule übernahmen. Sie war zu liberal und unabhängig und nicht konform zur Nazi-Doktrin. Ich war zu dieser Zeit im Schülerausschuss und diejenigen Mitschüler, die sich zu jener Zeit in Nazis wandelten, wollten alle meinen Rückzug [aus diesem Gremium], dass ich gehe. Ich sagte: »Ich werde nicht gehen, ihr habt kein Recht, das zu verlangen. Ihr könnt selbst zurücktreten [eure Ämter niederlegen]«.[154] (Das erinnerte Gertrude nicht ganz korrekt. Schulleiter Luserke schloss das Internat; eine Übernahme des Landerziehungsheims war zuvor sowohl von der HJ als auch der Landesverwaltung der Nationalpolitischen Erziehungsanstalten in Preußen abgelehnt worden.[155] Allerdings wurde bereits 1933 deutlich, dass die nationalsozialistische Gleichschaltung und der staatlich betriebene Antisemitismus grundlegende Werte des Internats zerstörten.)]. Der weitere Verlauf von Gertrudes Leben im NS-Staat wird nicht beschrieben, aber ihre Schulausbildung wurde nach der Unterprima (UI; Jahrgangsstufe 12) abgebrochen. Es ist nicht überliefert, weshalb sie keine andere weiterführende Schule mehr besucht hat, um ihr Abitur abzulegen; es gab mehrere Optionen dazu. Überliefert ist, dass ihre Familie 1936 unfreiwillig aus ihrem Haus in Bensheims Darmstädter Straße 61 (Gebäude ist erhalten) nach Mannheim verzogen ist.[156][157] Mit ihrem ehemaligen S.a.M.-Mitschüler Walther hatte sie wohl bis zum Zeitpunkt der Emigration Kontakt. 1936 emigrierte Gertrude von Mannheim aus nach Frankreich, wo sie spätestens im Mai 1940 als Enemy Alien (feindlicher Ausländer) im Camp de Gurs interniert wurde.[158] Nachdem sie dort für die Lagerleitung als Übersetzerin für Deutsch und Französisch tätig geworden war, bat sie um ihre Freilassung, die ihr gewährt wurde.[159] Dies dürfte in die Zeit nach der Kapitulation Frankreichs gefallen sein, als die Lagerleitung angesichts der Lage im Land verunsichert war. Über Spanien erreichte Gertrude Portugal, wo es ihr im August 1941 gelang, von Lissabon aus mit dem letzten Passagierdampfer, der während der Atlantikschlacht von Europa nach Nordamerika fuhr, dem Luxusliner S.S. Excalibur der American Export Lines,[160] New York City zu erreichen. Während der riskanten Überfahrt vom 15.–25. August 1941 mussten die Passagiere aus Sicherheitsgründen ganz oder weitestgehend ohne Licht auskommen, um den „Grauen Wölfen“ der deutschen Kriegsmarine nachts kein klares Ziel für ihre Torpedoangriffe zu bieten.[161] In New York City traf sie nach fünf Jahren Trennung wieder auf Walther, der sich mittlerweile Walter K. Halstead nannte. Nur vier Tage nachdem sie von Bord gegangen war, heirateten beide am 29. August 1941. Aus der Ehe der beiden S.a.M.-Schüler gingen drei Kinder hervor, der Sohn Thomas Roger (1944–2001) und die beiden Töchter Alice Monica und Celia. Die Vornamen von zwei ihrer Kinder weisen einen eindeutigen Bezug zu ihrer im Konzentrationslager ermordeten älteren Schwester Alice (verh. Selberg) und deren Kindern Roger und Monique auf.[162][163][164][165][166][167][168] Am 6. Oktober 1947 wurde Gertrude naturalisiert, ergo eingebürgert.[169] Die Emigration, die Notwendigkeit, Geld verdienen zu müssen und der Zweite Weltkrieg verhinderten wohl, dass Gertrude eine fundierte Ausbildung mit Abschluss absolvieren konnte. Dennoch blieb sie bei ihrem Berufswunsch, der Sozialarbeit. Sie wurde in einem Gemeindezentrum tätig, arbeitete mit Vorschülern, die sie betreute und auch unterrichtete, kümmerte sich um Senioren und arbeitete in einem Hospiz. Sie knüpfte wieder an das Darstellende Spiel an, das ihr von der Schule am Meer her vertraut war. Ab ihrem fünften Lebensjahrzehnt widmete sie sich dem Dichten. Im Jahr 2001 verstarb ihr Sohn, im Jahr 2004 ihr Ehemann. Ihre Lyrik erschien in Literaturzeitschriften; ihre eigenen Buchveröffentlichungen erschienen, als sie bereits in ihrem neunten Lebensjahrzehnt war.[170][171] 2006 erschien ihre erste Gedichtsammlung Memories Like Burrs (Titel ins Deutsche übersetzt: Erinnerungen wie Kletten),[172] im Jahr 2008 die zweite unter dem Titel Space Between (Titel ins Deutsche übersetzt: Zwischenraum).[173] Sie wurde zwei Mal für den Pushcart Prize nominiert und 2006 von der University of Massachusetts Dartmouth für Outstanding Achievement in Poetry Award (Auszeichnung für herausragende Leistungen in der Lyrik) geehrt. 2008 wurde sie in die Worcester Cultural Commission fellowship aufgenommen und als Poet Laureate der Stadt Worcester geehrt.[161][154] Ein englischsprachiges Interview mit der ehemaligen Schülerin der S.a.M. aus dem Jahr 2009 findet sich bei YouTube.[159] Einige qualitativ ansprechende Fotos von Gertrude wurden im Jahr 2012 veröffentlicht.[174] Gertrude verstarb im Alter von 96 Jahren.

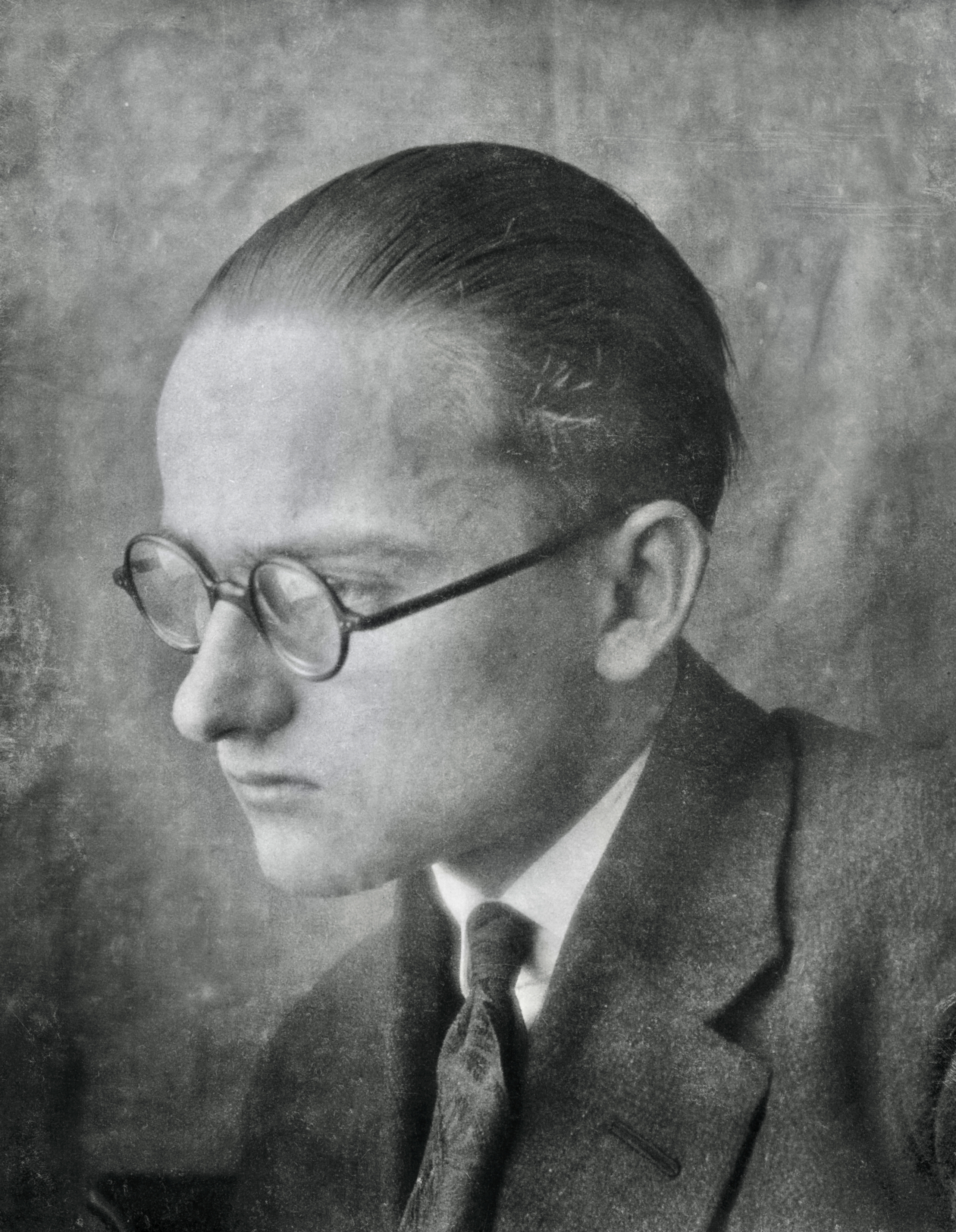
Herbert von Borch, um 1927

- Herbert von Borch jun. (* 17. November 1909 in Swatau, China; † 25. Juli 2003 in München, Bayern), Soziologe, Journalist und Publizist, war der Sohn des deutschen Diplomaten Herbert von Borch sen. und dessen Ehefrau Elisabeth, geborene Schmidt. Seine Familie entstammte dem magdeburgischen Uradel.[175] Herbert jun. besuchte ab 1924 zunächst die Freie Schulgemeinde in Wickersdorf.[132] Er gehörte neben Hans Hess, Hans Werner Rasmussen und Ove Rasmussen zu den sechzehn Schülern, die sich als Teil der Sezession um Martin Luserke, Rudolf Aeschlimann, Fritz Hafner und Paul Reiner von der Freien Schulgemeinde lösten, um „am Rande der bewohnbaren Welt“ ein neues Landerziehungsheim zu gründen.[176] Er traf am 29. April 1925 auf Juist ein, zwei Tage vor Unterrichtsbeginn. Dort besuchte er zunächst die Obersekunda (OII; Jahrgangsstufe 11). Vom Mai 1926 bis zum Dezember 1927 fungierte er als Präsident des S.a.M.-Schülerausschusses. Seine Reifeprüfung absolvierte er neben Edwin Albert, Theo Dinckler, Konrad Frielinghaus, Anatol Kublitzky, Klaus Lincke, Ursula Luserke, Nora Nauen, Werner Röckemann und Oscar Tangermann erfolgreich, während Susanne Zimmers Abitur misslang (stattdessen im März 1929 bestanden). Am 28. März 1928 verließ er die Insel.[177] Nach seinem Abitur zählte er als Student zu den Förderern der Schule am Meer. Nach seinem Studium in Berlin, Frankfurt am Main und Heidelberg bei Karl Jaspers und Alfred Weber promovierte er 1933 bei Weber zum Doctor philosophiae (Dr. phil.). Von 1933 bis 1943 war er journalistisch in der Redaktion der Deutschen Allgemeinen Zeitung tätig; 1935 bis 1939 als deren Auslandskorrespondent in Rom, wofür er sich 1934 mit dem Werk Das Gottesgnadentum - Historisch-Soziologischer Versuch über die religiöse Herrschaftslegitimation profiliert hatte.[175] 1949 gründete er die bis 1998 erschienene Zeitschrift Außenpolitik – Zeitschrift für internationale Fragen.[178] Als Mitherausgeber dieser Publikation fungierte er beispielsweise neben Walter Hallstein, Kurt Georg Kiesinger, Carlo Schmid und Helmut Schmidt. Von den 1960er Jahren bis in die 1980er Jahre veröffentlichte er eine Reihe von Büchern,[179] die zum Teil in mehreren Sprachen erschienen sind, zu soziologischen und historischen Themen. Er verfasste von 1953 bis 1956 die außenpolitischen Leitartikel der Frankfurter Allgemeinen Zeitung, war als Korrespondent von 1956 bis 1965 nacheinander für Die Welt und ab 1966 für die Süddeutsche Zeitung in den USA mit Sitz in Washington, D.C. tätig und wurde mehrfach ausgezeichnet.[175] Eine Vielzahl seiner Artikel findet sich online.[180] Er publizierte Buchtitel wie Die unfertige Gesellschaft (1960), Die großen Krisen der Weltpolitik (1984) und John F. Kennedy, Amerikas unerfüllte Hoffnung (1986). Für eine ganze Generation von Deutschen hat er deren Vorstellung von den Vereinigten Staaten geprägt.[181] Er verstarb im Alter von 94 Jahren. – Herberts jüngere Schwester Asta Elsbeth Hildegard von Borch (* 18. September 1913 in Berlin) folgte ihrem Bruder am 12. Mai 1928 von der American School in Japan mit Sitz in Tokio in die Untersekunda (UII; Jahrgangsstufe 10) der S.a.M., vermisste dort jedoch ihre weit entfernt lebenden Eltern und verließ das Landerziehungsheim am 5. März 1929, um zu ihren Eltern nach Peking zurückzukehren.[182] Ganz ähnlich war es wohl bereits im Jahr 1924, als sie in die Freie Schulgemeinde in Wickersdorf aufgenommen wurde, nur kurz blieb, und wieder zu ihren Eltern zurückkehrte. Um 1937 studierte sie dann in den durch Fritz August Breuhaus und Erich Balg 1933 gegründeten Contempora Lehrateliers für neue Werkkunst in Berlin W 15, Emserstraße 42, nahe Kurfürstendamm. Dort wurden nach dem 30. Januar 1933 aus dem Staatsdienst entlassene Lehrkräfte beschäftigt und „nicht-arische“ Schüler aufgenommen. Während ihres Studiums wurde Asta 1937 durch den Fotografen Wolfgang Sievers porträtiert, der im Folgejahr wegen seiner teils jüdischen Abstammung emigrierte.[183]

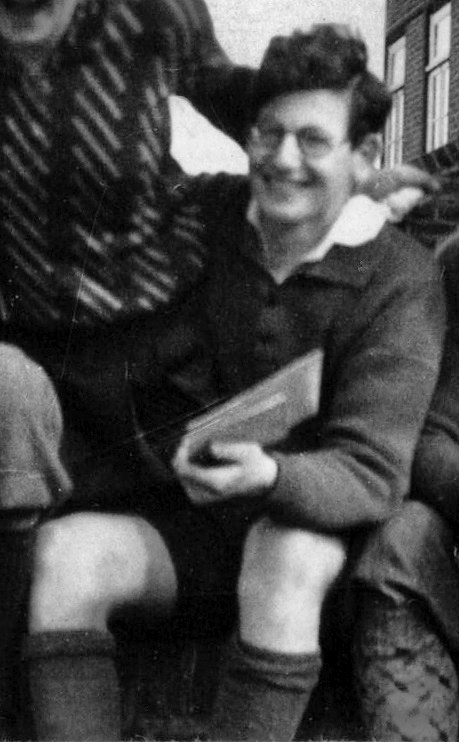
Abiturient Gerhard Bry, März 1930

- Gerhard „Gerd“ Bry (geboren 29. Juni 1911 in Berlin; gestorben 17. August 1996 in West Orange, New Jersey, USA) war der älteste Sohn des Berliner Apothekers Isaac Egon David Bry (1885–1944) und dessen Ehefrau Olga (1887–1957), geborene Kamnitzer. Gerd kam am 29. April 1927 als Obersekundaner (OII; Jahrgangsstufe 11) vom Realgymnasium Treptow zur S.a.M. nach Juist, wo er der Kameradschaft der Pinguine mit Kameradschaftsführer bzw. primus inter pares Paul Reiner angehörte. Im März 1930 absolvierte er seine Reifeprüfung zusammen mit Hans Ulrich Arnold (* 1908), Felix Henn (* 1910), Walter Georg Kühne und Hild Wehnert (1911–1996).[184] Unmittelbar danach begann er in Heidelberg und Berlin Rechtswissenschaft zu studieren, musste jedoch nach der Machtabtretung an die Nationalsozialisten aufgeben und sich mit Hilfsarbeiten über Wasser halten, weil er 1931 als 20-Jähriger für die marxistisch-leninistische Organisation Neu Beginnen rekrutiert worden war.[185][186][187][188] Seine Decknamen waren „Baumann“ und „Paul Kemp“.[189] Die Org. entwickelte sich nach 1933 zu einer Untergrund- und Widerstandsorganisation und sah sich der Verfolgung durch die Gestapo ausgesetzt. Später begann Gerd eine kaufmännische Ausbildung. Im Sommer 1935 geriet er durch seine Untergrundtätigkeit in zunehmende Gefahr, so dass ihn Freunde zur Emigration drängten. Er verließ Deutschland mit seiner späteren Ehefrau Thea Henkin, geborene Hackelberg, ging mit ihr zunächst nach London und wanderte über Southampton mit der Queen Mary am 1. Juni 1938 in die Vereinigten Staaten aus, wo er am 6. Juni 1938 in New York City eintraf.[190] Thea folgte ihm im Dezember mit demselben Dampfer,[191] beide heirateten und bekamen zwei Kinder, den Sohn Peter M. Bry (1940–1990)[192][193] und die Tochter Ava Bry (* 1943), verh. Penman. Von den USA aus versorgte er seinen ehemaligen Kampfgenossen Robert Havemann während des Zweiten Weltkrieges mit Lebensmittelsendungen und wissenschaftlichen Publikationen.[194] In den USA begann Gerd erneut ein Hochschulstudium der Volkswirtschaft an der Columbia University, promovierte 1955 und lehrte als Universitätsprofessor, zunächst an der Rutgers University, später an der New York University.[195] Im Alter von 85 Jahren verstarb er und wurde in Waltham, Middlesex, Massachusetts, beigesetzt.[196]
- Die in China geborene Clara Cordes (1907–1985), genannt „Clärchen“, eine Tochter des Diplomaten und späteren Bankdirektors Heinrich Cordes und dessen Ehefrau Yuksin Chou,[197] besuchte zwischen 1915 und 1923 die Deutsche Schule in Peking, von 1923 bis 1924 die Freie Schulgemeinde in Wickersdorf im Thüringer Wald.[132] Am 29. April 1925 wechselte sie zur Schule am Meer nach Juist und gehörte dort zu den ersten Schülern des neu eröffneten Landerziehungsheims.[198] Von 1927 bis 1929 wurde sie in Hamburg zur Gymnastiklehrerin ausgebildet. Von Ostern 1931 bis Ostern 1932 war sie dann als Lehrerin an der Freien Schulgemeinde beschäftigt.[199] Sie heiratete den ehemaligen S.a.M.-Schüler Hans Werner Rasmussen, dessen jüngere Brüder Ove und Arne ebenfalls die S.a.M. besuchten.[12] Clara und ihr Ehemann bekamen fünf Kinder. Die junge Familie hatte es jedoch insbesondere in der Nachkriegszeit schwer.

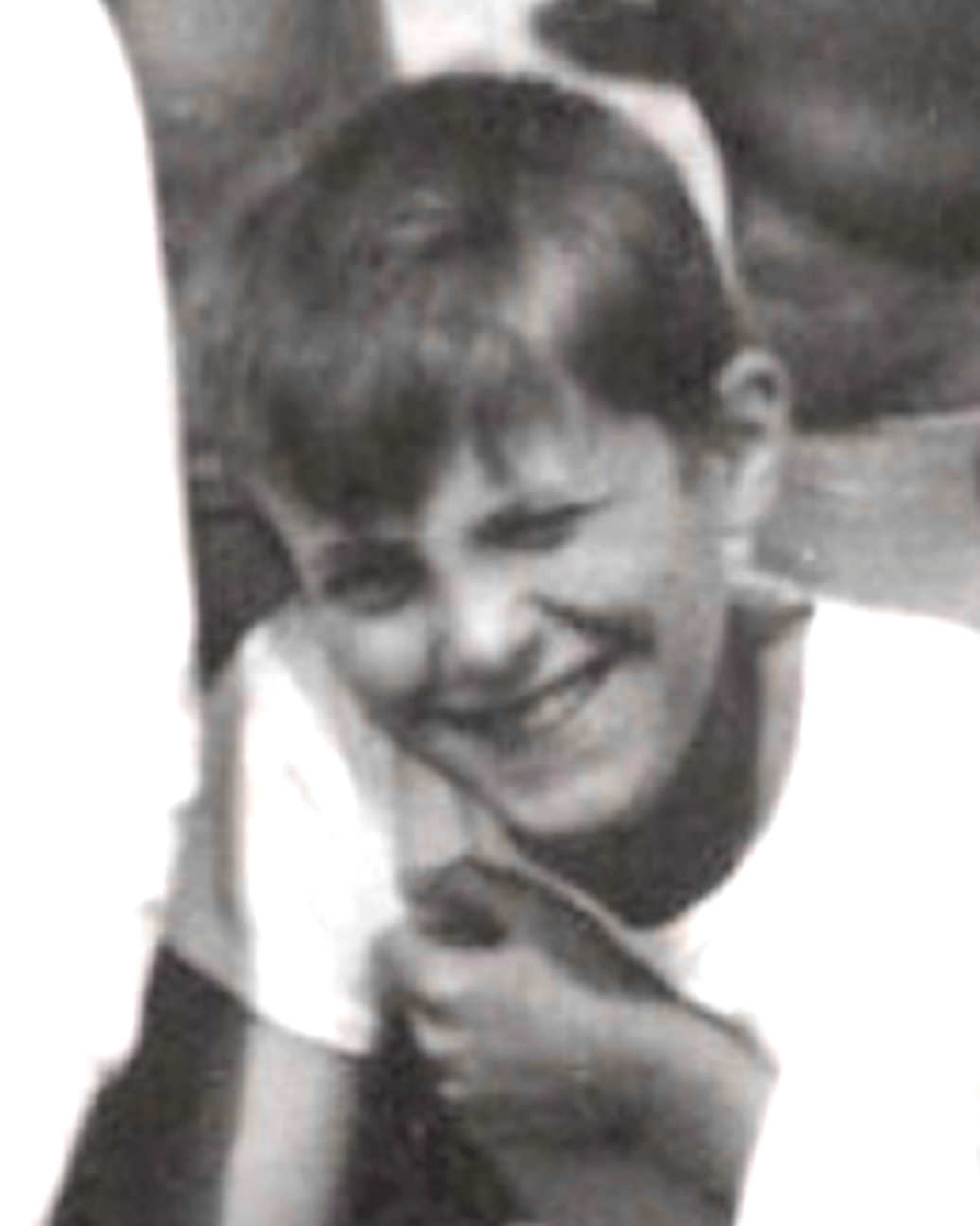
Hagen Distelbarth, 1931

- Paul Hagen Distelbarth (* 24. Juni 1918 in Morchenstern bei Gablonz an der Neiße, Reichenberger Region, Böhmen, Österreich-Ungarn; † 4. Juli 1941 in oder bei Dagda, Reichskommissariat Ostland; der Ort liegt heute im Südosten Lettlands) war das dritte Kind und der zweite Sohn des Gutsbesitzers und Pazifisten Paul Distelbarth und dessen Ehefrau Hildegard (1887–1975), geborene Erhardt. Nach dem Besuch der Evangelischen Volksschule in Löwenstein bei Heilbronn und Privatunterricht wechselte der Elfjährige am 27. April 1930 auf die Insel Juist zur Schule am Meer, lt. S.a.M.-Schülerbuch in die Obertertia (OIII; Jahrgangsstufe 9). Dort freundete er sich schnell mit seinem jüngeren Mitschüler Fritz Schindler (1920–2016) an, dem jüngsten Sohn des Hamburger Reeders Julius Schindler, der lediglich vier Tage früher auf der Nordseeinsel eingetroffen war und sich somit auch an ein gänzlich neues Umfeld gewöhnen musste; gemeinsam gelang das leichter und schneller. Nach gut zwei Jahren, am 15. Juli 1932, ließen seine Eltern Hagen für einen einjährigen Frankreich-Aufenthalt beurlauben, von dem er jedoch nicht mehr nach Juist zurückkehrte. Das S.a.M.-Schülerbuch vermerkte dazu als Begründung: „p.c.“ [pecunia causa = des Geldes wegen], während der Weltwirtschaftskrise ein sehr weit verbreiteter Grund.[200] Einen Einfluss könnte auch gehabt haben, dass sein Schulfreund Fritz die S.a.M. am 23. September 1932 auf Wunsch seiner Eltern verlassen hatte, nachdem dessen Vater die liechtensteinische Staatsbürgerschaft erworben hatte und dorthin verzogen war.[201][202][203] Der weitere schulische Werdegang Hagens ist bislang unklar. Im Zweiten Weltkrieg diente er bei der Luftwaffe der Wehrmacht, ab dem 4. Juli 1941 im Rang eines Oberleutnants bei der im Dezember 1940 gebildeten 4. Fernaufklärungsstaffel der Aufklärungsgruppe 3 [4.(F)/Aufkl.Gr. 33] der Luftflotte 2 unter Generalfeldmarschall Albert Kesselring. In der Funktion des Beobachters fiel er 23-jährig zu Beginn des Russlandfeldzuges beim Abschuss seiner Maschine, eines Jagdbombers des Typs Messerschmitt Bf 110 C-5, im Kampf gegen die Rote Armee.[204][205][206][207] Den veröffentlichten Angaben des Volksbundes Deutsche Kriegsgräberfürsorge zufolge konnten Hagens sterbliche Überreste bis heute noch nicht auf einen Soldatenfriedhof des Volksbundes überführt werden.[208] – Hagens jüngerer Bruder Kurt (* 23. November 1919 in Morchenstern bei Gablonz an der Neiße, Reichenberger Region, Böhmen, Tschechoslowakische Republik; † 27. Oktober 1942 in Lemberg, Generalgouvernement; der Ort liegt heute im Westen der Ukraine) fiel ebenfalls im Zweiten Weltkrieg, der 23-jährige Leutnant verstarb nach schwerer Verwundung im Reservelazarett I in Lembergs Universitätsklinik.[209] Auch seine sterblichen Überreste wurden bis heute nicht geborgen. – Der jüngste Bruder Hagens war der Verleger Frank Distelbarth (1928–2012). Dieser ließ seinen Sohn und Nachfolger auf den Namen Tilmann Hagen (* 21. April 1967) taufen.[207]

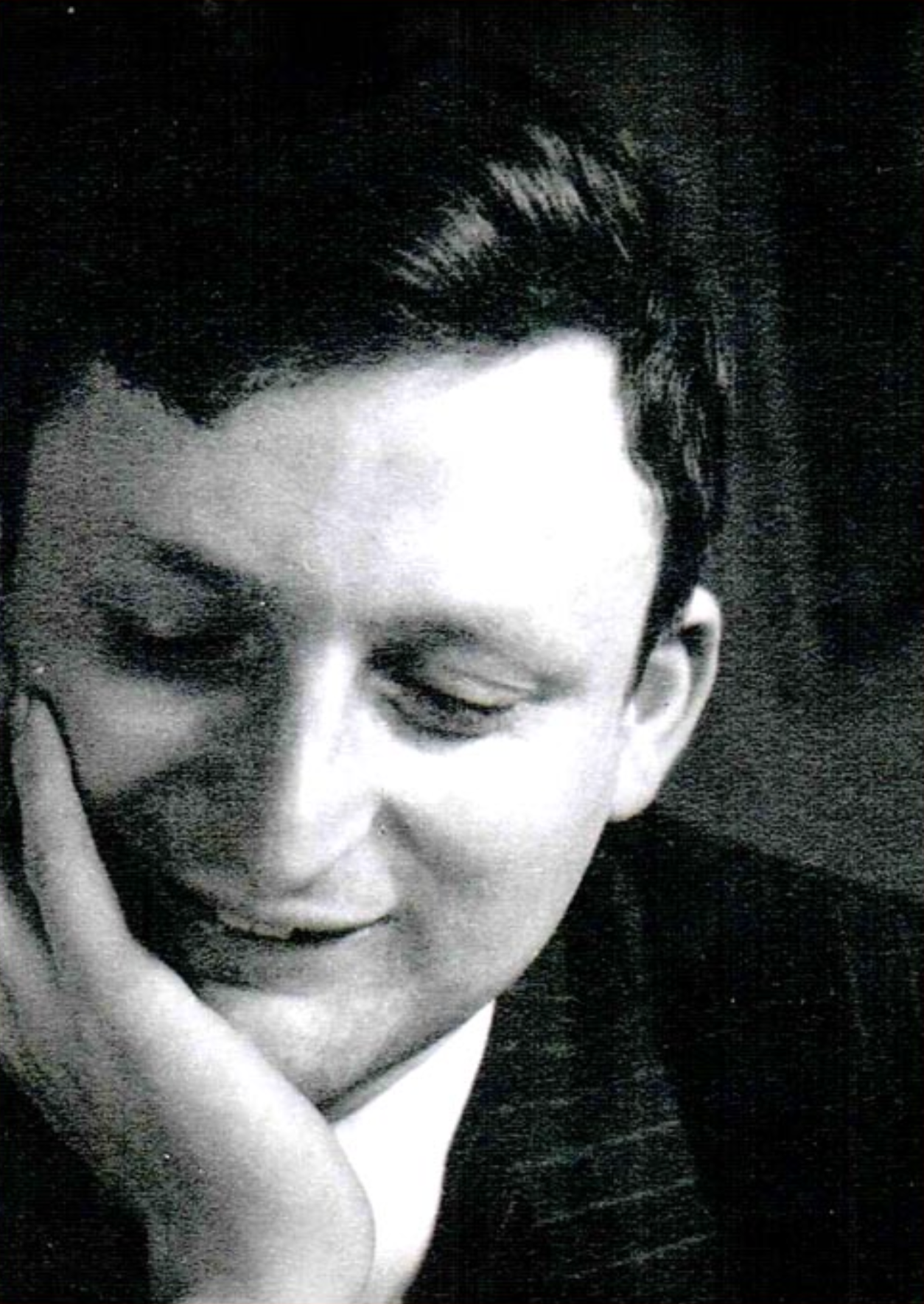
Peter Döblin, Ende der 1930er Jahre

- Peter Döblin (geboren am 27. Oktober 1912 in Berlin; gestorben am 2. November 1994 in Lakeland, Florida, USA), evangelisch, war der erste eheliche Sohn des Mediziners und Schriftstellers Alfred Döblin und dessen Ehefrau, der Medizinalassistentin Erna Charlotte (1888–1957), geborene Reiss. Der Vater war in seinem Hochzeitsjahr 1912 aus der jüdischen Gemeinde ausgetreten. Keines seiner Kinder wusste zunächst von der jüdischen Abstammung; bis auf das Nesthäkchen wurden alle als protestantisch zur Schule angemeldet.[210] Peter hatte drei jüngere Brüder, Wolfgang (1915–1940), Klaus (Claude Doblin, 1917–2005) und Stefan (Stéphan Doblin, 1926–2022) sowie den Halbbruder Bodo Kunke (1911–2003) aus der vorehelichen Beziehung seines Vaters mit der Berliner Krankenschwester Frieda Kunke (1891–1918).[211][212] Peter wechselte vom Luisenstädtischen Gymnasium (Nachfolgeinstitution: Heinrich-Schliemann-Gymnasium) in Berlins Gleimstraße 49 (das damalige Schulgebäude beherbergt heute die Schule am Falkplatz) in die Untersekunda (UII; Jahrgangsstufe 10) der Schule am Meer, die er vom 28. April 1928 bis zum 30. Oktober 1929 besuchte.[213] Er war am Zustandekommen der witterungsbedingt unter schwierigsten Bedingungen stattfindenden Reifeprüfung seiner Mitschüler Hubert Kelter, Eva de Marcos, Ove Skafte Rasmussen, Werner Rings, Jolanda Freiin von Tettau und Susanne Zimmer vom Juister Dünenkamm aus beteiligt. Als Ausguck quasi im Krähennest postiert, meldete er seinen Mitschülern und Lehrern in der S.a.M. ein zuvor wochenlang ausgebliebenes Aufklaren über dem zugefrorenen und nebelverhangenen Watt per Hornsignal. Dadurch wurden diese rechtzeitig über den möglich gewordenen Charterflug mit einer Junkers F 13 der Luft Hansa zum Festland informiert.[214][215] Als sein Vater am Tag nach dem Reichstagsbrand in die Schweiz flüchtete, folgte ihm Peter mit Mutter Erna und zwei Brüdern im März 1933 nach Zürich. Im September 1933 zogen sie von dort in die französische Hauptstadt, an den Square Henri Delormel im 14. Arrondissement, wo sich Peter Pierre Doblin nannte. Dort steht seit Mai 2006 ein Gedenkstein, der an die in Haus Nr. 5 wohnende Familie Döblin erinnert.[216] 1935 ging Peter nach England, kam von dort jedoch bald nach Paris zurück und emigrierte im September mit der RMS Berengaria der Cunard Line in die Vereinigten Staaten.[217] Dort war er unter dem Namen Peter Doblin[218] als Schriftsetzer (typographer) für die Tageszeitung Daily News in New York City tätig. In Deutschland ist er hingegen als Buchgestalter und Grafiker verzeichnet.[219][220][221] Peter lebte zuerst in Camden in New Jersey, später auf Long Island. Längere Zeit versuchte er, seinen Familiennamen inklusive des enthaltenen Umlauts in anglophoner Umgebung zu behaupten, wie auch andere Spuren seiner deutschen Herkunft. Gleichzeitig war er stolz darauf, US-amerikanischer Staatsbürger geworden zu sein. Er traf alle Vorbereitungen, um seine Eltern und seinen jüngsten Bruder Stefan (Stéphan Doblin) zu empfangen, dank André François-Poncet seit Anfang 1936 französische Staatsbürger,[222] die im September 1940 via Marseille,[223] Barcelona, Madrid und Lissabon in New York City eintrafen.[224][225][226] Wie 1941 bereits seine Eltern mit ihrem jüngsten Sohn Stéphan, konvertierte auch Peter zum Katholizismus. 1945 begleitete Peter seinen Vater zu dessen großer Liebe, der Fotografin Charlotte Niclas (1900–1977), durch Alfred Döblin „Yolla“ genannt.[227][228][212][229] Peter heiratete die katholische italienischstämmige Amerikanerin Mary Capuano; das erste Kind des Ehepaares, Alfred Doblin, wurde 1957 geboren,[230] später ein weiteres Kind. Peters Vater Alfred Döblin verstarb am 26. Juni 1957. Daraufhin nahm sich Peters Mutter Erna im September 1957 das Leben. Beide wurden nach Frankreich überführt und auf dem Friedhof von Housseras in Lothringen beigesetzt, wo bereits ihr Sohn Wolfgang seit 1940 lag.[231][232][233] Peter verstarb 82-jährig.[234][235][236] Im Deutschen Literaturarchiv Marbach, im Schweizerischen Literaturarchiv und im Deutschen Exilarchiv 1933–1945 der Deutschen Nationalbibliothek sind einige Briefe von und an Peter erhalten.
- Heinz Robert Doernberg (geboren am 7. Mai 1915 in Hamburg; gestorben als Heinz Doron am 11. November 2005 in Haifa, Israel) war das älteste Kind bzw. der älteste Sohn des Kaufmanns und Unternehmers Robert Maier Doernberg (geboren am 20. August 1882 in Eschwege, Kurfürstentum Hessen; gestorben am 5. Februar 1952 in London, Vereinigtes Königreich) und dessen Ehefrau Erna Sophie Rebecca (geboren am 7. Juni 1894 in Hamburg; gestorben am 17. Mai 1952 in Vence, Département Alpes-Maritimes, Provence-Alpes-Côte d’Azur), geb. Jaffé.[237] Sein Vater war neben Hugo Wallach (geboren am 3. Dezember 1885 in Duisburg, Rheinprovinz; ermordet am 5. März 1943 im Vernichtungslager Sobibór, Generalgouvernement)[238][239][240] Mitinhaber eines Im- und Exportunternehmens für frische und konservierte Südfrüchte, das im Kontor- und Lagerhauskomplex Fruchthof am Oberhafen im Hamburger Stadtteil Hammerbrook (Klostertor) residierte.[241][242][243] Heinz hatte zwei jüngere Geschwister, Elisabeth (geboren am 1. August 1918 in Hamburg, verh. Vandsburger; gestorben als Elizabeth Vandsburger) und Ernst Walter (geboren am 22. September 1922 in Hamburg; gestorben am 1. Mai 2000 in Morley bei Perth, Western Australia, Australien).[244] – Heinz wohnte mit seiner Familie in Neu-Blankenese in der Fritz-Reuter-Straße 3,[245] bevor der Ort ab 1927 zur Stadt Altona/Elbe gehörte. Heinz zählte zu den ersten Schülern der Schule am Meer. Am 30. April 1925, einen Tag vor Unterrichtsbeginn, wechselte er aus Hamburg in die Quarta (Jahrgangsstufe 7) der S.a.M. Zuvor hatte er die elitäre Bertram-Schule (Anteil der jüdischen Schüler während der Weimarer Republik rund 16 %) besucht, die unter den Adressen Esplanade 42/Ecke Neuer Jungfernstieg (Nähe Binnenalster) und Alsterufer 2 residierte. Sie galt als angesehenste Privatschule Hamburgs. Deren Schülerschaft bestand 1925 aus 556 Knaben und 10 Mädchen, die aus Oberschicht-Familien kamen, die man zu den politisch, wirtschaftlich und kulturell führenden Kreisen der Hansestadt zählte.[246][247] Zu dieser Zeit bot die Bertram-Schule jedoch nur die ersten sechs Schuljahrgänge bis einschließlich der Quinta (Jahrgangsstufe 6).[248][249] Heinz zog nun in die Wohnbaracke Jenseits im erheblich überschaubareren Loog auf Juist.[250] Er blieb dort zunächst bis zum 3. März 1928, ging dann ab und wechselte am 24. April 1930 von der reformpädagogischen Lichtwarkschule erneut nach Juist in die Untersekunda (UII; Jahrgangsstufe 10) der S.a.M., von der er am 6. April 1933 endgültig abging.[251] Rechnerisch könnte er bis zu diesem Zeitpunkt die Reifeprüfung abgelegt haben; das Schülerbuch gibt jedoch keinerlei Hinweis darauf, ob er diese evtl. nicht bestanden hat. Als Abiturient wird er jedenfalls nicht erwähnt bzw. aufgeführt. 1938 wurde das Import-/Export-Unternehmen, an dem sein Vater beteiligt war, „entjudet“ bzw. „arisiert“.[252][253] Dieser emigrierte sehr spät, Monate nach dem deutschen Überfall auf die Niederlande („Fall Gelb“), über Amsterdam nach London, England.[254][255] Seine Ehefrau ging nach Paris. Heinz emigrierte mit seinen beiden jüngeren Geschwistern ins Völkerbundmandatsgebiet Palästina, änderte seinen Familiennamen auf Doron und heiratete am 5. Dezember 1946 Ruth Samson (geboren am 30. August 1922 in Quedlinburg, Provinz Sachsen; gestorben am 22. Juli 1956 in Haifa, Israel), mit der er wohl ein Kind bekam. Seine Ehefrau verstarb im Alter von 33 Jahren. Heinz war als Angestellter eines Unternehmens in Haifa beschäftigt. Er verstarb im Alter von 90 Jahren.
- Arnold Gebhard Leberecht Eduard Hubertus Dyckerhoff (* 23. Juli 1913 auf Gut Sandhorst bei Aurich; † 1967 in Rio de Janeiro, Brasilien), ein Sohn des Auricher Regierungs-Vizepräsidenten Wilhelm Dyckerhoff und dessen Ehefrau Elisabeth „Ella“ Luise Philippine (1875–1965), geborene Pfarrius, wechselte am 15. Februar 1928 vom Gymnasium Ulricianum in Aurich in die Untertertia (UIII; Jahrgangsstufe 8) der Schule am Meer nach Juist, wo er bis zum 18. Dezember 1930 verblieb.[256] Arnolds weitere schulische Ausbildung ist bislang unklar. Von 1934 bis 1942 war Arnold als Verkäufer der Vertriebsgesellschaft Auto Union Brazil Limitada der deutschen Auto Union AG aus Chemnitz beschäftigt.[257] Am 2. Mai 1940 heiratete er in Rio de Janeiro Maria Elisabeth Gertrud Helene Sthamer (* 1. März 1919 in Petrópolis, Bundesstaat Rio de Janeiro, Brasilien; † 2015 ebda.). 1944 erwarb er in Rio die Firma Vitronac, einen Hersteller von Glasampullen. Für deren Produktion wurden bis dahin Glasrohre anderer Anbieter zur Weiterverarbeitung eingekauft. Arnold entwickelte die Vorstellung, diese Glasrohre selbst herstellen zu wollen, statt sie einkaufen zu müssen. Dazu verhandelte er mit der Familie von Erich Schott in Deutschland, mit der die Familie Dyckerhoff befreundet war. Diese entsandte Techniker ihres Glaswerks Schott & Gen. aus Jena nach Brasilien. Durch deren Vorarbeiten konnte dort bald mit der Fertigung begonnen werden.[258][259] 1948 firmierte das Unternehmen um zu Vitrofarma Indústria e Comércio de Vidros Farmacêuticos Ltda., etwas später veränderte es seinen Namen zu Vitrofarma Indústria e Comércio de Vidros S.A. Ab 1954 kaufte das Glaswerk Schott & Gen., nach Kriegsende nach Mainz umgezogen, das sich zunehmend für diesen Markt interessierte, sukzessive Anteile des Unternehmens Vitrofarma auf, bis es im Dezember 1966 zu 100 Prozent Eigentümer von Vitrofarma war.[260] Arnold verstarb im darauffolgenden Jahr im Alter von etwa 53 Jahren.
- Konrad Gustav Karl Otto Frielinghaus (* 15. Oktober 1907 in Oppeln; † 19. Dezember 1968 in Blida, Algerien) aus dem oberschlesischen Oppeln, Sohn des promovierten Juristen und Ministerialrates Otto Frielinghaus (* 5. Mai 1877 in Haus Laer, Landkreis Bochum; † 29. September 1956 in Bochum) und dessen Ehefrau Margarete, war zunächst von Privatlehrern unterrichtet worden und besuchte dann die Oberrealschule Zehlendorf mit Reform-Realgymnasium (heute: Schadow-Gymnasium) in der Beuckestraße 27–29. Von dieser wechselte er am 22. November 1926 in die Unterprima (UI; Jahrgangsstufe 12) der Schule am Meer nach Juist und absolvierte dort die Reifeprüfung im März 1928 zusammen mit Edwin Albert, Herbert von Borch, Theo Dinckler, Anatol Kublitzky, Klaus Lincke, Ursula Luserke, Nora Nauen, Werner Röckemann und Oscar Tangermann, während dies Susanne Zimmer zunächst misslang (dafür dann im März 1929 bestanden).[261] Danach studierte Konrad von 1928 bis 1935 an der Technischen Hochschule in Berlin Bergbaukunde, Betriebswirtschafts- und Volkswirtschaftslehre. 1933 erhielt er sein Diplom als Bergbau-Ingenieur. Zwischen 1933 und 1935 war er im marxistisch-leninistischen Untergrund gegen die Nationalsozialisten als Widerstandskämpfer der Organisation Neu Beginnen aktiv, wurde von der Gestapo festgenommen und von 1935 bis 1938 zu einer Zuchthausstrafe verurteilt. Bis 1945 war er im Erz- und Steinkohlebergbau tätig, während des Krieges jedoch durch einen dreijährigen Einsatz in einer Bewährungseinheit der Wehrmacht unterbrochen. Nach Kriegsende arbeitete er als Ingenieur bei der Gelsenkirchener Bergwerks-AG und war politisch für die KPD und Gewerkschaften aktiv. 1948 bis 1949 war er in der Hauptverwaltung der IG Bergbau angestellt. Danach war er wechselnd oder teils gleichzeitig als Ingenieur, als Wissenschaftler und Politiker aktiv, zog nach Algerien, nannte sich dort Dejoul und verstarb 61-jährig an den Folgen eines Autounfalls.[262][263][264]
- Ernst Ferdinand Gratenau (* 24. September 1914 in Klein-Flottbek; † 18. September 1942 in oder bei Chilowo, Sowjetunion),[265] Sohn des Hamburger Im- und Export-Großkaufmanns Wilhelm Heinrich Gratenau (* 1882) und dessen Ehefrau Margarethe (1892–1924), geborene Espenschied, wechselte am 29. April 1927 von der Eucker Privatschule in Hamburg-Volksdorf in die Quinta (Jahrgangsstufe 6) der S.a.M. und ging am 17. März 1932 mit der Mittleren Reife ab.[266] Der auf Gut Lindenhof am Bredenbeker Teich in Hoisbüttel bei Ahrensburg tätige Landwirt, mit dem Eisernen Kreuz II. Klasse dekoriert, wurde während des Unternehmens Barbarossa als Unteroffizier der Wehrmacht schwerverwundet und verstarb 27-jährig an den Folgen im Kriegslazarett (Krgslaz.) 4/615 in oder bei Chilowo in der Sowjetunion.[267][268] Er wurde nach 2004 auf einen deutschen Soldatenfriedhof sechs Kilometer östlich der Stadt Sebesch umgebettet, nahe der heutigen Grenze zu Lettland. Sein Name ist dort auf einer Natursteinstele verzeichnet.[269] Im Ahrensburger Stadtteil Wulfsdorf ist sein Name nahe des Gutes Wulfsdorf auf einer gusseisernen Gedenkplatte verzeichnet, die an einem Ehrenmal für Gefallene beider Weltkriege angebracht ist.[270] In Hamburg-Volksdorf ist sein Name auf einer Tafel für gefallene ehemalige Schüler im Treppenaufgang der Walddörferschule verzeichnet.[271] Möglicherweise ist er nach Ostern 1932 von der Schule am Meer dorthin gewechselt, um seine Reifeprüfung an einer staatlichen Schule abzulegen.
- Wilhelm Gratenau jun. (* 2. Dezember 1911 in Hamburg; † 17. Oktober 1941 bei Tromsø, Norwegen),[272] Sohn des Hamburger Im- und Export-Großkaufmanns Wilhelm Heinrich Gratenau (* 1882) und dessen Ehefrau Margarethe (1892–1924), geborene Espenschied, wechselte am 29. April 1927 von der Lichtwarkschule in die Obersekunda (OII; Jahrgangsstufe 11) der S.a.M.; er verließ das Internat nach einem knappen Jahr Ende März 1928.[273] Als Marinegefreiter der Wehrmacht fiel er 29-jährig während des Unternehmens Weserübung bei Tromsø in Norwegen.[267][268] Den Angaben des Volksbundes Deutsche Kriegsgräberfürsorge zufolge ist sein Name entweder auf dem U-Boot-Ehrenmal Möltenort bei Kiel an einer der dortigen Wandtafeln oder im Marine-Ehrenmal Laboe in einem dort ausliegenden Gedenkbuch verzeichnet. Seine sterblichen Überreste wurden nicht geborgen.[274] Im Ahrensburger Stadtteil Wulfsdorf ist sein Name nahe des Gutes Wulfsdorf auf einer gusseisernen Gedenkplatte verzeichnet, die an einem Ehrenmal für Gefallene beider Weltkriege angebracht ist.[275] In Hamburg-Volksdorf ist sein Name auf einer Tafel für gefallene ehemalige Schüler im Treppenaufgang der Walddörferschule verzeichnet.[271] Möglicherweise ist er nach Ostern 1928 von der Schule am Meer dorthin gewechselt, um seine Reifeprüfung an einer staatlichen Schule abzulegen. Diese wurde jedoch erst 1930 gegründet.

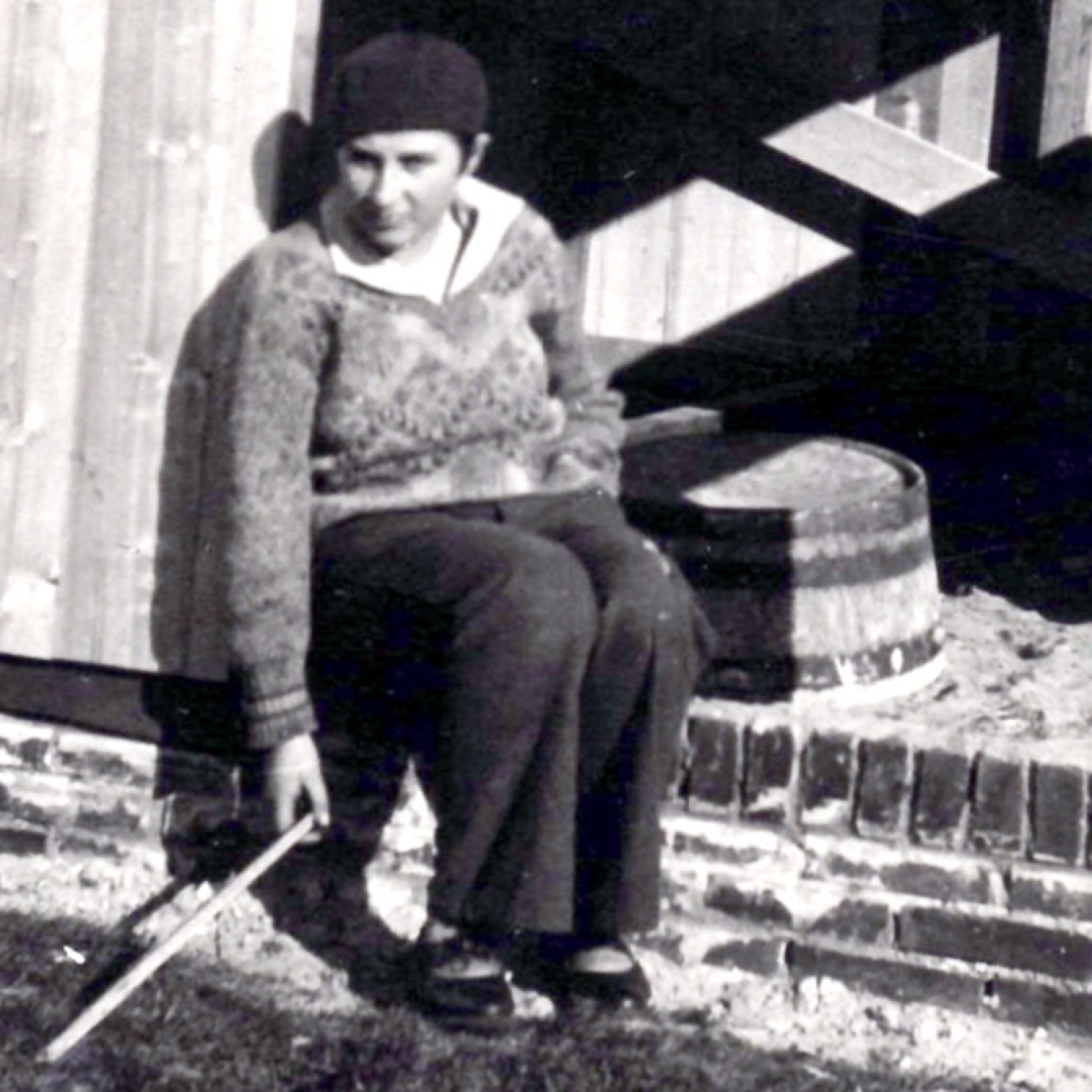
Eva Gross bzw. Eva Schloffer, 1930

- Eva Verena Gross bzw. Schloffer, geboren als Eva Verena Gross (* 9. September 1910 in München; † 5. Februar 2005 in Zürich) besuchte zunächst das D.L.E.H.f.M. (= Deutsches Landerziehungsheim für Mädchen) Schloss Gaienhofen am Bodensee, bevor sie am 29. April 1927 in die Obertertia (OIII; Jahrgangsstufe 9) der Schule am Meer nach Juist wechselte.[276] Elisabeth Jaffé, geborene Freiin von Richthofen, Kuratoriumsmitglied der Stiftung Schule am Meer, eine Freundin ihrer Mutter Frieda Gross (1876–1956), geb. Schloffer, hatte Eva eine Freistelle an der S.a.M. vermittelt. Dort verblieb Eva bis zum 20. März 1931, nachdem sie ihre Reifeprüfung neben Herta Haubold, Klaus Luserke, Hildegard Paulsen, Hans Reyersbach, Ulrich Sild, Wolfgang Siller, Anna Kathrina Weise und Heinz Zederbohm bestanden hatte.[277] – Evas leiblicher Vater war der Maler und Anarchist Ernst Frick, der sich jedoch nicht zu seiner Vaterschaft bekannte, vermutlich zur Vermeidung finanzieller Ansprüche. Eva hatte zwei Schwestern, Cornelia Gross (1918–1995) und Ruth Gross (1920–1963) sowie einen Halbbruder, Peter Wolfgang Gross (1907–1946).[278] Dieser besuchte von 1921 bis 1924 die Freie Schulgemeinde in Wickersdorf. Eva galt als das so genannte „Prozesskind“, dazu abgestempelt, nachdem Otto Gross’ Vater, der Kriminologie-Professor Hans Gross, Eva während eines Gerichtsverfahrens als unehelich erklärt hatte.[279] Die überwiegende Zeit ihres Lebens habe Eva darunter gelitten, ein uneheliches bzw. außerehelich gezeugtes Kind zu sein.[280][281] Nach ihrem Schulabschluss absolvierte Eva in Berlin eine Ausbildung zur medizinischen Laborantin und arbeitete anschließend in Zürich als Medizinalhelferin eines (jüdischen) Gynäkologen, bei dem sie sich mit vielen Emigrantenschicksalen konfrontiert sah, die sie nachhaltig beeindruckten. 1946 wurde ihr das Bürgerrecht der Stadt Zürich verliehen. Ab 1947 arbeitete sie über eine lange Zeitspanne als Haushälterin für verschiedene Familien; im Jahr 1958 wurde sie für die Schweizerische Flüchtlingshilfe tätig, für die sie bis zu ihrer Pensionierung 1975 wirkte. Sie verstarb 94-jährig nach kurzer Krankheit.[280]
- Lorenz Hafner (* 15. September 1919 in Wickersdorf; † 1982 in Hannover) war der Sohn des S.a.M.-Lehrers und Malers Fritz Hafner und dessen Ehefrau Christfriede „Christel“ (1889–1975), geborene Salin.[282] Lorenz hatte zwei Geschwister.[283] Zusammen mit seinen Eltern siedelte er Ostern 1925 nach Juist um, besuchte die S.a.M. ab 24. April 1930.[284] Dort spielte er beispielsweise mit Klaus Bamberger und Karl „Karlchen“ Gustav Plump (* 21. September 1918 in Rönnebeck) beim Zelten Indianer. Nach der Schulschließung Ende März 1934 wechselte Lorenz zusammen mit zehn anderen Mitschülern, darunter Oswald zu Münster, zum Landerziehungsheim Schule Marienau nach Dahlem von Max Bondy und dessen Ehefrau Gertrud (1889–1977). Dort bestand er 1937 seine Reifeprüfung und absolvierte anschließend ein einjähriges Volontariat in Stuttgarter Presseredaktionen. Nach dem Reichsarbeitsdienst wurde er als Kriegsberichterstatter zur Luftwaffe der Wehrmacht eingezogen und war am Afrikafeldzug beteiligt, bis die dortige Front aufgrund der alliierten Überlegenheit endgültig zusammenbrach. Während seines Fronteinsatzes wurde er schwerverwundet. Zusammen mit Angehörigen seiner Einheit kam er nach der alliierten Invasion Siziliens in britische Kriegsgefangenschaft und wurde in der ostenglischen Grafschaft Norfolk interniert. Nach seiner Entlassung kehrte er zu seinen Eltern nach Juist zurück. 1951 gab er den Bildband Juist – Ein Inselbuch heraus, 2001 neu aufgelegt. Von seinem 73-jährigen Vater übernahm er 1953 für drei Jahre die Leitung des Heimatmuseums Juist,[285] das im ehemaligen Naturkunde-Trakt der S.a.M. (in den Schulbauten „mi“ und „re“) eingerichtet worden war. Über einen Zeitraum von mehreren Jahren war er dann für die Redaktion der Bild-Zeitung in Hannover bzw. den Springer-Verlag tätig. Danach wechselte er ins Ressort Politik der Deutschen Presse-Agentur. In den 1960er und 1970er Jahren wurden Zeichnungen von Lorenz Hafner in mehreren Buchausgaben veröffentlicht.[286][287][288] Durch die Spätfolgen seiner schweren Kriegsverwundung starb er 63-jährig in Hannover.[289]

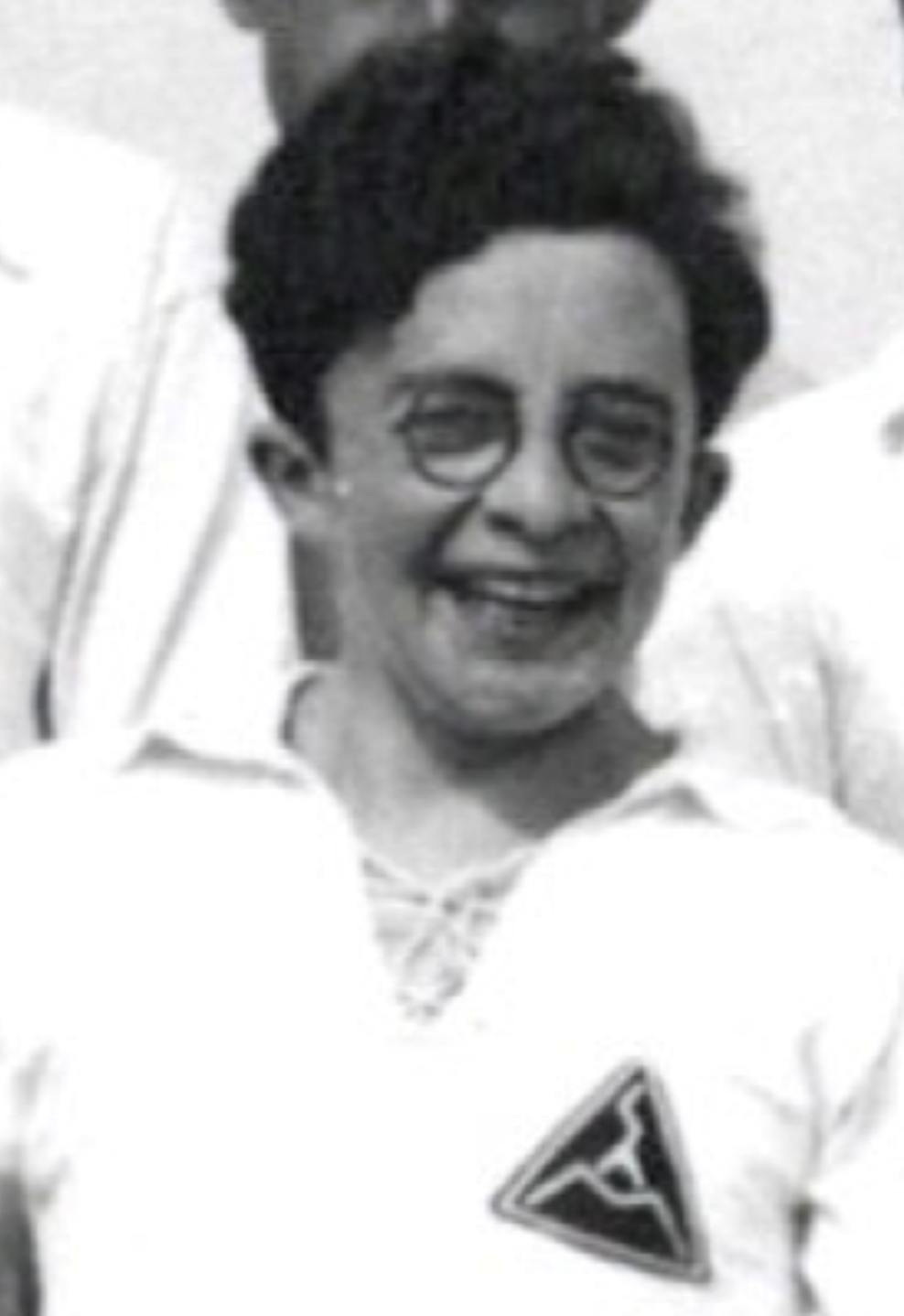
Ernst Halberstadt, genannt „Nepo“, 1931

- Ernst Heinz Joseph Halberstadt (geboren am 19. November 1912 in Frankfurt am Main; gestorben am 18. August 1997 in Hastings-on-Hudson, New York, Vereinigte Staaten), genannt „Nepo“, war der erste bzw. älteste Sohn des Unternehmers Julius Halberstadt (1883–1939) und dessen Ehefrau Frieda „Friedel“ (1892–1967), geborene Gräfenberg. Sein Vater war Miteigentümer der Lebensmittel-Filialkette Schade & Füllgrabe in Frankfurt am Main und Leipzig. Die Familie wohnte in Frankfurts Beethovenstraße 8EG (Gebäude besteht nicht mehr).[290] Er wechselte vom Wöhler-Realgymnasium (heute: Wöhlerschule) im Frankfurter Westend am 29. April 1928 in die Obersekunda (OII, Jahrgangsstufe 11) der Schule am Meer nach Juist, wo er bis zum 17. März 1932 blieb, nachdem er dort seine Reifeprüfung neben Hildegard Appel, Herta Gratenau, Gabriele Kelter, Heinz-Günther Knolle, Hugo Kraus und Ilse Steingräber bestanden hatte.[291] Gemeinsam mit seinem Mitschüler Heinz-Günther Knolle (1912–1999) verließ er Juist und reiste mit ihm über Frankfurt am Main für rund zehn Tage mit dem großen Cabriolet der Frieda Halberstadt in die Schweiz und nach Italien (Fotos davon sind erhalten).[292] Im verschneiten Davos besuchten sie ihren ehemaligen S.a.M.-Schulkameraden Siegfried Schmidt (* 28. Oktober 1914 in Bad Pyrmont), der aufgrund seiner gesundheitlichen Disposition nach dem 18. Dezember 1930 auf das dortige Fridericianum gewechselt war.[293] Sie trafen auch mit der Familie von Grete Dispeker zusammen (Fotos davon sind erhalten), die zu den Vertrauensleuten der S.a.M. zählte. Nach Abschluss dieser Reise dürfte „Nepo“ eine kaufmännische Ausbildung begonnen haben, denn am 2. Januar 1934 wurde er mit der Berufsangabe Kaufmann unter der Anschrift West Zeedyk 100a in Rotterdam in den Niederlanden registriert; die Karteikarte dazu findet sich im Stadtarchiv Rotterdam.[294] Schade & Füllgrabe wurde im Jahr 1936 „arisiert“; „Nepos“ Eltern emigrierten im selben Jahr mit ihrem jüngsten Sohn Paul Kurt (geboren am 29. September 1917 in Frankfurt am Main; gestorben als Paul K. Halstead am 2. Juli 2003 in Scottsdale, Arizona, USA) in die Vereinigten Staaten. „Nepo“ emigrierte im Januar 1939 vom Hamburger Hafen aus in die USA,[295] wo sich seine Familie ab Frühjahr 1938 Halstead nannte, er demzufolge Ernest J. Halstead.[296] Am 13. Dezember 1953 heiratete er in Poughkeepsie im US-Bundesstaat New York Sabina Zimet (geboren am 19. Juli 1917 in Berlin; gestorben am 23. Oktober 2005 in Hastings-on-Hudson).[297] Die Ehe blieb kinderlos. „Nepo“ verstarb im Alter von 84 Jahren.
- Walther Karl Halberstadt (geboren am 25. Januar 1916 in Frankfurt am Main; gestorben am 2. August 2004 in Worcester, Massachusetts, Vereinigte Staaten) war der zweite Sohn des Unternehmers Julius Halberstadt (1883–1939) und dessen Ehefrau Frieda „Friedel“ (1892–1967), geborene Gräfenberg. Sein Vater war Miteigentümer der Lebensmittel-Filialkette Schade & Füllgrabe in Frankfurt am Main und Leipzig. Die Familie wohnte in Frankfurts Beethovenstraße 8EG (Gebäude besteht nicht mehr).[298] Walther besuchte das Frankfurter Goethe-Gymnasium, von dem er am 7. Juli 1931 in die Obersekunda (OII; Jahrgangsstufe 11) der Schule am Meer nach Juist wechselte. Dort absolvierte er sein Abitur mit gut neben Thomas Viktor Adolph, Jens Uwe Köster, Wilhelm Lienau, Franz-Johannes Schmidt-Dumont, Ruprecht Weise und Franz Gustav Karl Worch, und verließ das Internat am 26. März 1934.[150] Da er als Jude unter den Nationalsozialisten nicht zu einem Studium zugelassen wurde, ging er in die Schweiz, studierte an der Eidgenössischen Technischen Hochschule Zürich und betrieb regelmäßig Skisport in den Schweizer Alpen. Im Dezember 1936 folgte er seinen Eltern und seinem jüngsten Bruder Paul Kurt (geboren am 29. September 1917 in Frankfurt am Main; gestorben als Paul K. Halstead am 2. Juli 2003 in Scottsdale, Arizona, USA) und emigrierte in die Vereinigten Staaten,[299] wo er sich Walter K. Halstead nannte. Am Massachusetts Institute of Technology (MIT) in Cambridge setzte er sein in der Schweiz begonnenes Studium fort und schloss es mit dem akademischen Grad des Bachelor of Science in Electrical Engineering (B.S.E.E.) ab. An der Ohio State University erwarb er den Master of Science (M.Sc.). S.a.M.-Absolvent Walther heiratete 1941 die ehemalige S.a.M.-Schülerin Gertrude Bendheim (geboren am 21. Juli 1916 in Bensheim; gestorben am 10. Oktober 2012 in Pittsfield, Massachusetts, USA).[149] Aus der Ehe gingen drei Kinder hervor, der Sohn Thomas Roger (1944–2001) und die zwei Töchter Alice Monica und Celia. Während des Zweiten Weltkrieges arbeitete Walther für das Office of Scientific Research and Development an der Verbesserung der Radartechnologie. Am 22. Mai 1944 wurde er naturalisiert bzw. eingebürgert.[300] Später lehrte er am MIT als Instructor, war für Polaroid und schließlich drei Jahrzehnte bei der Radio Corporation of America tätig. Dort war er an der Entwicklung des BIZMAC-Computers beteiligt. Mit seinen beiden Töchtern ging Walther bis in sein siebtes Lebensjahrzehnt regelmäßig zum Skifahren, er wanderte, fotografierte und malte, reiste durch Nord- und Südamerika und Europa. Er verstarb im Alter von 88 Jahren, seine Frau Gertrude im Alter von 96 Jahren.[301]

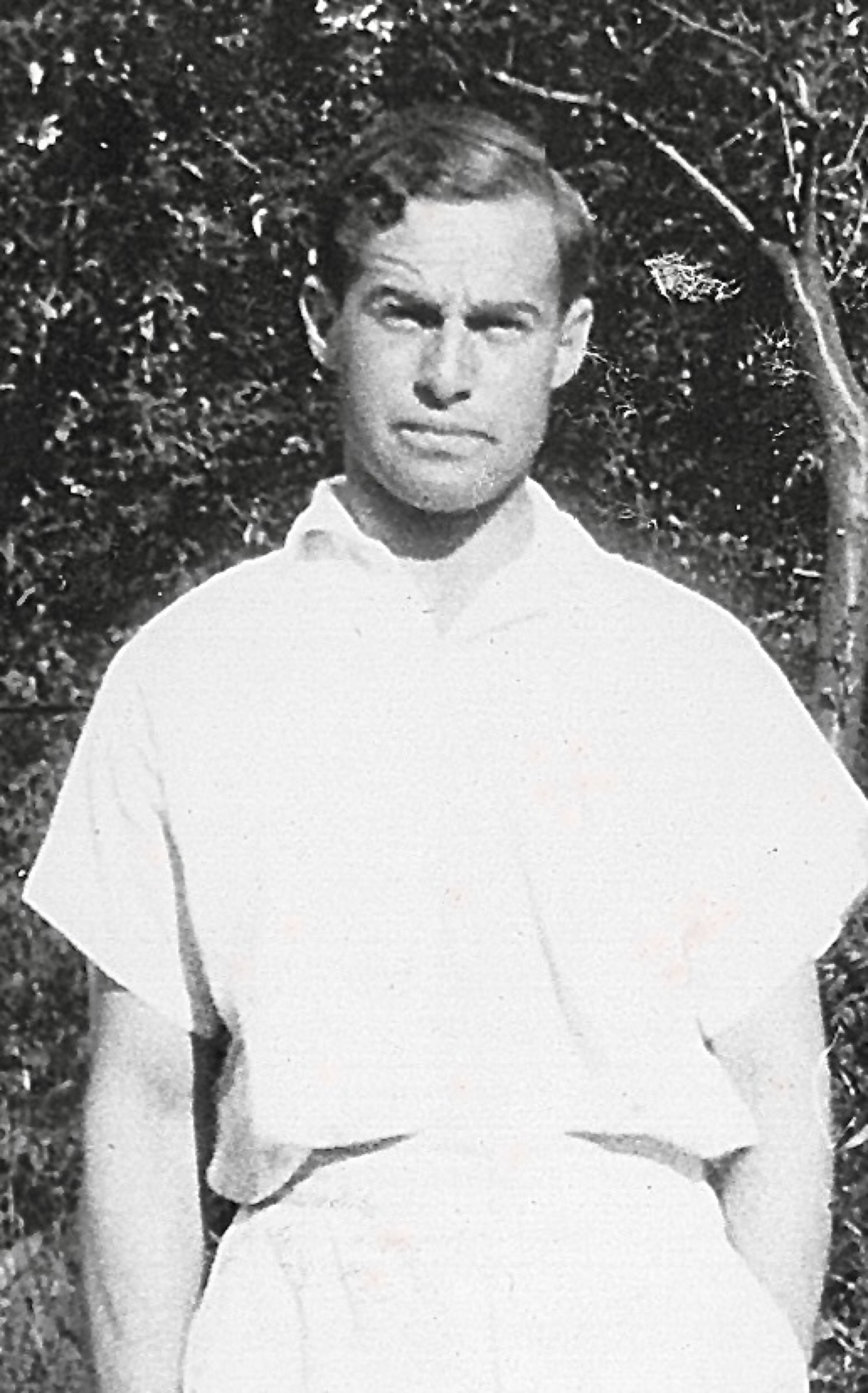
Hans Hess, Sommer 1928

- Hans Hess, auch: Hanns Hess (geboren am 28. März 1908 in Erfurt; gestorben am 21. Januar 1975 im Vereinigten Königreich) war das einzige Kind des Erfurter Schuhfabrikanten, Stadtverordneten, Kunstsammlers und Mäzens Alfred Hess und dessen Ehefrau Thekla, geborene Pauson. Nach dem Besuch der Odenwaldschule wechselte er 1923 in die Freie Schulgemeinde nach Wickersdorf.[132] Neben Herbert von Borch, Hans Werner Rasmussen und Ove Rasmussen zählte er zu den sechzehn Schülern, die als Teil der Sezession um Rudolf Aeschlimann, Fritz Hafner, Martin Luserke und Paul Reiner vom Thüringer Wald auf die Nordseeinsel Juist wechselten, um dort am 1. Mai 1925 die Schule am Meer zu eröffnen.[176] Er war seit seiner Schulzeit in Wickersdorf mit seinem Lehrer Paul Reiner und dessen Ehefrau Anni Reiner, geborene Hochschild, befreundet. Bis zum Ende des Schuljahres absolvierte er die Unterprima (UI, Jahrgangsstufe 12) und verließ die S.a.M. am 24. März 1926.[302] Wo er die Oberprima (OI; Jahrgangsstufe 13) absolvierte und seine Reifeprüfung ablegte, ist bislang unbekannt. Ab 1927 studierte er an der Universität Genf und an der Sorbonne in Paris Kunstgeschichte. 1928/29 hielt er sich in den Vereinigten Staaten auf, um dort für das Familienunternehmen Maier & Louis Hess die Fachgebiete Marketing inkl. Werbung zu studieren. Durch den unerwarteten und vorzeitigen Tod seines Vaters im Dezember 1931, der auch für die Stiftung Schule am Meer einen herben Verlust bedeutete, musste Hans sein Studium abbrechen und für das Unternehmen tätig werden. Zusammen mit seiner Mutter gelang es ihm bis 1933, die während der Weltwirtschaftskrise in Schieflage geratenen vier Schuhfabriken zu sanieren, verlor dadurch jedoch einen Großteil des Familienvermögens. Ab 1932 gut dotiert journalistisch in Berlin tätig, kündigte ihm der Ullstein Verlag nach der Machtabtretung an die Nationalsozialisten aufgrund seiner jüdischen Abstammung. Ein SA-Trupp verwüstete seine Berliner Wohnung. Im Mai 1933 flüchtete er in die französische Hauptstadt, wo er im Marketing Beschäftigung fand. 1935 emigrierte er nach England, wo er am Leicester Museum & Art Gallery tätig wurde. Seine Mutter folgte ihm im September 1939. Hans wirkte im German Jewish Refugee Aid Committee, war 1938/39 Mitherausgeber der Zeitschrift Inside Nazi Germany und 1939 Mitgründer des Freien Deutschen Kulturbundes in Großbritannien (FDKB), der in Kontakt zur KPD stand.[303] Nach Ausbruch des Zweiten Weltkrieges wurde Hans von den Briten als Enemy Alien (feindlicher Ausländer) zunächst auf der Isle of Man interniert und von dort nach Kanada verschifft. Anfang 1942 konnte er nach England zurück und wurde bei Loughborough in Leicestershire als Landarbeiter eingesetzt.[304] Er lernte die zur Hälfte deutschstämmige Lillie Esther Williams (geb. Weinreich, 1916–1976) kennen, mit der er im April 1944 eine Tochter, Anita, bekam. Nach der Geburt des Kindes heiratete das Paar im Mai 1944. Am 30. Juni 1948 wurde Hans im Vereinigten Königreich naturalisiert, ergo eingebürgert.[305] 1951 war er Gründer des York Festivals in York und bis 1966 dessen Direktor.[303] Erst spät konnte er sein Studium wieder aufnehmen und erwarb in Leeds, West Yorkshire, den Master of Arts (M. A.), wofür er eine Dissertation (thesis) über George Grosz verfasste. Zusammen mit seiner Mutter Thekla gab er 1957 im deutschen Piper-Verlag eine Broschüre über das Erfurter Gästebuch der Familie Hess heraus, das als einzigartiger Beleg der deutschen expressionistischen Kunstszene der 1920er Jahre gilt. Gleichzeitig machte er mit seiner Mutter in der Bundesrepublik Restitutionsansprüche für beschlagnahmte, geraubte bzw. geplünderte Kunstwerke aus der Sammlung Alfred & Thekla Hess geltend, bis heute durch seine Tochter weiterverfolgt. Ende der 1950er Jahre durfte er nicht in die Vereinigten Staaten reisen, weil er als Kommunist während der McCarthy-Ära als Persona non grata unerwünscht war. Hans Hess wurde 1958 als Kurator der City of York Art Gallery durch Königin Elisabeth II. zum Officer of the Order of the British Empire ernannt.[306] Bis 1975 wirkte er als Dozent für Geschichte und Kunsttheorie an der Sussex University.[303] Er verstarb im Alter von 66 Jahren.

Woldemar Hörnig: Erstes ZDF-Logo 1962

- Gotthelf Woldemar Hörnig (* 19. März 1914 in Chemnitz; † 21. April 2002 in Bad Homburg vor der Höhe),[307] ein Sohn des Chemnitzer Strumpffabrikanten Otto Hörnig,[308] besuchte nach der Volksschule zunächst das für seine progressive Lehrmethodik bekannte gymnasiale Neue Pädagogium im niederschlesischen Niesky (dort hatte Luserke von 1900 bis 1904 unterrichtet),[309] bevor er am 7. August 1928 als Obertertianer (OIII; Jahrgangsstufe 9) zur Schule am Meer nach Juist wechselte. Sein erster Vorname Gotthelf ist im S.a.M.-Schülerbuch nicht verzeichnet, nur sein Rufname Woldemar.[310] Er verwendete ihn später als Initial abgekürzt in der Schreibweise G. Woldemar Hörnig. Zwei Monate nach Woldemar traf auch sein älterer Bruder Rolf (* 10. April 1913 in Chemnitz) auf Juist ein, der ebenfalls vom Neuen Pädagogium in Niesky in die Obertertia der S.a.M. wechselte. Rolf verließ die S.a.M. mit der Mittleren Reife im März 1930.[311] Im Januar 1931 nahm Woldemar an den S.a.M.-Skiwochen in Österreich teil, die sein ehemaliger Mitschüler, der passionierte Wiener Skifahrer und Bergsteiger Ulrich Sild (1911–1937), seit 1929 organisierte und leitete.[312] Woldemar absolvierte im März 1933 seine Reifeprüfung zusammen mit Berndt von Bargen, Ruth Berger, Anna Margarethe Kantorowicz, Hilde Müseler, Rolf Pappiér, Reiner Planck, Hans Raitelhuber, Jens Rohwer und Rudolf Stoltz.[139] Seine dafür eingereichte große Arbeit Die besonderen Gesichtspunkte beim Bildschmuck von Jugendschriften mit praktischen Versuchen für ein bestimmtes Buch deutet bereits seinen späteren beruflichen Werdegang an.[313] Er wurde Zeichner, Maler, Illustrator und Gebrauchsgraphiker. Er selbst konstatierte, dass er schon während seiner Schulzeit genau wusste, dass er beruflich zeichnen wollte, jedoch ohne künstlerischen Anspruch. Als „paradox“ betrachtete er es daher im fortgeschrittenen Alter, dass seine Arbeiten heute als Kunst eingestuft werden; so wurden Werke aus seiner Feder in mehreren Ausstellungen des Museum of Modern Art (MoMA) in New York City präsentiert. Sein beruflicher Durchbruch gelang wohl mit dem 1946 entwickelten Signet für den Sender der gesamten Britischen Besatzungszone, den neu gegründeten Nordwestdeutschen Rundfunk, aus dem später WDR und NDR hervorgegangen sind.[314] Als 33-Jähriger heiratete er am 12. März 1948 die 22-jährige Johanne Buhrfeind (* 22. Februar 1926 auf der Elbinsel Krautsand).[315] Die Familie Buhrfeind betrieb nahe dem Fähranleger der Insel Krautsand in der Elbe eine Gastwirtschaft. Von etwa 1952 bis 1955 war Woldemar Hörnig als Gebrauchsgraphiker in Hamburg verzeichnet,[316] bis Juni 1978 in Königstein im Taunus, zuletzt in Bad Homburg v. d. H. Vor allem während der 1950er und 1960er Jahre kreierte er eine große Vielzahl graphischer Entwürfe für Logos und Produktverpackungen, realisiert beispielsweise für CD-Seife, Henkel Piccolo-Sekt, Romika-Schuhe, Wella-Haarpflege, Maxwell-Kaffee oder Meßmer-Tee.[314] In vielen Teilen Europas bekannt wurde insbesondere sein 1962 vorgelegter und ab Sendebeginn 1963 realisierter Entwurf des ersten ZDF-Logos, das zwei dicht nebeneinander stehende simplifizierte Sendemasten (gleichzeitig eine römische 2 darstellend) und zwei von deren oberen Enden ausgehende, sich überlagernde, annähernd elliptische Abstrahlfelder zeigt (gleichzeitig stilisierte Augen repräsentierend).[317][318][319][320][321] Dieses wurde in die Sammlung des Museums für Moderne Kunst in Frankfurt am Main aufgenommen.[322] Aus Anlass seines 80. Geburtstages veranstaltete die Stadt Bad Homburg vom 18. bis 27. März 1994 in ihrer Galerie im Stadthaus eine Retrospektive und stellte eine Auswahl seiner Werke der Zeitspanne von 1946 bis 1976 aus.[314] Woldemar verstarb im Alter von 88 Jahren.
- Anna Margarethe Kantorowicz (geboren am 3. August 1913 in München; gestorben am 16. April 2016 in Bloomington, Monroe County, Indiana, Vereinigte Staaten),[323] genannt „Annemargret“,[324] jüdischer Herkunft, war das zweite Kind des Zahnmediziners Alfred Kantorowicz und dessen (erster) Ehefrau Annemarie Hedwig (* 31. August 1883 in Buschen (heute: Bożeń, Ortsteil von Wołów), Schlesien; † 23. Juni 1962 in Bad Sachsa, Niedersachsen), geborene Steinlein. Annemargret hatte eine ältere Schwester, Dorothea „Thea“ Therese (* 26. März 1909–1986), und zwei jüngere Brüder, Erich Otto (ca. 1916–1929, Suizid)[325] und Georg Friedrich (* 1921). Sie wechselte am 5. August 1929 vom Mädchen-Oberlyzeum Bonn (heute: Clara-Schumann-Gymnasium) in die Obersekunda (OII; Jahrgangsstufe 10) der Schule am Meer und erhielt im März 1933 ihr Reifezeugnis neben ihren Mitschülern Berndt von Bargen, Ruth Berger, Woldemar Hörnig, Hilde Müseler, Rolf Pappiér, Hans Raitelhuber, Jens Rohwer und Rudolf Stoltz.[313][326][139] Danach studierte sie an der Albert-Ludwigs-Universität Freiburg Zahnmedizin. Ihre ältere Schwester „Thea“ studierte Humanmedizin an der Rheinischen Friedrich-Wilhelms-Universität in Bonn, an der ihr Vater lehrte, und gehörte der Sozialistischen Arbeitsgemeinschaft (SAG) an. Bei der SAG traf diese auf ihren Zahnmedizin-Kommilitonen Wigand Karl Paul Kenter (* 15. Juni 1901 in Godesberg; † 7. Oktober 1960 in Bloomington, Indiana, USA),[327][328] den ihre jüngere Schwester Annemargret 1936 nach der Emigration in Istanbul heiratete.[329] Thea und ihr Kommilitone Wigand Kenter waren in der Zeit des Nationalsozialismus durch ihre Alma Mater aus politischen und „rassischen“ Gründen relegiert worden.[330][331] Diese Relegationen wurden durch den Senat der Uni Bonn erst 1998 für nichtig erklärt.[332] Kenter wurde zweimal durch die Gestapo inhaftiert, floh in die Schweiz und von dort in die Türkei.[333] Im Jahr 1944 musste er zusammen mit seiner Ehefrau Annemargret und seiner kleinen Tochter Ruth Gisela (1939–2018, später verh. McNeil) von Istanbul aus nach Palästina fliehen. 1947 siedelte die Familie von dort in die Vereinigten Staaten um. Sie ließ sich 1949 in Bloomington im US-Bundesstaat Indiana nieder, wo Kenter eine Zahnarztpraxis eröffnete. In den USA wurden dem Paar zwei weitere Töchter geboren, Karen Ann (* 1953 in Bloomington, verh. Potty) und Marian Jane (* 1957 ebenda, verh. Dwyer).[334] Ihre Schwester Thea studierte nach ihrer Bonner Relegation in Istanbul und London weiter Medizin. Sie heiratete den im schottischen Edinburgh forschenden Hermann Joseph Muller und folgte diesem in die USA.[328] 1946 wurde er mit dem Nobelpreis für Medizin ausgezeichnet.[335] Annemargret engagierte sich ehrenamtlich für die Non-profit-Organisation Planned Parenthood und für die Demokratische Partei. Sie war Mitglied der zionistischen US-amerikanischen Frauen-Organisation Hadassah und des YMCA. Sie wanderte und schwamm mit Vorliebe in Naturparks. Ab ihrem fünften Lebensjahrzehnt nahm sie jede Gelegenheit wahr, um Skifahren zu gehen, in den Schweizer Alpen und in den Nashville Alps in Indiana. Mit ihren beiden jüngeren Töchtern ging sie auf ausgedehnte Europareisen. In ihrem achten und neunten Lebensjahrzehnt nahm sie regelmäßig an Aerobic-Kursen teil, paddelte im Kanu unter dem römischen Aquädukt Pont du Gard in Südfrankreich hindurch, ritt auf einem Kamel in der Sahara, wanderte im Glacier-Nationalpark und bestieg einen Berg, um eine Burgruine zu besichtigen. An ihrem 95. Geburtstag ließ sie sich im Turkey Run State Park in Indiana mit einem aufblasbaren Sitzring den Sugar Creek hinabtreiben (river tubing). Wichtig war ihr ein regelmäßiger „Kaffeeklatsch“ mit selbst gefertigtem Backwerk nach deutscher Rezeptur, aber auch allabendlich „etwas Nettes“: ein Stückchen Schokolade vor dem Einschlafen. Das war sie seit ihrer Kindheit so gewohnt, obwohl ihr Vater Zahnmediziner war und sie selbst ebenfalls Zahnmedizin studiert hatte. Annemargret verstarb im Alter von 102 Jahren.[336][337]

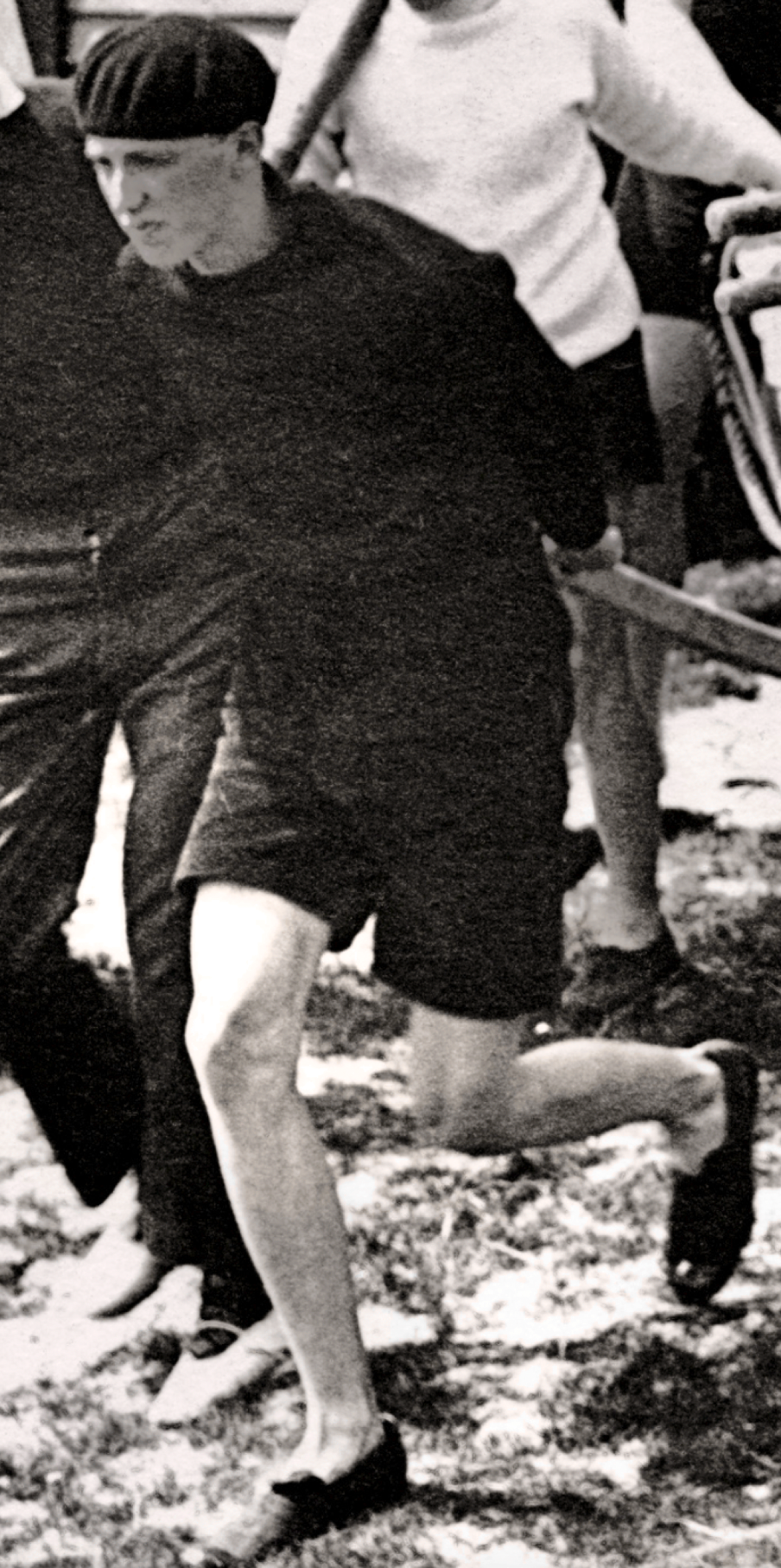
Hubert Kelter, 1927

- Hubert Kelter (* 12. Mai 1909 in Hamburg; † 16. September 1999 ebda.), Sohn des Hamburger Kaufmanns und Textilfabrikanten Gerhard Martin Kelter (* 26. März 1872 in Hamburg; † 8. Juni 1942 ebda.) und dessen Ehefrau Julia Henriette, geb. Hünlinghof (* 29. Juli 1884 in Hamburg). Huberts Vorname nimmt Bezug auf den vor seiner Geburt verstorbenen Geschäftspartner seines Vaters bei Chs Lavy & Co. (Markenname LACO), Hubert Hünlinghof (1848–1906).[338] Hubert Kelter wechselte am 29. April 1927 von der Oberrealschule in Eppendorf (heute: Gymnasium Eppendorf) in die Unterprima (UI; Jahrgangsstufe 12) der S.a.M.,[339] wo er im März 1929 die Reifeprüfung u. a. gemeinsam mit Eva de Marcos, Ove Skafte Rasmussen, Werner Rings, Jolanda Freiin von Tettau und Susanne Zimmer ablegte. Deren mündliche Prüfung im harten Eiswinter 1928/29 wurde zu einem abenteuerlichen Unterfangen.[214][215] Nach seinem Abitur gehörte er als Student der Volkswirtschaft[340] in Kiel zu den Vertrauensleuten der Schule am Meer, die interessierte Eltern potenzieller Schüler informierten und berieten. Seine Ausbildung begann er am Institut für Weltwirtschaft in Kiel, studierte an der Rheinischen Friedrich-Wilhelms-Universität in Bonn bei Arthur Spiethoff und an der Albert-Ludwigs-Universität in Freiburg im Breisgau bei Walter Eucken. Er wurde zum Geschäftsführer der Wirtschaftskammer Hessen in Frankfurt am Main berufen und wirkte anschließend als wissenschaftlicher Mitarbeiter am Deutschen Institut für Wirtschaftsforschung in Berlin und Wien. Nach dem Zweiten Weltkrieg war er vom Frühjahr 1946 bis 1974 als diplomierter Volkswirt (Dipl. rer. pol.) Syndikus der Handelskammer Hamburg und Autor.[341][342] Er baute für die Handelskammer deren Abteilung Volkswirtschaft auf, für die er bis zum Erreichen der Altersgrenze im Jahr 1974 verantwortlich blieb. Auch die Presse- und Öffentlichkeitsarbeit der Handelskammer wurde von ihm initiiert und entwickelt. Bis 1965 war er für deren Periodikum und die Berichterstattung zuständig. 1953 wurde der Juniorenkreis der Handelskammer begründet, der auf Anregung Kelters zurückging und für den er sich engagierte. Etwa 1965 übernahm er die Leitung der Hamburger Commerzbibliothek. Er befasste sich mit Fragen der Wirtschaftspolitik, -ordnung, -statistik und -beobachtung, sein Interesse galt den volkswirtschaftlichen Aspekten der europäischen Integration.[343][344] 1949 begründete er die Martin-Luserke-Gesellschaft, deren Präsident er war. Sie sollte das literarische Werk Luserkes nach dem Ende des Zweiten Weltkrieges wieder in Erinnerung rufen, als sich dieser in prekärer wirtschaftlicher Situation befand.[345][346] Im Jahr vor seinem Tod beauftragte Luserke ihn damit, vermittelnden Kontakt zu der ehemaligen S.a.M.-Hilfslehrkraft Anni Reiner in der Schweiz aufzunehmen.[347] Hubert hielt Kontakt zu Rudolf Aeschlimann,[348] Martin Luserke und Jens Rohwer.[349][350] Er verstarb im Alter von 90 Jahren und wurde auf dem Friedhof in Hamburg-Ohlsdorf beigesetzt. – Huberts jüngere Stiefschwester Gabriele Kelter (* 31. März 1913 in Hamburg) wechselte am 20. April 1929 in die Unterprima (UI; Jahrgangsstufe 11) der Schule am Meer nach Juist. Sie kam von der privaten Höheren Mädchenschule (Lyzeum) der Mary B. Henckel, auch Henckelsche Töchterschule genannt (ab 1926 Realschule, ab 1928 mit realgymnasialem Zweig), die in Hamburg-Rotherbaums Heimhuderstraße 12 und der Tesdorpfstraße 16 (beide Gebäude sind erhalten) ansässig war.[351] Gabriele verließ die Nordseeinsel am 17. März 1932, nachdem sie neben Hildegard Appel, Herta Gratenau, Ernst Halberstadt, Heinz-Günther Knolle, Hugo Kraus und Ilse Steingräber ihre Reifeprüfung mit gut bestanden hatte.[352]

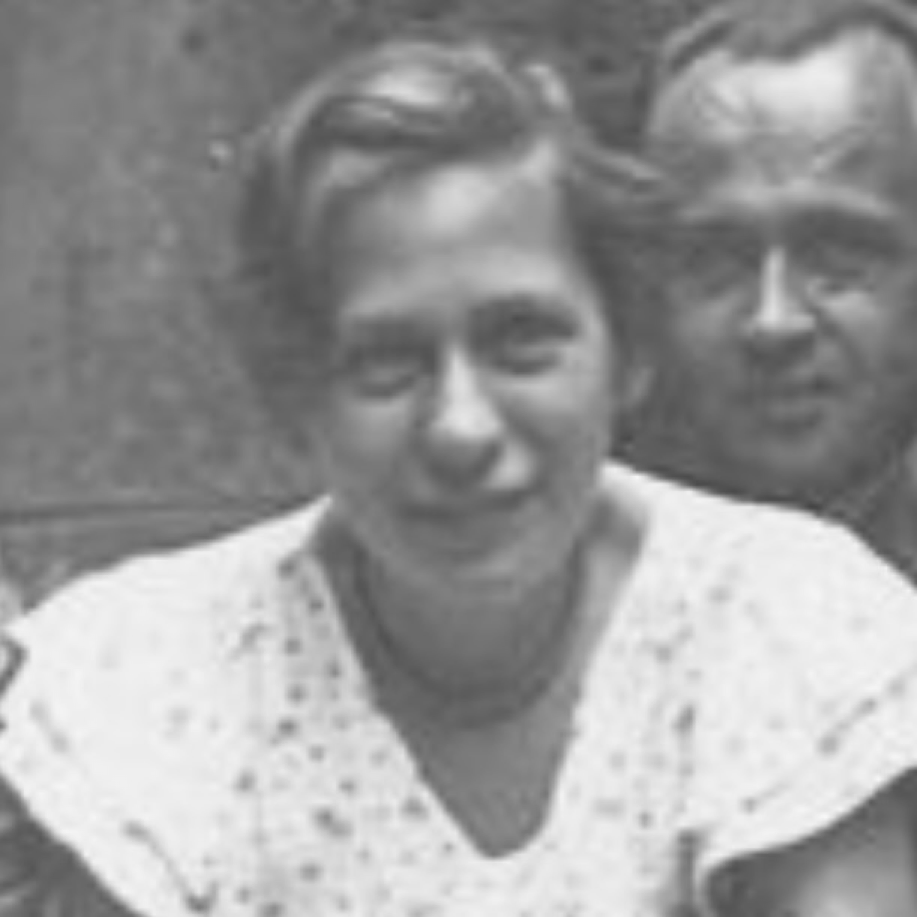
Felicitas Kestner, 1937

- Anna Maria Dora Felicitas Kestner (* 2. November 1914 in Hamburg; † 4. Juni 2001 ebda.) war die Tochter des Mediziners und Physiologen Otto Heinrich Cohnheim (1873–1953) und dessen Ehefrau, der Sängerin (Altistin) Eva Marie Mathilde Cohnheim (1882–1973), geborene Barth. Felicitas hatte vier Geschwister, zwei ältere Schwestern, von denen eine früh verstarb, eine jüngere Schwester und einen jüngeren Bruder.[353] Ihre Familie hatte im Jahr 1917 den Familiennamen Cohnheim abgelegt und stattdessen den Namen Kestner angenommen. Felicitas besuchte nach der Volksschule die reformpädagogische Hamburger Lichtwarkschule. Dort wirkte sie an einer Aufführung der Schuloper Der Jasager von Bert Brecht, Elisabeth Hauptmann und Kurt Weill mit. Das Klavierspiel erlernte sie im Institut für Tasteninstrumente bei der Klavierpädagogin Edith Weiss-Mann, Harmonielehre bei Robert Müller-Hartmann. Im Jahr 1932 komponierte sie aus Anlass von Goethes 100. Todestag eine Revue.[354] Als Mitglied des Kommunistischen Jugendverbands textete und komponierte sie Agit-Prop-Lieder, die sie zusammen mit ihren Genossen und Genossinnen in Hamburg-Eimsbüttel auf einem Lastwagen stehend und in Hamburg-Hoheluft in einem Kino aufführte.[355] Als ihr Schulleiter Heinrich Landahl nach dem 30. Januar 1933 abgesetzt und im März 1933 durch das NSDAP-Mitglied Erwin Zindler ersetzt wurde, organisierten und finanzierten ihre Eltern den Wechsel zum Landerziehungsheim Schule am Meer auf die Nordseeinsel Juist. Bis zu diesem Zeitpunkt war der 19-jährigen Felicitas, evangelisch-lutherisch getauft, ihre jüdische Abstammung nicht bekannt gewesen. Ihre Eltern hatten dies verschwiegen, um sie völlig unbelastet aufwachsen zu lassen. Felicitas äußerte retrospektiv „das große Glück“,[355] am 6. Mai 1933 per Ausnahmeregelung in die Unterprima (UI; Jahrgangsstufe 12) der S.a.M. aufgenommen worden zu sein,[356] denn regulär wollte das Internat neue Schüler nur bis zur Untersekunda (UII; Jahrgangsstufe 10) aufnehmen. Der Musiksaal im Obergeschoss der freistehenden Bühnenhalle im Loog wurde in der Folge Schauplatz ihrer weiteren musikalischen Ausbildung, die nun maßgeblich durch Eduard Zuckmayer vorangetrieben wurde.[357] In ihrer Autobiographie schrieb Felicitas: „Es war ein herrliches Jahr“.[355] Nach der endgültigen Schulschließung im März 1934 empfahl ihr Schulleiter Luserke, zur Odenwaldschule zu wechseln, um dort die Oberprima (OI; Jahrgangsstufe 13) zu absolvieren und im März 1935 ihr Reifezeugnis zu erwerben. U. a. mit ihrem S.a.M.-Mitschüler Jens-Jürgen Rohwer blieb sie in Kontakt. Während der Zeit des Nationalsozialismus wurde Felicitas unzutreffend als „Vierteljude“ klassifiziert, weil ihr Vater trotz seiner drei jüdischen Großeltern als „Halbjude“ galt.[358] Ihr Wunsch, Schulmusikerin zu werden und dafür an der Staatlichen Hochschule für Musikerziehung und Kirchenmusik in Berlin zu studieren, ließ sich aufgrund ihrer „nicht-arischen“ Herkunft nicht realisieren. Stattdessen konnte sie ein Musikstudium an der Staatlichen Akademischen Hochschule für Musik in der Reichshauptstadt aufnehmen. Beim Musikpädagogen Carl Adolf Martienssen studierte sie von Oktober 1935 bis März 1937 Klavier, bei Gustav Scheck bis Juli 1939 Flöte, bei Rudolf Schmidt Klavier. Bei Paul Hindemith studierte sie Komposition. Im Hochschulorchester spielte sie Flöte und sang im Hochschulchor sowie im A-cappella-Chor unter der Leitung von Kurt Thomas. Im März 1937 bestand sie die Staatliche Privatmusiklehrerprüfung mit der Lehrbefähigung für Klavier, erhielt aber als „Nicht-Arierin“ keinen Unterrichtserlaubnisschein. Dennoch gab sie in der Jutta-Klamt-Schule[359] Klavierstunden und Blockflötenkurse. Am 30. Juni 1939 bestand sie an der Musikhochschule bei Rudolf Schmidt die künstlerische Reifeprüfung für Klavier. Im Verlauf ihrer Prüfung trug sie die 2. Klaviersonate Paul Hindemiths vor. Davon hatte ihr Schmidt im Vorfeld nachdrücklich abgeraten, weil er Nachteile für seine Studentin befürchtete, denn ein Teil von Hindemiths Werken galt seitens eines Teils der Nationalsozialisten um Alfred Rosenberg als „kulturbolschewistisch“ und „entartet“.[360][361] Drei Tage nach ihrer Abschlussprüfung, am 3. Juli 1939, heiratete sie den Ingenieur Dietrich Kukuck (1915–1992), mit dem sie seit ihrer Schulzeit an der Lichtwarkschule befreundet war und seit 1936 zusammenlebte. Aus der Ehe gingen vier Kinder hervor, Johann „Jan“ Eberhard (1940), die Zwillinge Eva Margarete „Margret“ und Rebekka Irene (1946) sowie Thomas Immanuel (1948). Im Herbst 1939 wurde Felicitas Kukuck aufgrund einer Sondergenehmigung als Komponistin in die Reichsmusikkammer (RMK) aufgenommen, mit der Auflage, weder schöpferisch tätig zu werden noch bei Veranstaltungen der NSDAP oder deren Untergliederungen aufzutreten.[354] Während des Zweiten Weltkrieges bot sie der untergetauchten Lehrerin Elisabeth „Else“ Jakobus (* 28. Mai 1892), geborene Feilchenfeld,[362] die zuvor an der Talmud-Tora-Schule im Grindelviertel tätig war, Unterschlupf und Hilfe bei der Beschaffung der auf Bezugsschein rationierten Lebensmittel. 1942 wirkte Felicitas als Blockflötistin an einer Sendung der Reichs-Rundfunk-Gesellschaft sowie bei abendlichen Musikveranstaltungen der Berliner Tanzschulen Jutta Klamt und Ingeborg Pröhl mit. Letztere war eine jüngere Schwester der Ehefrau von Rudolf Heß, Ilse, geb. Pröhl.[363] In den letzten Kriegstagen Anfang Mai 1945 aus Berlin geflohen, ihre dortige Unterkunft brannte am 3. Mai ab, kehrte sie im November 1945 mit einem Flüchtlingstreck nach Hamburg zurück. 1948 zog die Familie nach Blankenese. Felicitas’ Ehe wurde 1967 geschieden. Die Freie und Hansestadt Hamburg zeichnete Felicitas im Jahr 1989 für ihre Verdienste um Kunst und Kultur mit der Biermann-Ratjen-Medaille aus; 1994 wurde sie für ihre Verdienste um das Hamburgische Musikleben und als Auszeichnung für hervorragende Leistungen auf dem Gebiet der Musik mit der Johannes-Brahms-Medaille geehrt. Sie verstarb 86-jährig und wurde auf dem Friedhof der Kirchengemeinde Blankenese beigesetzt.[364][354] In Hamburg-Altona wurde 2016 die Felicitas-Kukuck-Straße nach ihr benannt.[365]

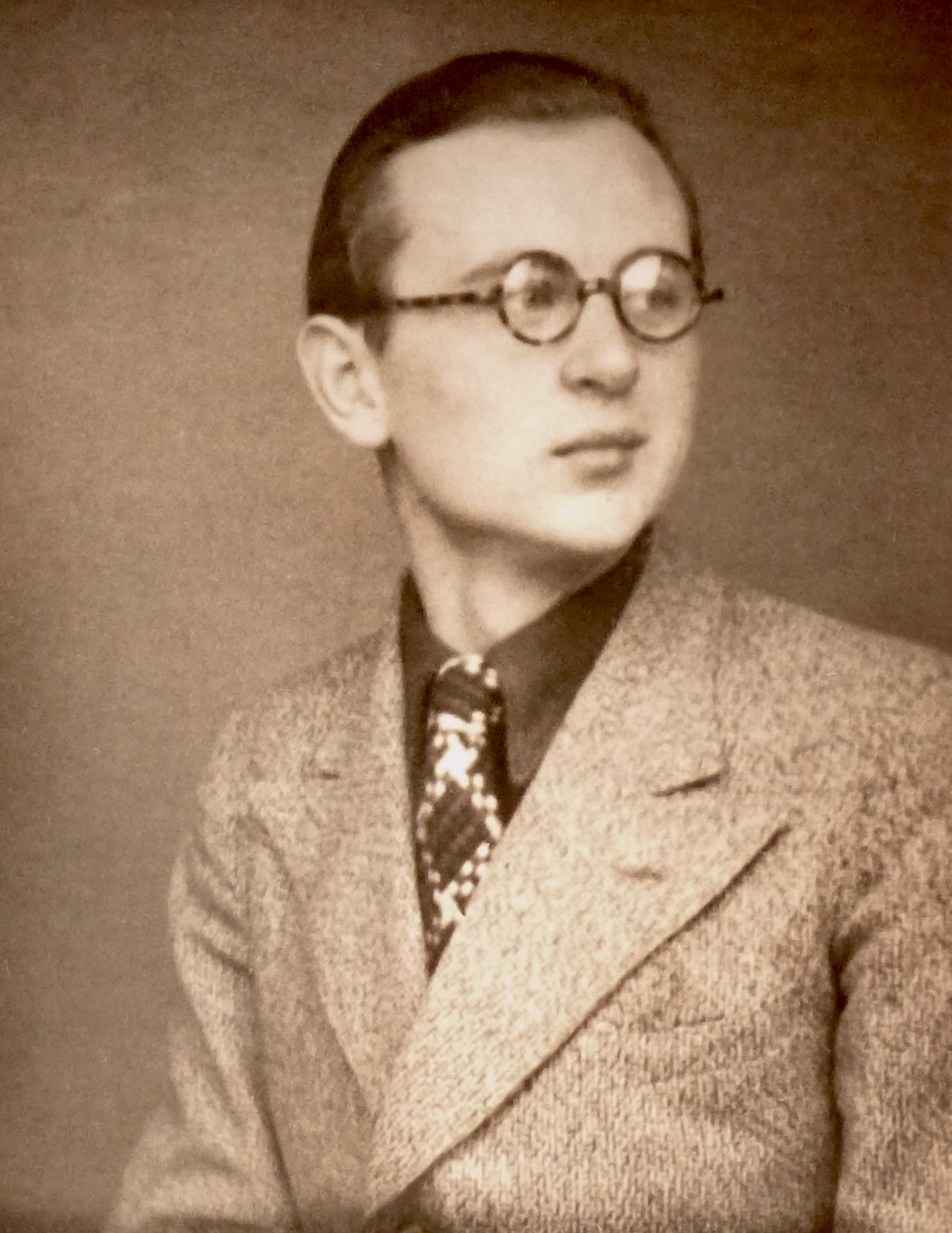
Heinz-Günther Knolle, um 1930

- Heinz-Günther Knolle (* 16. April 1912 in Bischofshagen 337 (Gohfeld, jetzt: Löhne); † 26. Oktober 1999 in Bielefeld), Geburtsname Heinz-Günter Wilhelm Knolle,[366] an der S.a.M. zumindest teilweise „Hein“ genannt, Sohn des Veterinärs Heinrich „Heinz“ Friedrich Wilhelm Knolle (1877–1926) und dessen Ehefrau Marie Wilhelmina „Minna“ Ilsabein Engel Poppensieker (1887–1971), besuchte in Löhne zuletzt die Quinta (Jahrgangsstufe 6) der Höheren Knaben- und Mädchenschule,[367] bevor er ab 1. Mai 1925 zu den ersten Schülern der neu gegründeten Schule am Meer zählte.[368] Dort verblieb er bis zur Reifeprüfung, die er am 8. März 1932 zusammen mit Hildegard Appel (* 17. August 1911 in Hannover, siehe Heinz Appel), Herta Gratenau (* 15. Mai 1913 in Klein Flottbek bei Hamburg), Ernst Halberstadt (* 19. November 1912 in Frankfurt am Main, siehe Schade und Füllgrabe), genannt „Nepo“, Gabriele Kelter (* 31. März 1913 in Hamburg, siehe Hubert Kelter), Hugo Kraus und Ilse Steingräber bestand. Eine Woche später führten er und die übrigen Abiturienten das Bewegungsspiel Der unsichtbare Elefant, einstudiert von Walter Jockisch, in der neuen Bühnenhalle des Internats auf, bevor sie den Lebensabschnitt Schulzeit hinter sich ließen.[369] Mit Jockisch, Grete Dispeker und Edgar Weil unterhielt Heinz-Günther Knolle eine enge Freundschaft. Am 17. März 1932 verließ Heinz-Günther Knolle Juist und reiste zusammen mit seinem Mitschüler Ernst Heinz Joseph Halberstadt, genannt „Nepo“, für rund zehn Tage über Frankfurt am Main in die Schweiz und nach Italien.[370] In Davos besuchten sie mit dem Cabriolet der Halberstadts ihren Schulkameraden Siegfried Schmidt (* 28. Oktober 1914 in Bad Pyrmont), der aufgrund seiner gesundheitlichen Disposition nach dem 18. Dezember 1930 auf das dortige Fridericianum gewechselt war.[371] Sie trafen auch mit der Familie von Grete Dispeker zusammen. Grete hatte er während der von Ulrich „Uli“ Sild organisierten S.a.M.-Jahresfahrt in die Dolomiten im September 1929 kennengelernt und sich mit ihr angefreundet. Danach zog Heinz-Günther nach Berlin in eine Wohngemeinschaft mit Jockisch an der Weinmeisterhöhe in Pichelsdorf, um sich dort am 25. April 1932 gegen seinen Willen für ein von seiner Mutter präferiertes Medizinstudium an der Friedrich-Wilhelms-Universität zu immatrikulieren.[372] Nach dem zweiten Semester brach er dieses ab. Im Sommer 1933 wurde Heinz-Günther durch Edgar Weil und Grete Weil zu einem gemeinsamen Urlaub rund um den Bodensee eingeladen, einer Rundreise in einem blauen BMW Dixi 3/15 PS Cabriolet mit elfenbeinfarben lackierten Kotflügeln. Knolle absolvierte danach diverse landwirtschaftliche Praktika in Ravensburg, Neukloster und 1934/35 auf dem bei Salzgitter gelegenen Gut Kniestedt der Familie des Grafen zu Münster von Derneburg, deren Sohn „Ossi“ (Oswald) einer seiner Mitschüler auf Juist war. Während dieser Praktika förderte ihn sein Freund Walter Jockisch, dem er viel zu verdanken hat. Anschließend absolvierte Heinz-Günther einen dreimonatigen Freiwilligen Arbeitsdienst (FAD) in Wolfshagen im Harz, kurz bevor dieser als Reichsarbeitsdienst (RAD) für 18- bis 25-jährige Männer verpflichtend wurde. Vom Wintersemester 1935/36 bis zum Wintersemester 1937/38 studierte er das Fach Landwirtschaft an der Friedrich-Wilhelms-Universität in Berlin, an der Martin-Luther-Universität in Halle und an der Rheinischen Friedrich-Wilhelms-Universität in Bonn, bevor er am 15. März 1938 in Bonn das Staatsexamen bestand.[373] Im Anschluss war er ab dem 15. April 1939 mit dem Ziel der Promotion als wissenschaftlicher Assistent bei Theodor Brinkmann tätig, wurde jedoch am 6. Dezember 1939 zu der in den Wehrkreis XX verlegten Artillerie-Ersatz-Abteilung 206 der Wehrmacht ins ostpreußische Braunsberg eingezogen. Er nahm 1940 am Westfeldzug ebenso teil wie 1941 am Russlandfeldzug, wobei sein Regiment der 11. Armee unter Erich von Manstein angehörte, als die Krim eingenommen wurde. Ende des Jahres 1942 wurde er im Gefolge des Unternehmens Weserübung in Nordnorwegen stationiert und dort bei der 11. Batterie des Heeres-Küsten-Artillerie-Regiments 981 eingesetzt.[374] Der Oberfähnrich und Diplom-Landwirt Knolle heiratete am 21. Oktober 1944 in Bergen die deutsche Postassistentin Gertrud Lötz (* 10. November 1910 in Gerthe bei Bochum; † 2. Oktober 1969 in Herford).[375] Aus dieser Ehe ging ein Kind hervor, der Sohn Achim (* 3. März 1949). Nach dem Ende des Zweiten Weltkrieges war Heinz-Günther Knolle als diplomierter Landwirt ab 18. März 1946 beim Landesernährungsamt Nordrhein-Westfalen mit Sitz in Unna, vom 17. Januar 1950 bis einschließlich März 1960 als Betriebsleiter des Kornhauses Herford der Westfälischen Central Genossenschaft eG (WCG, Hauptsitz Münster) und danach als landwirtschaftlicher Berater bei der Hauptsaatstelle Niedersachsen eG in Linsburg bei Nienburg tätig, wo er bis zum Ruhestand im September 1977 wirkte. Er verstarb im Alter von 87 Jahren. Er war nicht nur von der Schuleröffnung an ein S.a.M.-Schüler, sondern einer der wenigen, die eine sehr lange Zeitspanne, knapp sieben Jahre, auf Juist verbracht haben. Mit einem während der Schulzeit geführten Tagebuch, später verfassten Memoiren oder einem ausführlichen Interview zu Lebzeiten hätte er sich wohl als interessanter Zeitzeuge erweisen können.
- Peter Köster (* 25. Oktober 1922 in Berlin; † 2014) war ein Sohn des deutschen Politikers und Diplomaten Adolf Köster und dessen Ehefrau Käthe, geborene Mahr. Teils in Berlin und in Blankenese an der Elbe aufgewachsen, besuchte Peter zunächst die 12. Volksschule in Berlin. Als 7-Jähriger erfuhr er vom Tod seines Vaters, der 1930 nach einem Blinddarmdurchbruch an Blutvergiftung verstarb. Am 12. April 1932 wechselte Peter zum Landerziehungsheim Schule am Meer auf die Nordseeinsel Juist, zweifellos ein Abenteuer für den 9-Jährigen, der zu diesem Zeitpunkt noch die 4. Klasse besuchte. Nun gelangte er in den „Bug“ des Klinker-Massivbaus Neufundland, in dem die Jüngsten untergebracht waren, „mit energischer Hand“ betreut von Fräulein Leonore Luise Neumann (1879–1939).[129] Schon zwei Jahre später machte die politische und gesellschaftliche Entwicklung seinem Aufenthalt an der S.a.M. ein Ende, mit der Schließung des Internats durch Schulleiter Luserke verließ Peter die Insel am 26. März 1934, nachdem er die Sexta (Jahrgangsstufe 5) hinter sich gelassen hatte. Sein weiterer Schulbesuch ist bislang unklar, im März 1942 dürfte sein Abitur gewesen sein. Studiert hat er Rechtswissenschaft, abgeschlossen mit der Promotion zum Doctor iuris (Dr. iur.).[376] Es ist davon auszugehen, dass er zum Kriegsdienst eingezogen worden ist. Dreißigjährig heiratete er im Frühjahr 1953 in der italienischen Hauptstadt Rom die 9 Monate ältere UFA-Schauspielerin Hannelore Schroth (1922–1987).[377][378] Für diese war es die dritte Ehe. Sie war zuvor bereits ab 1944 kurzzeitig mit dem UFA-Schauspieler Carl Raddatz und bis 1950 mit dem österreichischen Zoologen und Meeresforscher Hans Hass verheiratet gewesen. Nach Kriegsende soll das Ehepaar Hass/Schroth auf dem Blankeneser Anwesen der Familie Köster im Treppenviertel zur Untermiete gewohnt haben.[379][380] 1959 drehte Hannelore Schroth den Film Alle lieben Peter; der Titel nahm jedoch keinen Bezug auf ihren Ehemann, sondern auf Peter Kraus. Peter Köster war auch als Filmproduzent tätig und neben Gyula Trebitsch an der Neugründung der Filmproduktionsfirmen Studio Hamburg und der 1965 wiederbelebten Polyphon Film- und Fernsehgesellschaft beteiligt.[381][382] Aus der Ehe von S.a.M.-Schüler Peter Köster und Hannelore Schroth ging der gemeinsame Sohn Christoph Kantapper Köster (* 24. September 1953; † 20. Dezember 2012 in Bremen) hervor, der ebenfalls Rechtsanwalt wurde.[383] Die Ehe wurde 1965 geschieden. Im Juli 1987 erhielt der mittlerweile in München lebende Peter Köster ein Telegramm von Bundeskanzler Helmut Kohl, in dem dieser sein Beileid zum Tod von Hannelore Schroth zum Ausdruck brachte.[384]

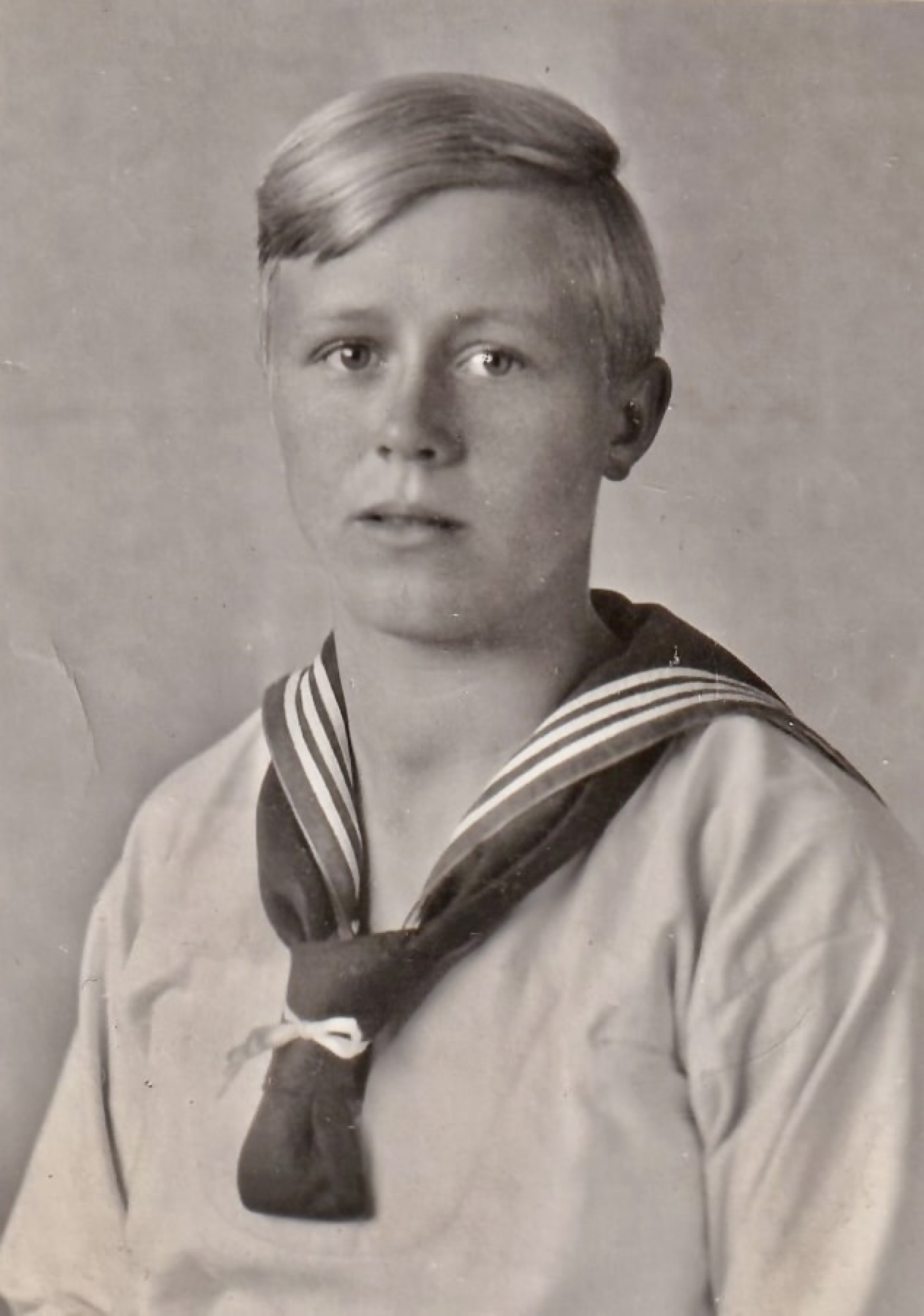
Beate Köstlin, um 1931

- Beate Dorothea Köstlin (* 25. Oktober 1919 auf Gut Wargenau bei Cranz, Samland, Ostpreußen); † 16. Juli 2001 in St. Gallen, Kanton St. Gallen, Schweiz) war das dritte Kind und die zweite Tochter des aus Ochsenhausen in Oberschwaben[385] stammenden Gutsbesitzers Otto Köstlin (1871–1945) und dessen Ehefrau, der aus der Reichshauptstadt stammenden Medizinerin Margarete (1880–1945), geborene Räntsch.[386][387][388] Beates Paten waren der mit ihrer Mutter verwandte Bankier und Politiker Hjalmar Schacht (später Reichsbankpräsident und Reichswirtschaftsminister) und dessen Ehefrau Luise (1874–1940).[389] Beate hatte zwei deutlich ältere Geschwister, Ulrich (* 1907) und Elisabeth (* 1909).[386] Sie wurde sehr liberal erzogen; beide Töchter durften, was auch dem Sohn erlaubt war. Gleichwohl hatte es Beate als Nesthäkchen innerfamiliär wohl leichter als es die älteren Geschwister gehabt hatten; insbesondere ihre ältere Schwester beneidete sie darum.[390] „Nur vier Dinge durfte ich nicht. Ich durfte nicht außerhalb unseres Hofes spielen, ohne vorher Bescheid zu sagen, ich durfte nicht zu spät zum Essen kommen, ich durfte nicht lügen, und ich durfte keine kleineren Kinder schlagen.“ Das Gut Wargenau, das ihr im Ersten Weltkrieg schwerverwundeter Vater 1917 erworben hatte,[386] wurde von Arbeitskräften aus 24 Familien bewirtschaftet, die neben der Feldarbeit u.v. a. 120 Kühe versorgten.[390] Beates Mutter betreute alle Gutsarbeiter, deren Familienangehörige und ihre eigene Familie medizinisch. Beate besuchte zunächst die Volksschule in Wosegau, in der sie mit 40 Kindern aus acht Jahrgängen im Klassenzimmer saß und den Zeigestock des Lehrers manches Mal schmerzhaft auf die Finger bekam. Während der Unterrichtspausen tollte sie mit den Jungen herum. Zur Mittleren Schule im Ostseebad Cranz fuhr sie die rund fünf Kilometer vom Gutshof Wargenau entweder mit dem Fahrrad oder ritt mit ihrem Araber-Trakehner-Schimmel Manka, auf den sie der Vater erstmals als knapp Dreijährige setzte,[390] in die Stadt. Ihrer Mutter, die aus Berlin stammte, missfielen jedoch die „Urlaute des Ostpreußischen“, die durch die anderen Kinder in Beates Vokabular und Artikulation einflossen.[391] So veranlassten die Eltern Beates Wechsel zum reformpädagogischen Landerziehungsheim Schule am Meer auf die Nordseeinsel Juist, wo Schüler und Lehrkräfte aus diversen Regionen zusammentrafen, sich dadurch in Standarddeutsch verständigen mussten, und zudem eine ganztägige Betreuung und Versorgung geboten wurde. Dafür mussten Eltern allerdings tief in ihre Tasche greifen. Ihre Mutter begleitete Beate am 6. September 1932 in Juists Loog. Dort gehörte sie nicht nur der Untertertia (UIII; Jahrgangsstufe 8),[392] sondern auch der S.a.M.-Kameradschaft der Bären an, deren Kameradschaftsführer bzw. primus inter pares Schulleiter Luserke war. Beim Darstellenden Spiel in der freistehenden S.a.M.-Bühnenhalle stellte Beate meist männliche Charaktere dar, so den Kulle in Luserkes Die herrliche Windbüchse,[391][393] und einen Fährmann in Der Teufel mit den drei goldenen Haaren – sie war eben eher jungenhaft.[391] In ihrer Autobiographie beschrieb sie, dass ihr die Schule auf Juist „sehr gefiel“. Schulmitgründer Luserke, ihr „Lieblingslehrer“, sei „ein phantastischer Mann“, „großzügig und geistreich“ sowie „verständnisvoll“ gewesen.[394] Sie fuhr mehrfach auf dessen Blazer Krake (ex ZK 14) mit, auch in die Niederlande.[395] Etwa im Juli 1935 ankerte die Krake vor dem Ostseebad Cranz.[391] Schon als 8-jähriges Mädchen durch den Mythos vom Ikarus und Charles Lindberghs sensationellen Nonstop-Flug von New York nach Paris sehr beeindruckt und von da an am Fliegen interessiert, landeten während der Sommerferien 1932 zwei junge Männer mit einem solchen Fluggerät auf einem Stoppelfeld des Gutshofes Wargenau. Darin durfte sie als Zwölfjährige erstmals und wiederholt mitfliegen.[396][397] Auf Juist begegneten ihr die nördlich der S.a.M. am Strand der Nordsee landenden Propellerflugzeuge, die Fracht und Post lieferten.[396] Auf Empfehlung Luserkes wechselte sie nach der Schulschließung im März 1934 zur Odenwaldschule. Während dieser Zeit wurde sie als 15-Jährige Hessische Jugendmeisterin im Speerwerfen. Nach Abschluss der Obersekunda (OII; Jahrgangsstufe 10) beendete sie im März 1936 ihre Schulbildung mit der Mittleren Reife. Analog ihrer Mutter ein Studium zu absolvieren konnte sich Beate nicht vorstellen und vermochte deshalb für sich selbst im Abitur keinen Sinn zu erkennen. Stattdessen wollte sie Pilotin werden und dafür ihre Englischkenntnisse optimieren. Im Rahmen eines Austauschprogramms kam eine walisische Kapitänstochter für zwei Monate auf das Gut Wargenau. Beate reiste später zu deren Familie in das Seebad Aberystwyth und verlängerte diesen England-Aufenthalt mit Einverständnis ihrer Eltern sogar um weitere Monate, um als Au-pair tätig zu werden. Danach arbeitete sie auf Gut Wargenau in der Hauswirtschaft mit, denn ihre Mutter legte großen Wert auf Expertise in diesem Bereich.[391] 1937 auf dem seinerzeit neuen Flugplatz Rangsdorf bei Berlin ausgebildet, auf dem auch Ernst Udet, Elly Beinhorn, Bernd Rosemeyer, Heinz Rühmann und Leny Marenbach verkehrten,[398][399] erwarb Beate als einzige Frau unter sechzig Flugschülern ihren Pilotenschein. Dort lernte sie auch ihren künftigen Ehemann kennen, den Fluglehrer Hans-Jürgen Uhse (1908–1944), den jüngeren Bruder des Schriftstellers Bodo Uhse, den sie am 28. Dezember 1939 im brandenburgischen Dahlewitz heiratete. Aus der Ehe ging der Sohn Klaus (1943–1984) hervor. Bei Bücker Flugzeugbau absolvierte sie die Lehrwerkstatt bis zur Einfliegerei und kam dabei bereits auf die Anzahl von Flugstunden, die sie danach benötigte, um als Einfliegerin vom Flugzeugreparaturwerk Alfred Friedrich in Strausberg eingestellt zu werden. Sie nahm erfolgreich an Flugwettbewerben teil, machte Stunts für mehrere Kinofilme der UFA und doubelte dabei beispielsweise Schauspieler René Deltgen.[387][386][400] Nach der zwangsweisen Schließung des kleinen Strausberger Flugzeugreparaturwerks in Folge des von Reichsminister Goebbels am 28. Februar 1943 proklamierten Totalen Krieges wurde sie aufgrund des innerdeutschen Mangels an Piloten, die alle im Kriegseinsatz oder bereits gefallen waren, in den Dienst der Luftwaffe der Wehrmacht übernommen. Sie überführte als eine von nur sehr wenigen existierenden Pilotinnen der Luftwaffe (neben Hanna Reitsch und Melitta Schenk Gräfin von Stauffenberg) neue Flugzeuge wie beispielsweise die Focke-Wulf Fw 190 und die Messerschmitt Bf 109, u. a. wohl zur Erprobungsstelle Rechlin und an die Front,[401] zuletzt (1944/45) im Rang eines Hauptmanns.[387][386] Durch den Tod ihres Mannes bei einem Flugunfall auf dem Rollfeld am 30. Mai 1944 wurde sie im Alter von 24 Jahren Witwe, ihr Baby Halbwaise. Im April 1945 floh sie mit ihrem Sohn Klaus und dessen Kindermädchen, einem Bordmonteur und zwei Verwundeten mit einer Siebel Fh 104 im letzten Moment aus der im Endkampf gegen die Rote Armee befindlichen Reichshauptstadt. Ziel war zunächst Barth, dann Lübeck, doch dort war es mit Flüchtlingen überfüllt. So landete sie schließlich auf dem bereits britisch besetzten Fliegerhorst Leck nahe der deutsch-dänischen Grenze, kam als deutsche Pilotin in Kriegsgefangenschaft und wurde sechs Wochen lang verhört; ihr Baby wurde dem Deutschen Roten Kreuz übergeben. Ihr Gefangenentransport hatte einen schweren Unfall, Beate wurde schwerverletzt mit gebrochenen Beinen in ein Lazarett gebracht und musste wieder neu das Laufen lernen. Nach sechs Wochen aus der Gefangenschaft entlassen, wurde sie als Flüchtling mit ihrem Baby in der Schulbücherei des Dorfes Braderup untergebracht. Als ostpreußischer Flüchtling war sie mit ihrem Kleinkind in Holstein jedoch keineswegs willkommen und wurde über Jahre angefeindet. Im Mai 1949 wurde sie Mutter eines zweiten Sohnes, Ulrich. Im Oktober 1949 heiratete sie dessen Vater, den Flensburger Kaufmann Ernst-Walter Rotermund (1913–1989), einen Witwer, der zwei weitere Kinder mit in die Ehe brachte, die bis 1972 hielt. In der Nachkriegszeit begann Beate, unternehmerisch tätig zu werden, mit großem Erfolg. Sie gilt als erfolgreichste deutsche Unternehmerin der Nachkriegszeit.[402] Ihr Name Beate Uhse wurde nicht nur ein Markenname, nicht nur Synonym für Erotik, sondern erlangte einen Bekanntheitsgrad wie große deutsche Automarken.[403] Im Jahr 1989 wurde ihr durch Bundespräsident Richard von Weizsäcker das Verdienstkreuz am Bande des Verdienstordens der Bundesrepublik Deutschland verliehen.[387] Im Alter wurde ihr nach Magenkrebs der Magen entfernt. In einer online abrufbaren Hörfunksendung des Südwestrundfunks sprach Beate 1997 über ihr Leben.[390] 1999 durfte sie sich in das Goldene Buch der Stadt Flensburg eintragen.[404] Als sie im Alter von 81 Jahren in einer Schweizer Klinik an einer Lungenentzündung verstarb, zählte ihr Unternehmen 1100 Mitarbeiter. Sie wurde auf dem Friedhof von Glücksburg beigesetzt, ihrem letzten Wohnort. Einer der Redner während der Trauerfeier war der schleswig-holsteinische Wirtschaftsminister Bernd Rohwer, ein Sohn des S.a.M.-Absolventen Jens Rohwer.[405] In Flensburg wurde die Beate-Rotermund-Straße nach ihr benannt. Im Jahr 2011 wurde Beates Leben verfilmt und unter dem Titel Beate Uhse – Das Recht auf Liebe vom ZDF gesendet.[388] Beates Lebensweg ist symptomatisch für eine primär von der Weimarer Zeit und einem liberalen Elternhaus geprägte, selbstbewusste und an ihren Bedürfnissen orientierte Frau, die sich von den Zwängen ihrer Zeit und einer männlichen Dominanz zu befreien suchte. Trotz zahlreicher und vielfacher Widerstände ist ihr das über weite Strecken gelungen.

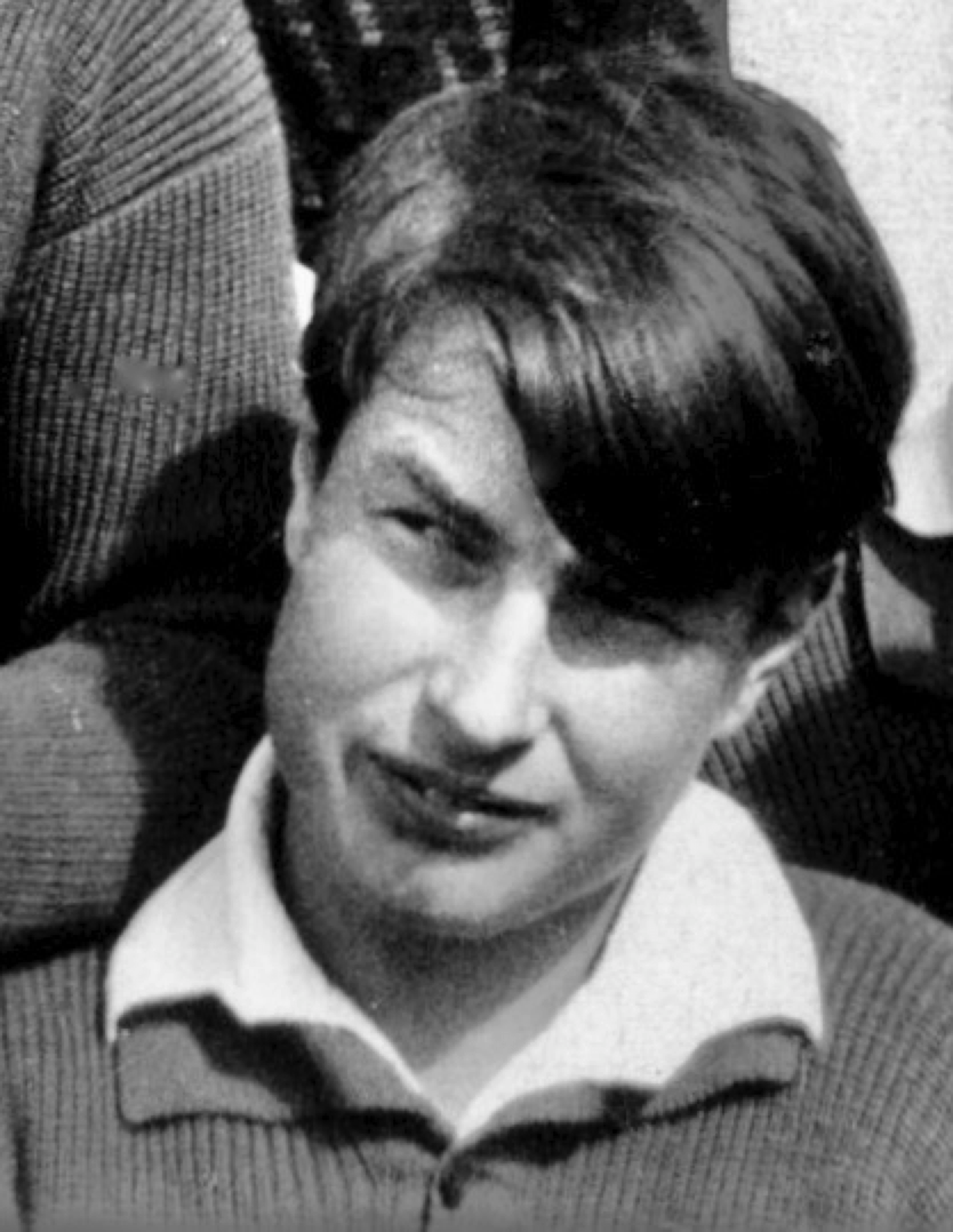
Abiturient Walter Georg Kühne, März 1930

- Walter Georg Kühne (* 26. Februar 1911 in Berlin; † 16. März 1991 ebda.)[406][407] war das dritte Kind und der zweite Sohn des promovierten Juristen, Kunstmalers, Zeichners und Graphikers Walter Kühne (1875–1956) und dessen Ehefrau Renata von Stülpnagel (1880–1945).[408][409] Er hatte zwei ältere Geschwister, Wolfgang (1902–1935) und Maria (1907–1987). Seine Kindheit verbrachte Walter überwiegend in der Lausitz,[410] wo sich seine Eltern 1907 am Ortsrand von Jamlitz ein Landhaus hatten errichten lassen, das im Jahr seiner Geburt durch Anbauten erweitert wurde.[411] Zunächst besuchte Walter die 1920 von Ernst Putz, Gertrud und Max Bondy gegründete reformpädagogische Freie Schul- und Werkgemeinschaft Sinntalhof bei Brückenau. Mit Ernst Putz blieb er zeitlebens befreundet, d. h. bis zu dessen Suizid in NS-Untersuchungshaft 1933.[412][413] Nach der Schließung dieses kleinen Internats wechselte Walter 1923 zu der von seinen beiden älteren Geschwistern zuvor besuchten Freien Schulgemeinde in Wickersdorf im Thüringer Wald,[132] an der sein Vater von März 1915 bis Dezember 1916 als Kunstlehrer unterrichtet hatte. Am 30. April 1925 folgte er dann jedoch den Sezessionisten um die Lehrkräfte Aeschlimann, Hafner, Luserke und Reiner auf die Nordseeinsel Juist in die Obertertia (OIII; Jahrgangsstufe 9) der am 1. Mai 1925 neu eröffneten Schule am Meer, an der er im März 1930 seine Reifeprüfung neben Hans Ulrich Arnold, Gerhard Bry, Felix Henn und Hild Wehnert bestand.[414][415] An der Friedrich-Wilhelms-Universität in Berlin nahm Walter ein Studium der Geologie und Paläontologie auf. Nach dem dritten Semester wechselte er zur Martin-Luther-Universität nach Halle an der Saale, wo er bei Ausgrabungen im Geiseltal dem Paläontologen und Geologen Johannes Weigelt auffiel, der ihn in der Folge sowohl fachlich als auch finanziell förderte.[416][410] Nach der Machtabtretung an die Nationalsozialisten kam Walter wegen „Betätigung im kommunistischen Sinne“ für neun Monate in Untersuchungshaft und wurde deshalb am 6. Oktober 1933 durch die Hallenser Universität relegiert.[417][416][418][410] Im November 1934 heiratete er Charlotte Louise Petsche und musste sich für einige Jahre als freiberuflicher Paläontologe ökonomisch durchschlagen.[419] Er verkaufte selbst gesammelte Fossilien, arbeitete als Bibliotheksgehilfe des emeritierten Geographen Albrecht Penck, verbrachte die Sommer mit Ausgrabungen auf der deutschen Insel Rügen, auf den dänischen Inseln Bornholm und Mors, verfasste populärwissenschaftliche Artikel und trug für den preußischen Generalkonservator ab 1937 für ein Salär in Höhe von 1000 Reichsmark Unterlagen für ein Verzeichnis mittelalterlicher Kirchenglocken mit Fadenreliefs zusammen.[416][420][410][421] Im Herbst 1938 entschloss er sich mit seiner Ehefrau auf Anraten Ernst von Harnacks zur Emigration. Im Januar 1939 traf das Ehepaar in der englischen Hafenstadt Harwich ein.[422][416][410][418] In der Grafschaft Somerset setzte er seine Grabungen und Sammlungen mit reicher Ausbeute tausender Elemente und Fragmente fort. Bei seinen Erkundungsgängen wurde Walter nach der Kriegserklärung vom 3. September 1939 an der englischen Küste als möglicher deutscher Geheimagent mit einer Landkarte in der Hand festgenommen.[423] Die Küstenpatrouille erkannte den Akzent seiner englischsprachigen Artikulation als deutsch. Er wurde später zusammen mit seiner Ehefrau als Enemy Aliens (feindliche Ausländer) behandelt und von 1940 bis 1944 auf der Isle of Man interniert.[424][410] Die Internierung nutzte Walter zur Präparation seiner vielen Fundstücke.[416][425] Die Paläontologen der University of Cambridge begeisterte er, als er ihnen Stoßzähne von selbst entdeckten Mammuts vorlegte.[426][427][428][429] Noch während des Krieges war er trotz seiner deutschen Herkunft von 1944 bis 1951 als Lehrbeauftragter (Assistant Lecturer) der Zoologischen Abteilung (Zoological Department) des University College in London angestellt, wo er Gelegenheit zu fachlichen Diskussionen mit dem Spezialisten David Meredith Seares Watson erhielt.[416] 1946 beschrieb Walter die 1962 und 1967 nach ihm benannten Kuehneosaurus und Kuehneosuchus aus der Familie der Kuehneosauridae. Sein Studium in Deutschland nahm er wieder auf und promovierte am 28. Juni 1951 bei Hans Cloos an der mathematisch-naturwissenschaftlichen Fakultät der Rheinischen Friedrich-Wilhelms-Universität in Bonn über The tritylodontid reptile Oligokyphus.[430] Diese Arbeit erschien 1956 als erweiterte Monographie unter dem Titel The Liassic Therapsid Oligokyphus beim British Museum.[431] Nach der Gründung der DDR am 7. Oktober 1949 hoffte Walter wohl, von seinen kommunistischen Kampfgenossen an der Ost-Berliner Humboldt-Universität beschäftigt zu werden, doch man war an ihm oder seinem Fachgebiet offenbar nicht interessiert. Stattdessen musste er sich mit dem Verkauf von Versteinerungen, von ihm, dem Linkshänder, mit großem Geschick frei präparierten Graptolithen, wirtschaftlich über Wasser halten.[410] 1953 erhielt er ein Halbjahresstipendium der Deutschen Forschungsgemeinschaft. 1954 und 1955 forschte er im Auftrag des Instituto de Investigaciones Geológicos Lucas Mallada in Katalonien. Im Mai 1956 wurde die Ehe mit seiner Ehefrau Charlotte Louise geschieden. Walter hatte während dieser Ehe einen außerehelichen Sohn gezeugt. 1956 und 1957 forschte er in Belgien. Die 1948 gegründete Freie Universität in West-Berlin bot ihm zum Wintersemester 1955/56 eine Dozentur für Paläontologie als Nachfolger von Reinhard Schönenberg am Geologisch-Paläontologischen Institut der Mathematisch-Naturwissenschaftlichen Fakultät an. Damit entstand an der FU eine Abteilung Paläontologie,[432] die insbesondere nach Walters Habilitation im Juni 1958 personell und räumlich expandieren konnte. Im Dezember 1958 erging an ihn eine Diätendozentur, die seine ökonomische Situation stabilisierte. Die Deutsche Forschungsgemeinschaft bewilligte ab 1959 sein Projekt auf der Iberischen Halbinsel, das bis 1962 fortgeführt werden konnte. Insbesondere die Kohlengrube Guimarota erwies sich als bedeutende Fundstelle. Im Jahr 1963 erhielt er das Extraordinariat am Geologisch-Paläontologischen Institut der FU. 1963 schloss er seine zweite Ehe mit einer entfernt verwandten Kusine, Ursula Kühne. Diese Ehe hielt bis zu seinem Lebensende. 1966 wurde er auf die ordentliche Professur (Ordinarius) des neu eingerichteten Lehrstuhls am Institut für Paläontologie berufen.[410] Im Jahr 1971 wurde aus dem Lehrstuhl ein selbständiges Institut für Paläontologie. Weitere Prospektionsfahrten führten ihn nach Frankreich, auf Bornholm und nach Norditalien. Im Jahr 1976 wurde Walter emeritiert. Nach seiner Emeritierung wurde er Vater zweier außerhalb seiner zweiten Ehe gezeugter Kinder,[419] insgesamt hatte er demzufolge drei außereheliche Abkömmlinge, aber keine ehelichen. 1979 veröffentlichte er in der DDR sein Buch Paläontologie und dialektischer Materialismus, das zwiespältige Reaktionen hervorrief. Paläontologische Erfahrungen und Erkenntnisse mit der Philosophie des dialektischen Materialismus und seiner Autobiographie zu verknüpfen, erschien manchem Rezensenten und Leser offenbar als zu kühn(e). Bestehende Erklärungsmodelle, mit denen die naturwissenschaftliche Welt arbeitet, habe Walter nie akzeptiert, stattdessen habe er diese durch andere, bessere ersetzen wollen.[416] Walter wird als ein Mensch beschrieben, der das Provisorium liebte. Eine Atmosphäre des Behelfsmäßigen und Vorläufigen habe für sein Wohlbefinden gesorgt und sei seiner ausufernden Phantasie sehr förderlich gewesen. Was zur Regel bzw. Institution wurde, habe ihn eingeengt; jede Routine sei ihm ein Greuel gewesen. Dieser Charakterzug habe auch sein Privatleben geprägt. Er verstarb im Alter von 80 Jahren. Da er seinen Leichnam der Wissenschaft zur Verfügung gestellt hatte, wurde er erst zwei Jahre später in Jamlitz beigesetzt.[410]
- Pelle Wilhelm Konrad Lehmann (1917–1977) besuchte nach dem Reform-Realgymnasium Eckernförde vom 3. August 1929 bis zum 26. März 1934 die S.a.M.[433] Er war ein Sohn des Schriftstellers Wilhelm Lehmann aus dessen zweiter Ehe mit der Lehrerin Frieda (1889–1975), geb. Riewerts.[434][435] Seine Eltern ermöglichten ihm den Besuch der Schule am Meer. Seinen Rufnamen verdankte er dem Epos „Pelle Erobreren“ (von Martin Andersen Nexø, 1987 verfilmt mit Pelle Hvenegaard und Max von Sydow). Sein Vater, der zwischen 1912 und 1917 Lehrer an der Freien Schulgemeinde in Wickersdorf gewesen war und dort mit Martin Luserke, Rudolf Aeschlimann und Paul Reiner gegen Gustav Wyneken opponiert hatte, beschrieb Pelle als „praktisch veranlagt“. Dieser wolle jedoch „mit Gewalt zum Geistigen hin“ und nehme es seinem Vater übel, dass dieser ihn da nicht ernst nehmen könne. Pelle, der sich als Erwachsener in offizieller Umgebung statt seines Rufnamens gern „Peter“ nannte, war später Lehrer in Eckernförde, ein „Büchernarr“ mit „exquisiter Bibliothek“, wie es sein Vater in einem Brief vom 10. September 1951 an Werner Kraft beschrieb.[436] Pelle war mit Irmgard, genannt „Kaska“, geborene Carstens, verheiratet. Ihr gemeinsamer Sohn ist Jens-Peter Lehmann (* 1944).[437]

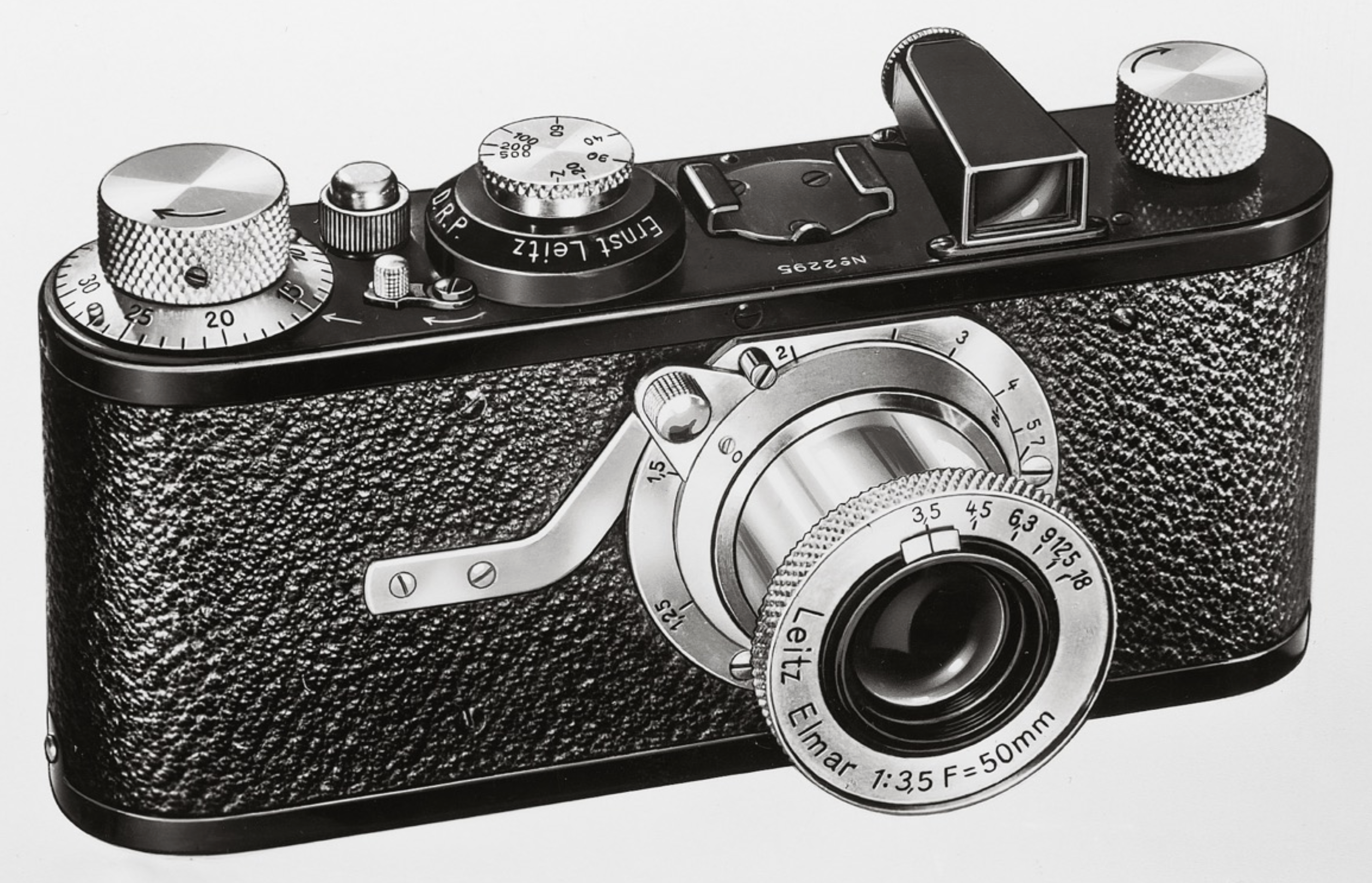
Mit einer Leica I dokumentierte Günther Leitz ab 1927 den Schulalltag der S.a.M.

- Günther R. W. Leitz (* 14. Oktober 1914 in Gießen, Großherzogtum Hessen; † 1. März 1969 in Darmstadt)[438] besuchte im Jahr 1925 kurzzeitig die Freie Schulgemeinde in Wickersdorf im Thüringer Wald. Dieses Landerziehungsheim hatten vor ihm bereits seine älteren Halbgeschwister Ernst (ab 1915), Ludwig (ab 1916) und Elsie Anna Grace (ab 1917) besucht.[132] Dort hielt er es jedoch nicht lange aus, sondern kehrte zu seiner Familie nach Wetzlar zurück, wo er durch Hauslehrer unterrichtet wurde. Am 15. September 1927 kam er nach Juist in die Quarta (Jahrgangsstufe 7) der Schule am Meer.[439] Den Schulalltag dokumentierte er mit einer Leica-Kleinbildkamera (damals als „Kleinfilmkamera“ bezeichnet).[440] Diese stammte aus der Produktion des von seinem Vater Ernst Leitz II geführten Unternehmens Optische Werke Ernst Leitz Wetzlar.[441] Fototechnisch war er damit vielen seiner Schulkameraden und Lehrkräfte, die zumeist einlinsige Boxkameras benutzten, voraus. Deren Fotos waren kontrastarm und wiesen häufig eine Bewegungsunschärfe auf. Durch Günther gefertigte Fotos, die an der S.a.M. entstanden sind, zeigt ein 2015 erschienener Bildband.[441] Zu Beginn von Günthers Schulzeit auf Juist stiftete sein Vater 1927 einen Auflichtprojektor, ein Leitz Episkop,[442] für den Unterricht der S.a.M. Günthers Mutter war Hedwig Leitz (1877–1937), geborene Wachsmuth, die zweite Ehefrau seines Vaters, nachdem dessen erste, Elisabeth „Elsie“ Leitz (1877–1910), geborene Guertler, früh verstorben war. Günther freundete sich ab 1927 mit seinem jüngeren Schulkameraden Siegfried „Friedel“ Ludwig an, der viele der S.a.M.-Schülerfotos entwickelte und davon unzählige Papierabzüge erstellte. Er wurde dadurch auch mit Friedels Mutter, der österreichischen Lyrikerin und Malerin Paula Ludwig und deren Begleiter Carl Zuckmayer bekannt.[443][444] Außerdem befreundete Günther sich mit Oswald „Ossi“ zu Münster, mit dem er im Schulorchester unter Eduard Zuckmayer das Violoncello spielte. Am 15. Juli 1932 ging Günther mit seinen Mitschülern in die Sommerferien, ließ sich aber lt. Schülerbuch gleichzeitig für etwa ein Jahr beurlauben. Zeitlich fiel dies mit dem Preußenschlag (Staatsstreich) zusammen, mit dem nicht nur für die Schule am Meer schwere Zeiten anbrachen. Aus seinem verlängerten Urlaub kehrte Günther nicht mehr zur S.a.M. zurück, blieb jedoch mit seinen Schulkameraden in Kontakt. Wie sich seine weitere Schulausbildung gestaltete, ist bislang unklar, möglicherweise erneut mit Hauslehrern. Günther vermittelte „Friedel“ Ludwig nach der Schließung der Schule am Meer im Jahr 1934 einen Ausbildungsplatz zum Industriekaufmann und Fotograf im Unternehmen seines Vaters in Wetzlar.[445] Seinem Schulkameraden und drei Jahre jüngeren Freund „Ossi“ schenkte er während dessen fortgesetzter Schulzeit in Max Bondys Landerziehungsheim Schule Marienau zum 18. Geburtstag am 3. Februar 1935 eine gerade neu auf den Markt gebrachte Leica-Reporterkamera, mit der er dessen weiteres Leben mitgestaltete. Durch ein 2015 veröffentlichtes Foto ist überliefert, dass er seinen Freund „Ossi“ mit einem hellen Cabriolet besuchte.[441] 1937 trat Günther in das Unternehmen seines Vaters ein und absolvierte eine kaufmännische Ausbildung.[446] Als der Zweite Weltkrieg begann, war Günther in der Leitz-Niederlassung in Rumänien tätig.[447] Nach Kriegsende war er am Wiederaufbau des Wetzlarer Werks und an dessen baulicher Erweiterung beteiligt. Er konzentrierte sich auf den Aufbau eines Forschungslabors für optisches Glas, das am 1. April 1954 eröffnet wurde.[448] Im selben Jahr übernahm er die Geschäftsführung der Ernst Leitz GmbH und die Leitung der kaufmännischen Abteilung.[449] Unter seiner Führung entwickelte Leitz weiterhin neue Produkte, darunter die Leica M3. Das Exemplar dieser Baureihe mit der Nr. 700 027 und einem Objektiv Summicron f=5cm 1:2 Nr. 1118626, das am 27. Februar 1954 an ihn ausgeliefert wurde, ist bis heute erhalten.[446] Günthers Hauptaugenmerk galt dem 1952 auf seine Initiative hin errichteten Werk Ernst Leitz Canada in Midland, Ontario, Kanada, das er bis 1969 selbst leitete.[450][451] Als Friedel Ludwig 1956 wieder nach Deutschland zurückkehrte, bot Günther ihm einen Arbeitsplatz im Wetzlarer Werk;[452] ab etwa 1958 unterstützte er dessen Mutter Paula Ludwig.[453][454] Im Jahr 1967 befragte Norman C. Lipton (1914–2001),[455] der Herausgeber des US-amerikanischen Fotomagazins Popular Photography, Günther Leitz nach den genauen Umständen der von dessen Vater Ernst Leitz II initiierten Hilfsaktion für seine jüdischen Angestellten während der Zeit des Nationalsozialismus, weil er sie in Reader’s Digest veröffentlichen wollte. Günther jedoch lehnte ab. Beim Abendessen in dem von Architekt Bruno Paul im Jahr 1917 errichteten Haus Friedwart der Familie Leitz in Wetzlar machte Günther klar,[456] dass er die Geschichte zu seinen Lebzeiten nicht veröffentlicht sehen wolle: „Mein Vater tat, was er konnte, weil er sich für seine Angestellten und ihre Familien und für unsere Nachbarn verantwortlich fühlte. Er konnte so handeln, weil die [NS-]Regierung unsere Werksproduktion benötigte. Niemand wird jemals wissen, was andere Deutsche im Rahmen ihrer begrenzten Möglichkeiten für Verfolgte gemacht haben“.[457][458] Günther verstarb im Alter von 54 Jahren. Seine Urne wurde in der monumentalen Familiengrabstätte Ernst Leitz auf dem Alten Friedhof in Wetzlar beigesetzt.[459]
- Otto Gerd Lichtenhahn (* 15. Januar 1910 in Coblenz; † 21. August 1964 in Hannover), mit Schweizer Staatsbürgerschaft, war Sohn des Architekten Karl August Lichtenhahn (* 25. Mai 1876 in Basel, Schweiz; † 5. Dezember 1948 in Juist), der bei der Stadt Essen angestellt war, und dessen Ehefrau Alwine Sophie (* 6. März 1876 in Bendorf; † 27. Oktober 1956 in Essen), geborene Neizert.[460][461] Gerd besuchte zunächst eine Realschule zu Basel und die kunstgewerblichen Fachklassen der dortigen Allgemeinen Gewerbeschule, bevor er am 25. September 1925 in die Untersekunda (UII; Jahrgangsstufe 10) der Schule am Meer auf die Nordseeinsel Juist wechselte. Für die Zeitspanne vom 18. Juli 1926 bis zum 13. Januar 1927 war er vom Unterricht beurlaubt. Ab dem 14. Januar 1927 war er wieder im Loog präsent, beschloss seine schulische Laufbahn dort jedoch nicht mit der Reifeprüfung, sondern ging am 24. Januar 1929 ab.[462] Das Schülerbuch verzeichnet keine Begründung dazu. Er studierte offenbar an bislang unbekannter Hochschule, denn er schloss als Diplom-Ingenieur ab, wurde Mitglied im Bund Deutscher Architekten (BDA). Gerd hat drei Ehen geführt, die erste und die zweite Hochzeit sind 1936 und 1941 in Hannover verzeichnet,[463][464] die dritte Heirat 1963 in Essen.[465] 1949 bis 1952 plante er zusammen mit dem Hannoveraner Architekten Friedrich Wilhelm Kraemer und Dieter Oesterlen das Funkhaus des Nordwestdeutschen Rundfunks (NWDR, heute: NDR) in Hannover. 1950 plante er mit Ernst Friedrich Brockmann die Europahalle der Hannover-Messe. Für das Theater am Aegi, das Funkhaus des NWDR (heute: NDR) und die Europahalle wurde er 1954 mit der Laves-Plakette ausgezeichnet.[466] Von 1955 bis 1958 war er am Bau der Essener Grugahalle und 1958 an der Planung des Leuchtenhochhauses auf dem Messegelände in Hannover beteiligt. 1958/59 errichtete er zusammen mit Rolf Herzog in Hannover-List die Käthe-Kollwitz-Schule, eine 24-klassige Oberschule für Mädchen (heute: Gymnasium).[467] Selbständig plante er in Essen von 1963 bis 1964 das Grugabad; zusammen mit Friedrich Wilhelm Kraemer entwarf er den 1963 fertiggestellten Großen Sendesaal im Landesfunkhaus des Norddeutschen Rundfunks am Maschsee in Hannover. Im Jahr 1976 erhielt er für das Funkhaus des NWDR (heute: NDR) einen anerkennenden Preis des Bundes Deutscher Architekten. Gerd verstarb im Alter von 54 Jahren. Mehrere seiner Bauten stehen inzwischen unter Denkmalschutz. – Gerds jüngere Schwester Renate Lichtenhahn (* 9. September 1911 in Koblenz) wechselte von der Töchterschule Basel (heute: Gymnasium Leonhard) am 25. September 1925 in die Untertertia (UIII; Jahrgangsstufe 8) der Schule am Meer. Am 18. Dezember 1925 zog es sie zurück zu ihren Eltern nach Essen und wurde von diesen mit einiger Überredungskunst am 21. April 1926 wieder ins Internat nach Juist geschickt. Knapp zwei Monate später, am 14. Juni 1926, ging Renate endgültig ab.[468]
- Wilhelm Otto Wolfgang Lienau (* 15. Januar 1916 in Belgard, Hinterpommern) war das dritte Kind und der einzige Sohn des Musikverlegers Friedrich Wilhelm Lienau (1876–1973) und dessen 1911 angetrauter Ehefrau Ida (1878–1938), geborene Pollack, die im XVIII. Bezirk der österreichischen Hauptstadt Wien in der Gersthofer Straße 144 (Gebäude nicht erhalten) wohnten. Aus der Ehe gingen insgesamt vier Kinder, darunter die drei Töchter Marion (* 1912), Lieselotte „Lolle“ (* 1914) und Silvia (1918–2009), hervor. Der Vater führte seit 1906 den Robert Lienau Musikverlag (Carl Haslinger quondam Tobias) in Wien. Wilhelm soll in Wiens XXI. Bezirk in einer Wandervogel-Ortsgruppe zeitgleich mit Ulrich Sild (1911–1937) aktiv gewesen sein.[469] Wilhelm wechselte am 8. Oktober 1928 vom Humanistischen Gymnasium Wien in die Untertertia (UIII; Jahrgangsstufe 8) der Schule am Meer. Im Januar 1931 nahm er u. a. mit seinen beiden älteren Schwestern Lieselotte und Marion sowie Woldemar Hörnig an den S.a.M.-Skiwochen in Österreich teil, die sein Kletterkamerad Uli Sild seit 1929 organisierte.[312] Seine Reifeprüfung absolvierte er mit gut, neben Thomas Adolph, Walther Halberstadt, Jens Uwe Köster, Franz-Johannes Schmidt-Dumont, Ruprecht Weise und Franz Gustav Karl Worch. Am 18. März 1934 verließ er die S.a.M. per Fähre Frisia.[470] – Als Soldat der Wehrmacht im Zweiten Weltkrieg wurde er 29-jährig als 1945 vermisst gemeldet und erst im Jahr 1960 für tot erklärt. Er ist auf dem Grabstein seiner Familie auf dem Evangelischen Friedhof Simmering im 11. Wiener Gemeindebezirk in memoriam verzeichnet.[471]
- Klaus Lincke (* 6. Juni 1908 in Hamburg; † 7. Juli 1991 in Düsseldorf) war der einzige Sohn des in Hamburg ansässigen Bankiers Ferdinand Lincke (* 5. August 1862 in Markvippach, Großherzogtum Sachsen-Weimar-Eisenach; † 24. Dezember 1935 in Hamburg) und dessen Ehefrau Maria (* 28. September 1866; † 11. Januar 1946), geb. Rüter. Er hatte eine ältere Schwester, Lotti (* 1907, verh. Pearce). Klaus wechselte nach dem Besuch der Oberrealschule im südhessischen Groß-Umstadt (heute: Max-Planck-Gymnasium) am 24. August 1925 in die Obersekunda (OII; Jahrgangsstufe 11) der Schule am Meer auf die Nordseeinsel Juist, wo er bis zum 10. März 1928 zuletzt die Oberprima (OI; Jahrgangsstufe 13) absolvierte, an der Reifeprüfung aber wohl nicht oder nur teilweise teilnahm. In Düsseldorf übernahm er 1934/35 die zuvor durch Alfred Pontzen geführte W. Deiters’ Buch- u. Kunsthandlung, die er bis zu seinem Tod unter der nach dem Zweiten Weltkrieg variierten Schreibweise seines Vornamens als Buchhandlung Claus Lincke auf der Kö, in der Königsallee 96, führte.[472][473][474] Heinz heiratete die acht Jahre ältere Irene (* 16. August 1900; † 18. Januar 1982), geborene Nelson-Randell, mit der er zwei Töchter bekam, Monika (* 7. September 1935; † 30. Juli 2003) und Roswita (* 28. Juni 1937; † 2. Mai 2019). Heinz verstarb im Alter von 83 Jahren und wurde in der Familiengrabstätte auf dem Düsseldorfer Nordfriedhof beigesetzt.

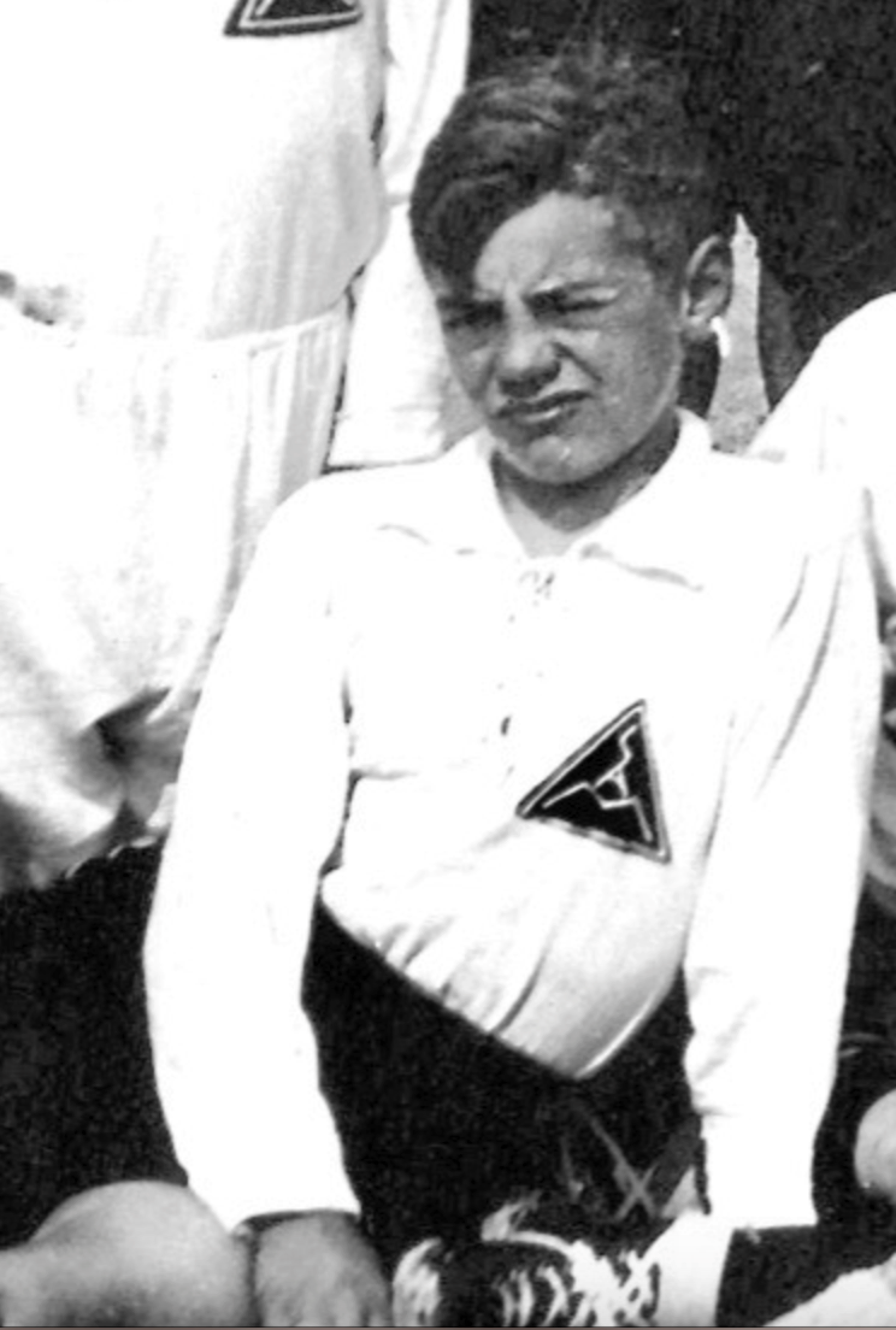
„Friedel“ Ludwig im S.a.M.-Trikot, Frühjahr 1931

- Karl Siegfried Ludwig (* 10. August 1917 in Glatz, Provinz Schlesien; † 8. April 2007 in Darmstadt, Hessen), genannt „Friedel“, besuchte die S.a.M. ab der Sexta (Jahrgangsstufe 5) vom 11. April 1927 bis zum 26. März 1934.[475] Seine Mutter war die österreichische Lyrikerin und Malerin Paula Ludwig,[476] die ihn, begleitet von Carl Zuckmayer, im Loog auf Juist besuchte. Der deutsch-französische Dichter Yvan Goll berichtete seiner Ehefrau Claire am 22. Februar 1931 per Brief nach Paris über Paula Ludwig: „Sie hat auch einen Sohn von 13 Jahren, der in einer Schulgemeinde am Meer lebt. Unehelicher Sproß. […] Jetzt schreibt sie diese Gedichte an ihren Knaben.“[477][478] Aus dem Jahr 1933 ist ein Brief Golls an Friedel in der Schule am Meer auf Juist erhalten, in dem es darum geht, der französischen Zeitschrift Voilà ein Essay Friedels inklusive einer Fotostrecke anzubieten: „Es gibt hier eine Menge Illustrierter Blätter, denen ich Aufsatz und Fotos erst anbieten kann, wenn sie da sind. So berühmt bist du noch nicht, dass man dir Bilder einfach so bestellen kann und eventuell voraushonoriert! Ob dann das Ganze angenommen wird, hängt sowohl von der Qualität des Berichts als auch von der der Fotos ab.“[479] Friedels Vater war der Verleger, Druckereimitinhaber und Offizier Walter Rose (1881–1962) aus dem niederschlesischen Neurode, der Friedels Mutter verlassen hatte, um eine andere Frau zu heiraten. Er finanzierte Friedels S.a.M.-Schulbesuch. Ein richtiges Familienleben lernte Friedel nicht kennen; er wurde über lange Phasen in Pflege gegeben.[480] An der Schule am Meer entwickelte Friedel regelmäßig Filme und fertigte für seine Mitschüler und Lehrer Papierabzüge der Fotografien in der gewünschten Menge an. Entweder mangelte es ihm dabei zeitweise noch an Expertise oder die teils unbefriedigenden Ergebnisse hatten ihre Ursache in einer womöglich rudimentären technischen Ausstattung oder unzureichenden Bedingungen (Dunkelkammer etc.). Mit seinem Schulkameraden Günther Leitz war er zeitlebens befreundet. Durch ihn erhielt er nach der Schulschließung einen Ausbildungsplatz im optischen Unternehmen Ernst Leitz, schloss diese 1938 erfolgreich ab und wurde Industriekaufmann und Fotograf.[445] Nach dem Reichsarbeitsdienst (RAD) folgte er seiner Mutter 1939 nach Paris, entzog sich dadurch dem Wehrdienst und wurde dadurch fahnenflüchtig. Dabei half deren Freundin Erika Mann. In Paris besuchte er Bildhauerkurse an der Academie Ranson bei Aristide Maillol, kam nach Kriegsbeginn in südfranzösische Internierungslager.[481] Nach der Besetzung von Paris durch die Wehrmacht kam er frei und ging über die Pyrenäen nach Spanien, wo er 1940 im Internierungslager Miranda de Ebro und später im katalanischen Portbou an der Costa Brava erneut interniert wurde.[482] Bei der Registrierung dort trug er seinen Namen als Ludwig, Friedel ein und erhielt daher Identifikationspapiere, in denen sein Name umgekehrt wurde: zu Ludwig Friedel. Dabei blieb es bis zu seinem Lebensende.[483] Von ehemaligen S.a.M.-Schulkameraden und weiteren Freunden erhielt er Lesestoff in die Lager geschickt, erlernte Sprachen und malte seine Umgebung. 1943 wieder in Freiheit, arbeitete Friedel drei Jahre in Madrid als Sprachlehrer und studierte Bildhauerei.[484] Im Dezember 1946 traf er in Rio de Janeiro ein, wo er als selbständiger Fotograf arbeitete. Ende 1947 zog er zu seiner Mutter nach São Paulo.[485] 1956 kehrte Friedel nach Deutschland zurück, wo er von Günther Leitz Arbeit bekam und sich mit seiner Mutter in Wetzlar ansiedelte. Als in Fachkreisen bekannter Leica-Fotograf lehrte er u. a. an der Leica Akademie und bildete Fotografen aus. 1963 wurde er innerhalb der Artikelserie „Meister der Leica“ porträtiert und mit einigen seiner Fotografien großformatig vorgestellt.[452] Bis 1970, kurz nach dem Tod von Günther Leitz, lebte er zusammen mit seiner Mutter in Wetzlar, bevor beide nach Darmstadt umzogen.[486][482] Ein Foto zeigt den 88-jährigen Friedel mit seiner Leica.[487] 89-jährig verstarb er. Eine an das Grabmal seiner Mutter gelehnte gebrochene Tafel erinnert an ihn.[488][489] Wie sein Mitschüler Heinz-Günther Knolle (1912–1999) zählte Friedel zu den wenigen, die eine sehr lange Zeitspanne, sieben Jahre bis zur Schließung der Schule am Meer, auf Juist verbracht haben und wäre daher wohl ein geeigneter Zeitzeuge gewesen, um für die Nachgeborenen fehlende Puzzleteile des Alltags an der S.a.M. zusammenzufügen.

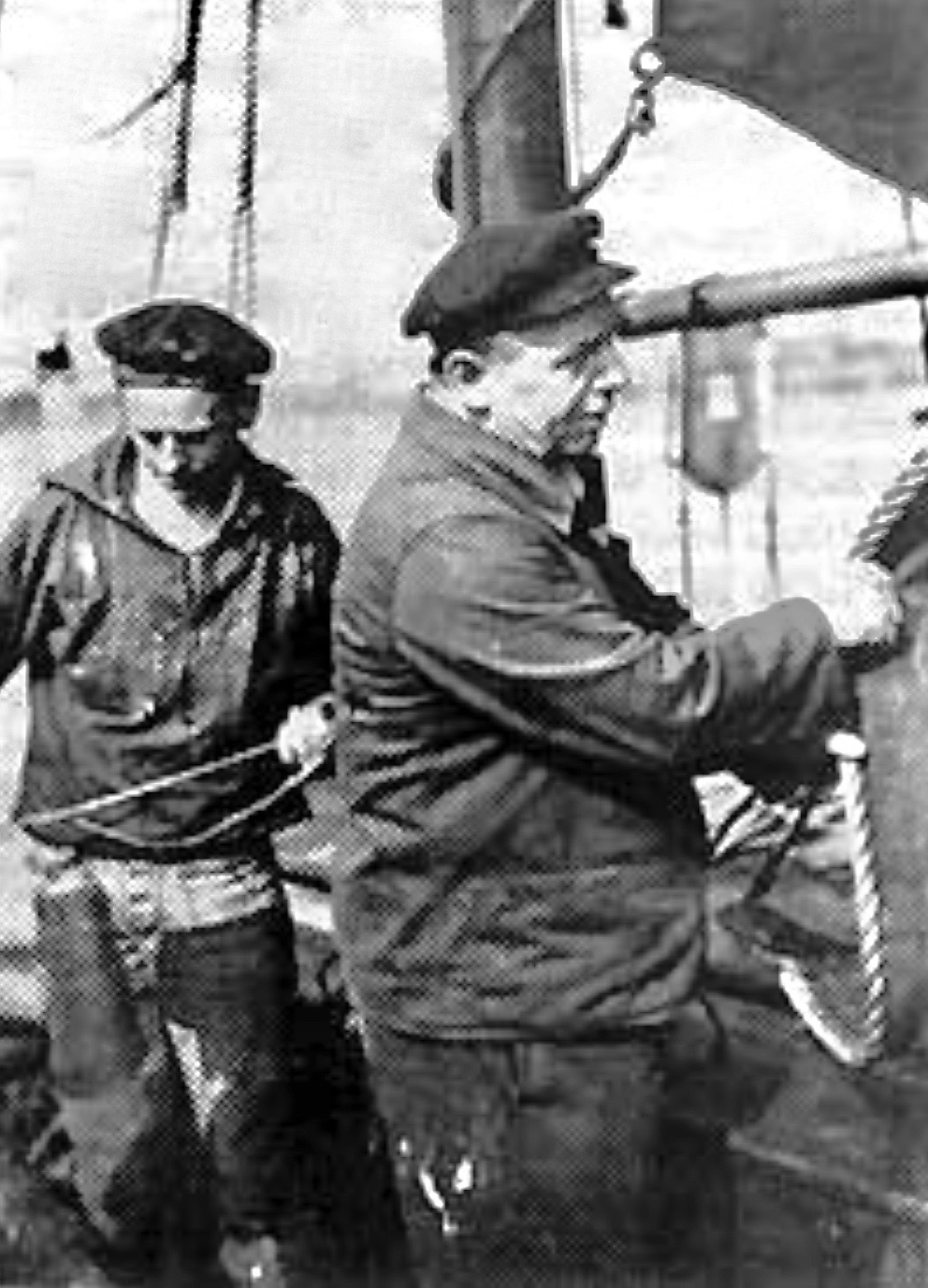
Dieter Luserke mit seinem Vater an Bord der Krake, um 1935

- Dieter Luserke (* 15. September 1918 in Wickersdorf; † 17. Februar 2005), erst Seemann, später in einem der Schifffahrt nahen Beruf, jüngster Sohn des Schulgründers Martin Luserke, besuchte ab der Sexta (Jahrgangsstufe 5) vom 20. April 1929 bis zum 26. März 1934 die Schule am Meer.[490] Als Fünfzehnjähriger, der schon vom schulischen Segeln begeistert war, brach er seine Schulzeit direkt nach der endgültigen Schließung der S.a.M. ab und begleitete nach einer Ausbildung auf dem großen Segelschiff Ostfriesland seinen Vater auf dessen Blazer Krake durch die Küstengewässer der Nord- und Ostsee.[491] Für Dieter war das die Möglichkeit, seinen Vater endlich eine Weile für sich allein haben zu können, nachdem er ihn vorher mit so vielen anderen Schulkameraden der S.a.M. rund um die Uhr hatte teilen müssen.[492]

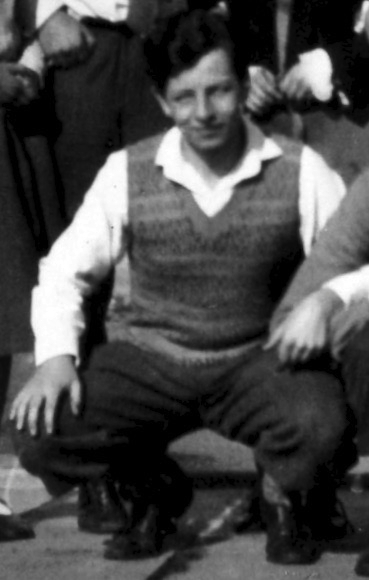
Abiturient Klaus Luserke, März 1931

- Klaus Luserke (* 6. Oktober 1912 in Wickersdorf) hatte ab 1921 zunächst die Freie Schulgemeinde besucht,[132] bevor er am 1. Mai 1925 in die Untertertia (UIII; Jahrgangsstufe 8) der S.a.M. wechselte.[493] Dort legte er im März 1931 seine Reifeprüfung zusammen mit Eva Gross (Schloffer), Herta Haubold, Hildegard Paulsen, Hans Reyersbach, Ulrich Sild, Wolfgang Siller, Anna Kathrina Weise und Heinz Zederbohm ab,[277] um danach ein Studium aufzunehmen. Er war zunächst im Verlagswesen tätig, als Reichsredner der völkischen Deutschen Glaubensbewegung (siehe auch: Völkische Bewegung) aktiv, Mitarbeiter des Volksbundes für das Deutschtum im Ausland und Mitglied des Nationalsozialistischen Deutschen Studentenbundes. 1935 bewarb er sich für die SS und beteiligte sich im selben Jahr erstmals an der musikalischen Gestaltung der Weihnachtsfeier für die SS-Hauptämter,[494] die für ihr Schulungsamt gezielt akademisch gebildete Männer von außen anwarben.[495] Er arbeitete in dem für die Indoktrination der SS-Angehörigen zuständigen SS-Schulungsamt, das zunächst dem Rasse- und Siedlungshauptamt der SS (RuS H.A.) unterstellt war, ab August 1938 dann dem SS-Hauptamt (SS-H.A.). Dort war er in dessen Hauptabteilung III Kulturelle Gestaltung in der Abteilung A Feiergestaltung unter Kurt Eggers Referent für „Stoffsammlung“ und in Personalunion zugleich in der Abteilung B Referent für „Musiker“,[496] wo er wiederholt die kultischen Thingspiele der SS anlässlich der Sonnenwende einstudierte,[497] bei denen Hitlerjungen und BDM-Mädchen Rituale wie den Sprung über loderndes Feuer ausführten.[498] Dann jedoch wurde der SS-Unterscharführer Klaus Luserke, SS-Nr. 277 005, im Juli 1937 aus disziplinarischen Gründen aus der SS ausgeschlossen,[499] weil seine Verbindungen zu einem Käufer pornographischer Literatur bekannt wurden. Für die SS galt das als ehrrührig. Klaus Luserke richtete daraufhin ein „Gnaden- und Wiederaufnahmegesuch“ an Heinrich Himmler persönlich, das von diesem angenommen wurde, weil es sich um eine „ausgeprägte Jugendtorheit“ gehandelt habe, Klaus Luserke aber „im Grunde anständig und ordentlich“ sei. Himmler ordnete an, die SS solle ihm bei der Ergreifung des Schriftsteller-Berufes helfen und ihm eine Aufwandsentschädigung für den Besuch der Reichspresseschule zahlen.[500] Himmler ließ ihn zwecks Bewährung zu den SS-Totenkopfverbänden einziehen und erteilte ihm den persönlichen Befehl, „bis Weihnachten zu heiraten“.[497]

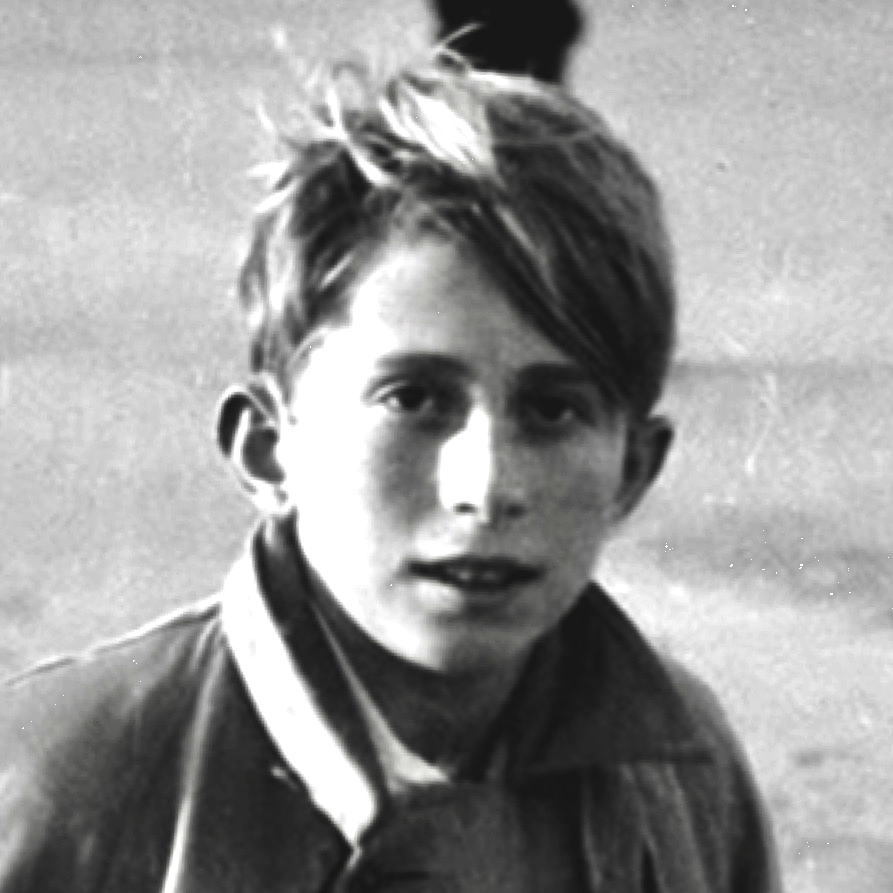
Oswald zu Münster, ca. 1931

- Oswald zu Münster (1917–2003), geboren als Franz Oswald Wladimir Graf zu Münster Freiherr von Grothaus, genannt „Ossi“, im Vogtland geboren, aber im preußisch annektierten Kniestedt bei Salzgitter aufgewachsen, war der einzige Sohn des Berufsoffiziers und Gutsbesitzers Wladimir Ernst zu Münster (1886–1954) und dessen Ehefrau Irmgard (1891–1967), geborene von Trützschler Freiin zum Falkenstein. „Ossi“ wechselte am 18. April 1931 von einer Höheren Privatschule in Salzgitter in die Obertertia (OIII; Jahrgangsstufe 9) der Schule am Meer. Dort gehörte er der Kameradschaft der Delphine an, die durch Kameradschaftsführer und primus inter pares Eduard Zuckmayer geleitet wurde. An der S.a.M. war er eng mit seinem älteren Mitschüler Günther Leitz befreundet. Beide spielten unter der Leitung von Zuckmayer im Schulorchester Violoncello. Auf einem Orchesterfoto aus dem Schul-Werbeprospekt von 1931/32 (siehe Hauptartikel) kann man „Ossi“ – etwas verdeckt vom Notenständer – links neben Dirigent Eduard Zuckmayer lokalisieren. Während seiner Schulzeit war er Mitglied der dj.1.11. Zu Beginn der Sommerferien 1933 erfuhr er in Kniestedt, dass seine Jungenschaftsgruppe Salzgitter geschlossen der Hitlerjugend (HJ) beigetreten war; auf diese Weise war er ohne sein Zutun ebenfalls in der HJ. Die Schließung der S.a.M. Ende März 1934 kam für viele Schüler überraschend und war enttäuschend. „Ossi“ hatte gerade die Obersekunda (OII; Jahrgangsstufe 11) abgeschlossen. Am 26. März 1934 verließ er Juist mit Wehmut.[501] Er musste nun zu einem anderen Internat wechseln, so kam er mit zehn anderen Mitschülern, darunter Lorenz Hafner, zum Landerziehungsheim Schule Marienau nach Dahlem, wo er der Kameradschaft von Schulleiter Max Bondy angehörte. Dort feierte „Ossi“ 1935 seinen 18. Geburtstag, zu dem er von Günther Leitz, der ihn dort besuchte, eine Leica IIIa, die erste Reporterkamera mit 1/1000s Belichtungszeit, geschenkt bekam. Anlässlich dieses Geburtstages trat er aus der HJ aus und auch später in keine andere NS-Gliederung ein. Seine Distanzierung vom NS-Staat führte er primär auf das Einwirken der S.a.M.-Lehrkräfte sowie auf seinen Kameradschaftsführer Max Bondy zurück. Nach bestandenem Abitur, Reichsarbeitsdienst und Ausbildung zum Funker der Luftwaffe der Wehrmacht arbeitete er nach Kriegsende als Landwirt auf dem familieneigenen Gut, nach 1958 für eine große Versicherungsgesellschaft. Seine Leidenschaft galt zwischen 1935 und 1995 der Fotografie, die Süddeutsche Zeitung veröffentlichte 2016 eine kleine Fotostrecke aus seinen Beständen.[502] „Ossis“ dokumentarische Fotos sind posthum (2015) in sechs Bildbänden publiziert worden, im ersten Band auch Fotos, die sein drei Jahre älterer Schulkamerad Günther Leitz in der S.a.M. aufgenommen hatte. Mit diesem und Eduard Zuckmayer, führte „Ossi“ eine lebenslange Freundschaft.[441] „Ossi“ verstarb im Alter von 86 Jahren und wurde auf dem Karlsruher Hauptfriedhof beigesetzt.[503]
- Der in Shanghai geborene Friedrich Rolf Pappiér (* 14. Januar 1914 in Shanghai, Republik China; † 17. September 1998 in Buenos Aires, Argentinien) war das vierte Kind und der zweite Sohn des Bremer Kaufmanns und Oberleutnants a. D. Friedrich Wilhelm Carl Pappiér (* 16. Juli 1865), der im internationalen Handel tätig war, u. a. in Argentinien und China (siehe auch: Landhaus Pappiér). Rolf hatte vier Geschwister, zwei ältere Schwestern, einen älteren und einen jüngeren Bruder. Als Jugendlicher entwickelte er ein großes Interesse an der Bildenden Kunst. Am 24. April 1930 wechselte er vom Realgymnasium Bremen (heute: Hermann-Böse-Gymnasium) in die Obersekunda (OII, Jahrgangsstufe 11) zur Schule am Meer. Er legte dort im März 1933 zusammen mit Berndt von Bargen, Ruth Berger, Woldemar Hörnig, Anna Margarethe Kantorowicz, Hilde Müseler, Reiner Planck, Hans Raitelhuber, Jens Rohwer und Rudolf Stoltz seine Reifeprüfung mit gut ab.[504] Für seine große Ausstellung selbst gefertigter Zeichnungen im Zeichensaal des Obergeschosses der Bühnenhalle wurde er in seinem Abschlusszeugnis explizit geehrt.[139] Dazu hieß es im Logbuch der Schule: „Im Zeichensaal ist eine große Rolf Pappiér-Ausstellung. Die ausgestellten Zeichnungen machen einen sehr guten Eindruck. Die offenkundig gepflegte Liebe zum Material und die Sauberkeit der Durchführung sprechen an. Die Schule kann stolz auf ihn sein.“[505] 1936 emigrierte er nach Argentinien und arbeitete dort unter dem geänderten Namen Ralph Pappier erfolgreich als Filmregisseur, Art Director, Szenenbildner und Schauspieler. In den 1940er und 1950er Jahren wurde er für seine Arbeit mehrfach ausgezeichnet. Er verstarb 84-jährig und wurde auf dem deutschen Friedhof in Buenos Aires begraben. Online finden sich Fotos[506] bzw. Videoclips,[507] die ihn zeigen, aber auch einige seiner kompletten Filme.[508][509]
- Der in Chemnitz geborene Arne Skafte Rasmussen kam kurz nach seinen beiden älteren Brüdern Hans Werner und Ove zur Schule am Meer. Er zählte mit den beiden am 1. Mai 1925 zu den ersten Schülern der S.a.M.[510] Nach der Mittleren Reife ging er am 28. März 1930 ab und erhielt im Anschluss eine technische Ausbildung. Er arbeitete später in der Forschung und Entwicklung für die Auto Union AG, bei deren Zusammenschluss (DKW, Audi, Horch, Wanderer) sein Vater Jørgen Skafte Rasmussen eine Schlüsselrolle einnahm. Später war Arne in der Motorenentwicklung für den Kleinwagenhersteller Framo und zuletzt für Fichtel & Sachs tätig. Über den angegebenen Einzelnachweis ist Arne im Video zu sehen.[511]
- Hans Werner Skafte Rasmussen hatte ab 1917 die Freien Schulgemeinde in Wickersdorf besucht. Er zählte zu den sechzehn Schülern, die 1925 im Rahmen der Sezession um Aeschlimann, Hafner, Luserke und Reiner zur Schule am Meer wechselten.[176][132] Zusammen mit seinem jüngeren Bruder Ove war er bereits am 15. Januar 1925 im Loog auf Juist, während deren jüngster Bruder Arne Skafte Rasmussen am 29. April 1925 dort eintraf, zwei Tage vor Unterrichtsbeginn. Der Obersekundaner (OII, Jahrgangsstufe 11) Hans Werner ging bereits am 16. Dezember 1925 vorzeitig von der S.a.M. ab.[512] Seine weitere schulische Ausbildung ist bislang unbekannt.
- Der in Zschopau geborene Ove Skafte Rasmussen hatte die Freie Schulgemeinde seit 1919 besucht. Zusammen mit seinem Bruder Hans Werner zählte er zu den sechzehn Schülern, die 1925 im Rahmen der Sezession um Aeschlimann, Hafner, Luserke und Reiner zur Schule am Meer wechselten.[176][132] Er war zusammen mit seinem älteren Bruder Hans Werner bereits am 15. Januar 1925 im Loog auf Juist. Ove begann dort als Obertertianer (Jahrgangsstufe 9).[513] Im März 1929 legte er gemeinsam mit Hubert Kelter, Eva de Marcos, Werner Rings, Jolanda Freiin zu Tettau und Susanne Zimmer ein vom Dauerfrost und dichtem Nebel begleitetes Abitur ab.[215] Als Student der Staatswirtschaft in München war er ab Frühjahr 1930 Mitglied der Außengemeinde[93] und einer der Vertrauensleute der S.a.M.[514] Er schloss mit zweifacher Promotion (Dr. oec. publ. et rer. pol.) ab und war später Geschäftsführer der Eisenwerk Erla G.m.b.H., die sein Vater 1928 übernommen hatte. 1949 gründete Ove in der Nähe von Frankfurt am Main die Rasmussen GmbH, einen Zulieferer der Automobilindustrie. Ein Foto des 78-jährigen Ove ist über den Einzelnachweis abrufbar.[515]

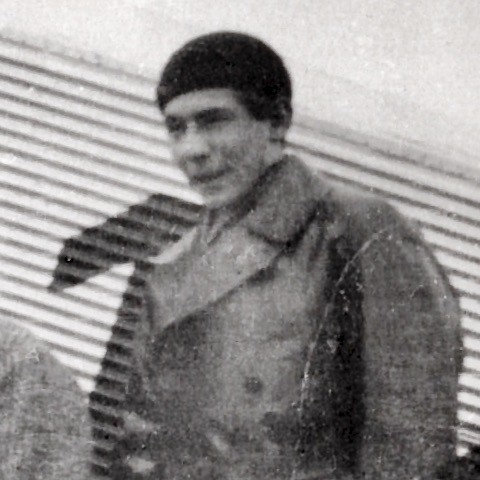
Abiturient Werner Rings, März 1929

- Werner Rings (geboren am 19. Mai 1910 in Offenbach am Main, Großherzogtum Hessen, Deutsches Reich; gestorben am 16. April 1998 in Ascona, Kanton Tessin, Schweiz) war der Sohn des Architekten und Stadtplaners Josef Rings (1878–1957) und dessen (jüdischer) Ehefrau Mathilde „Tilly“ Menkel (geboren am 25. Oktober 1886 in Honnef; gestorben am 7. Juli 1942 in Köln). Werner wechselte am 21. April 1926 vom Reformrealgymnasium Essen (heute: Goetheschule Essen) in die Untersekunda (UII, Jahrgangsstufe 10) zur Schule am Meer, wo er als konfessioneller Dissident verzeichnet war.[516] Während seiner Schulzeit im Loog auf Juist war sein Vater an der Bauplanung von vier S.a.M.-Schulgebäuden beteiligt: am Massivbau der Arche, am Teilabriss und vergrößerten Aufbau des Massivbaus Do (vormals Doyen-Haus), an der Errichtung der Schülerunterkunft Jenseits und der Westfalenhalle. Im März 1929 bestand Werner seine Reifeprüfung zusammen mit Hubert Kelter, Eva de Marcos, Ove Skafte Rasmussen, Jolanda Freiin von Tettau und Susanne Zimmer,[516] wenn auch unter witterungsbedingt äußerst abenteuerlichen Bedingungen.[517][215] Zum Sommersemester 1929 begann er – wohl seinem Vater zuliebe – ein Studium der Architektur, das er jedoch abbrach, als er erkannte, dass es nicht seinen wirklichen Interessen entsprach. In der Folge studierte er Philosophie, Musikwissenschaften und Soziologie an der Friedrich-Wilhelms-Universität in Berlin und an der Albert-Ludwigs-Universität in Freiburg im Breisgau. Als wissenschaftlicher Assistent am Zeitungswissenschaftlichen Institut der Ruprecht-Karls-Universität in Heidelberg befasste er sich 1932/33 mit Rundfunkforschung, bis er nach der Machtabtretung an die Nationalsozialisten aufgrund seiner teils jüdischen Herkunft relegiert wurde. Im selben Jahr emigrierte er nach Spanien, wo er als Berater und Redakteur für die republikanische Regierung tätig war. Er baute einen Informationsdienst auf, der analog eines Pressespiegels u. a. einen Überblick über ausländische Hörfunksendungen beinhaltete. Zwischen 1936 und 1939 erlebte er den Spanischen Bürgerkrieg, in dem es um Demokratie oder faschistische Diktatur ging, als Fotoreporter mit. Nach dem Sieg der Falange (Faschisten) unter General Franco musste er fliehen und suchte während des Zweiten Weltkrieges im unbesetzten Teil Frankreichs Zuflucht, wo er für einen Hilfsdienst der französischen Streitkräfte arbeitete, bevor es für ihn auch dort unter dem Vichy-Regime zu unsicher wurde.[518] 1942 floh er in die Schweiz und hielt sich in Brissago im Tessin zeitweise bei der ehemaligen S.a.M.-Hilfslehrkraft Anni Reiner, die er als Witwe seines Lehrers Paul Reiner von seiner Schulzeit auf der Nordseeinsel Juist her kannte, in deren Haus Casa Reiner auf.[519] Die Schweizer Behörden erkannten Rings als Flüchtling an; Ende der 1940er Jahre erhielt er dort Dauerasyl, 1959 wurde er eingebürgert.[520] Nach dem Zweiten Weltkrieg war Werner bis 1965 als freier (Foto-)Journalist und Autor tätig, u. a. als Europakorrespondent der Schweizer Illustrierten mit ersten Reportagen über das Nachkriegsdeutschland. Von 1947 bis 1949 fungierte er als Pressechef des Locarno Film Festivals und der Musikwochen Ascona.[518] Von 1965 bis 1973 war er beim Schweizer Fernsehen als Autor, Regisseur und Produzent zeitgeschichtlicher Sendereihen tätig.[521] Seine Buchveröffentlichungen Raubgold aus Deutschland – Die »Golddrehscheibe« Schweiz im Zweiten Weltkrieg und Schweiz im Krieg 1933–1945 gelten als Standardwerke. Er war auch als Fotojournalist tätig und besaß umfangreiches Bildmaterial zu Reportagen, die er zwischen 1946 und 1962 für Illustrierte verfasste. Auch für seine Bücher und Dokumentarfilme sammelte Werner entsprechendes Bildmaterial, darunter Aufnahmen zur Bedrohung der Schweiz, zum Nationalsozialismus, zum Zweiten Weltkrieg und zu weiteren zeitgeschichtlichen Themen.[518] Er verstarb im Alter von 87 Jahren im Kanton Tessin.

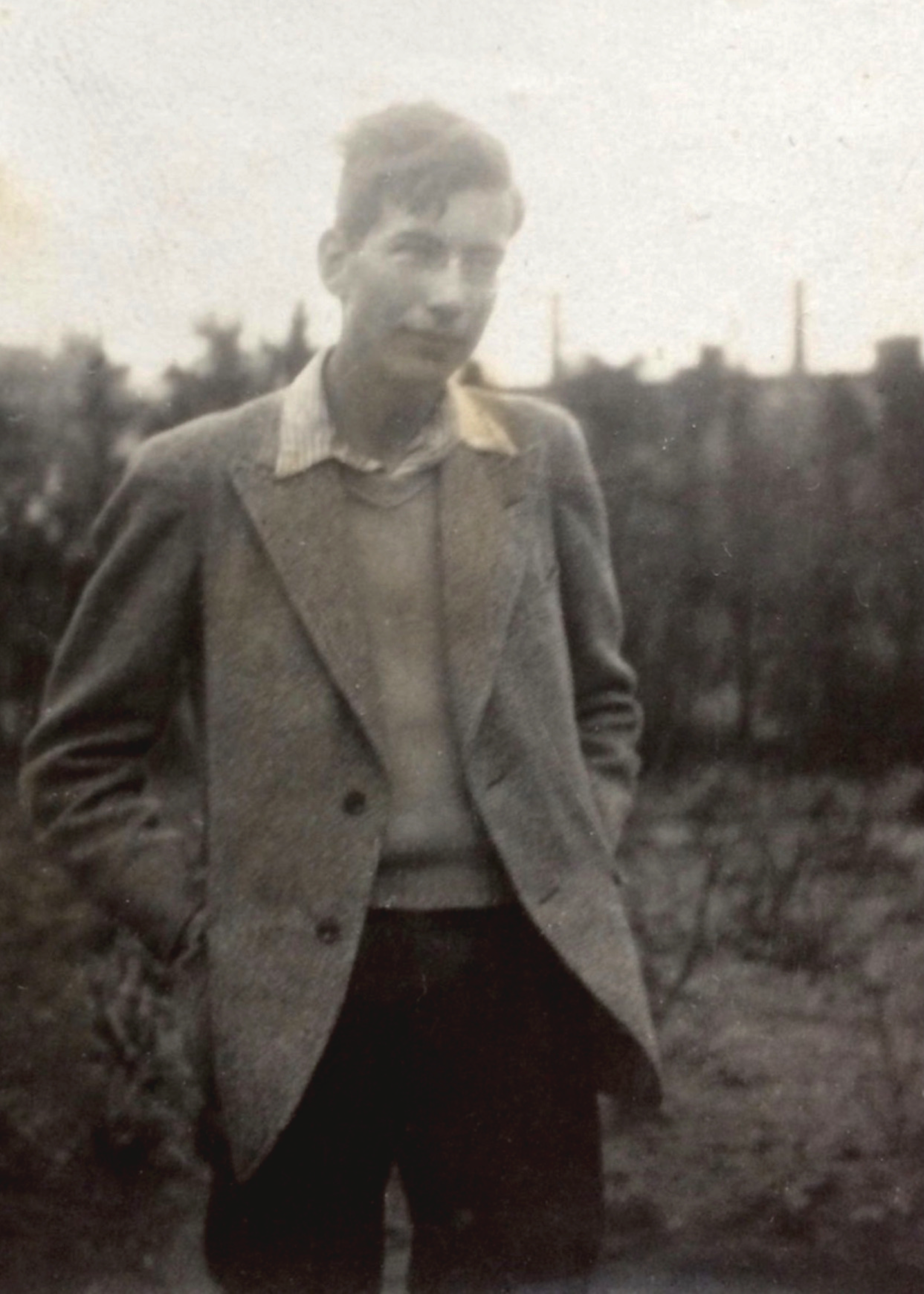
Jens Rohwer, ca. 1930

- Jens-Jürgen Rohwer (* 6. Juli 1914 in Neumünster; † 4. Juni 1994 in Lübeck),[522] war ein Sohn des Fabrikanten Klaus Johann Heinrich Rohwer (* 1881) und dessen Ehefrau Charlotte, hatte zwei Schwestern und einen jüngeren Bruder. Jens wechselte am 29. April 1930 von der Holstenschule als Stipendiat auf eine Freistelle in die Obersekunda (OII, Jahrgangsstufe 11) der Schule am Meer.[523] Vom 24. Oktober 1931 bis Ostern 1932 war er wegen einer schweren Erkrankung beurlaubt.[524] Sein Abitur legte er im Frühjahr 1933 als Einziger mit Auszeichnung ab, zusammen mit Ruth Berger, Woldemar Hörnig, Anna Margarethe Kantorowicz, Hilde Müseler, Rolf Pappiér, Reiner Planck, Hans Raitelhuber und Rudolf Stoltz.[139] Er verließ Juist am 6. April 1933 mit der Fähre Frisia. Anschließend studierte Jens zuerst Nationalökonomie, dann wechselte er zur Staatlichen Hochschule für Musikerziehung und Kirchenmusik in Berlin-Charlottenburg, um Schulmusik und Komposition zu studieren.[525] Jens hospitierte u. a. bei Paul Hindemith. Er blieb auch später mit seinen ehemaligen Lehrern und Schulkameraden der S.a.M. in Kontakt, beispielsweise mit Helene und Rudolf Aeschlimann, Hubert Kelter, Felicitas Kukuck, Dieter und Martin Luserke sowie Eduard Zuckmayer.[526][527] Von der Jugendbewegung wurde er stark beeinflusst. Während der Zeit des Nationalsozialismus war er zunächst Mitglied des Jungstahlhelms, der durch die Gleichschaltung in der SA aufging.[528] Während des Studiums Mitglied des NS-Studentenbundes geworden, trat er später dem NS-Dozentenbund bei. Er komponierte Musik zu propagandistisch getextetem NS-Liedgut, wovon er sich in der Nachkriegszeit distanzierte und dafür entschuldigte. Das NS-Regime verbot eines seiner Oratorienwerke mit dem Titel Und da war Gottes Name.[529] Als Soldat der Wehrmacht wurde er 1941 schwerverwundet und nach seiner Genesung als nicht mehr kv (kriegsverwendungsfähig) eingestuft. Von 1943 bis 1945 lehrte er an der Gaumusikschule in Posen, ab 1946 an der Landesmusikschule in Lübeck, ab 1950 an der daraus hervorgegangenen Schleswig-Holsteinischen Musikakademie, die er zwischen 1955 und 1971 leitete. 1952 erhielt er den Schleswig-Holsteinischen Kulturpreis, 1957 wurde er habilitiert, 1958 promovierte er in Kiel. Ab 1972 erhielt er eine Professur an der Musikhochschule Lübeck. Aus seiner am 30. September 1944 in Neumünster geschlossenen Ehe mit Gabriele Carry Zimmermann (1919–1998), die als Musiklehrerin wirkte,[530] gingen drei Töchter und drei Söhne hervor, darunter Anna Wenka (* 1945),[531] Götz (1947–2021),[532] Ludwig Friedemann (* 23. März 1949 in Neumünster; † 15. Juni 2024 in Köln),[533][534][535] Bernd (* 1951) und Katharina Charlotte (* 1956).[536] Jens verstarb im Alter von 79 Jahren. Briefe von und an Jens sind in großer Zahl als Teil seines Nachlasses in der Schleswig-Holsteinischen Landesbibliothek in Kiel erhalten.

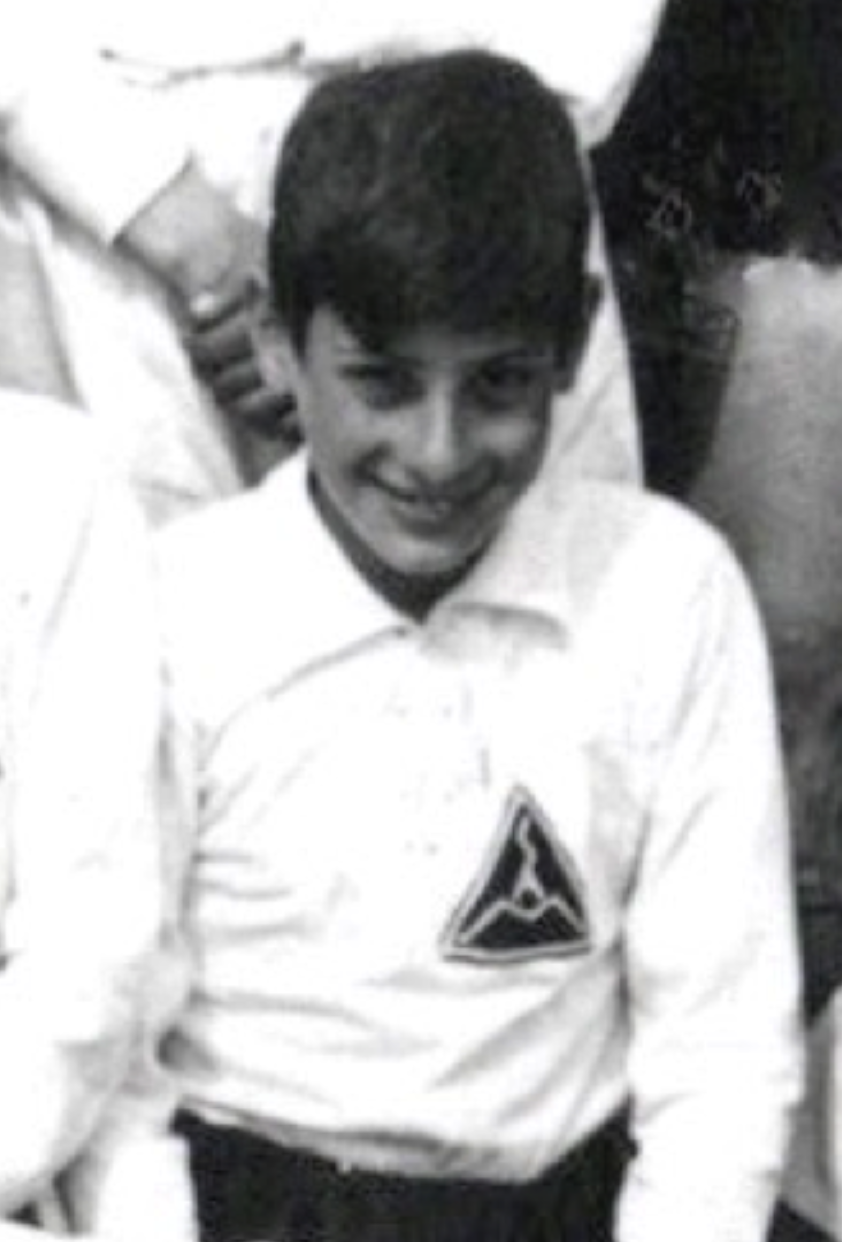
Fritz Schindler im S.a.M.-Trikot, 1931

- Fritz Schindler (geboren am 30. Januar 1920 in Hamburg; gestorben am 5. Februar 2016 in Straßburg, Elsass, Frankreich) war der jüngste Sohn des Hamburger Reeders, Ölim- und exporteurs Julius Schindler. Fritz besuchte zunächst die private Vorschule (damals ähnlich einer Grundschule) der Cläre Lehmann in Harvestehudes Heilwigstraße 46. Zum Schuljahr 1930/31, das nach Ostern 1930 begann, wechselte er zur Schule am Meer auf die Nordseeinsel Juist.[537] Dort freundete er sich eng mit seinem Mitschüler Hagen Distelbarth (1918–1941) an, einem Sohn des Gutsbesitzers und Pazifisten Paul Distelbarth.[538] Ein erhaltenes Gruppenfoto von 1931 am Nordseestrand nördlich des Schulareals zeigt die beiden Freunde Fritz und Hagen nebeneinander im S.a.M.-Schultrikot, eine andere zeitgenössische Aufnahme bildet den elfjährigen S.a.M.-Schüler Fritz neben seinem Vater und seinem älteren Bruder Gustav 1931/32 im Winterurlaub in Arosa, Kanton Graubünden, ab. Fritz verließ die S.a.M. im Jahr 1932 auf Wunsch seiner Eltern, nachdem sein Vater bereits im Herbst 1931 Deutschland verlassen und im Folgejahr die Staatsbürgerschaft des Fürstentums Liechtenstein angenommen hatte. Fritz fuhr am 12. April 1939 mit der S.S. Île de France von Le Havre aus nach New York City, wo er am 19. April 1939 eintraf.[539] Dort ergriff er unter dem geänderten Namen Frederick Charles Schindler den Beruf des Chemieingenieurs; sein ursprünglicher Vorname Fritz blieb ihm in den Vereinigten Staaten als Spitzname erhalten. Er verstarb im Alter von 96 Jahren.
- Franz-Johannes Schmidt-Dumont (* 29. Dezember 1914 in Konstantinopel, Osmanisches Reich) war der Sohn des Leiters und Chefredakteurs der deutschsprachigen Tageszeitung Türkische Post in Ankara und Istanbul, Franz-Frederik Schmidt-Dumont (1882–1952), und dessen Ehefrau Luise (* 1889), geborene Semler.[540][541] Franz-Johannes besuchte zunächst das Gymnasium Klosterschule Ilfeld, bevor er am 12. April 1931 auf die Nordseeinsel Juist zur Obersekunda (OII; Jahrgangsstufe 11) der Schule am Meer wechselte. Dort verblieb er bis zur Schulschließung am 20. März 1934, nachdem er seine Reifeprüfung mit gut neben Thomas Adolph, Walther Karl Halberstadt, Jens Uwe Köster, Wilhelm Lienau, Ruprecht Weise und Franz Gustav Karl Worch bestanden hatte.[542] Zum Abschluss seines Studiums der Rechtswissenschaft an der Friedrich-Wilhelms-Universität in Berlin verfasste er 1939 eine Dissertation mit dem Titel Vom Wesen der Führerordnung.[543][544][545] Er heiratete Gisela (* 15. September 1919; † 9. Dezember 1973), geborene Gottfried-Calvi. Die Namen des Ehepaares sind auf dem Bergfriedhof Heidelberg am Grabstein der Familie des Heidelberger Ehrenbürgers Wilhelm Salomon-Calvi verzeichnet.[546]

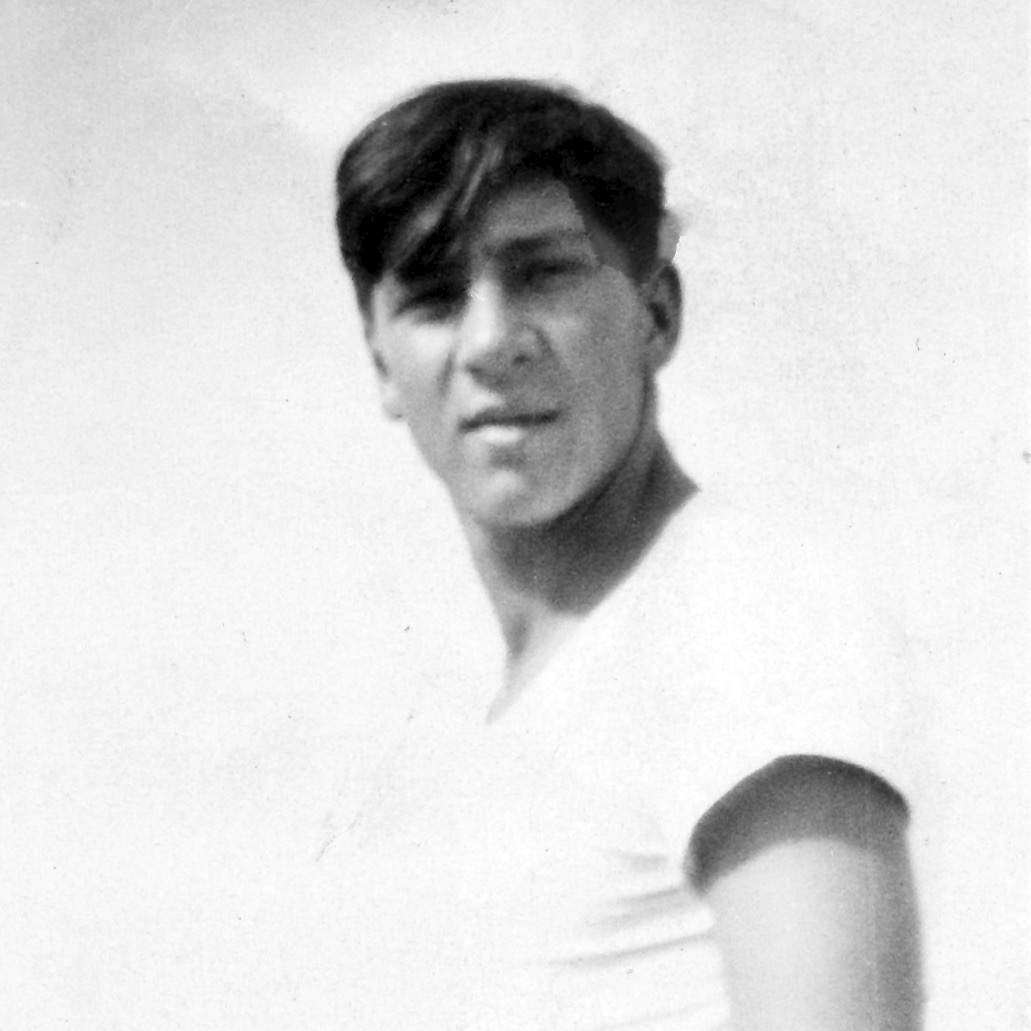
Ulrich „Uli“ Sild, ca. 1928

- Der Österreicher Ulrich Sild (* 4. Juni 1911 in Wien, Österreich-Ungarn; † 9. Mai 1937 am Hochschwab in der Steiermark), genannt „Uli“, ältester Sohn des Wiener Rechtsanwalts Hanns Sild (1880–1937) und dessen Ehefrau Cenzi (1878–1956), geborene Tschafeller, wechselte am 14. Juli 1927 als zunächst Sechzehnjähriger vom Realgymnasium in Wiens 21. Bezirk in die Untersekunda (UII, Jahrgangsstufe 10) der Schule am Meer.[547] Die Freiluftschule und das Reizklima der Nordsee sollten sein Bronchialasthma kurieren helfen. Im Herbst 1929 führte der passionierte Bergsteiger S.a.M.-Kameraden wie Heinz-Günther Knolle (1912–1999) und die zu den Vertrauensleuten der S.a.M. zählende Grete Dispeker auf den Triglav in den Julischen Alpen und auf die Große Zinne in den Sextner Dolomiten. Dieses Abenteuer wurde literarisch in der autobiographisch geprägten Erzählung Erlebnis einer Reise von Grete Weil verarbeitet.[548] Nach seiner mit gut bestandenen Reifeprüfung im März 1931, die er zusammen mit Eva Gross, Herta Haubold, Klaus Luserke, Hildegard Paulsen, Hans Reyersbach, Wolfgang Siller, Anna Kathrina Weise und Heinz Zederbohm ablegte,[277] kehrte er nach Österreich zurück und studierte Rechtswissenschaft an der Universität Innsbruck. Während seiner Schulzeit und seines Studiums begleitete er ab 1929 von Radstadt aus in lehrender Funktion Skiwanderungen von Gruppen der S.a.M. Diese führten beispielsweise vom 3. bis 17. Januar 1932 durch die Schladminger Tauern in Tagestouren auf das Sauschneiderhörndl (1.500 m), den Rostbrandl (1.791 m), das Grieskareck (1.939 m) oder mehrtägig zum Seekarhaus (1.800 m), von dem aus mehrere Gipfel bis zu einer Höhe von 2.450 m Höhe gemeinsam bestiegen wurden.[549] Uli zählte von 1931 bis zur Schulschließung Ostern 1934 zu den Förderern der Schule am Meer.[550] Vierzehn Tage vor seinem akademischen Abschlussexamen stürzte er mit seiner Seilschaft ab,[551][552] wurde nach Wien überführt und dort auf dem Jedleseer Friedhof beigesetzt.[553]

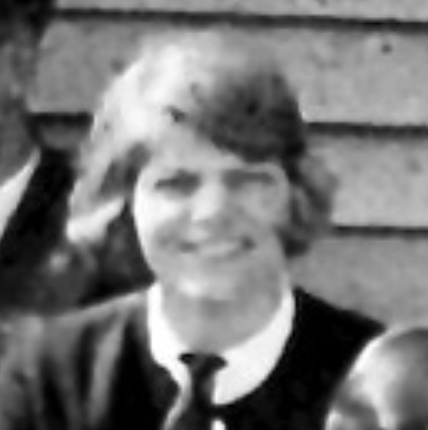
Jolanda Freiin von Tettau, 1928

- Jolanda Paola Ada Karola Lucia Freiin von Tettau (1908–2005), Tochter des Berliner Architekten Wilhelm von Tettau (1872–1929) und dessen Ehefrau Gräfin Niëvo (1879–1960), besuchte zunächst die Mädchenschule in Berlin-Lankwitz und danach die dortige Höhere Töchterschule, bevor sie am 17. April 1928 in die Oberprima (OI, Jahrgangsstufe 13) der Schule am Meer wechselte.[554] Im März 1929 schloss sie auf Juist mit der Reifeprüfung ab, zusammen mit Hubert Kelter, Eva de Marcos, Ove Skafte Rasmussen, Werner Rings und Susanne Zimmer, ein wohl einzigartiges Erlebnis unter sehr abenteuerlichen Umständen.[215][555] Danach wurde sie Mitglied der Außengemeinde der Schule am Meer und absolvierte in Berlin eine Ausbildung an der Akademie für Künste und Handwerk. Ab 1931 war sie im Landschulheim am Solling in Holzminden tätig.[60] Der Einfluss Martin Luserkes und der S.a.M. wirkte sich nachhaltig auf ihr künftiges Denken und ihre Interessen aus. Sie heiratete 1931 den Diplom-Ingenieur und Oberregierungsrat Christian Hildebrand (1905–1944), mit dem sie zwei Kinder hatte, den späteren Soziologen Manuel Hildebrand (* 1935) und den Architekten Michael Hildebrand (* 1938). Die Ehe wurde im April 1939 geschieden. Schon im Dezember 1939 heiratete sie erneut. Ihr zweiter Ehemann war der Militärarzt Horst Werner (1913–1992). Aus dieser Verbindung ging eine Tochter hervor, die spätere Physiotherapeutin Barbara Fritz (* 1940). Jolanda und er holten anlässlich ihrer Silbernen Hochzeit im Jahr 1964 die während der NS-Zeit unterlassene kirchliche Trauung in der Stuttgarter Schlosskirche nach. Für den bekannten Berliner Modeschöpfer Heinz Oestergaard entwarf Jolanda modische Accessoires wie beispielsweise Schmuck. Ihre Kreativität fand jedoch auch als geschickte Puppenspielerin bei Albrecht Roser ihren Ausdruck. Sie kreierte eine Vielzahl von Puppen, Engeln, Kränzen und viele weitere kunsthandwerkliche Erzeugnisse. Bei der Evangelischen Akademie in Bad Boll ging Jolanda ihren literarischen und philosophischen Interessen nach. Sie engagierte sich in der Stuttgarter Sektion der Dante-Gesellschaft, mit der sie sich u. a. Italiens Kunstdenkmäler und Regionen erschloss. Jolanda verstarb kurz nach ihrem 97. Geburtstag und ruht im Familiengrab auf dem Alten St.-Matthäus-Kirchhof in Berlin-Schöneberg.[556]
- Gideon Weigert (geb. 12. Mai 1919 in Hamburg; gest. 22. Mai 2001 in Omer, Israel) besuchte zunächst das Heinrich-Hertz-Realgymnasium (heute: Heinrich-Hertz-Schule) in Hamburg-Eimsbüttel, bevor er am 24. August 1932 in die Untertertia (UIII; Jahrgangsstufe 8) der Schule am Meer wechselte. Nach der Machtabtretung an die Nationalsozialisten verließ er die S.a.M. in der Obertertia (OIII; Jahrgangsstufe 9) am 20. Juli 1933,[557] um zusammen mit seiner Familie nach Palästina zu emigrieren. Sein Vater, Walter Eliezer Weigert (geb. 3. März 1883 in Brandenburg an der Havel; gest. 12. September 1952 in Haifa, Israel), auch als Walter Louis Weigert verzeichnet, war der Besitzer der von ihm 1912 gegründeten Chemischen Fabrik Dr. Weigert in Hamburg, die bis heute besteht. Nach seinem Schulabschluss studierte Gideon Landwirtschaft an der Landwirtschaftsschule von Ben Shemen und Viehzucht in Chadera und gehörte dem Kibbuz Sarid an. Er heiratete die Lehrerin, Psychologin und Autorin Mazal Attiah (geboren am 25. Dezember 1912 in Damaskus; gestorben am 17. Dezember 2002 in Omer, Israel); aus der Ehe gingen zwei Töchter hervor, Roni (1940–2008, verh. Voldinger) und Talia (verh. Gur). Während seines Studiums lebte er jedoch bei einer palästinensischen Familie in Haifa, um die arabische Sprache zu erlernen. Als sein Kibbuz ihm ein Studium der Arabistik verweigerte, trat er aus, studierte 1941/42 an der arabischen Lehrerbildungsanstalt A-Nahda in Jerusalem und wurde deren erster jüdischer Absolvent. Von 1942 bis 1945 studierte er Arabische Literatur und Islamische Philosophie am Institut für Orientalische Studien der Hebräischen Universität in Jerusalem. Parallel dazu arbeitete er bereits als Journalist für eine arabische Wochenzeitschrift und eine arabische Zeitung in Jaffa.[558] Als erster Jude wurde er für den arabischen Rundfunk in Jerusalem tätig. Von 1945 bis 1967 arbeitete er für The Palestine Post, aus der 1950 die The Jerusalem Post hervorging. Ab 1960 berichtete er über die Probleme des arabischen Bevölkerungsteils (Araber und Drusen) in Israel und ab 1967 über die nach dem Sechstagekrieg von Israel besetzten Gebiete und den Aspekt der Menschenrechte. Am 1. Mai 1970 reiste er nach Genf, um dort vor dem UN-Komitee als Augenzeuge über Menschenrechtsverletzungen in den von Israel besetzten Territorien Palästinas auszusagen.[559][560] 1972 unternahm er eine Vortragsreise nach Europa. Sowohl er als auch seine Ehefrau Mazal Weigert (als Autorin: Mazal Vaigert) veröffentlichten eine ganze Reihe von Büchern.[561]
- Der aus dem damals sächsischen Halle an der Saale stammende Ruprecht Weise (* 10. November 1914 in Halle an der Saale; † 1998) besuchte zunächst das Stadtgymnasium Halle, bevor er am 21. April 1926 in die Quinta (Jahrgangsstufe 6) der Schule am Meer wechselte und dort bis zum 11. März 1934 verblieb. Seine Reifeprüfung auf Juist im März 1934 misslang allerdings.[562] Nach der im August 1945 erfolgten sowjetischen Demontage der Hallenser Pumpenfabrik seines Vaters und seiner eigenen Verdrängung als Stadtrat der Liberal-Demokratischen Partei (LDP) in Halle im selben Jahr,[563] baute er das Unternehmen mit seinem Onkel Erich Weise ab 1951/52 in Bruchsal wieder neu auf und führte es weiter (siehe Rudolf Ernst Weise).[564][565] Bei der TSG Bruchsal 1846 e. V. wurde jährlich das durch ihn geförderte und nach ihm benannte Ruprecht-Weise-Jugend-Turnier durchgeführt. 1987 führte er Klage gegen Lothar-Günther Buchheim (Das Boot), der seinen Vater Felix Weise in der Nachkriegszeit unter einem Vorwand um zahlreiche wertvolle Gemälde gebracht haben soll.[566][567][568] U. a. berichteten die Berliner Zeitung, die Süddeutsche Zeitung und der Stern darüber. Die fraglichen Gemälde bildeten später den Grundstock für Buchheims Kunstsammlung, die einen Millionenwert hat.

## Bekannte Eltern von Schülern
- Johannes Adolph (1882–1958) war ein in Kiel geborener und aufgewachsener Ingenieur, später Direktor und Vorstandsmitglied der Berliner Städtischen Elektrizitätswerke/Berliner Kraft- und Licht AG (BEWAG). Er ermöglichte es seinem Sohn Thomas Viktor Adolph, zunächst das Pädagogium Waldsieversdorf bei Buckow in der Märkischen Schweiz am Großen Däbersee und anschließend vom 29. August 1931 bis zum 26. März 1934 die Schule am Meer an der ungleich größeren Nordsee zu besuchen, wo er seine Reifeprüfung bestand.

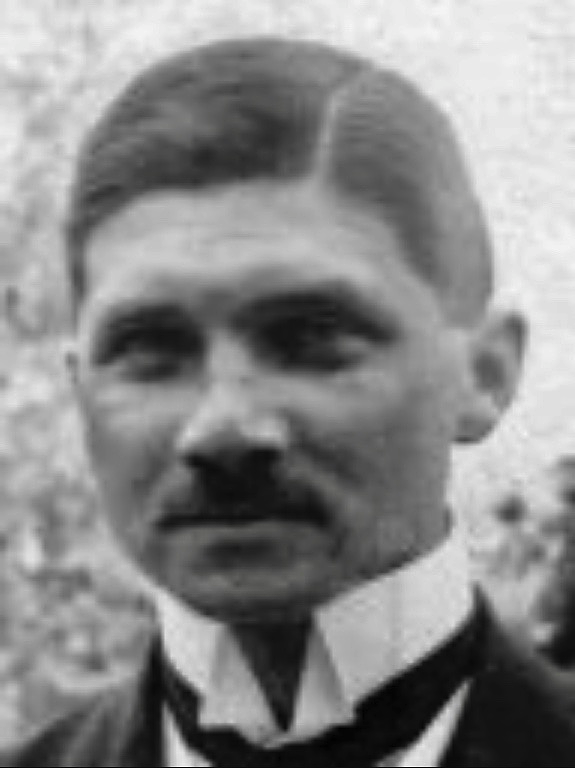
Bruno Ahrends, 1910er Jahre

- Bruno Ahrends (1878–1948), neben Bruno Taut, Otto Rudolf Salvisberg, Hugo Häring und Wilhelm Büning einer der bedeutenden Berliner Architekten und Städtebauer der Weimarer Republik,[569] plante den 1930/31 errichteten Hallenbau der Schule am Meer im Stil der Neuen Sachlichkeit. Dessen prominente Features waren ein großer Theatersaal (siehe Hauptartikel, Abschnitt Architektur) und ein großflächiges Oberlicht über der Theaterbühne. Das Gebäude war die reichsweit einzige freistehende Theaterhalle einer Schule (deutschlandweit bis heute). Die weiteren von Ahrends an die Bühnenhalle nach Westen, Süden und Osten angrenzend geplanten Gebäude für die Schule am Meer wurden nicht mehr realisiert.[570] Ahrends hatte vier Kinder, drei Söhne und eine Tochter. Der jüngste Sohn Gottfried Bruno (* 1917) war ein Schüler der Schule am Meer. Der renommierte Architekt musste aus dem NS-Staat emigrieren und gelangte über Großbritannien und eine Internierung als Enemy Alien (feindlicher Ausländer [Deutscher]) auf der Isle of Man letztlich nach Südafrika zu zwei seiner Söhne (darunter S.a.M.-Schüler Gottfried), wo er 70-jährig bald nach seiner Ankunft in Kapstadt verstarb. Im Baukunstarchiv der Akademie der Künste in Berlin befindet sich ein bis dato unbekanntes Aquarell des Architekten, welches dessen Kernprojekt im Loog auf Juist nach dem Stand von 1929 skizziert, von ihm selbst handschriftlich bezeichnet als „Schule in Juist“. Das Aquarell stammt aus einem Skizzenbuch, das er während seiner Internierung zwischen 1939 und 1943 retrospektiv mit Zeichnungen und Aquarellen gefüllt hat. Da seine Handschrift für die jungen Archivmitarbeiter nicht zu entziffern war, konnte man das Aquarell über Jahre keinem seiner bekannten Bauprojekte zuordnen.[571]
- Heinz Appel (1884–1962) war ein Unternehmer der Lebensmittelindustrie (Firma Appel Feinkost). Er engagierte sich kulturell bzw. musisch. Seiner Tochter Hildegard Anna Elisabeth (* 17. August 1911 in Hannover), die zunächst ein Oberlyzeum (Höhere Töchterschule) in Hannover besucht hatte, ermöglichte er ab 24. April 1930, in die Unterprima der Schule am Meer zu wechseln. Im Januar 1931 nahm sie an den von ihrem Mitschüler Ulrich Sild (1911–1937) organisierten Skiwochen und Bergtouren der S.a.M. in Österreich teil, zusammen mit den Lehrern Erich Henning und Kurt Sydow.[312] Im März 1932 bestand sie auf Juist die Reifeprüfung.[572]

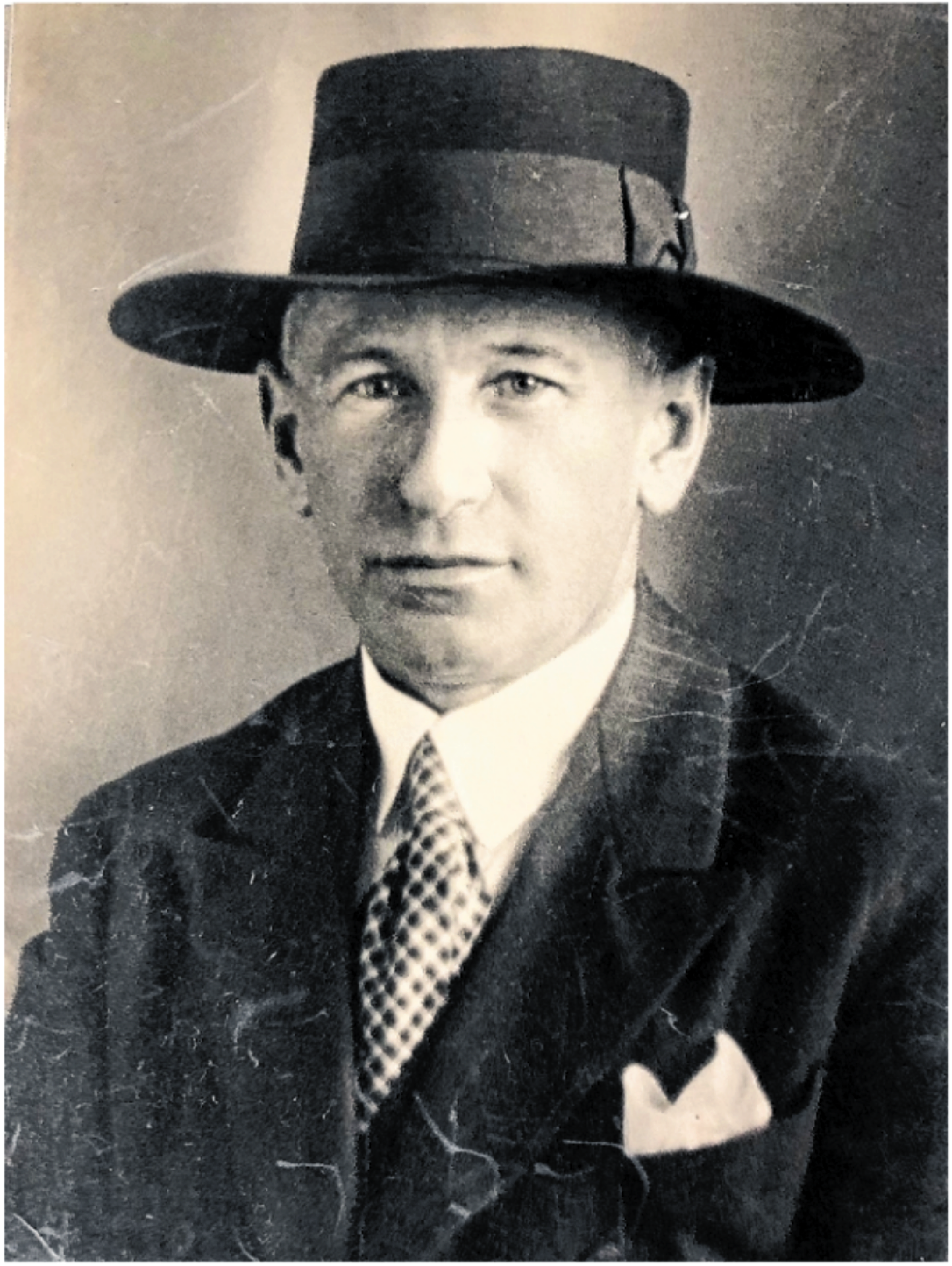
Otto Bamberger, 1928

- Otto Bamberger (1885–1933) war ein Kaufmann, Unternehmer, Kunstsammler, Kunstmäzen und Sozialdemokrat[573] aus dem oberfränkischen Lichtenfels.[574] Er war mit der aus Schwäbisch Hall stammenden Henriette „Jette“ (1891–1978), geborene Wolff, verheiratet. Das Ehepaar war Mitglied der „Außengemeinde“ der Schule am Meer.[575] Aus der Ehe gingen zwei Kinder hervor, Ruth (1914–1983) und Klaus (1920–2008). 25-jährig wurde Otto Bamberger 1910 Geschäftsführer des Familienunternehmens D. Bamberger, das von seinem Großvater David Bamberger (1811–1890) gegründet worden war.[576] Im Jahr 1914 ließ sich die Familie durch den Architekten August Berger eine Villa errichten, deren Interieur von 1926 bis 1932 sukzessive von dem Bauhaus-Designer Erich Dieckmann nahezu komplett neu gestaltet und ausgestattet wurde.[577][578] Das Gebäude steht heute unter Denkmalschutz. Otto Bamberger galt als größter Förderer und Kunde des Bauhauses in Weimar und Dessau. Während der 1920er Jahre erwarb er eine umfangreiche expressionistische Sammlung von Kunstwerken, beispielsweise von Ernst Barlach, Max Beckmann, Marc Chagall, Lovis Corinth, Otto Dix, Paul Klee, Oskar Kokoschka, Käthe Kollwitz, Alfred Kubin, Wilhelm Lehmbruck, Max Liebermann, Franz Marc, Paula Modersohn-Becker und Emil Nolde. In seiner Villa, die als „Sonnenhaus“ bezeichnet wurde,[575] verkehrten anlässlich regelmäßig stattfindender literarischer Abende namhafte Schriftsteller und Grafiker wie Alfred Kubin, Kunstmaler wie Reinhold Nägele, Bildhauer wie Maria Lerch und Kunsthistoriker wie das Ehepaar Senta und Justus Bier.[579] Seiner Tochter Ruth (1914–1983) und seinem Sohn Klaus ermöglichte er von 1930 bis 1933 den Besuch der Schule am Meer, Ruth hatte zuvor bereits seit 1925 die Freie Schulgemeinde im Thüringer Wald besucht. Otto Bamberger wurde nach der Machtabtretung an die Nationalsozialisten 1933 in Frankfurt am Main aufgrund seiner SPD-Mitgliedschaft in illegale „Schutzhaft“ genommen und auf demütigende bzw. erniedrigende Weise verhört. Er kehrte als gebrochener Mann zurück nach Lichtenfels und verstarb wenige Monate später 48-jährig in Baden-Baden. Die Villa Bamberger wurde von den Lichtenfelser Braunhemden während der Novemberpogrome 1938 heimgesucht, die Kunstsammlung Bamberger am Folgetag pauschal als „entartet“ klassifiziert und beschlagnahmt.[580] Die meisten Kunstwerke aus der Sammlung Bamberger sind bis heute nicht wieder aufgetaucht. Einige der Holzschnitte und Drucke wurden nach Kriegsende im Keller des Rathauses von Lichtenfels aufgefunden. Das Unternehmen wurde Ende 1938 zu unlauteren Bedingungen „arisiert“ und mit den Namen der neuen „arischen“ Besitzer umfirmiert.[581][582]

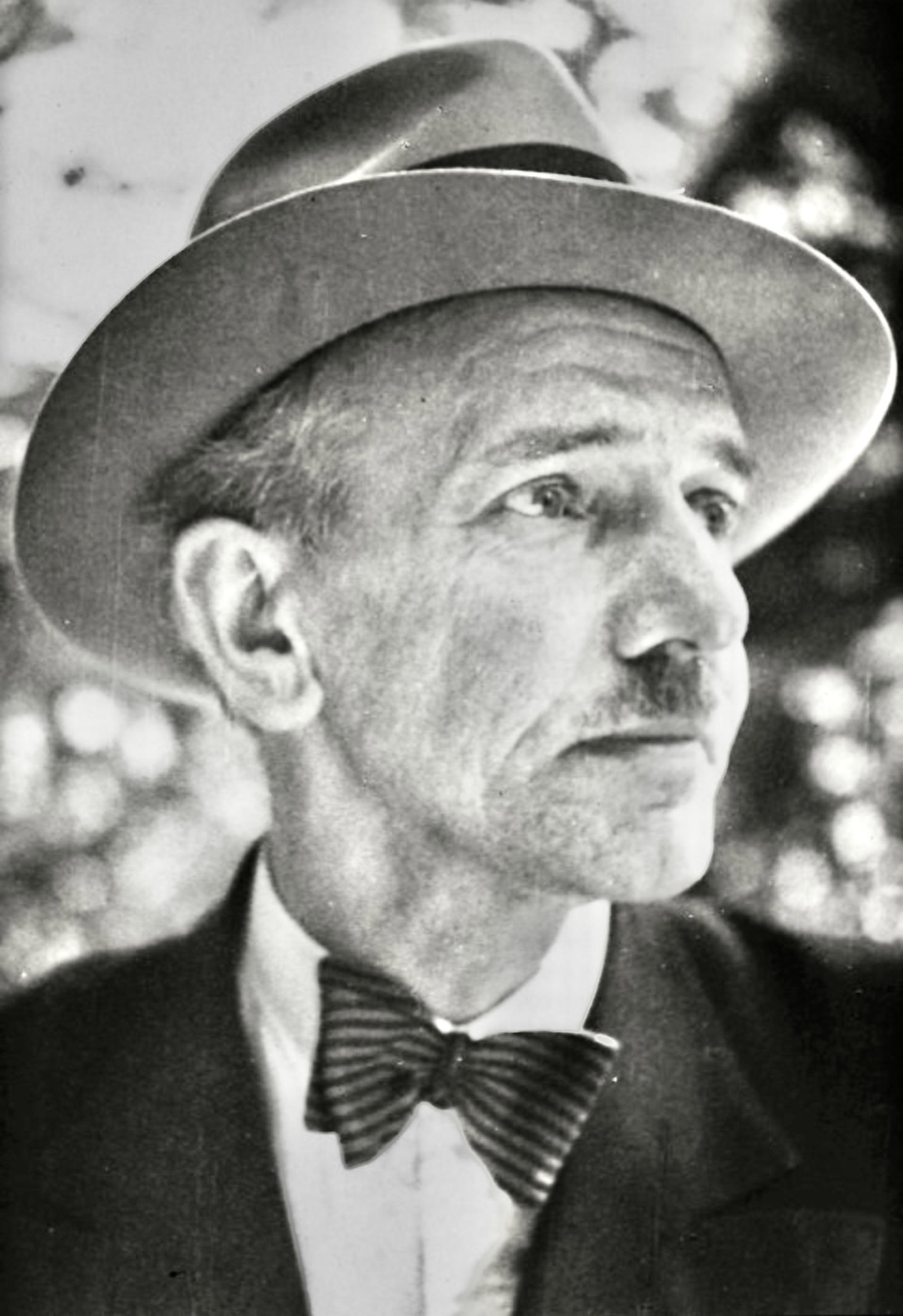
Otto Bartning, 1930er Jahre

- Der Architekt Otto Bartning (1883–1959) und seine Ehefrau Klara „Cläry“ (1878–1966), geborene Fuchs, entschieden sich dazu, ihre Tochter Marianne (1910–2006, verh. Hartmann) im Mai 1925 vom Willigmann’schen Lyzeum in Berlin W 62 (Tiergarten), Lutherstraße 29II. (Gebäude besteht kriegsbedingt nicht mehr), in die Obertertia (OIII; Jahrgangsstufe 9) des neu gegründeten Landerziehungsheims Schule am Meer auf Juist umzuschulen. Sie blieb dort allerdings nur kurzzeitig und ging schon am 17. Oktober 1925 wieder ab.[583] Marianne hatte zwei jüngere Geschwister, Peter (1913–1942) und Sibylle (* 1917). – Ihr Vater Otto Bartning hatte nach seinem Abitur am humanistischen Großherzoglichen Gymnasium (heute: Bismarck-Gymnasium) in Karlsruhe an der Technischen Hochschule der Stadt Charlottenburg Architektur studiert,[584][585] beispielsweise bei Julius Carl Raschdorff, dem Planverfasser der Oberpfarr- und Domkirche zu Berlin. Bereits während seines Studiums plante und realisierte Bartning außerhalb des Deutschen Reiches einen evangelischen Kirchenbau, als erstes die Friedenskirche in der Steiermark, um deren Planung ihn ein befreundeter Vikar gebeten hatte.[586][587] Sein Großvater, ein Schüler Karl Friedrich Schinkels, war Kirchenbaumeister, seine Mutter war die Tochter eines badischen Pfarrers und Kirchenpräsidenten. Bartning unterbrach sein Studium im Jahr 1904 für eine gut achtmonatige Weltreise, die ihn per Viermastbark Petschili nach Nordamerika, Ostasien und Indien führte. Sein Studium setzte er danach für ein weiteres Semester an der Großherzoglichen Technischen Hochschule Fridericiana in Karlsruhe bei Hermann Billing und Max Laeuger fort.[585][586][588] Ab 1905 gründete er in Berlin ein eigenes Architekturbüro, arbeitete als freier Architekt, plante und errichtete bis zum Ersten Weltkrieg Diasporakirchen in den katholisch dominierten Staaten entlang der Donau. Nebenbei besuchte er bis etwa 1907 weiter Architekturvorlesungen, schloss sein Studium jedoch nie ab. 1909 heiratete er Klara Fuchs, mit der er in den Folgejahren drei Kinder bekam.[585] Bartnings erste protestantische Kirche im Deutschen Reich entstand 1909/10 in Essen. 1912 wurde er in den Deutschen Werkbund aufgenommen, beschäftigte sich mit Reformbewegungen und tauschte sich mit deren Protagonisten aus, so mit Paul Schultze-Naumburg und Otto March in Berlin sowie Hermann Billing, Max Laeuger, Karl Moser und Friedrich Ostendorf in Karlsruhe. Ab 1914 arbeitete er an seinem ersten Buch Vom neuen Kirchenbau, das er 1919 veröffentlichte.[589][586] Während des Ersten Weltkrieges stellte Bartning sein in der Friedrich-Wilhelm-Straße 6aII. in Berlin W 10 (Tiergarten) angesiedeltes Architekturbüro dem Deutschen Roten Kreuz als Stelle für den Arbeitsnachweis genesender Soldaten zur Verfügung, arbeitete selbst mit und vermied auf diese Weise, zum Kriegsdienst eingezogen zu werden.[588][590][585] Unmittelbar nach Kriegsende engagierte er sich während der Phase der Arbeiter- und Soldatenräte in Berlin gemeinsam mit Walter Gropius, Hans Scharoun und Bruno Taut im Arbeitsrat für Kunst, dem er vorsaß. Neben programmatischen Forderungen nach einer neuen Architektur wurden dort auch Grundsätze einer reformierten Architekturausbildung formuliert, die 1919 die Basis für die Gründung des Bauhauses bildeten.[586][588] „Kunst und Volk müssen eine Einheit bilden. Die Kunst soll nicht mehr Genuss Weniger, sondern Glück und Leben der Masse sein.“ Neben Gropius war Bartning Mitinitiator der Bauhaus-Idee, zählte aber krankheitsbedingt nicht zu denen, die diese Idee in Weimar und Dessau realisierten.[586][591] Oskar Schlemmer zufolge sei Bartning jedoch „eigentlicher Vater des Bauhausgedankens“. Mit seinen expressionistischen Projekten der frühen Nachkriegsjahre gehörte er zu jenen deutschen Architekten, die sich auf revolutionäre Weise mit dynamischen Kreationen von der Architektur der Kaiserzeit distanzierten. Von 1919 bis 1923 war er Vorsitzender des Deutschen Werkbundes.[586] 1922 sorgte er mit seinem Entwurf eines sternförmigen Kirchenbaus in kristallinen Formen über einem siebeneckigen Grundriss für Aufsehen.[592][593] Realisiert wurde der Bau jedoch nie.[585] Im Jahr 1924 wurde ihm für die gelungene Entwicklung des Skelettbaus für die sakrale Nutzung in Ostpreußens Hauptstadt Königsberg die Ehrendoktorwürde der Theologischen Fakultät der Albertus-Universität verliehen.[586][584][594] Im selben Jahr war er Mitbegründer der Architektenvereinigung Zehner-Ring (ab 1926: Der Ring),[584] in der er neben Kollegen wie Hugo Häring, Erich Mendelsohn, Mies van der Rohe, Bruno Taut, Hans Scharoun und Max Taut für eine moderne Gesinnung in der Architektur, für das Neue Bauen, eintrat.[585] 1926 wurde Bartning zum Direktor und Professor der neu gegründeten Staatlichen Bauhochschule in Weimar, der Nachfolgeinstitution des Bauhauses, das nach Dessau umgezogen war, berufen. Dort nahm er beispielsweise Ernst Neufert, vorher Student am Bauhaus, in das Kollegium auf. In den Werkstätten der Bauhochschule ließ er u. a. durch Erich Dieckmann ein Typenmöbelprogramm zur Serienfertigung entwickeln.[586] Im selben Jahr gehörte Bartning zu den Mitbegründern der Reichsforschungsgesellschaft für rationelle Baumethoden.[588] Im selben Jahr errichtete er den Deutschen Pavillon auf der Mailänder Messe.[585] Ab Ende 1926 war Bartning in die komplette Neuausstattung der Villa Sonnenhaus des oberfränkischen Unternehmers und Kunstsammlers Otto Bamberger durch Erich Dieckmann involviert.[595][596] Bambergers Kinder Ruth (1914–1983) und Klaus Philipp (1920–2008) waren Schüler der S.a.M. – Zwischen 1927 und 1934 plante er auch diverse Krankenhäuser, so die Landhausklinik für den Vaterländischen Frauenverein vom Roten Kreuz in Berlin-Wilmersdorfs Kaiserallee 33/34 (heute: Bundesallee) und die Staatliche Frauenklinik in Luxemburg.[586][597] – International bekannt wurde Bartning im Jahr 1928 durch den Bau der avantgardistischen Pressakirche bzw. Stahlkirche auf dem Areal der Internationalen Presseausstellung (Pressa) in Köln.[586] 1929 errichtete Bartning das Musikheim in Frankfurt (Oder), durch dessen Realisierung dessen künftiger Leiter Georg Götsch davon abgehalten wurde, wie geplant zur Schule am Meer zu wechseln. In Berlin-Charlottenburg plante Bartning ab 1929 die analog eines weit aufgespannten Fächers gestaltete, von 1932 bis 1934 errichtete Gustav-Adolf-Kirche, die heute unter Denkmalschutz steht.[591][586] 1929/30 realisierte er den Kerngedanken seines Sternkirchen-Entwurfs mit der Errichtung der Essener Auferstehungskirche, einer Rundkirche, deren sachlich klare Form jedoch deutlich vom Plan seiner Sternkirche abweicht. 1930, als in Thüringen die Nationalsozialisten mit an die Macht kamen, kündigte Bartning seinen Rücktritt als Direktor der Staatlichen Bauhochschule in Weimar an. Er kehrte nach Berlin zurück und widmete sich verstärkt dem Siedlungsbau, um an den 1930 entstandenen Berliner Wohnsiedlungen Siemensstadt und Haselhorst mitzuwirken. – Bartning zog 1943 nach Neckarsteinach bei Heidelberg um, wo er seit 1941 die evangelische Bauhütte Heiliggeist leitete.[584][585][586] Nach Kriegsende gründete er mit Eugen Gerstenmaier 1946 den Evangelischen Siedlungsdienst für den Bau von Wohnsiedlungen. Bartning plante und errichtete ab 1946 Notkirchen in 43 deutschen Städten, die nicht als Provisorien gedacht waren.[584][586][598][599][600][601][594] Erst 1947 kam er dazu, sein Reisetagebuch Erdball – Spätes Tagebuch einer frühen Reise zu veröffentlichen.[602] Ab 1949 wurden durch ein weiteres Aufbauprogramm 52 seriell geplante evangelische Gemeindezentren und Diasporakapellen errichtet. Von 1950 bis 1959 war er Präsident des Bundes Deutscher Architekten (BDA). Mitte 1951 zog er in die Darmstädter Künstlerkolonie Mathildenhöhe. 1951 wurde ihm für sein Engagement in der Technischen Kommission zum Wiederaufbau Helgolands die Ehrendoktorwürde der Ingenieurwissenschaften der Rheinisch-Westfälischen Technischen Hochschule in Aachen verliehen.[586] 1953, als in Darmstadt die Otto Bartning-Stiftung gegründet wurde,[603] erhielt er das Große Verdienstkreuz des Verdienstordens der Bundesrepublik Deutschland (Komtur). 1955 wurde er zum städtebaulichen Berater der Stadtverwaltung West-Berlins berufen. Im selben Jahr gehörte Otto Bartning den Gründungsmitgliedern der Abteilung Baukunst der Akademie der Künste in West-Berlin, sowie der Sektion Baukunst an. 1956 wurde er Ehrenmitglied des PEN-Zentrums. Im Jahr 1957 oblag Bartning die planerische Gesamtleitung der Internationalen Bauausstellung (IBA 57) in West-Berlin.[585][586] 1958 wurde ihm die Goethe-Plakette der Stadt Frankfurt am Main verliehen; er erhielt den Stern zum Großen Bundesverdienstkreuz der Bundesrepublik Deutschland (Großoffizier), außerdem die Ernst-Reuter-Plakette in Silber der Stadt West-Berlin und die Silberne Verdienstmedaille der Stadt Darmstadt.[584] 1960 wurde im Berliner Hansa-Viertel, an dessen Wiederaufbau er beteiligt war, die Bartningallee nach ihm benannt.[604] Im Jahr 2009 wurde in Karlsruhe-Knielingen die Otto-Bartning-Straße benannt.[605] Befreundet war er mit Theodor Heuss, dem an Bartning die „Begegnung rationaler Verständigkeit mit innerer Poesie“ gefiel.[606] Er zählte zu den Protagonisten des Expressionismus sowie der Neuen Sachlichkeit in der Weimarer Republik.[607] Bartning war einer der bedeutenden Vertreter des modernen protestantischen Kirchenbaus in der Weimarer Republik und nach 1945, plante und realisierte jedoch auch Einzelwohnhäuser, Sozial- und Siedlungsbauten, Fabrikanlagen und Inneneinrichtungen. Zudem war er ein Programmatiker, Theoretiker und Organisator.[608] Nach dem Zweiten Weltkrieg war er ein wichtiger Impulsgeber für den Wiederaufbau. Er vertrat eine an den menschlichen Bedürfnissen orientierte soziale Moderne.[607] Er gilt als einer der bedeutendsten und einflussreichsten deutschen Architekten des 20. Jahrhunderts.[609] – Sein Nachlass befindet sich seit 2019 im Universitätsarchiv der Technischen Universität Darmstadt.

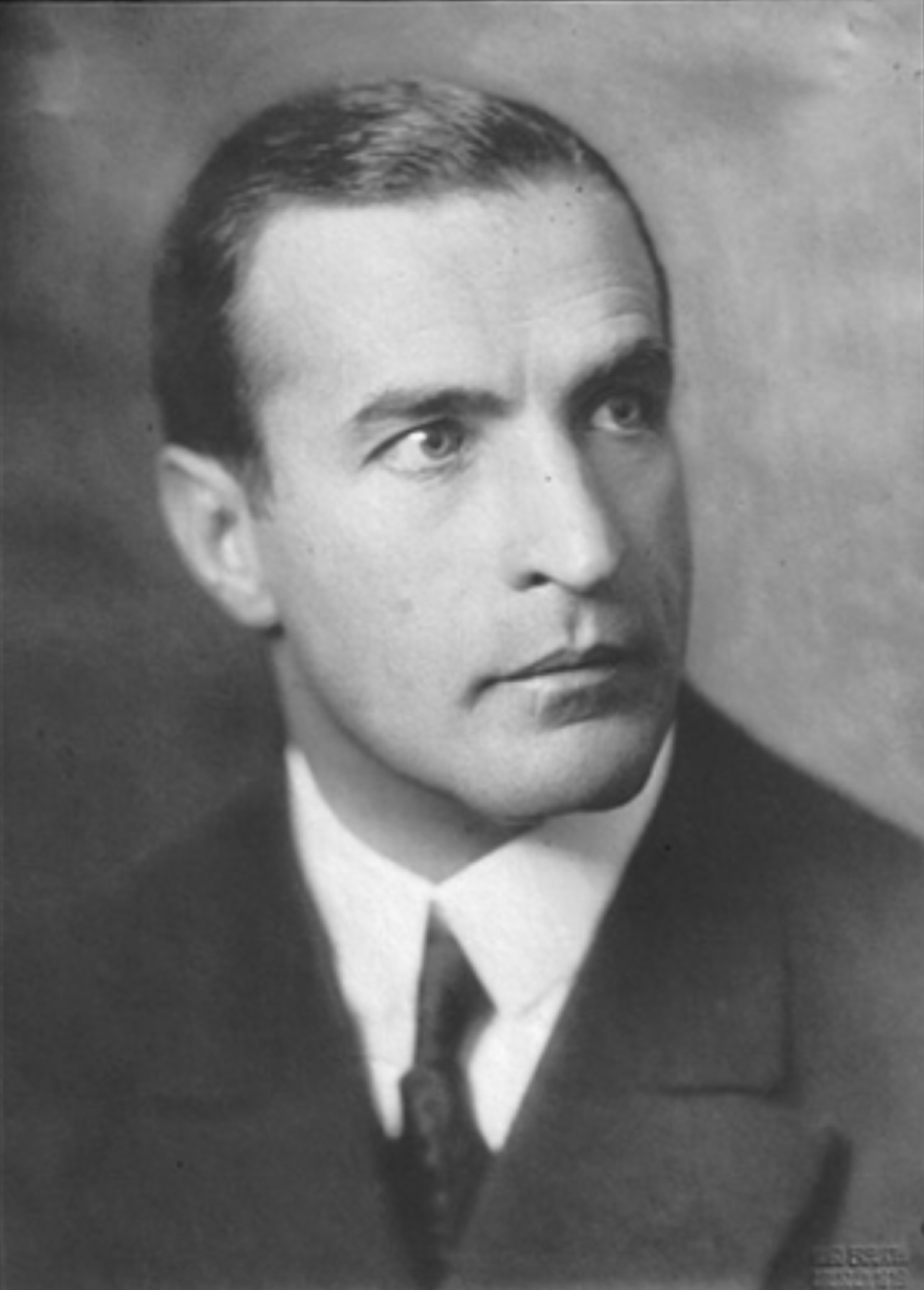
Theodor Becker, 1921

- Der Theater- und UFA-Filmschauspieler Theodor Becker (1880–1952) aus dem badischen Mannheim war der Vater der S.a.M.-Schülerin Maria Becker, die zusammen mit ihrer jüngeren Schwester Christine aus der Ehe ihres Vaters mit der Theater- und Filmschauspielerin Maria Fein hervorging. Als Maria Becker vier Jahre alt war, verließ ihr Vater die Familie zusammen mit der kleinen Christine, deren Vornamen er auf Theodora, genannt „Thea“, ändern ließ.[610] Maria Becker verzieh ihrem Vater die erzwungene Trennung von ihrer geliebten kleinen Schwester nie.[611] Theodor Becker galt als Anhänger des Nationalsozialismus, ließ sich 1934 von seiner jüdischen Ehefrau Maria Fein scheiden und ging eine vierte Ehe mit der „arischen“ Schauspielerin Helma Seitz ein, die mehr als drei Jahrzehnte später einem breiten Fernsehpublikum als „Fräulein Rehbein“ oder „Rehbeinchen“ in der Krimiserie Der Kommissar (mit Erik Ode) bekannt wurde. Becker und Seitz bekamen eine Tochter, die spätere Schauspielerin Renate Becker, eine Halbschwester von Maria und Christine (Theodora) Becker. Theodor Becker führte insgesamt vier Ehen, die erste mit Schauspielerin Hedda Vernon, die dritte mit der Schauspielerin Paula Elise Auguste Batzer (* 31. Dezember 1900 in Hamburg; † 10. Oktober 1931 in Schulenburg). – Er besuchte die Nordseeinsel Juist zusammen mit der Ehefrau Theodor Demmlers, beobachtete dort seine Tochter Maria Becker am Strand der Nordsee, ließ sich bei ihr aber nicht blicken und wechselte demzufolge kein Wort mit ihr. Lehrerin Erne Wehnert (1900–1985), Maria Beckers Kameradschaftsführerin, informierte sie später darüber.[612] Um sich auch im Internat nachdrücklich von ihrem Vater abzugrenzen, signierte Maria Becker unter dem Namen ihrer Mutter als Maria Fein.[613] – Theodor Becker war am Königlichen Schauspielhaus in Dresden engagiert, an diversen Berliner Bühnen und an den Städtischen Bühnen in Hannover. – Mitte der 1910er Jahre gelangte Theodor Becker zum Stummfilm, wo er 1916 neben Henny Porten und 1917 neben seiner damaligen Ehefrau Hedda Vernon und seiner späteren Ehefrau Maria Fein auftrat. In dem Monumentalfilm Fridericus Rex stellte Theodor Becker neben Otto Gebühr als Friedrich II. den General Friedrich Wilhelm von Seydlitz dar. Im selben Jahr stand er neben Conrad Veidt im Schiller-Drama Wilhelm Tell vor der Kamera, außerdem im erstklassig besetzten Filmepos I.N.R.I. Ein Film der Menschlichkeit neben Gregori Chmara, Alexander Granach, Werner Krauß, Asta Nielsen und Henny Porten. 1925 spielte er neben Hans Albers und Charlotte Ander in Shakespeares Sommernachtstraum. Nach 1928 zog sich Theodor Becker vom Film zurück und fokussierte sein Wirken auf die Theaterbühnen.[614] Ende der 1940er Jahre nahm der deutsche Schauspieler Wolfgang Völz bei ihm Unterricht.
- Der Kaufmann Zacharias Bendheim II (geboren am 31. März 1879 in Bensheim (Bergstraße); ermordet am 14. November 1943 im Konzentrationslager Auschwitz[151][152][153]) und dessen (erste) Ehefrau Bertha, geborene Hochschild (geboren am 9. November 1885 in Biblis), finanzierten ihrer Tochter Gertrude (1916–2012) von 1929 bis 1934 den Besuch der Schule am Meer.[149] Die Mutter Bertha war entfernt mit S.a.M.-Hilfslehrkraft Anni Reiner, geb. Hochschild, verwandt. Beider Väter stammten aus Biblis. Die Familie Bendheim zog 1936 unfreiwillig nach Mannheim um,[615] von dort emigrierte sie nach Frankreich. Der Sohn Reinhard Ernst Bendheim (geboren am 26. August 1919 in Frankfurt am Main) wurde direkt nach der „Reichskristallnacht“ am 11. November 1938 in „Schutzhaft“ genommen und ins Konzentrationslager Dachau deportiert, wo er bis zum 29. April 1939 verblieb.[616] Er konnte im Jahr 1939 nach Shanghai flüchten, wo er von den japanischen Besatzern im jüdischen Ghetto interniert wurde und an Tuberkulose erkrankte; 1950 kehrte er nach Deutschland zurück.[617][618][619][620][621] Seine ältere Schwester Gertrude wurde im Camp de Gurs interniert.[158] Deren ältere Schwester Alice (geboren am 17. Juli 1908 in Bensheim, Hessen; ermordet nach dem 23. März 1943 im Vernichtungslager Sobibór, Generalgouvernement) lebte in Paris. Sie wurde als Jüdin zusammen mit ihren beiden kleinen Kindern Roger (geboren am 7. Oktober 1937 in Neuilly-sur-Seine; ermordet März/April 1943) und Monique (geboren am 5. Februar 1939 in Neuilly-sur-Seine; ermordet März/April 1943) nach der Kapitulation Frankreichs und der Besetzung durch die deutsche Wehrmacht nördlich von Paris im Sammel- und Durchgangslager Drancy gefangen gehalten. Mit dem am 23. März 1943 von Drancy aus abgehenden Transport 52 wurden die drei mit knapp 1000 anderen Menschen per Viehwaggon in das Vernichtungslager Sobibór verbracht und dort ermordet.[162][163][164][165][166][167][168] Ihr Ehemann Ludwig Selberg (geboren am 30. Juni 1893 in Hameln) wurde zunächst im Durchgangslager Pithiviers interniert, 1942 ins Konzentrationslager Auschwitz deportiert und dort ermordet.[622] Die ehemalige S.a.M.-Schülerin Gertrude Bendheim gab ihren eigenen Kindern die Vornamen ihrer ermordeten älteren Schwester Alice und deren Kinder Roger und Monique (= Monica).
- Herbert Cuno Eberhard von Borch (1876–1961) war ein in Ostasien eingesetzter deutscher Diplomat.[623] Er leitete die deutsche Kommission mit Konsul Kurt Schirmer (1877–1930) und Vizekonsul Wilhelm Wagner (1884–1949) in Peking, die nach dem Ersten Weltkrieg den am 21. Mai 1921 geschlossenen Sonderfriedensvertrag zwischen China und Deutschland verhandelt hatte.[624] Während der Schulzeit seines Sohnes Herbert jun. auf Juist war er ab 1925 Botschaftsrat in Tokio und ab 1928 Gesandter 1. Klasse (Botschafter) in Peking. Herbert Cuno Eberhard von Borch war mit Elisabeth Schmidt verheiratet. Aus ihrer Ehe gingen zwei Kinder hervor, nach ihrem ersten, dem einzigen Sohn (* 17. November 1909 in Swatau, China), noch eine Tochter, Asta Elsbeth Hildegard (* 18. September 1913 in Berlin). Die Eltern schickten die Geschwister im Jahr 1924 ins reformpädagogische Landerziehungsheim Freien Schulgemeinde nach Wickersdorf im Thüringer Wald, das Asta jedoch nur kurzzeitig besuchte, während ihr älterer Bruder im Frühjahr des Folgejahres Teil einer Sezession von Lehrkräften (Aeschlimann, Hafner, Luserke, Reiner) und sechzehn Schülern in die neu gegründete Schule am Meer auf die Nordseeinsel Juist war. Ihr Vater hatte seine Reifeprüfung im Jahr 1894 am Ascanischen Gymnasium in der Reichshauptstadt absolviert. Danach studierte er Rechtswissenschaft und die Chinesische Sprache, für die er im Juli 1900 am Seminar für Orientalische Sprachen das Diplom erwarb.[624] Im März 1901 promovierte er zum Thema der Stillen Gesellschaft zum Doctor iuris (Dr. iur.).[625] Das Auswärtige Amt stellte ihn ein und beorderte ihn per 24. Juni 1901 zu der von Alfons Mumm von Schwarzenstein geführten deutschen Gesandtschaft nach Peking. Im Mai 1911 absolvierte er die konsularischen Prüfungen in Berlin und wurde zum Konsul ernannt, ein Amt, das er bis 1917 ausübte. Am 20. Juli 1920 wurde er als Generalkonsul Leiter der Kommission zur Wiederherstellung der diplomatischen und wirtschaftlichen Beziehungen mit China. Im Juli 1921 übernahm er als Gesandtschaftsrat die diplomatische Vertretung des Deutschen Reiches in China, noch im selben Monat zum Gesandtschaftsrat I. Klasse befördert. Dieses Amt übte er in Peking bis Mai 1924 aus. Ab 21. Oktober 1925 fungierte Herbert Cuno von Borch an der deutschen Botschaft in Tokyo als Botschaftsrat. Vom 28. April 1928 bis zum Februar 1931 führte er die Geschäfte der deutschen Gesandtschaft in Peking. Im Mai 1931 wurde er in den einstweiligen Ruhestand versetzt, zwei Jahre später, als er 55 Jahre wurde, in den endgültigen Ruhestand.[624][626][627]

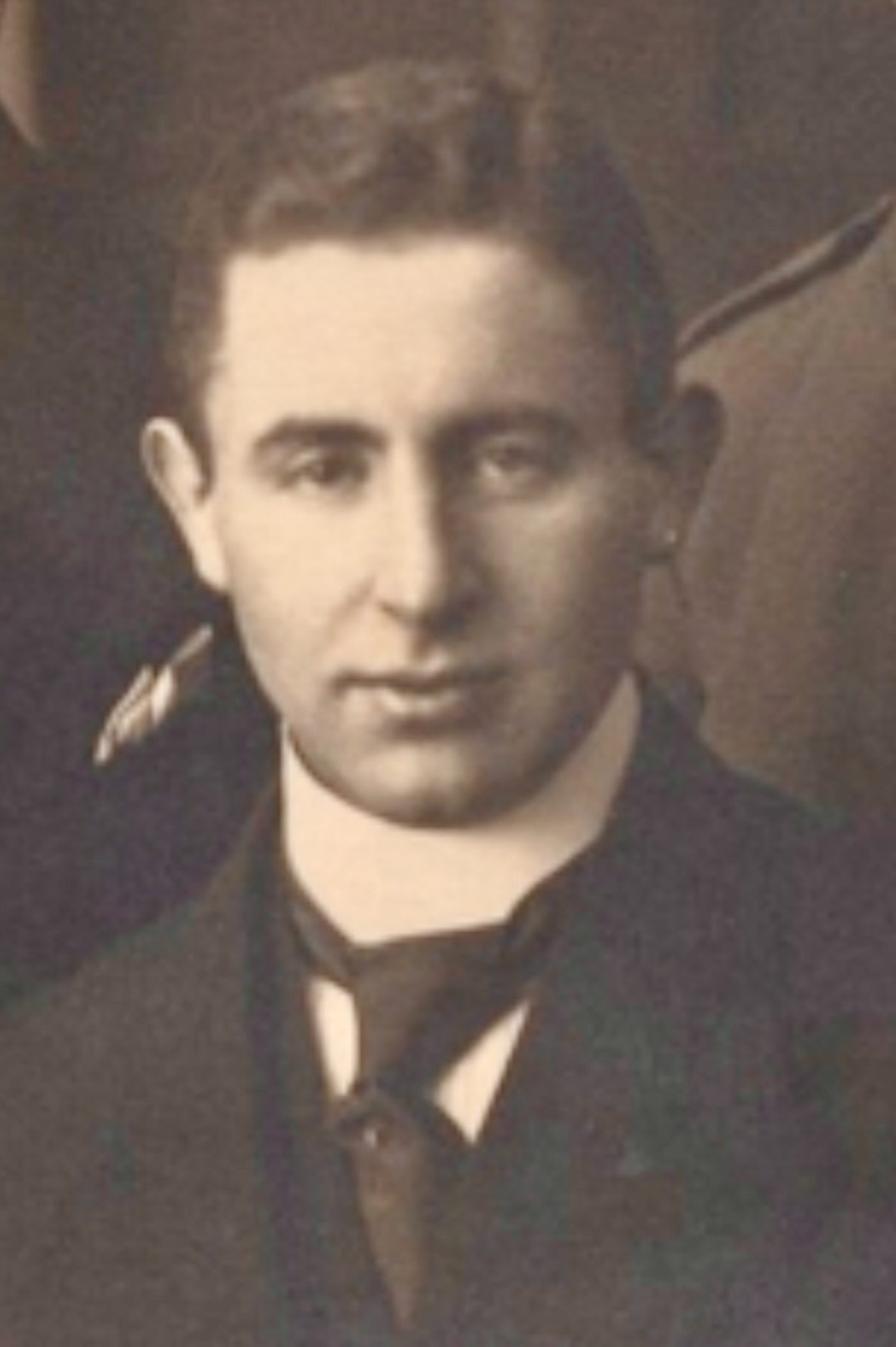
Isaac Egon David Bry, ca. 1914

- Isaac (auch: Isaak) Egon David Bry (geboren am 23. Juni 1885 in Thorn, Westpreußen; gestorben am 10. Juni 1944 in Tel Aviv, Palästina) war ein deutscher Apotheker, verheiratet mit Olga, geborene Kamnitzer (geboren am 10. März 1887 in Arys, Masuren, Ostpreußen, während einer Besuchsreise gestorben am 27. März 1957 in Oakland, Kalifornien), genannt „O'chen“. Aus der Ehe gingen zwei Söhne hervor, Gerhard „Gerd“ Bry und Ernst Bry (geboren am 3. April 1917 in Berlin; gestorben als Dan Ernest Bry am 8. April 2005 in Netanya, Israel). Isaac Egon David Bry führte ab 1910 die mit Chemikalien und Drogen handelnde Firma P. Haese Nflg. in Berlin-Mitte, Niederwallstraße 28/29,[628][629][630] und ab 1926/27 die von ihm erworbene Pelikan-Apotheke (im Jahr 1692 privilegiert) in Berlins Stadtzentrum in der Leipziger Straße 93.[631][632] Offenbar firmierte er unter den Namen Isaac Bry, teils als Isaak Bry, und als Egon Bry. Das zu jener Zeit in Treptow unter der Adresse Am Treptower Park 44II. wohnende Ehepaar entschied sich,[633][634][635] seinem ältesten Sohn Gerd von 1927 bis 1930 den Besuch der Schule am Meer im Loog auf der Nordseeinsel Juist zu finanzieren, um dort seine Reifeprüfung abzulegen.[184] Sein jüngerer Bruder Ernst Bry, der das seit 1910 bestehende Realgymnasium Treptow in der Neuen Krugallee besuchte,[636] gehörte ab 1934 wie bereits sein älterer Bruder Gerd (seit 1931) der marxistisch-leninistischen Widerstandsgruppe Neu Beginnen an,[637] führte dort den Decknamen „Klatt“,[638][639] und war gleichzeitig Mitglied der pfadfinderähnlichen Jugendorganisation HaSchomer.[640] Nachdem Gerd wegen der für ihn zunehmenden Gefahr aus dem NS-Staat nach Spanien geflüchtet war – die Familie lebte zu dieser Zeit in Berlin SW 19 (Kreuzberg), Lindenstraße 43 (heute: Axel-Springer-Straße 43) – wurde Ernst im April 1936 von der Gestapo gestellt und verhaftet.[641] Er erhielt ein Jahr Gefängnis. Nach seiner Entlassung flüchtete Ernst in die tschechische Hauptstadt Prag und von dort nach Ungarn. Im Jahr 1936 wurde die Pelikan-Apotheke der Familie „arisiert“ bzw. „entjudet“.[642] Egon und Olga Bry entschieden sich im Mai 1937 gemeinsam mit ihrem jüngsten Sohn Ernst zur Emigration in das unter britischer Verwaltung stehende Völkerbundmandatsgebiet Palästina, wo Ernst seinen Vornamen in Dan Ernest (hebr. דן ארנסט ברי) änderte, während ihm das NS-Regime die Staatsbürgerschaft entzog.[643] Er heiratete Devora „Dora“ Weiss (geboren am 22. April 1915 in Berlin; gestorben am 24. April 1995 in Tel Aviv).[644] Der ältere Sohn und S.a.M.-Absolvent Gerd entschied sich hingegen 1938 zur Emigration in die Vereinigten Staaten.[190] Apotheker Egon Bry baute sich ein kleines Haus im Moschav Kfar Malal in der Scharonebene und führte in Tel Aviv die bis heute bestehende Ha Galil Pharmacy in der Ben Yehuda Street 80. Der jüngste Sohn Ernst (Dan Ernest) studierte an der Hebräischen Universität in Jerusalem Chemie. Nach dem Tod seines Vaters Egon übernahm er die Apotheke seines Vaters und spezialisierte sich auf Homöopathie. Während des Palästinakrieges leitete er die Klinik der Israelischen Luftstreitkräfte in Tel Nof. Nach dem Verkauf der Apotheke studierte er Bibliothekswesen und arbeitete danach in der Bibliothek der Universität Tel Aviv.[645] Ernst (Dan Ernest) verstarb im Alter von 88 Jahren.[646]
- Heinrich Cordes (1866–1927) war im auswärtigen Dienst des Auswärtigen Amtes als Dolmetscher an der deutschen Gesandtschaft und deutschen Konsulaten in China tätig und ab 1901 Bankdirektor der Deutsch-Asiatischen Bank (DAB) in Tientsin, ab 1905 auch in Peking. Er war mit Yuksin Chou verheiratet.[12] Er zahlte seiner Tochter Clara (1907–1985) den Besuch der FSG Wickersdorf und nach ihrem Wechsel ab Ostern 1925 auch den Besuch der S.a.M.
- Paul Distelbarth (1879–1963), evangelisch-lutherisch geprägter Unternehmer, Journalist, Herausgeber und Reiseschriftsteller, war ursprünglich der Inhaber eines Exportgeschäfts für Glas-Modeschmuck in Böhmen, das er von seinem Vater übernommen hatte.[647] Durch seine einschneidenden Erfahrungen als mit dem EK I dekorierter Soldat im Ersten Weltkrieg entwickelte er sich zu einem engagierten Pazifisten. 1921 veräußerte er sein Geschäft und erwarb das Landgut Rittelhof in Löwenstein bei Heilbronn, wo er als Obst- und Weinbauer tätig wurde. Zwischen 1931 und 1933 suchte er in Kooperation mit der 1928 von Otto Grautoff gegründeten Deutsch-Französischen Gesellschaft, dem Reichsbund der Kriegsbeschädigten und Kriegsteilnehmer sowie Robert Bosch den Ausgleich zwischen den Kriegsopferverbänden beider Länder. Bosch stellte ihn ein. Während der Weltabrüstungskonferenz in Genf 1932 griff Paul Distelbarth mit einer Initiative in die Diplomatie ein, indem er dem deutschen Außenminister Konstantin von Neurath und dem französischen Kriegsminister Joseph Paul-Boncour sein Konzept eines Präliminarvertrages zu gegenseitiger Hilfeleistung zwischen Deutschland und Frankreich unterbreitete, als vertrauensbildende Maßnahme intendiert. In dieser Phase ermöglichte er es seinem dritten Kind und zweiten Sohn Hagen (1918–1941), zur Stärkung seiner Physis die Freiluftschule S.a.M. zu besuchen, wo dieser sich mit einem Sohn von Julius Schindler, Fritz (* 30. Januar 1920 in Hamburg), anfreundete, und danach einen zwölfmonatigen Aufenthalt in Frankreich absolvierte. Nach der Machtabtretung an die Nationalsozialisten wurde gegen Paul Distelbarth aufgrund seiner deutsch-französischen Initiativen wegen des Verdachts auf militärischen Landesverrat Haftbefehl erlassen. In Paris wurde er journalistisch und als Schriftsteller tätig, stellte sich im September 1933 der Politischen Polizei in Stuttgart zur Vernehmung, im Februar 1934 wurde der Haftbefehl gegen ihn aufgehoben. 1939 kehrte er auf sein Landgut zurück. Zwischen 1946 und 1951 war er Lizenzinhaber der Regionalzeitung Heilbronner Stimme in Heilbronn, setzte sich in Vorträgen und publizistisch für den Wiederaufbau in einem demokratisch verfassten Deutschland ebenso ein wie für eine deutsch-französische Verständigung.[648] 2003 wurde der Place Paul Distelbarth am Lycée Ronsard in Vendôme, 2005 das Evangelische Paul-Distelbarth-Gymnasium in Obersulm nach ihm benannt.[649]

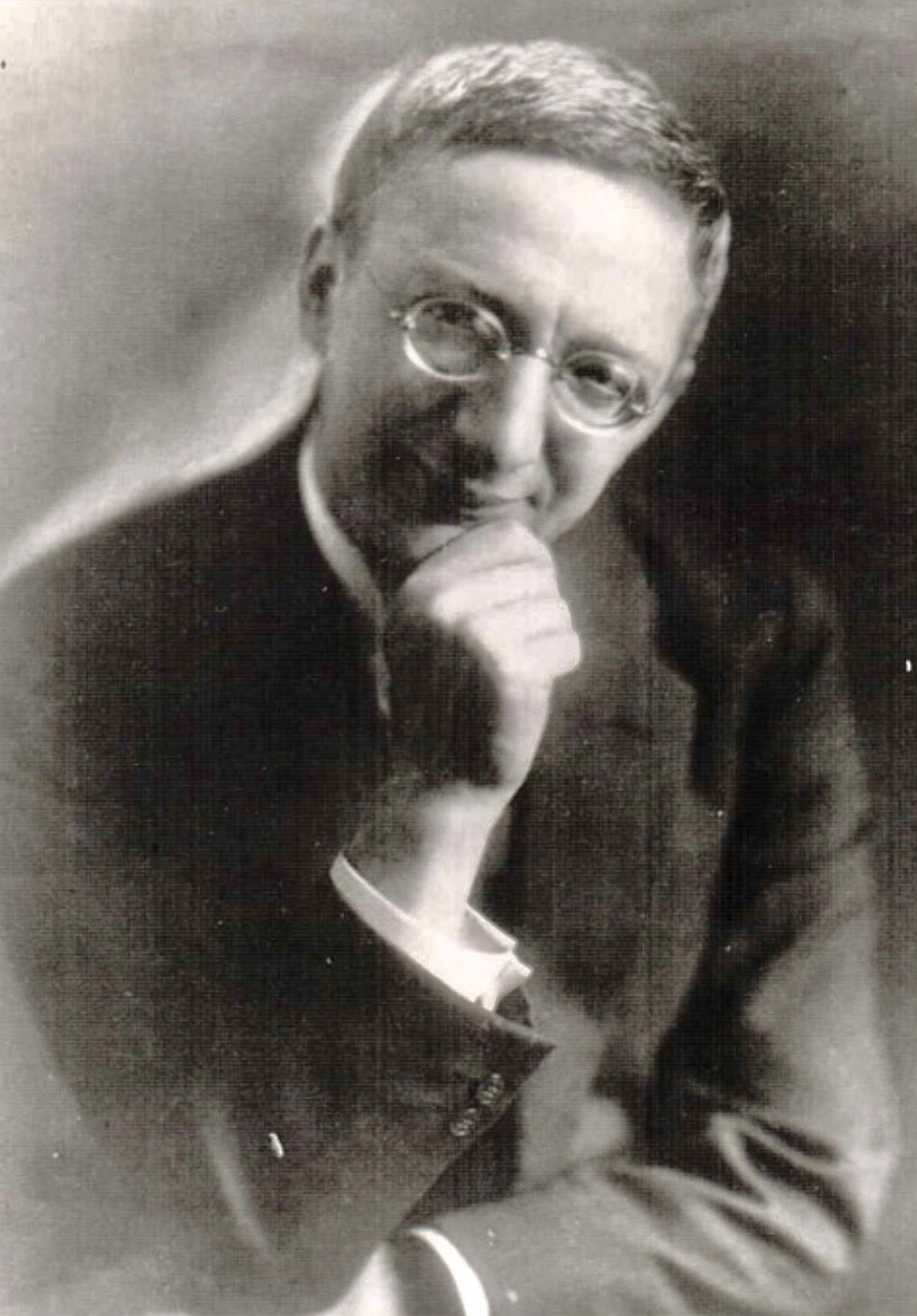
Alfred Döblin, um 1930

- Der aus Pommern stammende Alfred Döblin (1878–1957), Psychiater und expressionistischer Schriftsteller (Berlin Alexanderplatz, 1929), Vater von fünf Söhnen, war einige Jahre vor Beginn des Ersten Weltkrieges aus der jüdischen Gemeinde ausgetreten und ließ seine Kinder vor Schuleintritt als evangelische Christen eintragen. Dahinter stand neben dem Bestreben der Assimilation die Hoffnung, dass sie es so leichter haben würden. Am Krieg nahm er freiwillig als Militärarzt teil. 1917 sympathisierte er mit der russischen Revolution. Ab 1918 engagierte er sich für die Demokratie in Deutschland und trat in die USPD ein. 1923 sah er sich durch die anti-jüdischen Pogrome im Berliner Scheunenviertel mit seiner jüdischen Abstammung konfrontiert. Er begründete die vornehmlich politisch links orientierte Gruppe 1925 mit. 1931 erarbeitete er zusammen mit Heinrich Mann ein Lesebuch für Schulen in Preußen.[650] Als Jude und Sozialist sah er sich am 28. Februar 1933 genötigt, Deutschland wegen der Nationalsozialisten verlassen zu müssen. Seine Frau und drei Söhne, darunter auch der frühere S.a.M.-Schüler Peter, folgten ihm. Am 10. Mai 1933 wurden während der NS-Bücherverbrennungen seine Werke vernichtet; im September übersiedelte er von der Schweiz nach Paris. 1936 erhielt Alfred Döblin die französische Staatsbürgerschaft und konvertierte 1941 in Frankreich zum Katholizismus. 1949 kehrte er nach Deutschland zurück, um es 1953 resigniert erneut zu verlassen.

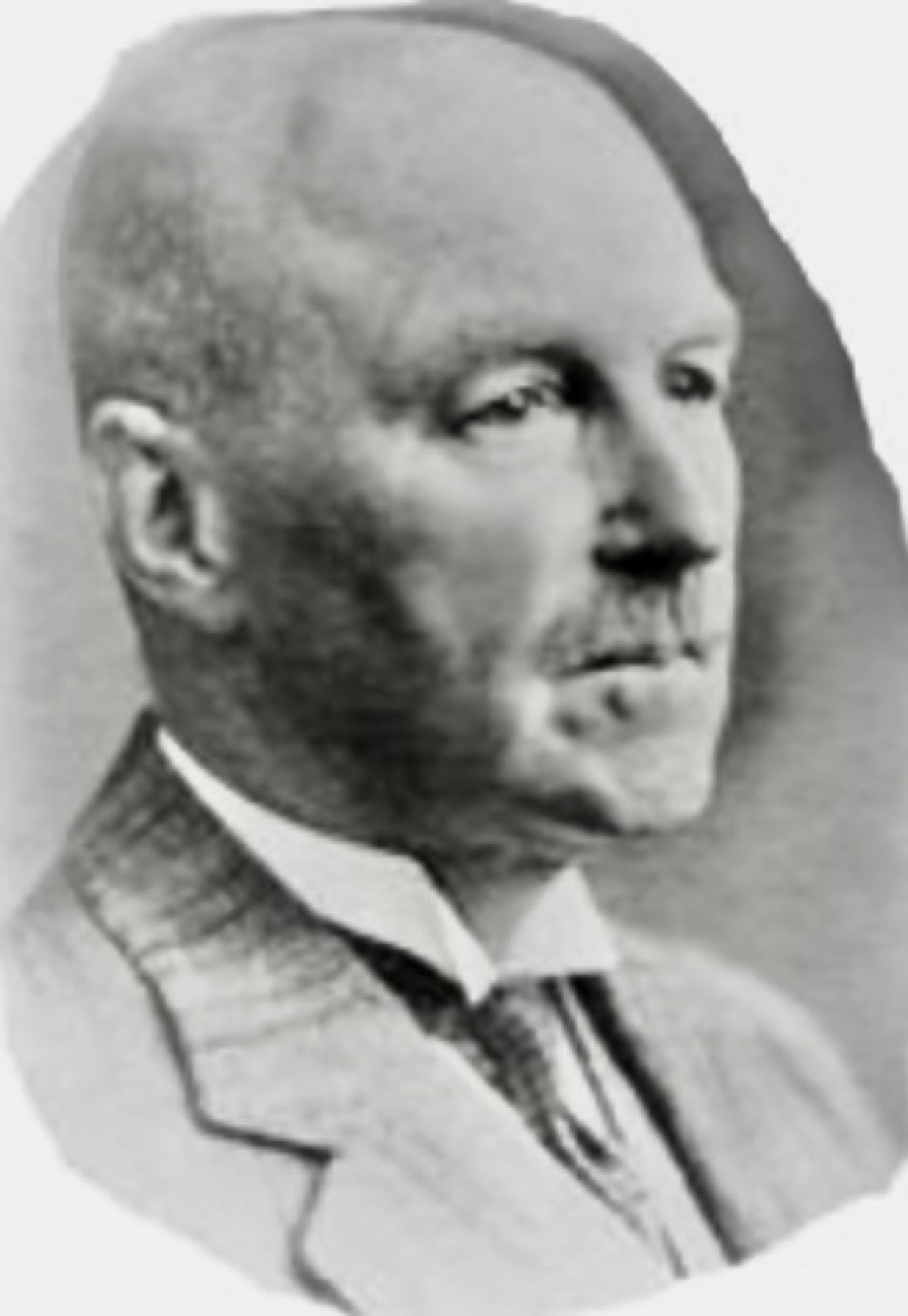
Wilhelm Dyckerhoff, 1920er Jahre

- Wilhelm Hermann Dyckerhoff (1868–1956), im nassauischen Biebrich als Sohn eines Unternehmers und Geheimen Kommerzienrates geboren, absolvierte nach der Volksschule ab dem Jahr 1881 das Humanistische Gymnasium (aufgegangen in der Diltheyschule) in Wiesbaden, absolvierte dort vor Ostern 1888 seine Reifeprüfung und entschied sich für ein Studium der Rechtswissenschaft, das er ab dem Sommersemester 1888 an der Ludwig-Maximilians-Universität in München begann und ab dem Wintersemester 1889/90 an der Rheinischen Friedrich-Wilhelms-Universität in Bonn bis einschließlich des Sommersemesters 1890 fortsetzte.[651][652] 1889 wurde er Mitglied der korporierten Studentenschaften Corps Franconia München und Corps Hansea Bonn.[653][654] Während seines Studiums in Bonn diente er als Einjährig-Freiwilliger beim Husaren-Regiment „König Wilhelm I.“ (1. Rheinisches) Nr. 7. Als Inaktiver immatrikulierte er sich an der Friedrich-Wilhelms-Universität in Berlin, um sein Studium für ein weiteres Jahr wieder aufzunehmen. Die Erste Juristische Prüfung (Referendarexamen) bestand er im Januar 1892 in Kassel mit ausreichend. Am 16. März 1892 promovierte er zum Doctor iuris (Dr. iur.). Im selben Jahr wurde er zum Leutnant der Reserve befördert. Er absolvierte seine Zeit als Gerichtsreferendar in Rüdesheim am Rhein und in Wiesbaden und von 1892 bis 1894 am Oberlandesgericht in Frankfurt am Main. Dann wechselte er in die Verwaltungslaufbahn und war von 1894 bis 1896 als Regierungsreferendar bei der Regierung Wiesbaden tätig. Die Große Staatsprüfung für den höheren Verwaltungsdienst bestand er im Sommer 1897 mit ausreichend und wurde zum Regierungsassessor ernannt. Dies nahmen seine wohlhabenden Eltern wohl zum Anlass, ihm nach Beurlaubung eine einjährige Weltreise zu finanzieren, die ihn in das Vereinigte Königreich, nach Nordamerika, Indien, China und Japan führte.[651] 1898 wurde er dem Landratsamt Hagen in Westfalen zugewiesen. Am 21. November 1899 heiratete er in Berlin Elisabeth „Ella“ Luise Philippine (1875–1965), geborene Pfarrius, Tochter eines Geheimen Oberregierungsrates. Aus der Ehe gingen fünf Kinder hervor.[655][652] Mit seiner Ehefrau lebte er auf Gut Sandhorst bei Aurich.[656] Im Jahr 1900 berief man ihn dann jedoch in die Reichshauptstadt, um dort im Polizeipräsidium am Alexanderplatz die Funktion des stellvertretenden Vorsitzenden des Schiedsgerichts für die Arbeiter-Versicherung auszuüben. Am 1. Juli 1904 wurde er zunächst mit der kommissarischen Verwaltung des Landratsamts Aurich betraut, am 16. Januar 1905 mit der Funktion des Landrats. Diese übte er in der Folge bis 1920 aus, ergo während des Ersten Weltkrieges und der Novemberrevolution.[652] Am 4. Dezember 1904 wurde sein Sohn Robert (1904–2007) geboren, später promovierter Jurist und Mitglied derselben studentischen Korporation (Corps Franconia München).[657] 1909 wurde Wilhelm Dyckerhoff zum Rittmeister der Reserve befördert. 1914 musste Wilhelm Dyckerhoff aufgrund einer Verordnung des Bundesrates vom 25. Januar die Kontingentierung von Brot und Mehl für die Bevölkerung anordnen. Am 9. November 1914 zog er als Eskadronchef des Husaren-Regiments „König Humbert von Italien“ (1. Kurhessisches) Nr. 13 in den Krieg an die Ostfront, wo er mit dem Eisernen Kreuz 1. Klasse ausgezeichnet wurde. Im September 1915 wurde er durch den Regierungspräsidenten zurück an seinen Schreibtisch ins Landratsamt beordert. Während der Umbruchphase nach dem Ende des Krieges legte Dyckerhoff ein Bekenntnis zur Monarchie ab, arrangierte sich aber mit dem revolutionären Soldatenrat. Von 1909 bis 1920 fungierte Dyckerhoff als Abgeordneter der mehrheitlichen Bürgerlichen Arbeitsgemeinschaft im hannoverschen Provinziallandtag. 1920 wurde er, zunächst vertretungsweise, als Oberregierungsrat zum Regierungspräsidium Aurich berufen. Im Jahr 1921 wurde er zum Major der Reichswehr befördert. Als Oberregierungsrat fungierte Dyckerhoff als Vertreter des Regierungspräsidenten. Ab 3. April 1924 wurde er deshalb standardisiert neben dem Titel Oberregierungsrat auch als Regierungs-Vizepräsident bezeichnet.[651][652][658][659] Dyckerhoff und seine Ehefrau ermöglichten es ihrem Sohn Arnold Gebhard Leberecht Eduard Hubertus (* 23. Juli 1913 in Sandhorst bei Aurich; † 1967 in Rio de Janeiro, Brasilien), am 15. Februar 1928 vom Gymnasium Ulricianum in Aurich in die Untertertia (UIII; Jahrgangsstufe 8) der Schule am Meer auf Juist zu wechseln.[660] – Am 16. März 1928 führte eine Zeitungsmeldung zu Dyckerhoffs Entlassung. Darin wurde berichtet, er sei Mitglied des Stahlhelms und der nationalliberalen Deutschen Volkspartei (DVP). Daraufhin bat der amtierende Auricher Regierungspräsident Jann Berghaus, der Mitglied des Reichsbanners Schwarz-Rot-Gold (kurz: Reichsbanner) und der linksliberalen Deutschen Demokratischen Partei (DDP) war, den preußischen Innenminister Albert Grzesinski des Kabinetts Braun III um die Entlassung Dyckerhoffs. Am 29. März 1928 wurde Dyckerhoff in den einstweiligen Ruhestand versetzt. Dabei hatte Berghaus noch am 10. März 1925 in seinem Befähigungsbericht über Dyckerhoff geurteilt, er sei ein „sehr erfahrener, äußerst gewissenhafter, vorsichtiger Beamter mit guter Befähigung und guten Leistungen. Sehr vornehmer Charakter von reiner Gesinnung; kann daher für die Beförderung zum Reg. Präsidenten in Betracht kommen“.[652] Dyckerhoff war bis 1930 im Beirat der Dyckerhoff-Zementwerke GmbH in Amöneburg und nach deren Umwandlung in eine Aktiengesellschaft in deren Aufsichtsrat. Er gehörte nach seiner Pensionierung als DVP-Abgeordneter dem Provinziallandtag an.[661] Von 1930 bis 1933 war er Mitglied des Preußischen Staatsrates, als Stellvertreter des DVP-Abgeordneten und Hildesheimer Oberbürgermeisters Ernst Ehrlicher für den Wahlbezirk Provinz Hannover. Am 1. Oktober 1933 ging er in den Ruhestand.[651] 1937 zog Dyckerhoff von Ostfriesland nach Wiesbaden und verstarb dort im Alter von 88 Jahren.[652]

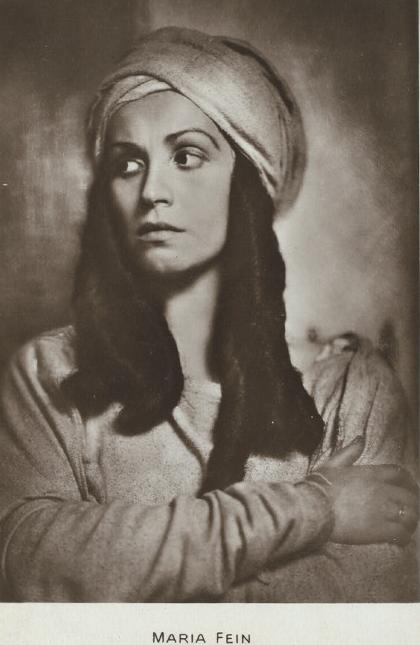
Maria Fein, 1919

- Die in Wien geborene Theaterregisseurin, Theater- und Filmschauspielerin Maria Fein (1892–1965) war die Tochter des Journalisten bzw. Feuilletonredakteurs der Neuen Freien Presse, Otto Fein (* 5. März 1858 in Fălticeni, Westmoldau, Österreich-Ungarn; † 23. Januar 1912 in Wien), und dessen Ehefrau Fanny, geb. Süssermann.[662] Maria Feins jüngerer Bruder Franz (1896–1947) wirkte als Übersetzer des Rowohlt-Verlages für erfolgreiche literarische Werke. Maria Fein ist die Mutter der S.a.M.-Schülerin Maria Becker; deren Onkel Franz geriet zu Maria Beckers Vaterersatz, ihre Oma Fanny zum Mutterersatz, während Maria Becker an der Schule mit dem Namen ihrer Mutter als Maria Fein signierte, um sich vom Vater Theodor Becker deutlich abzugrenzen. – Maria Fein wurde ab 1909 an der Wiener k.u.k. Akademie für Musik und darstellende Kunst unter anderen durch deren Leiter, den Hofschauspieler Ferdinand Gregori, ausgebildet. Er holte sie 1911 in das Ensemble des Großherzoglichen Hof- und National-Theaters ins badische Mannheim, nachdem er zu dessen Intendant berufen worden war. 1913 wechselte sie an das Neue Königliche Schauspielhaus unter dem Intendanten Karl Zeiss, wo sie neben Kollegen wie Theodor Becker und Walter Bruno Iltz wirkte. Gastauftritte hatte sie während dieser Zeit am Königlichen Schauspielhaus in Berlin. 1915 wechselte sie ganz nach Berlin, wo ihr Max Reinhardt am Deutschen Theater die Titelrolle in Schillers Maria Stuart anvertraute. Daneben spielte sie 1921/22 an den Vereinigten Theatern Breslau, 1924 bis 1926 am Theater in der Josefstadt in Wien unter Max Reinhardt sowie an weiteren Wiener Bühnen und bis 1933 an diversen Berliner Bühnen, u. a. unter Heinz Hilpert.[663] Mit ihrem Repertoire deckte Maria Fein das gesamte klassische Rollenfach ab.[664] Die während der Zeit des Nationalsozialismus trotz ihrer christlichen Taufe (römisch-katholisch) als „Volljüdin“ klassifizierte Maria Fein wurde im Jahr 1935 aus der Reichstheaterkammer (RTK) und der Reichsfilmkammer (RFK) ausgeschlossen und durfte demzufolge nicht mehr auftreten. Sie wich daher im Jahr 1936 mit ihrer als „Jüdischer Mischling“ klassifizierten Tochter Maria Becker nach Österreich aus. Dort durfte die Tochter trotz ihres noch jugendlichen Alters das Max Reinhardt Seminar in Wien absolvieren.[665][666][667] Maria Fein leitete zusammen mit Reinhardt das Theater in der Josefstadt in Wien. Nach der Okkupation Österreichs durch die deutsche Wehrmacht im März 1938 sahen sich Maria Fein und ihre Tochter Maria Becker genötigt, erneut in ein anderes Land zu wechseln.[668][669] Über die Niederlande und Frankreich gelangten sie in die Schweiz, wo sie zeitweise in Brissago im Tessin in der Casa Reiner bei Anna Sara Reiner, einer Lehrerin Maria Beckers auf Juist, untergebracht waren.[670] Ab der Spielzeit 1938/39 wurde Maria Fein Ensemblemitglied am Schauspielhaus Zürich. In Leo Tolstois Drama Die Macht der Finsternis trat sie im Februar 1939 gemeinsam mit ihrer Tochter Maria Becker und Therese Giehse auf. Der Schriftsteller, Sozialpsychologe und Philosoph Manès Sperber, der nach dem Übertritt der französisch-schweizerischen Grenze in einem Auffanglager auf Franz Fein traf, berichtete ihm, er habe „beide Marien“ (Maria Fein und Maria Becker) in einem Wiener Theater bewundert.[671] Mit Maria Fein habe ihn „eine Freundschaft verbunden, die fast so seltsam“ war „wie diese ungewöhnliche Frau“ selbst.[672] Als Maria Fein erneut nach Frankreich einreiste, sie hielt sich bei Kriegsausbruch an der Côte d’Azur auf, wurde sie 1941 im unbesetzten Teil interniert, durfte jedoch 1942 durch entsprechende Bemühungen ihrer in Zürich lebenden Tochter wieder in die Schweiz einreisen. In Rezitationsabenden trat sie teils zusammen mit ihrer Tochter auf. Ab 1945 wieder Ensemblemitglied des Schauspielhauses Zürich, ging sie auf Tournee und trat auch mit einer eigenen Schauspieltruppe auf. Ab 1951 trat sie in der Bundesrepublik und in West-Berlin auf. Weitere Tourneen mit Rezitations- und Vortragsprogrammen durch das Vereinigte Königreich, Frankreich und die Schweiz schlossen sich an. Für die BBC wurden Aufnahmen für den Hörfunk produziert, eine Tournee durch die Vereinigten Staaten führte sie unter anderem an den Broadway und leitete Rundfunkaufnahmen und Rezitationsabende ein. Der Norddeutsche Rundfunk (NDR) produzierte und sendete 1964 eine zwölfteilige Reihe über Maria Feins Erlebnisse an Berliner Bühnen vor 1933.[663][673]
- Otto Frielinghaus (1877–1956), Ministerialrat im Preußischen Ministerium für Handel und Gewerbe, später im Reichswirtschaftsministerium bis 1943, nach 1945 Banktreuhänder in Nordrhein-Westfalen,[674][675] ermöglichte seinem Sohn Konrad (* 15. Oktober 1907 in Oppeln, Oberschlesien; † 19. Dezember 1968 in Blida, Algerien) den Besuch der Schule am Meer.[676] Er gehörte auch zu den Vertrauensleuten der S.a.M.
- Wilhelm Heinrich Gratenau (* 1882) war ein Im- und Export-Großkaufmann aus Hamburg, der als Miteigentümer des Familienunternehmens H. & A. Gratenau mit Sitz in dem von Ernst Friedheim 1912/13 errichteten Caledonia-Haus (heute: Hammonia-Haus) in der Mönckebergstraße 5 Holz und Zellstoff aus Skandinavien und dem Baltikum importierte und ein Sägewerk besaß.[677] Am 10. Februar 1911 heiratete er in Rüdesheim am Rhein Margarethe Espenschied (1892–1924), mit der er zwischen 1911 und 1918 fünf Kinder bekam, drei Jungen und zwei Mädchen. Wilhelm Gratenau sen. ermöglichte seinen Kindern Wilhelm jun. (1911–1941),[273][267][268] Herta (* 1913, verh. Peters),[678] Ernst (1914–1942),[266][267][268] Gisela (* 1. Juli 1916 in Klein Flottbek, † 9. Juni 1999 in Hamburg, verh. Schwartzkopff) und Harald (1918–1982),[679][680] zwischen 1927 und 1932 die Schule am Meer auf der Nordseeinsel Juist zu besuchen. Im Jahr 1918 pachtete er vom Ahrensburger Gutsbesitzer Graf Carl Gustav Ernst Graf von Schimmelmann (1848–1922) die Ländereien des Gutes Lindenhof.[681] Im Folgejahr beauftragte er den Hamburger Architekten Erich Elingius damit, am westlichen Abschluss des Bredenbeker Teiches ein Herrenhaus zu errichten. Am 24. Juni 1920 erwarb er die Ländereien des Gutes Lindenhof. 1924 erwarb er von Graf Schimmelmann auch den angrenzenden Bredenbeker Teich und die umliegenden Ländereien. 1925 ließ er sich durch Architekt Elingius auf einer Anhöhe am Nordufer eine zweite Villa mit Panoramablick über den Teich errichten, in die er umzog. Das Herrenhaus von Gut Lindenhof widmete er um, indem er es einer landwirtschaftlichen Frauenschule überließ, die seinem Gut angegliedert war.[682] Diese nutzte das Herrenhaus in der Folge als Unterkunft für bis zu 30 Schülerinnen. Am Nordufer des Teiches richtete Gratenau ein weitläufiges Strandbad ein,[683] das in den Folgejahren durch viele Hamburger Bürger genutzt wurde, die mit der Walddörferbahn anreisten. Offiziell wurde dieses Strandbad jedoch erst 1930 eröffnet. Als sich das Strandbad zu einem beliebten Ausflugsziel entwickelte, widmete Gratenau das Herrenhaus von Gut Lindenhof erneut um. Als Strandhotel Bredenbeker Teich diente es Badegästen. Nachdem seine beiden ältesten Söhne Wilhelm und Ernst Ferdinand im Zweiten Weltkrieg gefallen waren, übernahm sein jüngster Sohn Harald (1918–1982) Gut Lindenhof. Nach Kriegsende wurde das Herrenhaus zu einem Altersheim umgewidmet, das bis 1995 betrieben wurde. Die einst landwirtschaftlich genutzten Flächen des Gutes Lindenhof wurden seit den 1960er Jahren für zwei Golfplätze genutzt.
- Die aus Kettwig bei Essen stammende Elisabeth Grüttefien-Kiekebusch (1871–1954) war eine Landschaftsmalerin. Sie war die Witwe des Berliner Landschaftsmalers Hermann Kiekebusch (* 1857). Von Berlin-Lichterfelde aus ermöglichte sie ihrer Tochter und ihrem Sohn, die Schule am Meer zu besuchen.

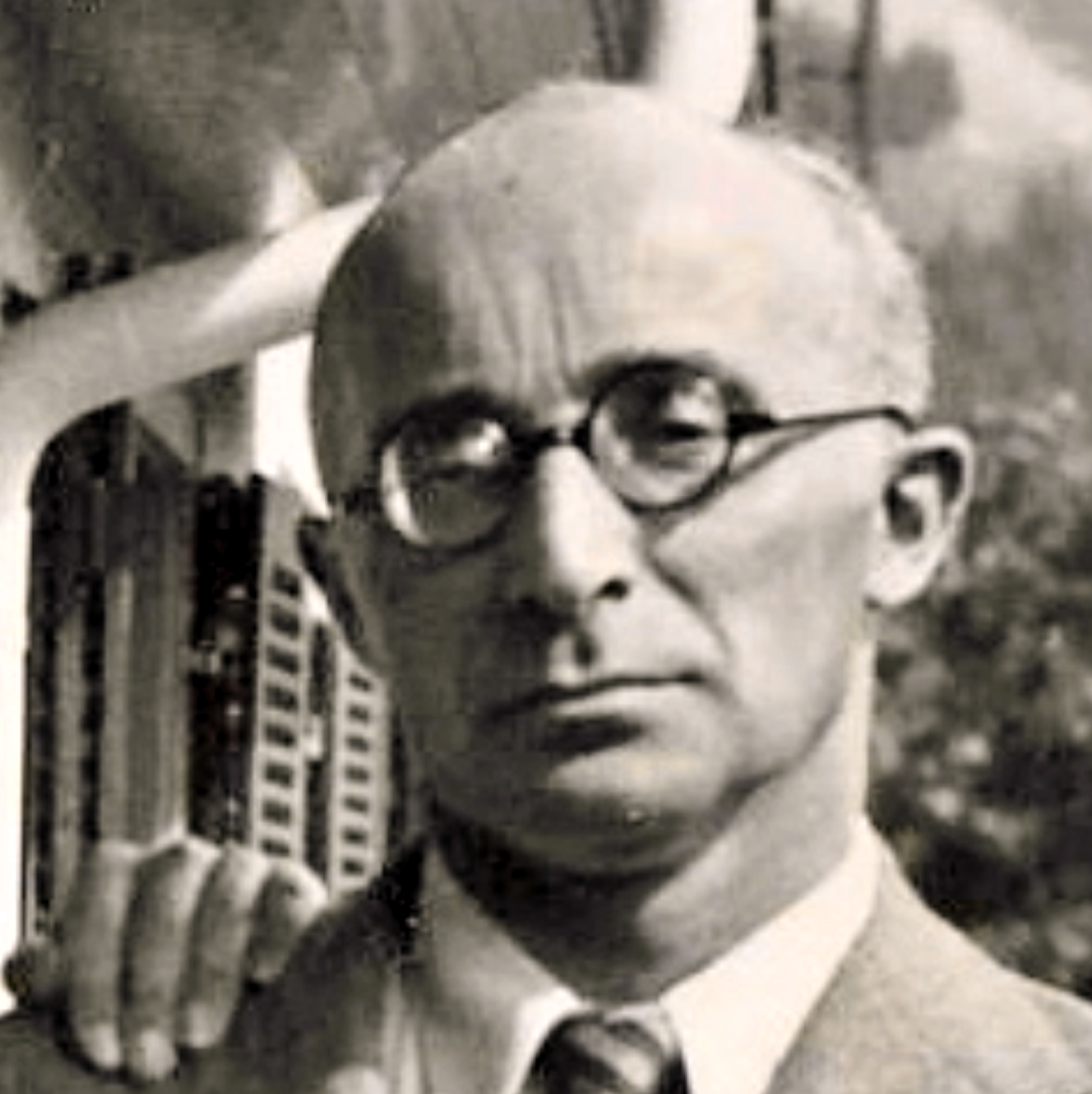
Julius Halberstadt, 1930er Jahre

- Julius Halberstadt (geboren am 9. September 1883 in Dauernheim; gestorben am 21. Dezember 1939 in New York City) war neben seinem Schwager Lenor Helft (1871–1937) Mitinhaber der Firma Schade und Füllgrabe in Frankfurt am Main und Leipzig,[684] die dort im Jahr 1932 insgesamt 144 Lebensmittel- und Feinkost-Filialen mit etwa 700 Mitarbeitern betrieb. Im Rhein-Main-Gebiet bildeten die Filialen die größte Lebensmittelmarkt-Kette. – Julius Halberstadt und Lenor Helft waren seit 1906 Inhaber des Unternehmens, das 1878 von Heinrich Conrad Schade (1852–1886) und Oscar Füllgrabe (1854–1919) gegründet worden war. Nach dem Tod Schades hatte Füllgrabe das Unternehmen allein weitergeführt, wurde jedoch als Mitglied der illegalen SPD im Jahr 1887 aufgrund des seit 1878 geltenden Sozialistengesetzes inhaftiert und aus Frankfurt am Main ausgewiesen. Er verkaufte sein Unternehmen an Joseph Halberstadt aus Stockheim,[685][686] der die Anzahl der Filialen von zwei auf zehn erhöhte, jedoch schon 1897 verstarb. Dessen Witwe Susanne Halberstadt führte das Unternehmen bis zu ihrem Tod im Jahr 1906 weiter, danach abgelöst durch ihren Sohn Julius Halberstadt und ihren Schwiegersohn Lenor Helft, die es in ganz erheblichem Umfang vergrößerten. 1923 wurde die Offene Handelsgesellschaft in eine Aktiengesellschaft umgewandelt. – Halberstadt und seine Ehefrau Frieda „Friedel“ (geb. 12. Juli 1892 in Frankfurt am Main; gest. 17. Juni 1967 in Hallandale Beach, Florida), geborene Gräfenberg, ermöglichten es zwischen 1928 und 1934 zwei ihrer drei Söhne, Ernst Heinz Joseph (1912–1997), genannt „Nepo“,[687] und Walther Karl (1916–2004),[688] die Schule am Meer zu besuchen. Frieda Halberstadt soll die erste Frau in Frankfurt am Main gewesen sein, die einen Führerschein besaß. Sie soll zeitweise ein rotes NSU-Cabriolet chauffiert haben. – Im Zuge der von den Nationalsozialisten betriebenen „Arisierung“ bzw. „Entjudung“ verkauften Julius Halberstadt und Helft 1936 ihr Unternehmen an die Werhahn-Gruppe. Helft verstarb 1937 und wurde auf dem Alten Jüdischen Friedhof in Frankfurts Rat-Beil-Straße beigesetzt. – Julius Halberstadt reiste am 5. September 1936 mit seinem jüngsten Sohn Paul Kurt (geboren am 29. September 1917 in Frankfurt am Main; gestorben am 2. Juli 2003 in Scottsdale, AZ, USA) auf der S.S. Britannic der Cunard Line über Southampton nach New York City,[689] wo sie am 13. September eintrafen.[690] Da sie lediglich über ein Besuchervisum verfügten, reisten sie nach wenigen Tagen weiter auf die Bermudas. Beim dortigen US-Konsulat beantragten sie Einwanderungsvisa, mit denen sie am 23. Dezember 1936 wieder in New York City eintrafen.[691] – Ab 1938 nannte sich die Familie nicht mehr Halberstadt, sondern Halstead. Die Söhne nannten sich nach Emigration Ernest J. Halstead, Walter K. Halstead und Paul K. Halstead.

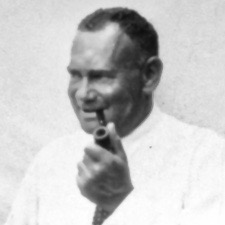
Alfred Hess, 1928

- Der Erfurter Kaufmann, Schuhfabrikant und Stadtverordnete Alfred Hess war ein bekannter Kunstsammler und Mäzen, der mit der expressionistischen deutschen Kunstszene der 1920er Jahre enge Verbindung pflegte. Er stand u. v. a. mit Lyonel Feininger, Salomo Friedlaender und Walter Kaesbach in Kontakt, die ihre Kinder an die Freie Schulgemeinde im thüringischen Wickersdorf geschickt hatten, so auch Alfred Hess. Er förderte das Städtische Kunstmuseum seiner Heimatstadt Erfurt und ab 1924 die Schule am Meer, indem er im Kuratorium der Stiftung Schule am Meer wirkte. Er ermöglichte seinem einzigen Kind, Hans Hess, nach dem Besuch der Odenwaldschule und der F.S.G. in Wickersdorf den Besuch der Schule am Meer. Das Gästebuch der Familie Hess gilt als einzigartiger Beleg der expressionistischen Kunstszene der Weimarer Republik, seine Kunstsammlung als „die wohl beste Sammlung deutscher Expressionisten, die es je gegeben hat“.[692]

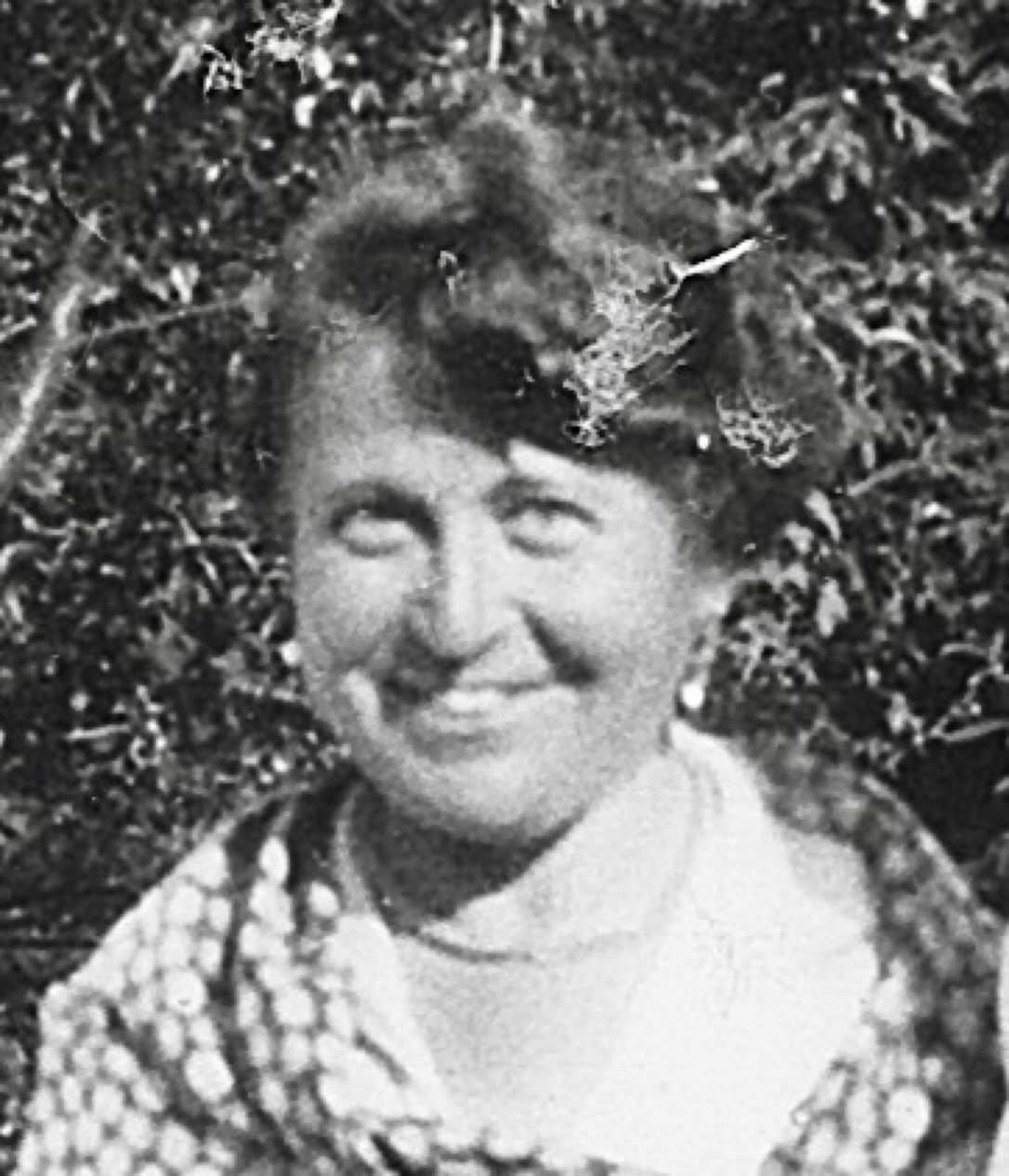
Thekla Hess, Sommer 1928

- Thekla Hess, geborene Pauson, ist die Ehefrau des Schuhfabrikanten, Stadtverordneten, Kunstsammlers und Mäzens Alfred Hess. Sie stammte aus Oberfranken und gehörte einer Familie erfolgreicher Korbfabrikanten an. Ihren späteren Ehemann hatte sie um 1905 bei einer Kunstausstellung kennengelernt. Zu dieser Zeit waren beide zeittypisch noch am Historismus und Jugendstil orientiert, was sich dann nach Kriegsende und Novemberrevolution recht radikal zum Expressionismus und Bauhausstil hin wandelte. Sie war nicht nur Dame des Hauses, sondern sehr aktiv an der Pflege der expressionistischen Kunstszene beteiligt, ihre große Gastfreundschaft und Aufgeschlossenheit gegenüber neu hinzustoßenden Bekannten gilt als legendär.[693] Die Beziehung zu ihrem einzigen Kind Hans scheint der Quellenlage zufolge eng gewesen zu sein. Der Kunsthistoriker und Museumsdirektor Walter Kaesbach soll sich (kolportiert) zu ihr hingezogen gefühlt haben.[694]
- Otto Hörnig war Besitzer einer Strumpffabrik in Chemnitz, der seine beiden Söhne Rolf (* 10. April 1913 in Chemnitz) und Woldemar (* 19. März 1914 in Chemnitz) zur S.a.M. schickte. Letzterer (Abitur 1933) entwickelte 1962 das erste ZDF-Logo, das ab ZDF-Sendestart 1963 im gesamten Empfangsgebiet, über Deutschland hinaus, bekannt wurde.
- Gustav Kämmerer führte zusammen mit seinem Bruder Rudolf in Osnabrück eine seit 1808 bestehende Papierfabrik. Die beiden stellten ab 1908 die Produktion des Unternehmens Papierfabrik Gebrüder Kämmerer KG auf so genannte Elektropapiere (Kabelpapier zur Isolation) um, mit dem sie u. a. AEG oder Felten & Guilleaume belieferten, die ab 1918 Mitgesellschafter des nun als Papierfabrik GmbH vormals Brüder Kämmerer firmierenden Unternehmens geworden waren. Kämmerer, weiterhin Fabrikdirektor, ermöglichte es seiner Tochter, die Schule am Meer zu besuchen.

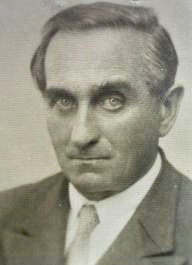
Alfred Kantorowicz, um 1935

- Der Berliner Alfred Kantorowicz (1880–1962) war ab 1923 der erste Ordinarius für Zahnmedizin an der Rheinischen Friedrich-Wilhelms-Universität Bonn. Er entwickelte als erster ein System der Prophylaxe von Zahnerkrankungen, insbesondere in Schulen. Zwischen 1919 und 1933 war er Stadtverordneter und Mitglied der SPD-Fraktion in Bonn. Kantorowicz und seine erste Frau Frieda (1905–1968), genannt „Friedel“ (später UN-Korrespondentin des ADN),[695] hatten vier Kinder; ihrer Tochter Anna Margarethe ermöglichten sie den Besuch der Schule am Meer. Sie legte ihr Abitur im Frühjahr 1933 zusammen mit Reiner Planck, Ruth Berger, G. Woldemar Hörnig, Hilde Müseler, Rolf Pappiér, Raitelhuber und Rudolf Stoltz ab.[139] Am 1. April 1933 wurde Kantorowicz verhaftet und in das Konzentrationslager Börgermoor gebracht. Am 23. September 1933 wurde er formell aus dem preußischen Staatsdienst entlassen, seine 1926 verliehene Ehrendoktorwürde aberkannt. Am 5. November 1933 wurde er aus der Lagerhaft entlassen. Er konnte einem Ruf an die Universität Istanbul folgen und verließ Deutschland mit seiner Familie. 1946 wurde er an die Universität Bonn zurückgerufen, konnte seine wissenschaftliche Tätigkeit dort jedoch aus gesundheitlichen Gründen nicht mehr aufnehmen. 1948 wurde er emeritiert, war danach aber noch als Referent für Gesundheitswesen im nordrhein-westfälischen Innenministerium aktiv.[696]
- Gerhard Martin Kelter war ein Hamburger Kaufmann und Textilunternehmer und zunächst zusammen mit Hubert Hünlinghof (1848–1906)[697] Mitinhaber des 1838 gegründeten Handelsunternehmens Chs Lavy & Co. in der Hochallee 9, das mit zeitweise mehr als 500 Mitarbeitern im Im- und Export agierte, Oberbekleidung, LACO-Krawatten und Regenschirme herstellte und mit der Lavy Ltd. eine Dépendance in Großbritannien hatte. Gerhard Martin Kelter heiratete Julia Henriette Hünlinghof (* 29. Juli 1884 in Hamburg). Nach dem Tod Hubert Hünlinghofs stieg Julius Asch (1875–1939) im Jahr 1914 als Teilhaber ein. Mit ihm war Kelter auch Mitinhaber des 1919 von Asch gegründeten Tochterunternehmens Laco Export Co., das sich unter der Hamburger Adresse Bleichenbrücke 25/29 als Hersteller feiner Seidenschals und -krawatten einen Namen machte und Wilhelm II. in dessen niederländischem Exil ausstattete. Kelter verhielt sich auch in der Zeit des Nationalsozialismus offenbar loyal gegenüber seinem jüdischen Kompagnon. Per 4. Januar 1938 verfügte jedoch das Reichswirtschaftsministerium unter Walther Funk, dass bereits ein jüdischer Teilhaber genügte, um einen Wirtschaftsbetrieb als jüdisches Unternehmen zu deklarieren – mit allen Nachteilen der NS-Gesetzgebung. Am 23. Juni 1938 übergab Asch daher seine Anteile gegen eine Abfindung in Höhe von 850.000 Reichsmark an Gerhard M. Kelter und den neuen Mitinhaber Weger und verließ das Unternehmen per 30. Juni 1938.[698] Am selben Tag entzog ihm die Zollfahndungsstelle mit einer Sicherungsanordnung die Kontrolle über sein gesamtes Vermögen. Seine Emigrationsbemühungen scheiterten an den Behörden[699][700] Asch nahm sich am 2. Januar 1939 in Blankenese in der Elbe das Leben.[701][702] Gerhard Martin Kelter ermöglichte es seinen Kindern Hubert (Abitur 1929) und Gabriele (Abitur 1932), die S.a.M. zu besuchen.

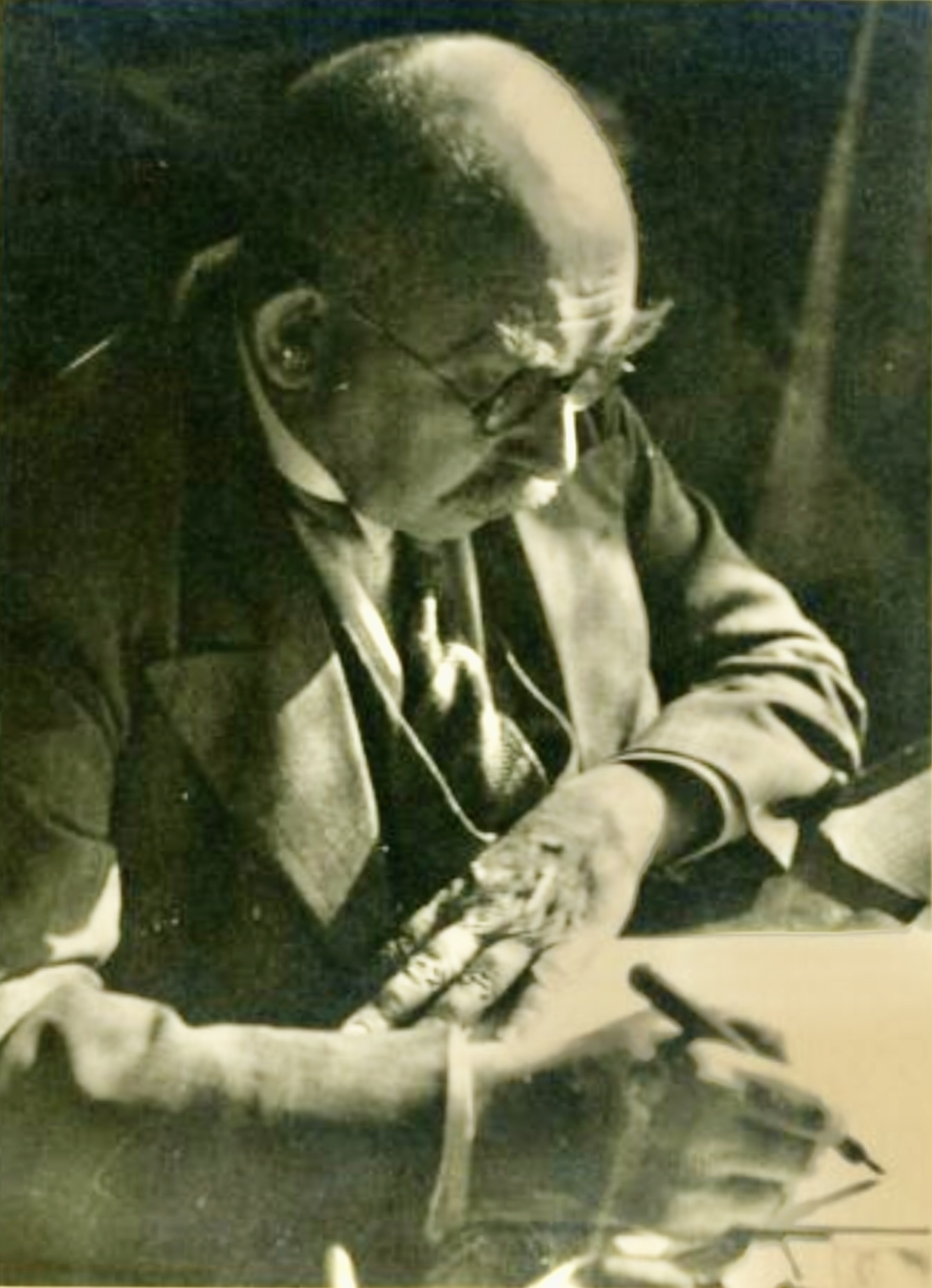
Otto Kestner, um 1950

- Der aus dem schlesischen Breslau stammende Otto Heinrich Kestner (1873–1953), geboren als Otto Heinrich Cohnheim, war ein deutscher Mediziner.[703] Er war mit der in Bremen geborenen Eva Marie Mathilde (1882–1973), geborene Barth, verheiratet. Aus der Ehe gingen fünf Kinder hervor: Elisabeth (1907–1989), Gertrud (1909–1913), Anna Maria Dora Felicitas (1914–2001), Friedrich „Fritz“ (1916–2007) und Adelheid „Heidi“ (1919–1973). Otto Cohnheims Eltern waren der bekannte Pathologe Julius Friedrich Cohnheim (1839–1884) und dessen Ehefrau Fanny Martha Theresa (1852–1919), geborene Lewald.[704][705][706] Nach dem Besuch der Thomasschule in Leipzig hatte Otto Cohnheim 1891 ein Studium der Medizin an der Alma Mater Lipsiensis und an der Ruprecht-Karls-Universität in Heidelberg absolviert, promovierte 1896 in Heidelberg zum Doctor medicinae (Dr. med.) und habilitierte sich 1898 ebenda.[707][708] 1901 entdeckte und beschrieb er die Enzyme Erepsin und Trypsin.[709] 1902 hielt er sich zu Studienzwecken bei Ivan Petrovič Pavlov in der physiologischen Abteilung des Instituts für Experimentelle Medizin (IEM) in St. Petersburg auf. Während des Ersten Weltkrieges wurde er als Feldarzt in Kriegs- und Seuchenlazaretten in Belgien und Rumänien eingesetzt, zuletzt wirkte er als Gutachter zur Einschätzung der Flugtauglichkeit. Er wurde mit dem Eisernen Kreuz 2. Klasse dekoriert. 1917 hatte er vor dem Hintergrund von Assimilationsbestrebungen auf Wunsch seiner Ehefrau den Familiennamen Cohnheim abgelegt, und stattdessen den Namen Kestner angenommen.[710][711] Gleichzeitig konvertierte er zum christlichen Glauben und ließ sich evangelisch-lutherisch taufen. In Wyk auf der Nordseeinsel Föhr richtete er zusammen mit dem dort tätigen Badearzt Carl Haeberlin eine Klima-Station ein. Von 1919 bis 1933 war er ordentlicher Professor und Direktor des Physiologischen Instituts an der Universität Hamburg. Kurz nach seinem 60. Geburtstag, vielfach gewürdigt, wurde er im Juli 1933 aufgrund seiner jüdischen Abstammung durch die Nationalsozialisten zwangsemeritiert. Nach deren Kriterien hätte er aufgrund seiner drei „volljüdischen“ Großeltern Benjamin Cohnheim, Dorothea Cohnheim, geborene Salomon, und des zum Protestantismus konvertierten Justizrates Martin Heinrich Otto Lewald (1813–1876) als „Volljude“ klassifiziert werden müssen. Stattdessen wurde er lediglich als „jüdischer Mischling“ bzw. „Halbjude“ eingestuft. Dies ging indirekt höchstwahrscheinlich auf Betreiben von Otto Lewalds Sohn Theodor zurück, den Gründer des Nationalen Olympischen Komitees für Deutschland, der bis 1938 als dessen Präsident fungierte, Mitglied im Exekutivkomitee des Internationalen Olympischen Komitees war und Vorsitzender des Organisationskomitees der Olympischen Spiele 1936. 1935 übertrug Otto Kestner seine Arbeiten an das Rowett Research Institute in Bucksburn bei Aberdeen in Schottland und an das der Erholung von Kindern dienende Royal Sea Bathing Hospital in Margate in der Grafschaft Kent in England. Im Juli 1939 emigrierte er mit seiner Familie nach Margate. Von Mai bis November 1940 wurde er auf der Isle of Man als Enemy Alien (feindlicher Ausländer) interniert. Durch die Fürsprache englischer Kollegen erhielt er wieder akademische Anerkennung und konnte seine Arbeit in England wieder aufnehmen. In der Folge wirkte er an verschiedenen britischen Institutionen, beispielsweise im Downing College und an der School of Agriculture in Cambridge. 1949 kehrte er nach Deutschland zurück.[712]

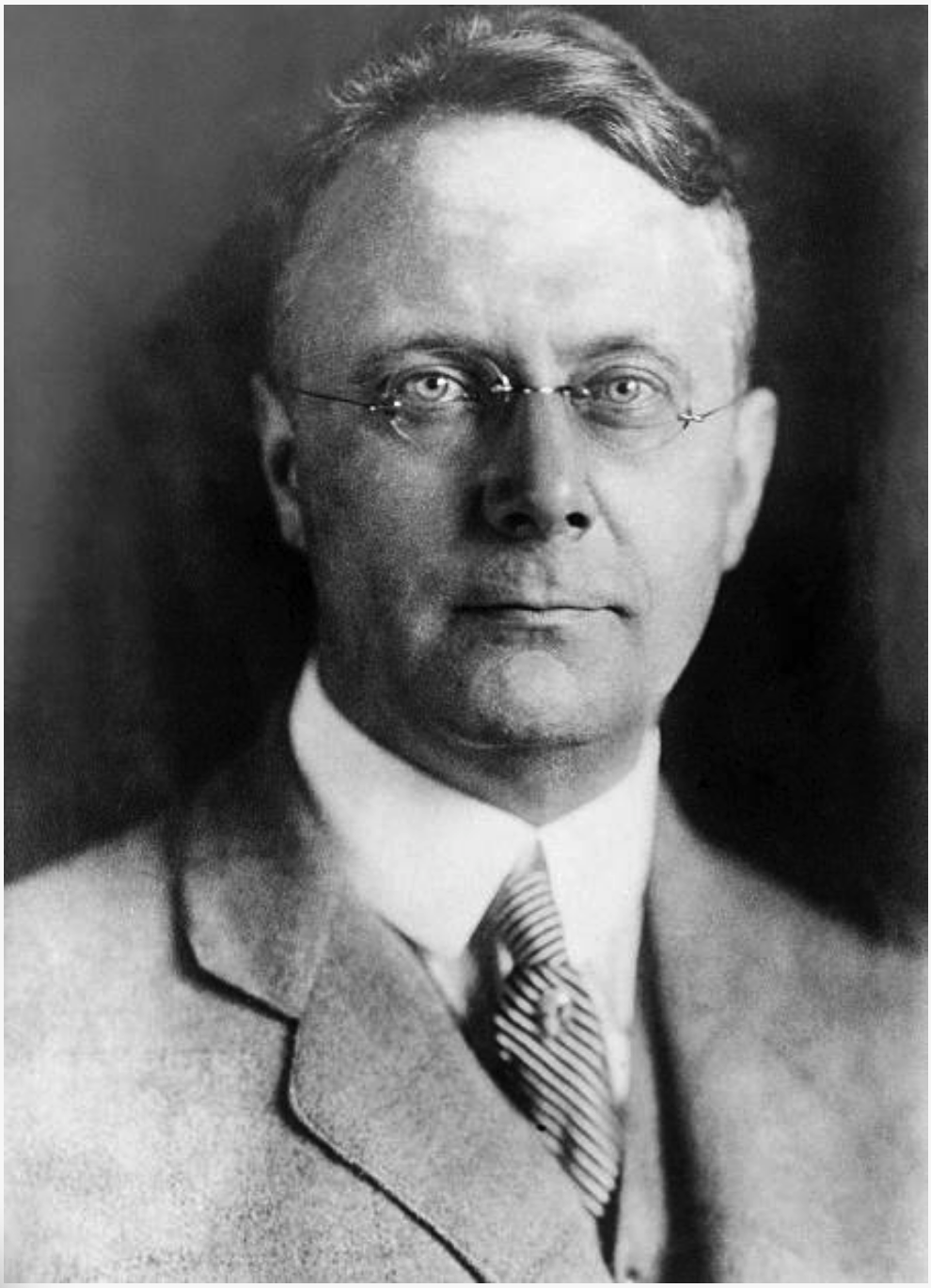
Außenminister Adolf Köster, ca. 1920

- Der aus Verden in der preußischen Provinz Hannover stammende promovierte Adolf Carl Heinrich Alwin Köster (1883–1930) war ein evangelisch-lutherischer Theologe, Philosoph, Hochschullehrer, Journalist, Kriegsberichterstatter, Autor, Publizist und Politiker, der zur Zeit der Weimarer Republik u. a. als preußischer Staatskommissar, Reichsminister des Auswärtigen, Reichsminister des Innern und Diplomat fungierte.[713][714] Er wirkte als Berater des Reichspräsidenten Friedrich Ebert.[715] Der SPD-Politiker war ein Gegner der Nationalsozialisten. Er und seine Ehefrau Käthe, die eine Porträt-, Blumen- und Landschaftsmalerin war, ermöglichten es drei ihrer insgesamt sechs Kinder, Hans Henning,[716] Jens Uwe und Peter,[717][718] die Schule am Meer zu besuchen.[719][720] Ihr privates Anwesen in Blankeneses Treppenviertel, in der Rutsch 1, entwickelte sich zu einem Treffpunkt für kunstaffine Besucher.[721] Köster wurde 1919 durch den preußischen Ministerpräsidenten Philipp Scheidemann zum Referenten in der Reichskanzlei bestellt, wo er eine Dokumentation über den Waffenstillstand erarbeitete. Anschließend wurde er Gesandter des Freistaates Preußen in der Freien und Hansestadt Hamburg, später Preußischer Staatskommissar (PrStKom) für die deutsch-dänischen Abstimmungsgebiete der Provinz Schleswig-Holstein.[722][723] In dieser Funktion organisierte er die Volksabstimmung in Schleswig über Teilung oder Verbleib Schleswigs im Deutschen Reich.[724] 37-jährig wurde Köster Außenminister des Deutschen Reiches im Kabinett Müller I des Reichskanzlers Hermann Müller,[722][724] der eine Koalitionsregierung aus SPD, Zentrum und DDP führte. In der Weimarer Zeit zwischen 1919 und 1933 war er der jüngste sämtlicher amtierenden Reichsaußenminister. Nach der Demission der Regierungskoalition Müller I wirkte er als politischer Autor, Novellist und Romancier.[723] Im März 1921 wurde er in den Reichstag gewählt.[722] Auf Betreiben von Friedrich Ebert, für den Köster als Berater wirkte,[725] bekleidete er vom 26. Oktober 1921 bis zum 14. November 1922 das Amt des Reichsinnenministers im Kabinett Wirth II des Reichskanzlers Joseph Wirth, einer Koalitionsregierung aus Zentrum, SPD, DDP und Bayerischer Bauernbund.[722][723][724] In dieser Funktion erwarb er sich besondere Verdienste um die Stabilisierung der Weimarer Republik. Dass Reichspräsident Friedrich Ebert am 11. August 1922, dem Verfassungstag der Weimarer Republik, Das Lied der Deutschen unter Hervorhebung der dritten Strophe zur Nationalhymne proklamierte, soll auf Kösters Einflussnahme zurückgehen.[723] Von Januar 1923 bis Januar 1928 war er als deutscher Gesandter (Botschafter) fünf Jahre in Riga (Lettland) und ab März 1928 in dieser Funktion in Belgrad (Jugoslawien) tätig.[722] Er zählte zu den fähigsten deutschen Diplomaten und genoss ein hohes Ansehen. Vom Apostolischen Nuntius in Deutschland, Eugenio Pacelli, dem späteren Papst Pius XII., ist das auf Köster bezogene Zitat überliefert: „Wenn es mehr solcher Deutscher gäbe, stünde es besser in der Welt“.[723] Köster galt kurz vor seinem vorzeitigen und unerwarteten Tod als aussichtsreicher Kandidat für den Posten des deutschen Botschafters im Vereinigten Königreich mit Sitz in London.[724] Nach Kösters Tod ging diese Position an Konstantin von Neurath. Adolf Köster verstarb 46-jährig nach einer Operation am Blinddarm und einer kurze Zeit später erfolgten zweiten Operation am Bauchraum an einer Sepsis,[726] wurde nach Deutschland überführt und auf Wunsch des Verstorbenen in Blankenese beigesetzt.[727][728][729][730] Die Stadt Belgrad benannte eine Straße nach ihm: Dr. Adolf Köster-Uliza. In Hamburg-Neuallermöhe wurde der Adolf-Köster-Damm, in Lünen die Kösterstraße nach ihm benannt.

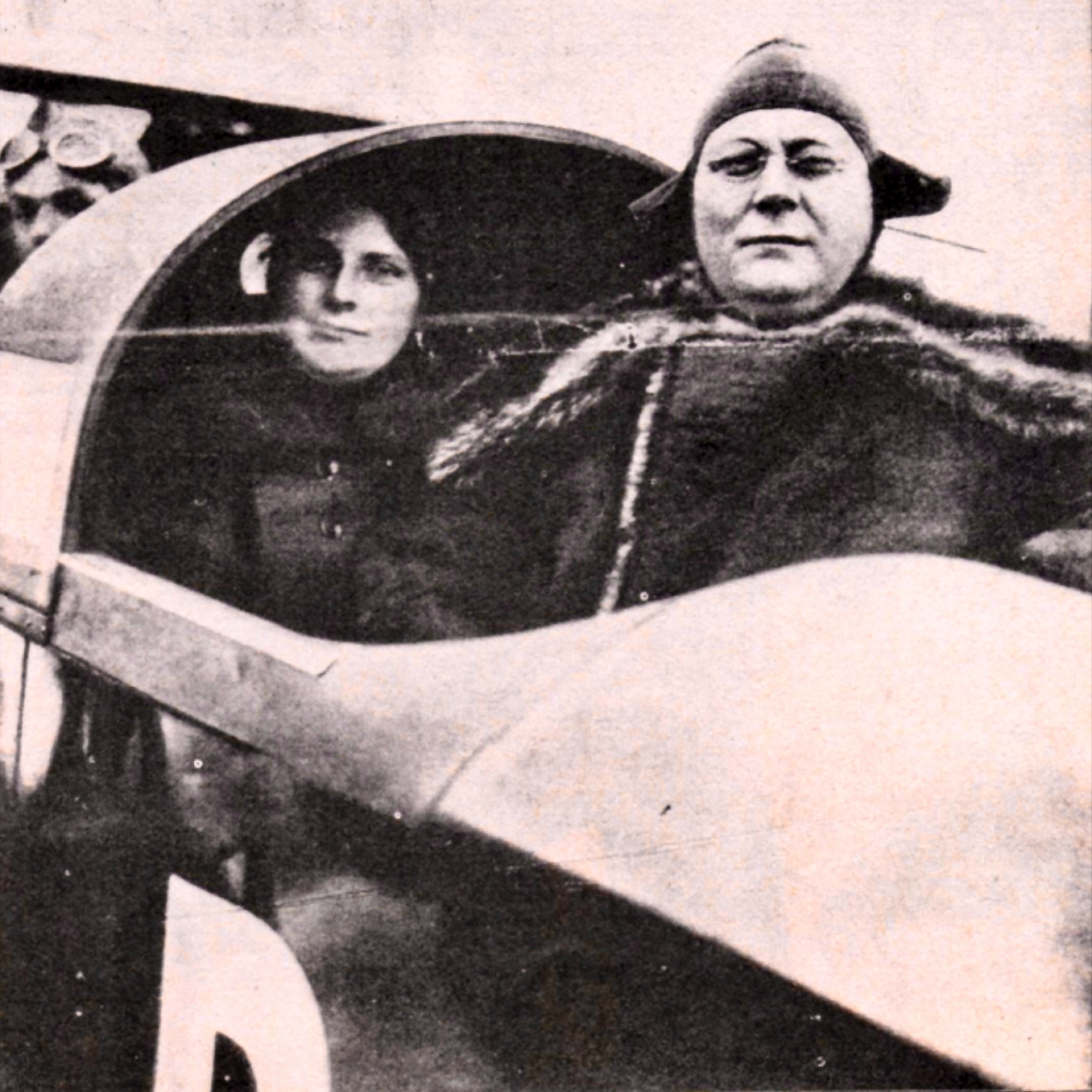
Käthe Köster (Mitte) mit ihrem Ehemann Adolf (rechts), 1920er Jahre

- Käthe Charlotte Friederike Köster (* 12. März 1886 in Hamburg; † 13. September 1950 in Westerland auf Sylt), geborene Mahr, war die Mutter der drei S.a.M.-Schüler Hans Henning Köster,[716] Jens Uwe Köster und Peter Köster.[717][718][719][720] Insgesamt hatte sie sechs Kinder, ihr ältester Sohn war Kai Köster. Die Porträt-, Blumen- und Landschaftsmalerin war die Ehefrau des Hochschullehrers, Journalisten, Kriegsberichterstatters, Autors, Publizisten und Politikers Adolf Köster. Die Familie war in Blankenese, ab 1927 ein Vorort der Stadt Altona/Elbe, ansässig. Sie besaß dort ab 1912 ein Anwesen im Treppenviertel, am Rutsch 1. Aus der Ehe gingen insgesamt sechs Kinder hervor, fünf Söhne und eine Tochter, die jedoch bereits im Kindesalter verstarb. Ihr ältester Sohn Kai wurde Diplomat, S.a.M.-Schüler Peter Rechtsanwalt. Nach dem Tod ihres Ehemannes im Jahr 1930 vermietete die Witwe wohl einige Zimmer, so soll sie beispielsweise an Golo Mann, Hans Hass und die UFA-Schauspielerin Hannelore Schroth untervermietet haben.[380] Ab 1931 war Käthe Köster Mitglied des Altonaer Künstler-Vereins (AKV), von 1937 bis 1942 Mitglied im Verein der Berliner Künstlerinnen 1867. Als sie 1935 ihre Bilder wegen ihres dort verehrten Ehemannes in Belgrad ausstellen wollte, wurde ihr das seitens der Reichskammer der bildenden Künste untersagt.[731][732]

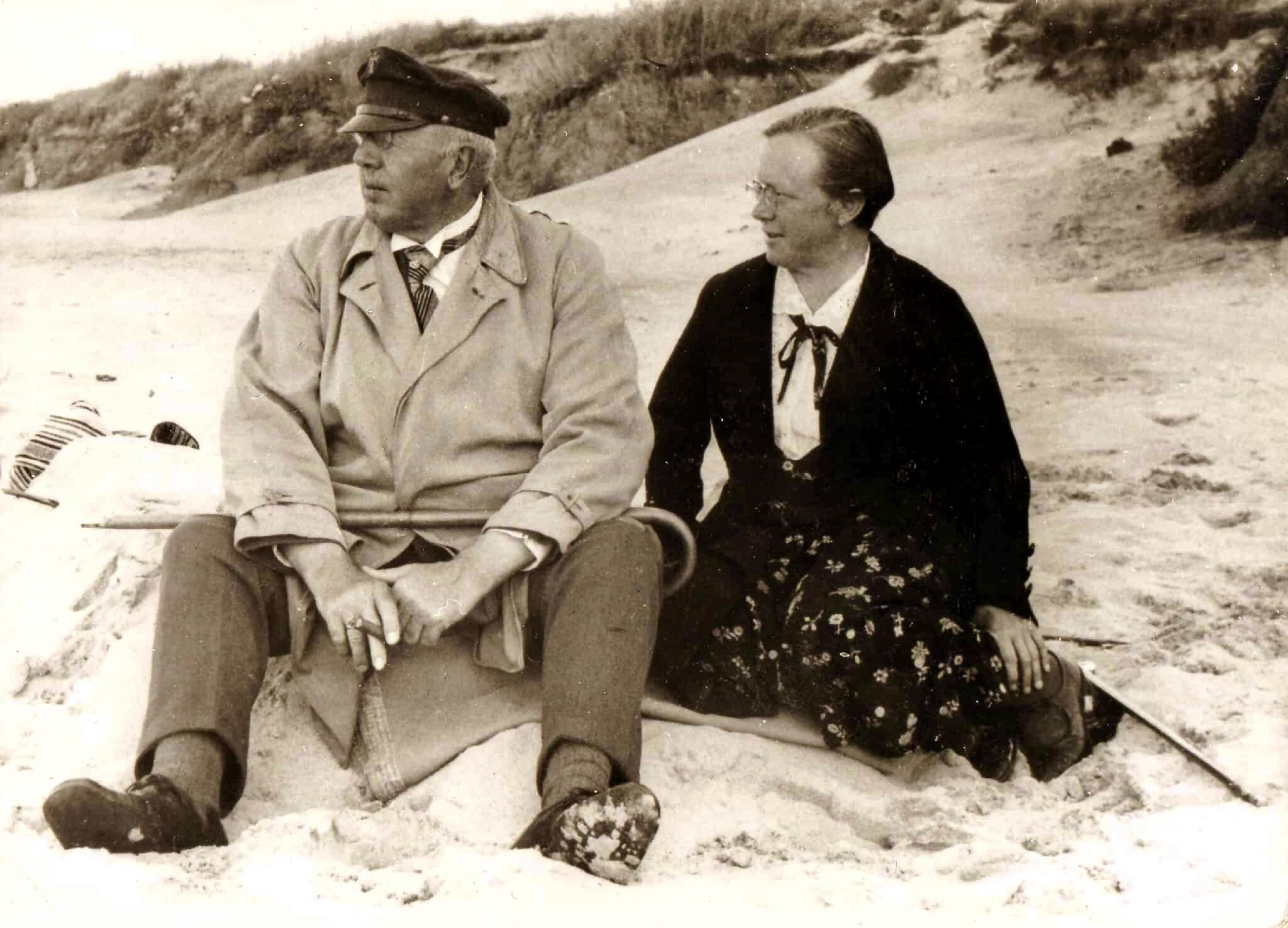
Otto und Margarete Köstlin, 1930er Jahre

- Otto Köstlin (1871–1945) war ein aus Württemberg stammender Landwirt,[733] der zeit seines Lebens die ihm vertraute schwäbische Mundart sprach und daher durchaus Akzeptanz- und Verständigungsprobleme auf den von ihm betriebenen Gutshöfen in Holstein und Ostpreußen erlebte.[390] Im Jahr 1908 heiratete er in Berlin die daselbst geborene Medizinerin Agnes Elise Margarete Räntsch (1880–1945), die im selben Jahr an der Julius-Maximilians-Universität in Würzburg promoviert hatte, als eine der drei ersten Ärztinnen dieser Alma Mater.[734] Otto Köstlin hatte vor der Eheschließung einer Bedingung zustimmen müssen: Seine künftige Ehefrau wollte nie ganz auf die Medizin verzichten müssen.[735] Aus der Ehe gingen drei Kinder hervor, Ulrich (* 1907), Elisabeth (* 1909) und das Nesthäkchen Beate (1919–2001). Otto Köstlin pachtete 1908 das ehemals adelige Gut Quarnbek in Holstein, das er zusammen mit von ihm beschäftigten Landarbeitern bewirtschaftete.[386][387] Während des Ersten Weltkrieges wurde er schwerverwundet. 1917 erwarb er Gut Wargenau im Samland bei Cranz in Ostpreußen, das er in der Folge mit Arbeitskräften aus 24 Familien bewirtschaftete, die seine Ehefrau ebenso medizinisch betreute wie deren Familienangehörige und die eigene Familie. Als seine achtjährige Tochter Beate den Wunsch äußerte, Pilotin werden zu wollen, wurde sie dafür von Gutsangestellten verlacht: Sie könne nicht Pilot werden, sie sei doch nur ein Mädchen. Sie weinte sich auf dem Schoß ihres Vaters aus, der sie tröstete: Sie sei für ihre Eltern genau so wertvoll wie ihr Bruder. Wenn sie als Mädchen etwas wirklich wolle, dann könne sie das auch. Dies hinterließ bei Beate einen tiefen und nachhaltigen Eindruck, den sie zeitlebens erinnerte.[390] Im Sommer 1945 wurden Otto Köstlin und seine Ehefrau von Soldaten der Roten Armee ermordet.[735]
- Carl Ludwig Walter Kühne (1875–1956),[736] ein Maler, Zeichner und Graphiker,[737] wurde als Sohn des Ingenieurs und Appreturmaschinen-Fabrikanten Georg Kühne und dessen Ehefrau Marie, geb. Rudolph, in Berlin geboren. Nachdem seine Eltern früh verstorben waren, lebte er bei seinen Großeltern Rudolph.[411] Sein Großvater mütterlicherseits, der Apparaturenfabrikant Ludwig (Louis) Rudolph (1821–1882),[738][739][740] war Mitgründer und neben den Herrmann Friedländer’schen Erben Miteigentümer der Appretur-Anstalt und Färberei Rudolph & Friedländer in Neu-Kölln, Am Wasser 24–26 (heute: Märkisches Ufer) und Wallstraße 56.[741][742][743] Walter Kühne profitierte von dessen Erbe, das ihm finanzielle Unabhängigkeit verschaffte. Ein Onkel Walter Kühnes war der österreichische Industrielle Arthur Krupp, der 1881 in Berlin Ludwig (Louis) Rudolphs Tochter Margarete (1858–1920) geheiratet hatte.[744] Walter Kühne besuchte das Berlinische Gymnasium zum Grauen Kloster, in dem er im Jahr 1895 seine Reifeprüfung bestand. Zusammen mit seinem Onkel und Vormund Franz Rudolph besuchte er Berliner Galerien wie die auf zeitgenössische Kunst spezialisierte des Fritz Gurlitt in der Behrenstraße 29 (Gebäude besteht kriegsbedingt nicht mehr) und des Eduard Schulte im Palais Redern am Pariser Platz, Unter den Linden 1 (Gebäude 1906 abgerissen). Seine Vormunde veranlassten Kühne, ein Studium der Rechtswissenschaft an der Rheinischen Friedrich-Wilhelms-Universität in Bonn aufzunehmen. Parallel dazu begann er zu aquarellieren, reiste ins Vereinigte Königreich und studierte in Londons Museen die Werke bedeutender Maler. 1897 setzte er sein Studium in Berlin an der Friedrich-Wilhelms-Universität fort. Gesellschaftlichen Umgang pflegte er häufig im Landhaus seines Onkels und Vormunds Franz Rudolph im Dorf Pankow bei Berlin,[737] wo er auf den Maler Franz Lippisch traf, dessen Werke er von Ausstellungen der Berliner Secession kannte. Kühne entschied sich, künstlerisch tätig werden zu wollen. Im Jahr 1900 promovierte er zunächst an der Sächsischen Gesamtuniversität in Jena zum Doctor iuris (Dr. iur.),[745] bevor er sich durch Lippisch in der Stadt Charlottenburg ausbilden ließ, wo dieser in der Bleibtreustraße 14 (Gebäude besteht kriegsbedingt nicht mehr) ein gemeinsames Atelier mit Walter Haeckel, Jan Oeltjen und Albert Wenner (1879–1962) unterhielt.[411] Kühne heiratete am 22. Mai 1901 Gerda Louise Marie Wilhelmine Renata von Stülpnagel (1880–1945),[746] eine Nichte seiner Tante Martha Rudolph, geborene Wolff. Aus der Ehe gingen drei Kinder hervor: Wolfgang (1902–1935), Maria „Lauchen“ (1907–1987) und der spätere F.S.G.- und S.a.M.-Schüler Walter Georg (1911–1991). Im Jahr 1902 bezog das Ehepaar Kühne, nachdem das erste Kind geboren war, eine Wohnung in Charlottenburgs Motzstraße 57 (Gebäude besteht kriegsbedingt nicht mehr). Im Winterhalbjahr 1904/05 begann Kühne zu radieren, entschied sich im Sommer 1905 jedoch zur Graphik. Noch vor der Geburt ihres zweiten Kindes verzog die kleine Familie 1905 ins Berliner Hansaviertel, Siegmunds Hof 16 (Gebäude besteht kriegsbedingt nicht mehr), wo Kühne gleichzeitig ein Atelier unterhielt. Ebenfalls 1905 erwarb Kühne ein Grundstück in Jamlitz, Hauptstraße 15,[737] das er im Vorjahr wohl erstmals mit der Malschule Lippisch besucht hatte. In den Jahren 1906 bis 1911 beteiligte er sich an der Großen Berliner Kunstausstellung. Das Kupferstichkabinett in Berlin und das Sprengel Museum in Hannover erwarben Radierungen Kühnes. 1907 ließ das Ehepaar Kühne auf dem Grundstück in Jamlitz ein Wohnhaus errichten, das 1911, im Jahr der Geburt ihres dritten Kindes, durch zwei Anbauten erweitert wurde.[411] Kühne unterrichtete 1915/16 als Zeichenlehrer in der Freien Schulgemeinde in Wickersdorf im Thüringer Wald, die seine Kinder Wolfgang von 1915 bis 1919, Marianne 1922/23 und Walter Georg von 1923 bis 1925 als Schüler besuchten.[747][432] Walter Kühne wurde 1917 zum Kriegsdienst eingezogen und in der Berliner Kommandantur eingesetzt. Durch Inflation und Hyperinflation verlor Walter Kühne einen erheblichen Teil seines ererbten Vermögens und verkaufte Grafiken, beispielsweise an seinen Vetter in der Schweiz. Seine Berliner Wohnung gab er 1923 auf, zog sich nach Jamlitz zurück und wurde teils zum Selbstversorger aus dem eigenen Garten, züchtete Bienen, hielt kleine Nutztiere und verkaufte Hühnereier nach Berlin.[411] Sein jüngster Sohn wechselte im Mai 1925 im Rahmen einer Sezession von Lehrkräften (Aeschlimann, Hafner, Luserke, Reiner) und Schülern der Kameradschaften der Bären, Pinguine und Wölfe von Wickersdorf zur neu gegründeten Schule am Meer nach Juist.[415] Während der Zeit des Nationalsozialismus galt Walter Kühnes Ehefrau als „jüdischer Mischling“ bzw. „Halbjude“, sein jüngster Sohn, der 1933 wegen der Verbreitung kommunistischer Parolen für neun Monate in Untersuchungshaft saß und durch seine Alma Mater relegiert wurde,[748][749] emigrierte nach England, wurde dort nach Kriegsausbruch als Enemy Alien (feindlicher Ausländer) behandelt und von 1940 bis 1944 interniert. Im Herbst 1943 hatte Walter Kühne zusätzliche Sorgen: ganz Jamlitz sollte zugunsten des geplanten SS-Truppenübungsplatzes Kurmark zwangsenteignet und geräumt werden.[750] Ein Teil des Anwesens Kühnes wurde zwangsenteignet, um darauf für die SS-Wachmannschaft des Konzentrationslagers Lieberose eine Küche zu errichten. In der Nacht zum 24. April 1945 wurde Kühnes Haus durch eine alliierte Brandbombe getroffen, die wohl der benachbarten SS-Kommandantur zugedacht war. Kühne und zehn einquartierte Flüchtlinge konnten sich retten, aber seine Ehefrau kam ums Leben. Nach Kriegsende wurden die Überreste seines Hauses notdürftig wetterfest gemacht; Kühne lebte in seinem erhaltenen Gartenatelier und erteilte Malunterricht.[411][737]

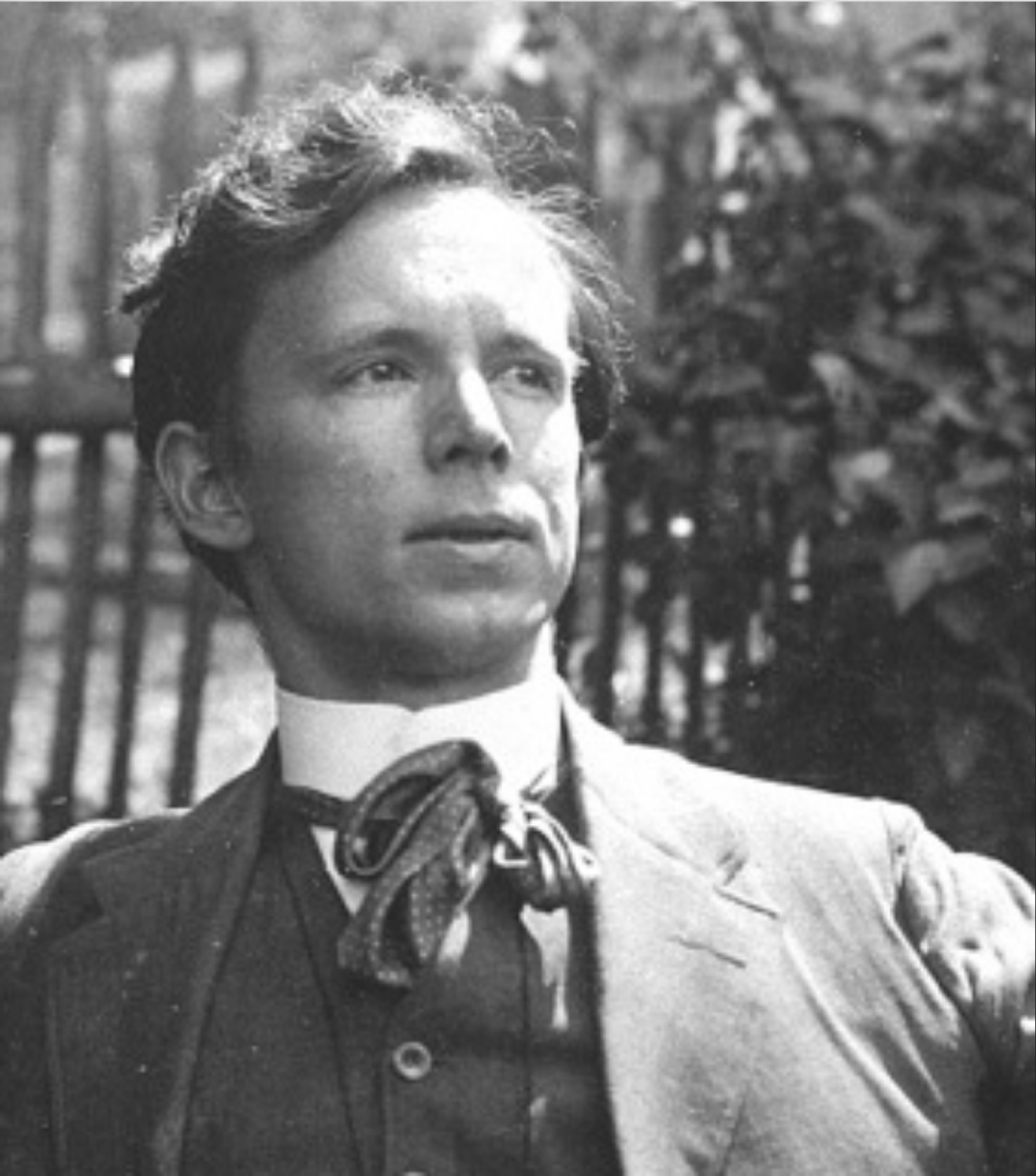
Wilhelm Lehmann, 1914

- Wilhelm Lehmann (1882–1968) war ein in Venezuela geborener promovierter Pädagoge und Schriftsteller. Zwischen 1912 und 1917 war er Lehrer an der Freien Schulgemeinde Wickersdorf, wo er Martin Luserke kennenlernte, den er dort bis Kriegsbeginn 1914 als Schulleiter erlebt hat. Ebenso wie Luserke geriet auch Lehmann in pädagogischen Konflikt mit Schulgründer Gustav Wyneken. Wie Luserke nahm Lehmann ab 1917 am Ersten Weltkrieg teil, desertierte im September 1918 jedoch mit Vorsatz in britische Kriegsgefangenschaft. Dies thematisiert Lehmanns 1925 bis 1927 entstandener Roman Der Überläufer, der jedoch erst 1962 veröffentlicht werden konnte. Alfred Döblin, Vater eines anderen späteren S.a.M.-Schülers, erkannte Lehmann 1923 den Kleist-Preis zu, zeitgleich mit Robert Musil. Lehmann ermöglichte es später seinem Sohn, die Schule am Meer zu besuchen. Er selbst trat per 1. Mai 1933 „aus Sorge um seinen Beruf und seinen Beamtenstatus“ der NSDAP bei – „gegen seine innersten Überzeugungen“.

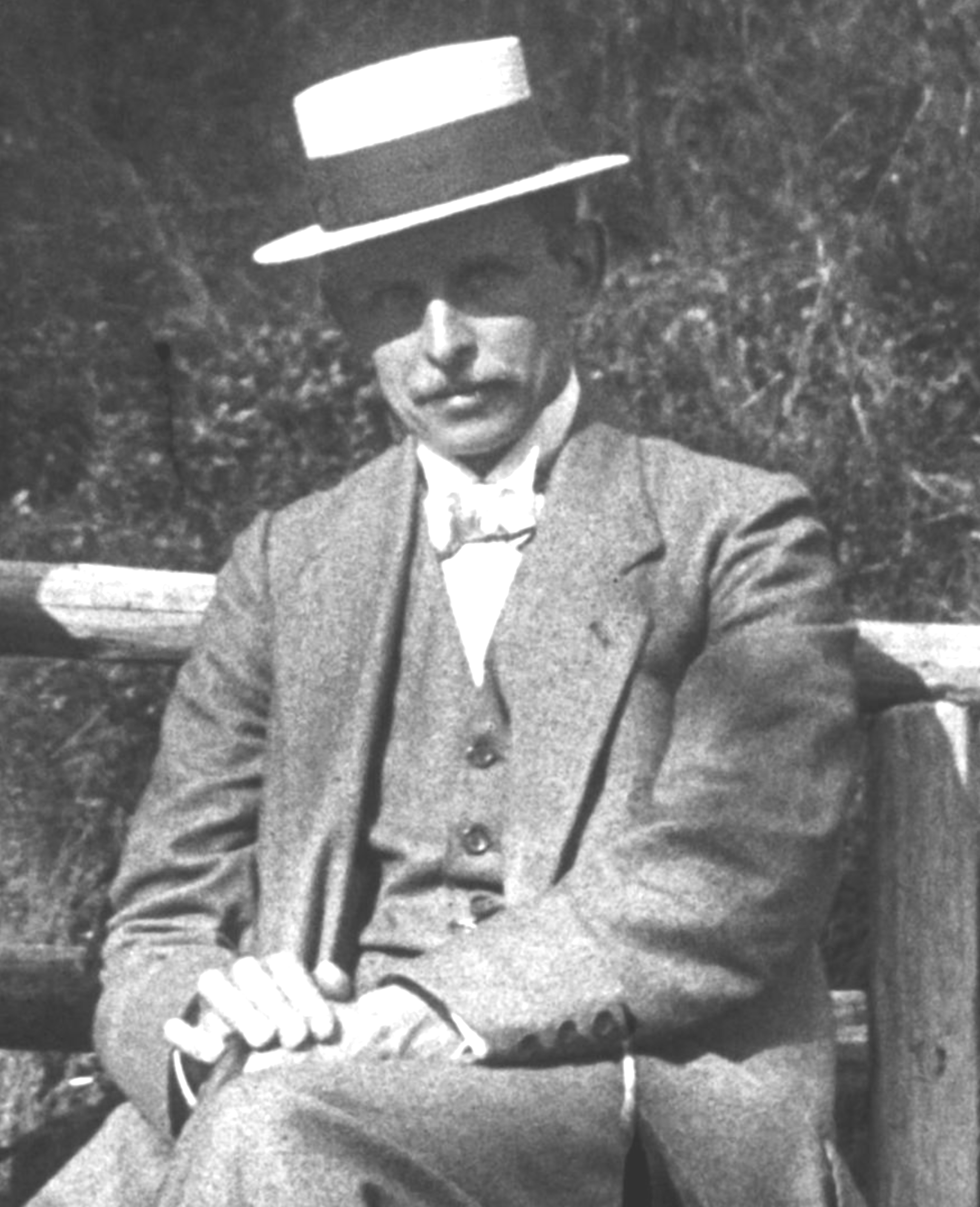
Ernst Leitz II, um 1915

- Ernst Leitz II (1871–1956), auch: Ernst Leitz jun./jr., war ein technischer Kaufmann, Feinmechaniker, Industrieller und Stadtverordneter,[751][752] der die von seinem Vater Ernst Leitz I (1843–1920) gegründeten Optischen Werke Ernst Leitz Wetzlar über einen Zeitraum von exakt einem halben Jahrhundert maßgeblich prägte und expandierte. Diese waren Nachfolgeunternehmen des von Carl Kellner im Jahr 1849 in Wetzlar gegründeten Optischen Instituts. Ernst Leitz II war mit Elisabeth „Elsie“ (1877–1910), geborene Guertler, verheiratet. Aus der Ehe gingen drei Kinder hervor, Elsie Anna Grace (1903–1985),[753] Ernst III (1906–1979) und Ludwig (1907–1992).[754][755] Diese wurden bereits als Kinder bzw. Kleinkinder zu Halbwaisen, als ihre Mutter sehr früh verstarb. Ihr Vater entschied sich daher zu einer zweiten Ehe mit Hedwig (1877–1937), geborene Wachsmuth, mit der er ein viertes Kind bekam, Günther R. W. Leitz (1914–1969). – Ernst Leitz II begann 1889 in der väterlichen Werkstatt mit seiner Lehre. Nach dem Tod seines älteren Bruders Ludwig im Jahr 1898 bereitete er sich darauf vor, die Nachfolge seines Vaters im Familienunternehmen anzutreten. Ende des 19. Jahrhunderts war die Firma bereits zum Trendsetter der Mikroskopie geworden und somit zu einer relevanten Größe für die Biologie, Medizin und die Materialwissenschaften.[756][757] 1906 wurde er Junior-Teilhaber, führte gemeinsam mit seinem Vater den Achtstundentag ein (12 Jahre, bevor er gesetzlich vorgeschrieben wurde)[758] und beschäftigte sich zunächst mit der Errichtung neuer Fabrikationsstätten und der Entwicklung neuer Mikroskope und Stative.[759] 1907 wurde das 100.000. Leitz-Mikroskop gefertigt. 1912 wurde ihm die Ehrendoktorwürde eines Doctor medicinae honoris causa (Dr. med. h.c.) der Ludwigs-Universität (Ludoviciana) zu Gießen verliehen.[751][752] In Zusammenarbeit mit dem Gießener Zoologen Wilhelm Schmidt konstruierte er ein neues binokulares Polarisationsmikroskop.[760][440] Wie bereits sein Vater hatte Ernst Leitz II eine glückliche Hand bei der Auswahl seiner Mitarbeiter, insbesondere der Feinmechaniker Oskar Barnack (1879–1936) erwies sich für das Unternehmen als bedeutend. Bis zum März 1914 entwickelte Barnack die „Liliputanerin“,[761] retrospektiv als „Ur-Leica“ bezeichnet.[762][763] Aufgrund der Verwendung von Kinofilmmaterial wurde sie seinerzeit als Kleinfilmkamera bezeichnet. Während des Ersten Weltkrieges wurde das Kameraprojekt zurückgestellt; die drei wichtigsten Auslandsniederlassungen des Optikherstellers wurden enteignet.[760] Von 1916 bis 1933 war Ernst Leitz II in Wetzlar Stadtverordneter. 1917 beschäftigten die Leitz-Werke rund 3000 Mitarbeiter. 1921 richtete Ernst Leitz II das Werk am Hausertor (Hausertorwerk) in Wetzlar ein, dessen Gebäude von der bankrotten Mitteldeutschen Gerberei und Riemenfabrik A.-G. (Migurag) übernommen worden waren.[764][765] Er gründete eine Abteilung für Soziales und baute die Invaliden-, Witwen- und Waisenkasse, die sein Vater Ernst Leitz I neben einer Unterstützungskasse für Krankheit und andere Notfälle eingeführt hatte,[440] zu einer Unterstützungs- und Pensionskasse seines Unternehmens aus. Auf seine Anregung entstand die Leitz-Siedlung in Wetzlars Frankenstraße. 1921 wurde das 200.000. Leitz-Mikroskop gefertigt. 1922 verlieh ihm die Philipps-Universität zu Marburg die Ehrendoktorwürde eines Doctor philosophiae honoris causa (Dr. phil h.c.).[751][752] Im Juni 1924, rund sieben Monate nach dem Ende der Hyperinflation durch die Einführung der Rentenmark, machte Ernst Leitz II eine sehr gewagte, aber wegbereitende unternehmerische Ansage: „Ich entscheide hiermit: Es wird riskiert“. Er ließ die Leica, die „Leitz’sche Camera“,[763] mit dem von Max Berek (1886–1949) entwickelten ELMAX-50mm-1:3,5-Objektiv in Serie fertigen, aus 190 Kleinteilen, während ein Mikroskop lediglich rund ein Dutzend größere Teile benötigte. Er musste daher viele produktionstechnische Schwierigkeiten, Gegenargumente und Widerstände ausräumen: „Hier handelt es sich nicht um unseren Verdienst. Hier handelt es sich um die Möglichkeit, unseren Arbeitern mit dieser kleinen Kamera – wenn sie hält, was ich mir von ihr verspreche - in den Jahren der Depression Arbeit zu beschaffen und sie damit durch die kommende schwere Zeit hindurchzubringen.“[760] Die Entscheidung zur Fertigung der Leica bestimmte die Entwicklung der fototechnischen und fotochemischen Industrie des folgenden Dreivierteljahrhunderts maßgeblich mit. Die Leica für 36 Aufnahmen in Folge revolutionierte die optische Industrie; sie überzeugte durch ihre mechanische Präzision und optische Leistung. Ernst Leitz II hatte frühzeitig den Trend zu einer kleinen, leichten und handlichen Kamera erkannt. – „Leica, Leica als Begleiter auf der Reise zugesellt, Leica macht die Fremde heiter, Leica schenkt mir neu die Welt…“ – Ihm war bewusst, dass für die Kamera nicht nur eine äußerst präzise Mechanik und eine hervorragende Optik erforderlich waren, sondern für das neu eingeführte Aufnahmeformat 24×36 mm auch ein komplettes System: eine Kassette für die Aufnahme des Filmmaterials und zudem Wiedergabegeräte für die Vergrößerung und Projektion der briefmarkengroßen Negative. Auf der Leipziger Frühjahrsmesse im März 1925 wurde die Leica („Leica – Das kleine Photo-Wunder“) erstmals der Öffentlichkeit vorgestellt.[766][440] Ihr Preis von 420 Rentenmark (Quellen geben unterschiedliche Verkaufspreise an) entsprach vier Monatslöhnen eines gutbezahlten Facharbeiters.[760][767] Doch der Erfolg des neuen Leica-Systems ließ sich in Zahlen ausdrücken: lag der Fotoumsatz 1925 noch bei 5 % (davon 46,9 % Exportanteil) des Leitz-Gesamtumsatzes, lag er 1929 schon bei 34 % (davon 53,2 % Exportanteil) und 1933 bei 70 % (davon 60,0 % Exportanteil).[764] 1925 wurde Ernst Leitz II der Titel eines Ehrensenators der Technischen Hochschule Karlsruhe verliehen.[751] – Ernst Leitz II finanzierte seinen vier Kindern den Aufenthalt in reformpädagogischen Landerziehungsheimen. Die Freie Schulgemeinde in Wickersdorf bei Saalfeld im Thüringer Wald besuchten seine Söhne Ernst III und Ludwig ab 1915 bzw. 1916 bis 1920 und seine Tochter Elsie von 1917 bis 1920.[132] Ernst Leitz II meldete seine Kinder dort wegen des so bezeichneten Eros-Skandals um Schulleiter Gustav Wyneken (1875–1964) wegen sexuellen Missbrauchs minderjähriger Schüler bzw. Schutzbefohlener ab.[768][769] Sein jüngster Sohn Günther besuchte die Freie Schulgemeinde kurzzeitig im Jahr 1925 und wurde danach durch Hauslehrer im Wetzlarer Haus Friedwart unterrichtet.[770] Am 15. September 1927 kam Günther zur Schule am Meer auf die Nordseeinsel Juist, die er bis zum 15. Juli 1932 besuchte.[439] In seinem Gepäck: eine Leica I, die er zur Dokumentation des Schulalltags im Loog nutzte.[441] Sein Vater stiftete der S.a.M. 1927 für ihren Unterricht ein Leitz Episkop, einen Aufsichtprojektor.[771] – 1931 wurde ihm der Titel eines Ehrensenators der Philipps-Universität Marburg verliehen.[751][752] Ernst Leitz II war ein erklärter Gegner des Nationalsozialismus. Er gehörte dem Reichsbanner Schwarz-Rot-Gold (kurz: Reichsbanner) und der linksliberalen Deutschen Demokratischen Partei (DDP) an.[772] Über seine linksliberale Einstellung war S.a.M.-Schüler Siegfried „Friedel“ Ludwig durch seinen Schulkameraden Günther Leitz, der ihm nach der Schließung der Schule am Meer im Jahr 1934 im Wetzlarer Werk einen Ausbildungsplatz zum Fotograf und Industriekaufmann vermittelte, vorab orientiert.[445] Ernst Leitz II stiftete Anfang 1935 eine Leica IIIa, die sein Sohn Günther als Geschenk zum 18. Geburtstag seines ehemaligen S.a.M.-Schulkameraden Oswald zu Münster überreichte, der dann über sechs Jahrzehnte mit Leica-Modellen fotografierte. – Ernst Leitz II war während der Zeit des Nationalsozialismus in einer gefährdeten Position. Den Machthabern war seine demokratische Gesinnung bekannt und ein Dorn im Auge; sie bezeichneten ihn als der „rote Leitz“ (Gauleiter Jakob Sprenger)[773] und als „widerlicher Demokrat“.[774] Um sich kriegswichtige Betriebe zu sichern, enteigneten sie Industrielle wie Hugo Junkers, die sich ihren Zielen widersetzt hatten.[775][776][777] Dennoch nutzte Ernst Leitz II seine Möglichkeiten. Während des Dritten Reiches stellte er zusätzliche jüdische Mitarbeiter ein und bildete sie aus. Er rettete zahlreiche von ihnen, indem er ihnen Visa für die Vereinigten Staaten beschaffte.[778][779][780][781][782][458][760] Er verwies sie alle an das New Yorker Büro des Unternehmens in der Fifth Avenue, das sie im Hotel unterbrachte und verpflegte, bis für alle geeignete Arbeitsplätze gefunden waren.[783][784][785] In den USA wurde dieses verantwortliche Engagement von Ernst Leitz II mit den Aktivitäten von Oskar Schindler verglichen und mit The Leica Freedom Train bezeichnet.[773][786] Die bis zu 600 während des Zweiten Weltkrieges im Wetzlarer Werk eingesetzten Zwangsarbeiter (hier: „Ostarbeiter“) waren in seine Fürsorge genauso eingeschlossen wie seine regulär Beschäftigten.[787] Auch in der Nachkriegszeit verlor er kein Wort darüber. Er hatte das getan, woran er glaubte: „Tue Gutes und sprich nicht darüber“.[760] 1941 wurde Ernst Leitz II der Titel eines Ehrensenators der Technischen Hochschule Darmstadt verliehen,[751][752] 1942, nach der Verhaftung seiner Tochter Elsie, trat er in die NSDAP ein.[773] Gleich nach Kriegsende wurde Ernst Leitz II Mitglied der neu gegründeten Freien Demokratischen Partei (FDP); mit Theodor Heuss und dessen Ehefrau Elly Heuss-Knapp, die er während der NS-Zeit wirtschaftlich unterstützt hatte, war er bereits seit 1932 befreundet. 1949 wurde er zum Ehrenbürger seiner Heimatstadt Wetzlar ernannt.[751] 1951 wurde ihm der Titel eines Ehrensenators der Universität zu Köln verliehen,[788] 1952 erhielt er das Große Verdienstkreuz des Verdienstordens der Bundesrepublik Deutschland (Komtur).[752]
- Friedrich Wilhelm Lienau (1876–1973) war Verleger und Besitzer des Robert Lienau Musikverlages (Carl Haslinger quondam Tobias) in Wien.[789] Sein Sohn Wilhelm besuchte von 1928 bis 1934 die S.a.M., wo er seine Reifeprüfung bestand.[549]
- Der Hamburger Bankier Ferdinand Lincke (1862–1935), verheiratet mit Maria (1866–1946), geb. Rüter,[790] war ab 1908 Vorstandssprecher der Commerz- und Disconto-Bank Aktiengesellschaft bzw. nach deren Umfirmierung der Commerz- und Privatbank Aktiengesellschaft.[791][792][793][794][795] Seit etwa 1905 bis zu seinem Tod gehörte er dem Aufsichtsrat der Elektrizitäts-Aktiengesellschaft (vormals Schuckert & Co.) an, seit 1905 dem Aufsichtsrat der Hamburgischen Elektricitäts-Werke Aktiengesellschaft, dessen langjährigen stellvertretenden Vorsitz er innehatte. Über einen ähnlich langen Zeitraum von knapp drei Jahrzehnten war er stellvertretender Vorstand der Vereinigten Jute-Spinnereien und Webereien Aktiengesellschaft, für eine Zeitspanne von mehr als zwei Jahrzehnten Aufsichtsratsmitglied der Bremen-Besigheimer Oelfabriken und seit der Gründung der Hansa Mühle A. G. stellvertretender Vorsitzender des Aufsichtsrates. Zudem saß er langjährig in den Aufsichtsräten der Stader Lederfabrik Aktiengesellschaft sowie der Lederwerke Wiemann Aktiengesellschaft und der Buxtehuder Lederfabrik Aktiengesellschaft. Seit 1921 war er Aufsichtsratsmitglied der Bavaria- und St. Pauli-Brauerei sowie der Siemens-Schuckertwerke Aktiengesellschaft (SSW). – 1908/09 ließ er sich durch die Architektengemeinschaft Rudolf & William Rzekonski sowie Georg Schiefler im Hamburger Stadtteil Harvestehude zu Gesamtkosten von rund 110.000 Mark eine repräsentative Villa mit neoklassizistischer Fassade in der Abteistraße 38 an der Ecke zum Harvestehuder Weg errichten,[796][797] die heute als Haus Lincke unter Denkmalschutz steht.[798][799] Nach dem Zusammenschluss der Warenhäuser Althoff und Karstadt wurde das gemeinsame Unternehmen im Jahr 1920 von einer Kommandit- in eine Aktiengesellschaft umgewandelt. Lincke wurde Mitglied in deren Aufsichtsrat.[792] Seinem Sohn Klaus, nach 1945: Claus (* 6. Juni 1908 in Hamburg; 7. Juli 1991 in Düsseldorf), finanzierte er von 1925 bis 1928 den Besuch des reformpädagogischen Landerziehungsheims Schule am Meer auf der Nordseeinsel Juist. Nach der Währungs- und Bankenkrise ging der Commerz- und Privatbank-Vorstandssprecher Ferdinand Lincke 69-jährig in Pension.

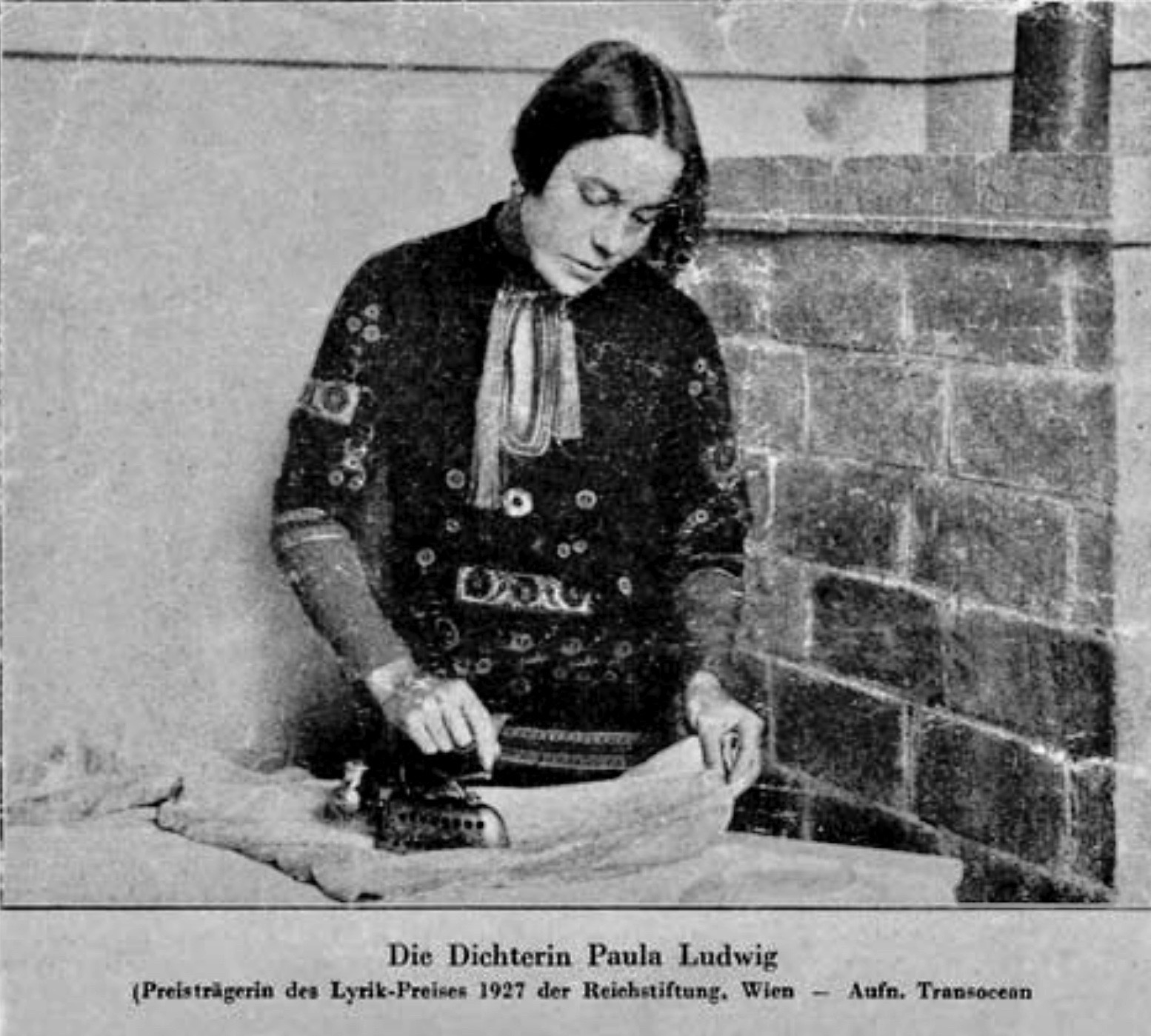
Paula Ludwig, 1927

- Die österreichische Schriftstellerin und Malerin Paula Ludwig (1900–1974) hielt sich gemeinsam mit ihrem Bekannten, dem deutschen Schriftsteller Carl Zuckmayer, in der Schule am Meer auf, um dort ihren Sohn Siegfried (1917–2007) zu besuchen.[443] Im Alter wurde sie vom Schulkameraden ihres Sohnes, Günther Leitz, finanziell unterstützt.[800]
- Annemarie Luserke (1878–1926), geborene Gerwien, war ab 1906 die Hausdame der Freien Schulgemeinde Wickersdorf. Sie ist die Tochter des preußischen Oberstleutnants Paul Vincent Gerwien (1843–1923), auf den der Satz von Bolyai-Gerwien zurückgeht. Martin Luserke, damals noch nicht Schulleiter, heiratete sie im Jahr 1908. Von da an wurde sie von den Schülern mit „Frau Lu“ angesprochen. 1925 folgte sie ihrem Ehemann nach Juist zur Schule am Meer, verstarb jedoch sehr früh. Eine Tochter und drei Söhne hatte das Paar.[199]
- Der in Südtirol geborene Wladimir Ernst Graf zu Münster von Derneburg (1886–1954) und seine Ehefrau Irmgard Gräfin zu Münster, geborene von Trützschler Freiin zum Falkenstein (1891–1967), wählten für ihren Sohn die Schule am Meer aus. Die sehr gebildete und tendenziell eher linksliberal orientierte Mutter war für diese Auswahl maßgeblich, da sie sich für ihren einzigen Sohn ein reformpädagogisches Landschulheim mit musischem Schwerpunkt vorstellte. Ihr Ehemann war zu dieser Zeit Landwirt auf dem familiären Gut Kniestedt bei Salzgitter.[801][802] 1938 wurde die Familie von den Nationalsozialisten enteignet, weil man ihre Ländereien zum Abbau von Erz durch die Reichswerke AG für Erzbergbau und Eisenhütten „Hermann Göring“ für den längst geplanten Krieg nutzen wollte. Die Familie siedelte daher auf einen Gutshof nach Hessen um.[803][804]

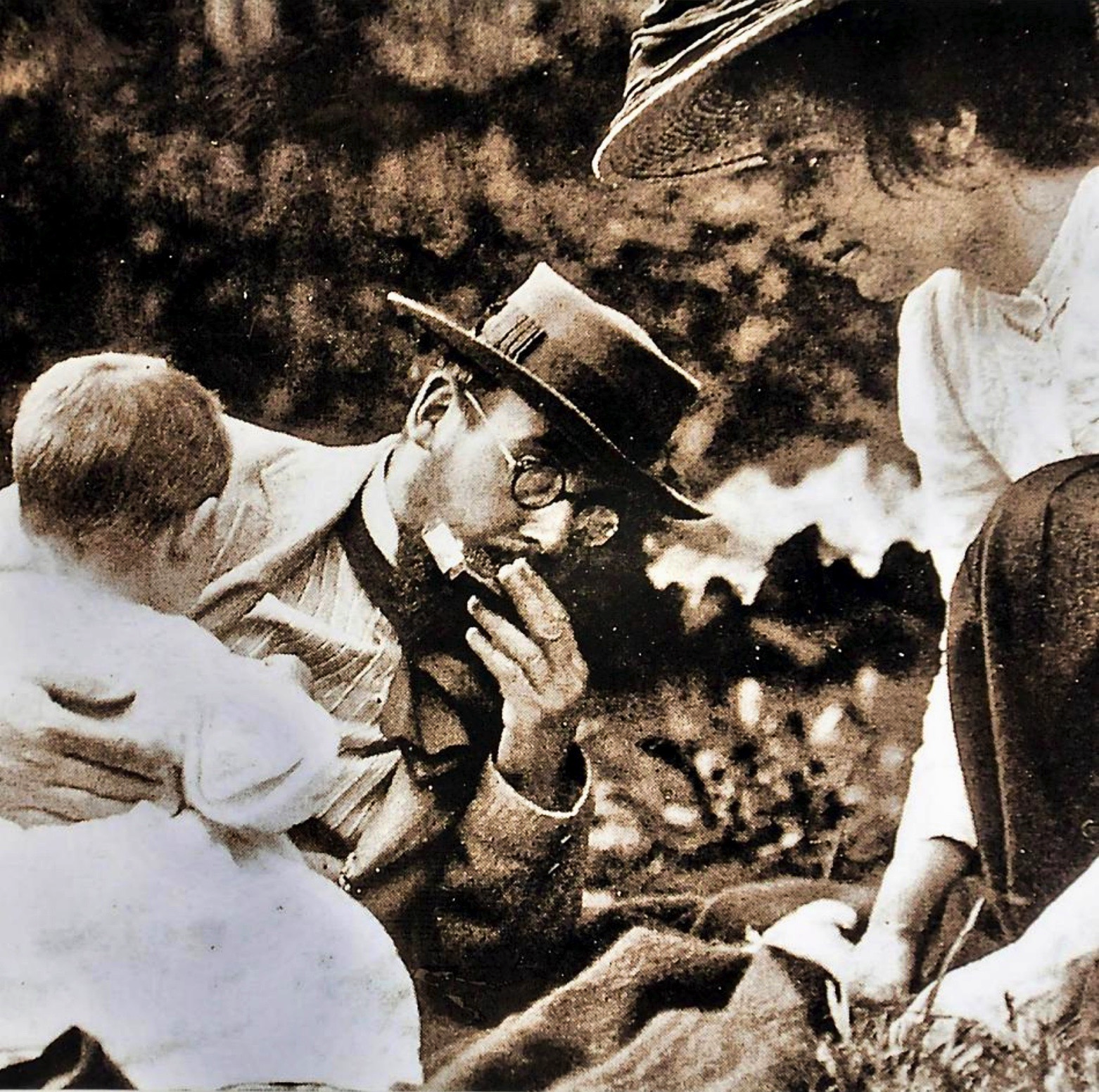
Marie von Malachowski-Nauen und Heinrich Nauen mit Tochter Nora, 1910

- Heinrich Nauen und seine Ehefrau Marie von Malachowski-Nauen empfanden die S.a.M. als geeignete Bildungseinrichtung für ihre Tochter Nora (* 1908) und ihren Sohn Joachim (* 1916), genannt „Acki“.[719] Möglicherweise wurde Hermann Nauen durch seinen Freund und Förderer Walter Kaesbach, dem Direktor der Düsseldorfer Kunstakademie, auf das Juister Landschulheim aufmerksam gemacht, denn dieser war ein S.a.M.-Förderer. Nauen, der zu den wichtigsten Vertretern des Rheinischen Expressionismus zählte, hatte an der renommierten Akademie eine Professur für Malerei inne.[805] Von den Nationalsozialisten wurden Werke Nauens und seiner Ehefrau Malachowski-Nauen als „entartet“ (NS-Diktion) gebrandmarkt, teils in der Ausstellung „Entartete Kunst“ gezeigt und teils vernichtet. Aus seinem Lehramt wurde Nauen hinausgedrängt. Befreundet war er beispielsweise mit Emil Nolde, engen Kontakt zu ihm hielt Helmuth Macke, ausdrücklich anerkannt wurde sein künstlerisches Schaffen durch Henri Matisse. Alfred Flechtheim organisierte die erste Ausstellung mit Nauens Werken.[806]

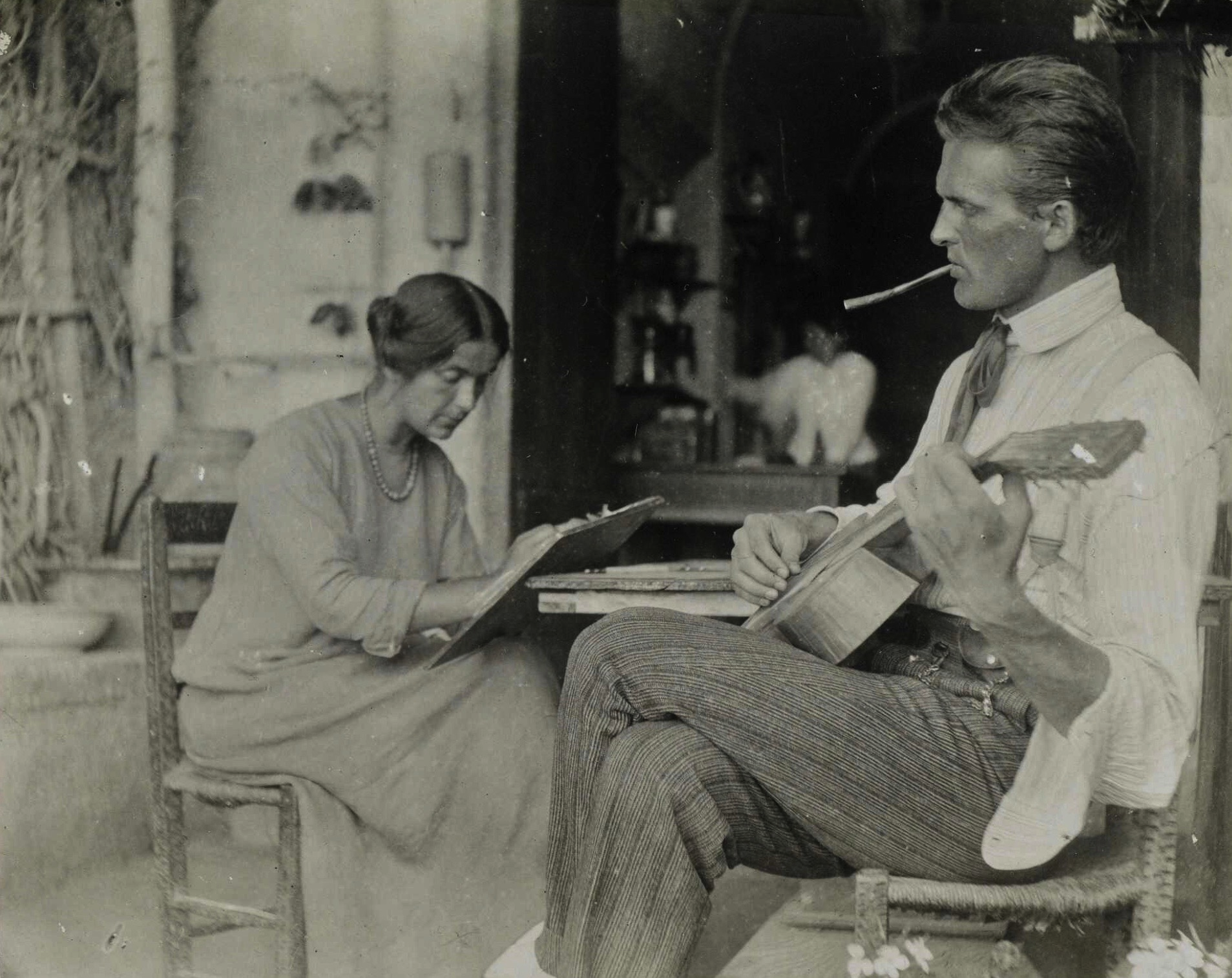
Elsa Oeltjen-Kasimir und ihr Ehemann Jan Oeltjen, 1913

- Der deutsche Künstler Jan Oeltjen (1880–1968) und seine zweite Ehefrau, die österreichische Künstlerin Elsa Oeltjen-Kasimir (1887–1944) finanzierten ihrer Tochter Leni (* 1910 in Rom), aus erster Ehe Oeltjens mit der Kunstmalerin Johanna Feuereisen (1873–1947), den S.a.M.-Schulbesuch. Leni trat danach der S.a.M.-Außengemeinde bei.[60]
- Friedrich Paulsen (1874–1947) war ein im holsteinischen Wedel geborener Architekt, der an der Baugewerkschule Eckernförde und der TH München studiert hatte.[807] Zwischen 1910 und 1913 fungierte er als Geschäftsführer des Bundes Deutscher Architekten (BDA) und führte bis 1914 in Kiel und später in Berlin ein eigenes Architekturbüro.[808] Danach wirkte er als Chefredakteur der Fachzeitschrift Bauwelt.[809] Als die Familie in Berlin-Steglitz lebte, war seine Tochter Hildegard Schülerin der Schule am Meer. Ihr Abitur legte sie zusammen mit Eva Gross, Herta Haubold, Klaus Luserke, Hans Reyersbach, Ulrich Sild, Wolfgang Siller, Katherine Weise und Heinz Zederbohm ab.[277] Danach trat sie der Außengemeinde bei.[60]

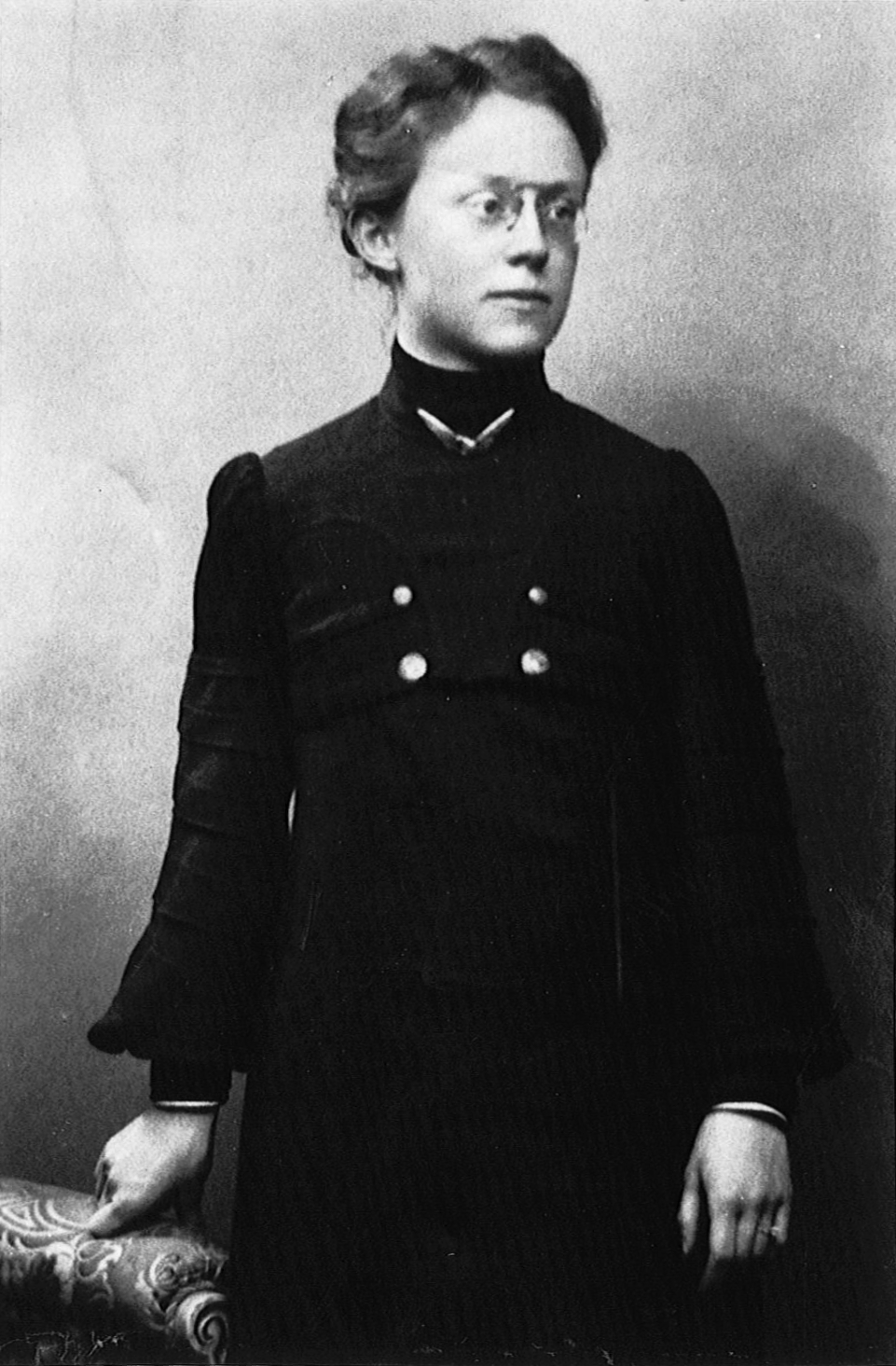
Margarete Räntsch, um 1907

- Die in Berlin geborene Agnes Elise Margarete Räntsch (1880–1945)[810] war das erste Kind des Brauereidirektors Friedrich „Fritz“ Carl Leopold Räntsch (* 7. Oktober 1844 in Dessau; † 26. Oktober 1891 in Garnsdorf) und dessen (erster) Ehefrau Caroline Friederike, geborene Wilke.[811][812] Sie hatte vier jüngere Geschwister, ihren Bruder Fritz Gustav Paul (* 1. Januar 1883 in Zlotkowo, Kreis Posen; † 24. Dezember 1994), und aus der am 6. Februar 1886 in Berlin geschlossenen zweiten Ehe ihres Vaters mit Agnes Donner (* 26. Dezember 1855 in Dessau) ihren Halbbruder Carl Louis Adolf (* 14. Juli 1887 in Berlin; † 1961), ihre Halbschwester Elisabeth Maria Johanna (* 13. März 1890 in Berlin; † 22. September 1917) und ihren Halbbruder Waldemar (* 12. Januar 1892 in Berlin; † 27. Juni 1892 ebda.). Ihre Eltern wurden 1885 geschieden. Ihr Vater starb 47-jährig, als sie zehn Jahre alt war, ein einschneidendes Erlebnis in ihrer Kindheit. Waldemar verstarb bereits im Alter von fünfeinhalb Monaten.[813] Margarete Räntsch war mit dem Bankier und Politiker Hjalmar Schacht (zeitweise Reichsbankpräsident und Reichswirtschaftsminister) verwandt. Nach der Volksschule besuchte sie eine Höhere Töchterschule, an der sie Latein und Altgriechisch lernte. Da es seinerzeit keine staatlich organisierten Angebote für Mädchen gab, die Schullaufbahn bis zum Reifezeugnis fortzusetzen, nahm sie nach ihrem Schulbesuch an einem der von Helene Lange geleiteten privat finanzierten Gymnasialkurse teil. Dies befähigte sie, im Sommer 1901 am Königlichen Luisengymnasium zu Berlin die Maturitätsprüfung abzulegen.[814] Danach immatrikulierte sie sich nacheinander für ein Studium der Humanmedizin an der Albert-Ludwigs-Universität in Freiburg im Breisgau, an der Ludwig-Maximilians-Universität in München und an der Friedrich-Wilhelms-Universität zu Berlin. An diesen drei Universitäten studierte sie jeweils zwei Semester. Ab dem Wintersemester 1902/03 war sie dann Gasthörerin an der medizinischen Fakultät der Königlich-Bayerischen Julius-Maximilians-Universität in Würzburg, da es ihr als Frau zu dieser Zeit (noch) nicht erlaubt war, dort regulär zu studieren. Am 19. Oktober 1903 durfte sie sich dann als eine der drei ersten Studentinnen für Medizin in Würzburg immatrikulieren und verbrachte dort vier weitere Semester. Ende des Wintersemesters 1903/04 bestand sie die ärztliche Vorprüfung, im Winter 1906 die ärztliche Prüfung. Am 21. Dezember 1906 erhielt sie ihre Approbation,[815] Anfang Januar 1907 die Zulassung zum praktischen Jahr.[813] Als erste Frau an der medizinischen Fakultät der Universität Würzburg verfasste sie von 1907 bis 1908 bei Karl Bernhard Lehmann ihre Dissertation mit dem Titel Untersuchungen über die Glätte von Kleiderstoffen, mit der sie zum Doctor medicinae (Dr. med.) promovierte.[816][734] 1907 bekam sie ihr erstes Kind Ulrich, 1908 heiratete sie in Berlin den aus Württemberg stammenden Landwirt Otto Köstlin (1871–1945) und ließ sich in Quarnbek in Holstein als Ärztin nieder, wo ihr Ehemann das Gut gepachtet hatte. Ihre Bedingung für diese Hochzeit war, nie genötigt zu werden, auf die Medizin verzichten zu müssen. 1909 wurde ihr zweites Kind geboren, Elisabeth. Später war sie bis etwa 1917 im Heinrich-Kinderhospital (Hei-Ki-Ho)[817][818] in Kiel am Lorentzendamm 8/10 (heute: Universitäts-Kinderklinik Kiel) tätig, wofür sie morgens und abends jeweils rund 25 Kilometer Wegstrecke mit Pferd und Wagen zurücklegen musste.[813][819] Nach einer schweren Verwundung, die ihr Ehemann während des Ersten Weltkrieges erlitten hatte, erwarb er 1917 Gut Wargenau im Samland Ostpreußens. Dort praktizierte Margarethe Köstlin zwar nicht mehr, konnte jedoch aus eigener Kraft die medizinische Versorgung von 24 Familien der auf dem Gut Beschäftigten sicherstellen sowie die ihrer eigenen Familie.[813] Im Jahr 1919 wurde ihr drittes Kind geboren, Beate. Die Erziehung ihrer drei Kinder erfolgte nicht zeittypisch; die Töchter genossen dieselben Freiheiten wie der Sohn. Sexualität war kein Tabu, ein Gutshof mit einer Vielzahl von Tieren führte den Kindern ohnehin genügend praktische Beispiele vor Augen. Der Vater erklärte anschaulich, die Mutter steuerte den theoretischen Hintergrund und Literatur bei. Die Eltern suchten für ihre Jüngste nach einem Landerziehungsheim mit liberaler Erziehung sowie einem vielfältigen sportlichen und musischen Angebot, um ihrer jüngsten Tochter eine bessere Bildung zu ermöglichen.[820] Mit der Schule am Meer auf Juist wurden sie fündig. Das Ehepaar wurde im Sommer 1945 auf Gut Wargenau von Soldaten der Roten Armee ermordet.[735][821]

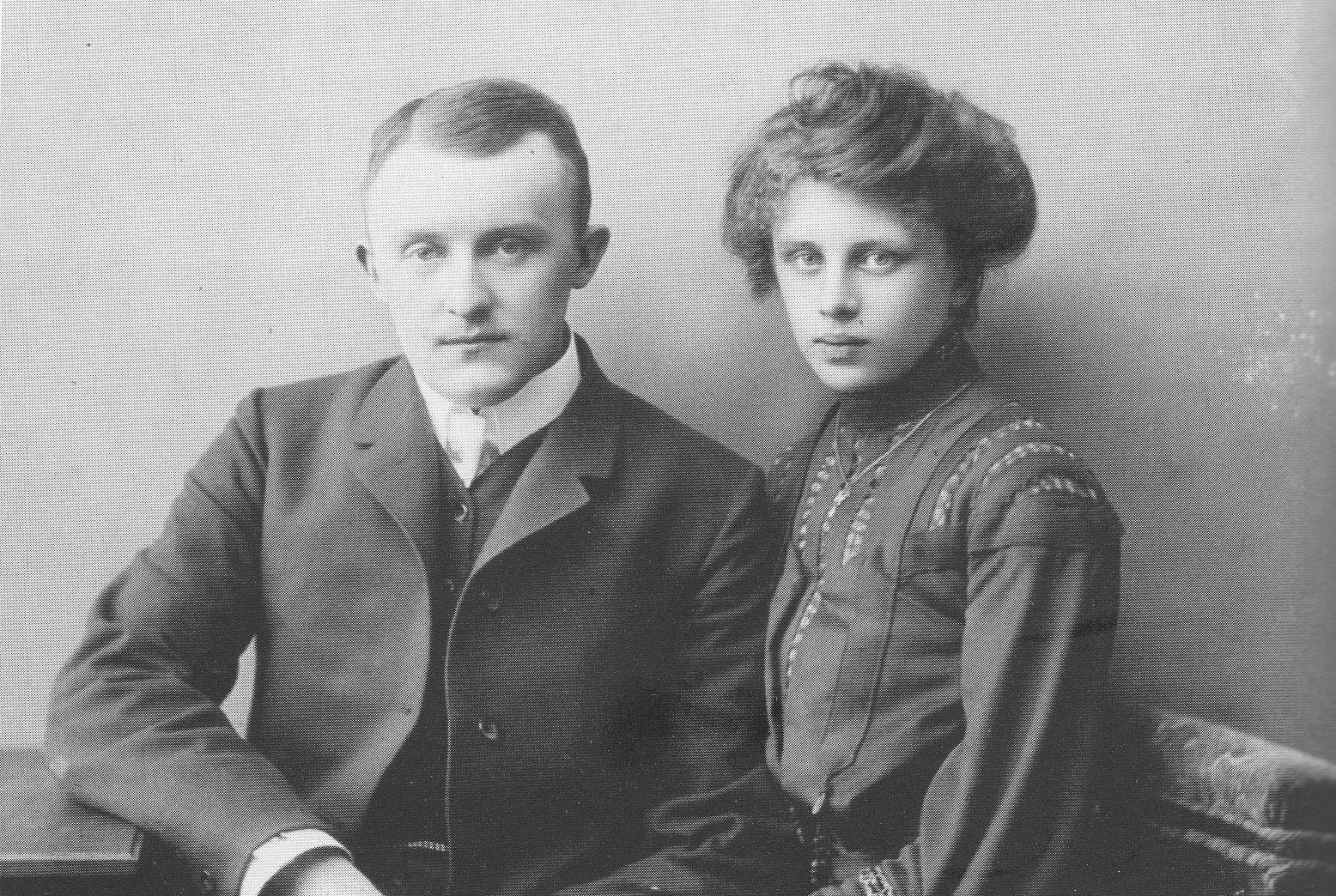
Jørgen Skafte Rasmussen mit Ehefrau Therese, geborene Liebe, 1904

- Jørgen Skafte Rasmussen (1878–1964) war ein dänischer Ingenieur und Hauptaktionär der Zschopauer Motorenwerke J. S. Rasmussen AG, deren Marke DKW ab 1928 als temporär größter Motorradhersteller der Welt bekannt wurde. Ab 1921 war deren Werbeslogan „DKW, das kleine Wunder, läuft bergauf wie andre runter!“ sehr erfolgreich, der die im Volksmund als „Arschwärmer“ bezeichneten DKW-Fahrräder mit Hilfsmotor bewarb. Im selben Jahr führte Rasmussen nach US-Vorbild die Fließbandfertigung ein. 1926 gründete er ein Zweigwerk in Berlin-Spandau, in dem der DKW Typ P und der DKW Zweizylinder-Zweitaktmotor hergestellt wurden. 1928 erwarb Rasmussen die Audiwerke AG in Zwickau. Als Folge der Weltwirtschaftskrise ab Herbst 1929 kam es im Jahr 1932 zur Fusion mit der Horchwerke AG Zwickau und den Wanderer-Werken in Schönau bei Chemnitz. Auf diese Weise entstand die Auto Union AG, deren Logo mit den vier horizontal ineinander verschlungenen Ringen die ehemals vier Marken Audi, DKW, Horch und Wanderer symbolisiert. Rasmussen kam bei der Gründung der Auto Union AG eine Schlüsselrolle zu.[822] Im Jahr 1929 stellte Rasmussen den europaweit ersten Kühlschrank für Privathaushalte her, zum festen Begriff wurde die „DKW-Kühlung“. Rasmussen und seine in Stolberg (Harz) geborene deutsche Ehefrau Johanna Clementine Therese Liebe (1884–1973) ermöglichten es drei ihrer vier Kinder, Arne, Hans Werner und Ove, die S.a.M. zu besuchen. Hans Werner und sein jüngerer Bruder Ove hielten sich bereits ab 15. Januar 1925 im Loog auf Juist auf, ab dem ersten Schultag 1. Mai 1925 war Hans Werner in der Obersekunda, Ove in der Obertertia. Hans Werner wirkte als erster Ausschusspräsident der Schulgemeinde, Ove übernahm diese Funktion später. Hans Werner verließ die S.a.M. am 16. Dezember 1925. Ove ging nach bestandenem Abitur am 21. März 1929 ab. Ihr jüngerer Bruder Arne trat am 29. April 1925, drei Tage vor dem ersten Schultag, in die S.a.M. ein, ab 1. Mai 1925 gehörte er der Quarta an. Er ging am 28. März 1930 mit der Mittleren Reife von der S.a.M. ab.[823]
- Der in Honnef in der Rheinprovinz in eine römisch-katholische Familie geborene Josef Rings (1878–1957), ein Architekt und Stadtplaner, war in Offenbach am Main, in Darmstadt, im Ruhrgebiet, auf Juist und in Palästina tätig, u. a. als Leiter der Bauabteilung der Friedrich Krupp AG. Er wird als Planer des Ausbaus der Schule am Meer etwa zwischen 1926 und 1929 benannt, ergo für Arche, Do, Jenseits und Westfalenhalle.[824] Er war mit Mathilde „Tilly“ Menkel (1886–1942) verheiratet. 1910 wurde ihr gemeinsamer Sohn Werner geboren, dem sie 1926–1929 den Besuch der S.a.M. finanzierten. Dieser lebte und arbeitete nach Abitur und Studium ab 1933 in Spanien. Josef Rings, ein aktives SPD-Mitglied, sah sich nach dem 30. Januar 1933 von den Nationalsozialisten verfolgt und in seiner beruflichen Existenz bedroht. Wegen seiner jüdischen Ehefrau beantragte er 1934 die Einwanderung in das britische Mandatsgebiet Palästina. Er erhielt das Visum und wurde britischer Staatsbürger, während seiner Ehefrau wegen einer akuten schweren Erkrankung die Einreise verweigert wurde. Dadurch musste sie mit dem Schiff zu dessen Ausgangshafen nach Deutschland zurückkehren. So wurde das Ehepaar auseinandergerissen, denn Josef Rings konnte eine Rückkehr ins NS-Reich nicht riskieren. 1939 wurde ihm von NS-Dienststellen die deutsche Staatsbürgerschaft aberkannt. Er arbeitete u. a. als Stadtplaner in Tel Aviv. 1942 verstarb seine Ehefrau in einem jüdischen Krankenhaus in Köln nach schwerer Krankheit eines natürlichen Todes.[825][826] 1948 kehrte Josef Rings nach Deutschland zurück und lehrte als Professor für Stadtplanung an der Johannes-Gutenberg-Universität in Mainz.

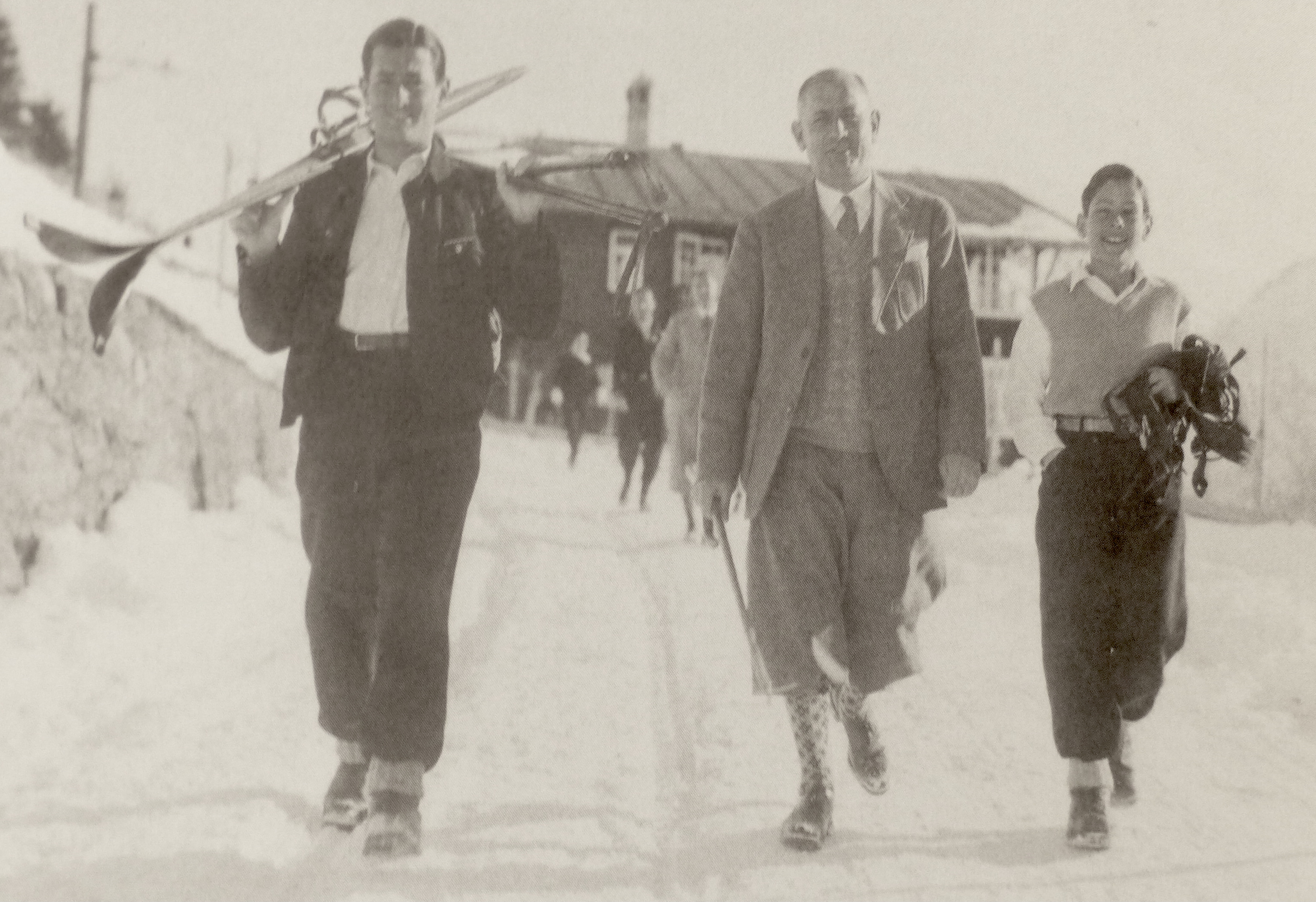
Von links: Gustav Schindler mit seinem Vater Julius Schindler und S.a.M.-Schüler Fritz Schindler, 1932

- Julius Schindler war ein Im- und Exporteur von Maschinen- und Mineralöl, ein Besitzer von Raffinerien, die Produkte für die chemische, kosmetische und medizinische Industrie herstellten, und ein Tankschiff-Reeder. Der Verwaltungssitz seiner Unternehmen war in Hamburgs Kontorhaus Hohe Bleichen 28, das heute unter Denkmalschutz steht.[827] Schindler engagierte sich in den jüdischen Gemeinden der Großstädte Altona und Hamburg. Von 1930 bis 1932 ermöglichte er seinem Sohn Fritz (* 30. Januar 1920 in Hamburg), der zuvor an der privaten Knabenvorschule (Grundschule) des Fräulein Cläre Lehmann in Hamburg unterrichtet worden war, die Schule am Meer zu besuchen.[828] Dort freundete sich dieser mit Hagen Distelbarth (1918–1941) an, einem Sohn des Paul Distelbarth. Im Herbst 1931 verließ Julius Schindler Deutschland und nahm im Folgejahr die Staatsbürgerschaft des Fürstentums Liechtenstein an. Deshalb verließ Fritz 1932 die S.a.M. auf Wunsch seiner Eltern. Im Verlauf des Jahres 1938 wurden Julius Schindlers Unternehmen durch die Nationalsozialisten „arisiert“. 1939 emigrierte er von Frankreich aus über Québec/Kanada in die Vereinigten Staaten. In Hamburg-Wilhelmsburg wurde 1992 die Julius-Schindler-Straße nach ihm benannt.[829] S.a.M.-Schüler Fritz fuhr am 12. April 1939 mit der S.S. Île de France von Le Havre aus nach New York City, wo er am 19. April 1939 eintraf.[830] Dort ergriff er unter dem geänderten Namen Frederick Charles Schindler den Beruf des Chemieingenieurs.

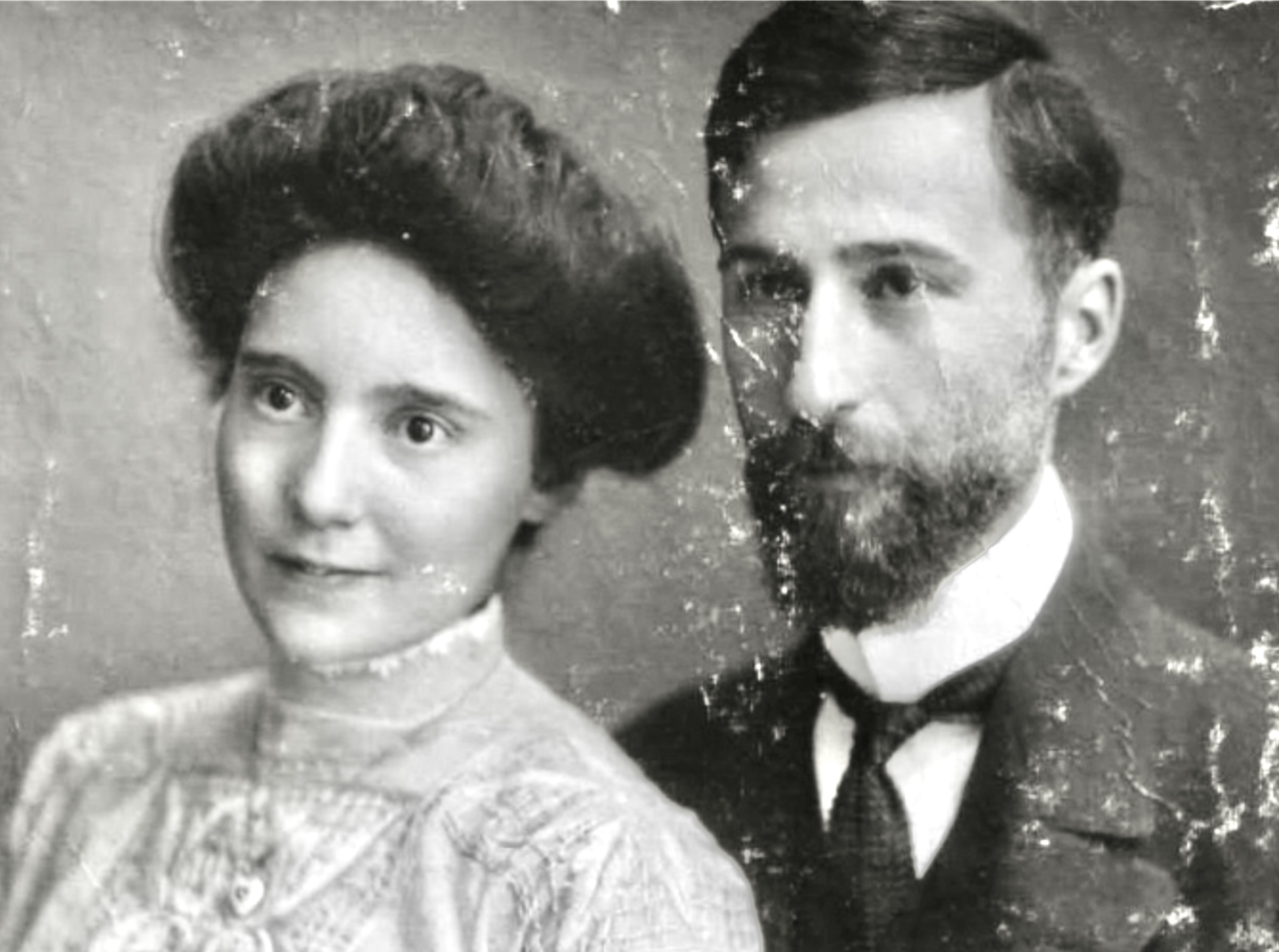
Luise und Franz-Frederik Schmidt, 1912

- Franz-Frederik Schmidt-Dumont (1882–1952) und seine Ehefrau Luise (* 1889), geborene Semler, finanziertem ihrem Sohn Franz-Johannes (* 1914) den Aufenthalt im Landerziehungsheim auf Juist, um dort seine Reifeprüfung abzulegen.[542] Luise Semler war eine Enkelin des Hamburger Bürgermeisters Johann Georg Mönckeberg.[541] Ihr Vater Johann Semler war Jurist und Reichstagsabgeordneter der Nationalliberalen für den Kreis Aurich, ihre Mutter war die älteste Tochter Mönckebergs.[540] Ihr Ehemann Franz-Frederik Schmidt, den sie 1912 geheiratet hatte, war in der Stadt Altona geboren, hatte zunächst die Naturwissenschaften studiert, später Rechtswissenschaft, Nationalökonomie und mehrere Sprachen: Russisch, Türkisch, Hebräisch, Arabisch und Polnisch. Dabei nahm er bereits einen Teil der Welt in Augenschein, denn sein Studium führte ihn an die Universitäten Lausanne, Hannover, Edinburgh, Königsberg, München, Breslau, Berlin, Hamburg, Moskau und Heidelberg. 1907 zum Doctor iuris (Dr. iur.) und 1910 zum Doctor philosophiae (Dr. phil.) promoviert, war er 1912 zunächst bei der Deutschen Bank angestellt. 1913 entsandte ihn die Generaldirektion der Anatolischen und Bagdad-Eisenbahn-Gesellschaft als Justiziar nach Konstantinopel ins Osmanische Reich. Dort hatte das Ehepaar seine Hochzeitsreise verbracht. Ab August 1914 fungierte Franz-Frederik Schmidt als Russisch-Übersetzer für die Deutsche Botschaft in Konstantinopel. 1917 wurde er von der Bahngesellschaft freigestellt, nachdem ihn die Mittelmeerdivision der Kaiserlichen Marine als Matrose eingezogen hatte. Aufgrund seiner Fähigkeiten wurde er auf einen Panzerkreuzer abkommandiert, um darauf das Nachrichtenbüro zu besetzen. Im selben Jahr wurde er als Wirtschaftsberater an der Deutschen Botschaft in Konstantinopel für den seit März 1917 eingesetzten Botschaftsrat Graf Waldburg tätig,[831][540] der dritte Besuch Kaiser Wilhelms II. stand an.[832] Im Dezember 1917 kehrte Franz-Frederik Schmidt nach Altona zurück. 1918/19 ließen die Eheleute Schmidt ihren Familiennamen in Schmidt-Dumont ändern. Im Winter 1918/19 nahm Franz-Frederik Schmidt-Dumont an der internationalen Marine-Friedenskommission entlang der deutschen Nordseeküste teil. Im Jahr 1920 wurde er Verkaufsleiter der Hugo Stinnes G.m.b.H., nach Hugo Stinnes’ Tod 1924 jedoch wegen der Auflösung der Gesellschaft entlassen. Er musste sich beruflich neu orientieren. Ab 1925 war er im Nahen Osten als Repräsentant für Wolffs Telegraphisches Bureau und als Leiter und Chefredakteur der deutschsprachigen Tageszeitung Türkische Post in Ankara und Konstantinopel tätig. Ab April/Mai 1933 wurde er vom Reichsministerium für Volksaufklärung und Propaganda (RMVP) als Referent eingestellt und der Deutschen Botschaft in Ankara und dem Deutschen Generalkonsulat in Istanbul als Presseattaché zugeteilt. Außerdem war er als Attaché bei den Gesandtschaften in Teheran und Bagdad tätig. Am 1. Oktober 1934 trat er der NSDAP bei. Am Führergeburtstag 1938 (20. April) wurde er ins Beamtenverhältnis übernommen und zum Oberregierungsrat ernannt. Im Juli/August 1942 wurde er nach Berlin zurückberufen, das Büro in Istanbul aufgelöst. Er wurde zum Leiter des Orient-Referats in der Ausland-Abteilung des RMVP ernannt. Am 7. Mai 1945 wurde er verhaftet und gelangte in sowjetische Kriegsgefangenschaft. 1952 wurde er zum Tode verurteilt, später begnadigt und zu 15 Jahren Straflager verurteilt. Sieben Monate später verstarb der 70-Jährige. Zwei unterschiedliche Todesdaten und -orte innerhalb der Sowjetunion werden genannt.[540][831][833]

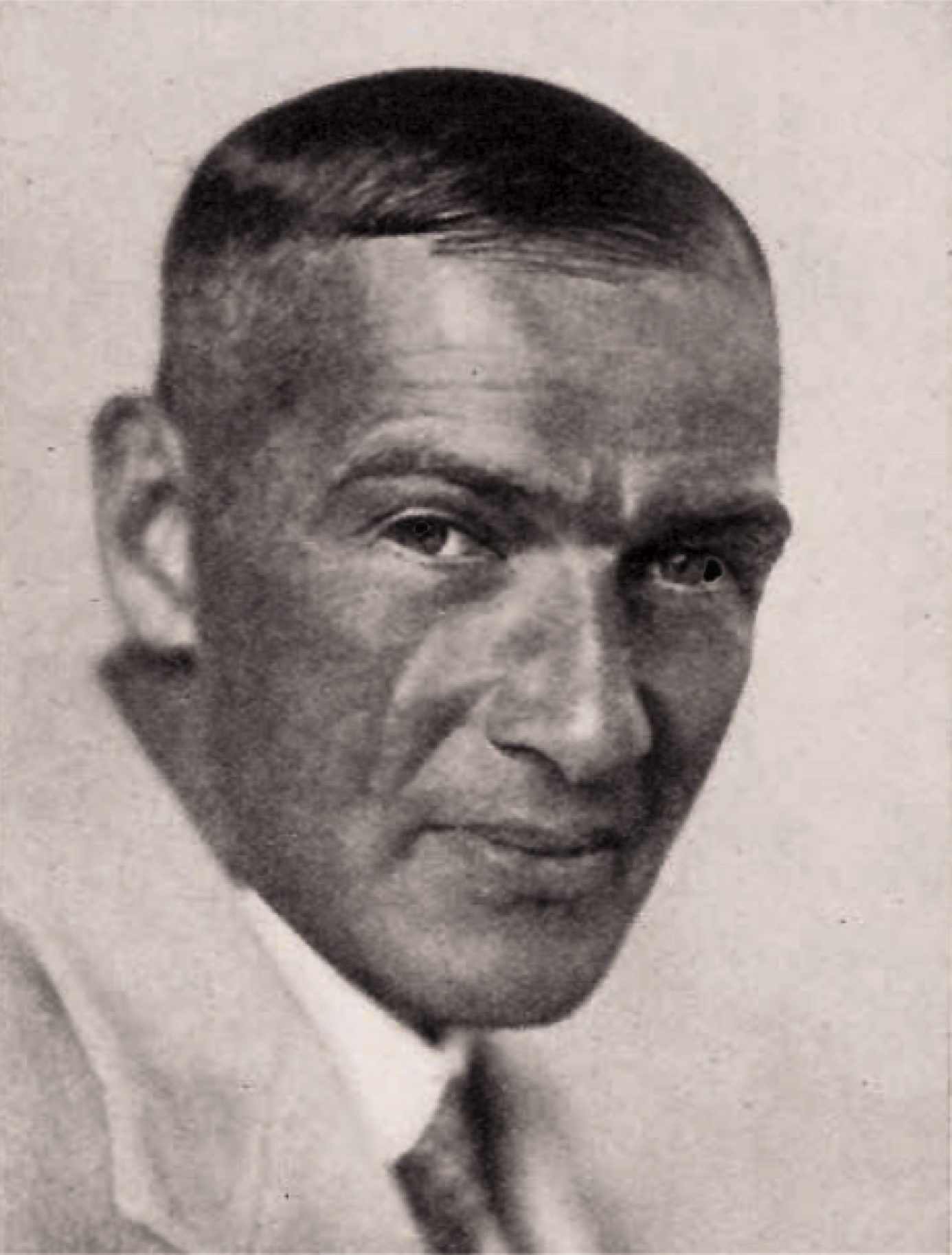
Hanns Sild, 1920er Jahre

- Der promovierte Wiener Rechtsanwalt Hanns Sild (1880–1937), auch als Hans, Hannes, Johann und Johannes verzeichnet,[834] war der Vater des S.a.M.-Schülers Ulrich Sild (1911–1937). Hanns Sild stammte aus einer Wiener Unternehmerfamilie. Er war in seiner Jugend im Bergsteigen, Fechten, Schwimmen und Turnen aktiv und betrachtete im Jahr seiner Matura die alpine Welt vom Gipfel des Großglockners. An der Universität Wien studierte er Rechtswissenschaft und wurde 1902/1903 als deutschnationaler protestantischer Studiosus aktenkundig,[835] der einen vermeintlich katholisch chargierten Studenten verprügelte. Dafür musste er sich öffentlich in einer Wiener Tageszeitung, der Ostdeutschen Rundschau, entschuldigen. 1906 wechselte er an die Universität Innsbruck und trat dort dem Akademischen Alpenklub Innsbruck (AAKI) bei, über den (und das Bergsteigen) er wohl seine spätere Ehefrau Cenzi von Ficker (1878–1956), geb. Tschafeller, kennenlernte. Im Jahr 1908 heirateten beide und bekamen drei Söhne, Ulrich „Uli“ (* 1911), Hans Henning (* 1914) und Meinhart (* 1918). Hanns Sild hatte keinen Militärdienst geleistet, weil eines seiner Augen nahezu erblindet war. Bei Ausbruch des Krieges im August 1914 jedoch meldete er sich freiwillig. Mit dem 1. Tiroler Jäger-Regiment „Kaiserjäger“ wurde er zunächst an die Ostfront beordert, nach dem Kriegseintritt Italiens Ende 1915 an die Gebirgsfront. Der seit 1915 während der Kämpfe in Galizien mit der Goldenen Tapferkeitsmedaille dekorierte Leutnant Sild wurde im Jahr 1917 bei Kämpfen um die Sextner Rotwand schwerverwundet; eine südliche Spitze der Rotwand wurde seinerzeit ehrenhalber als „Sild-Turm“ benannt.[836][837] Während der Kriegsjahre lebten seine Frau und die gemeinsamen kleinen Söhne in Igls oberhalb Innsbruck in der Hohenburg, die Cenzis Vater Julius Ritter Ficker von Feldhaus 1898 erworben hatte. 1921 kehrte die Familie Sild nach Wien zurück und wohnte in Floridsdorf, Am Spitz 6. Hanns Sild trat dem Deutschen Klub bei, einem elitären einflussreichen deutschnationalen Verein, und saß 1919/20 in dessen Vorstand.[836] Der Arzt und Schriftsteller Arthur Schnitzler traf am 14. Dezember 1923 in einem Gerichtsverfahren auf den Rechtsanwalt Hanns Sild, der die gegnerische Seite, Wilhelm Stapel, den Herausgeber des Periodikums Deutsches Volkstum – Monatsschrift für das deutsche Geistesleben, vertrat. Diese Publikation entwickelte sich unter Stapels Leitung zu einem der führenden antisemitischen Presseorgane der Weimarer Republik. Schnitzler charakterisierte Sild wie folgt: „Auch der Vertreter Stapels, ein Dr. Sild (Floridsdorf) war anwesend, ein typisches Antisemitengesicht; aber er benahm sich sehr wohlerzogen, und wir führten auch außerhalb des Verhörs akademische Gespräche über Moral und Kunst“.[838] Das Ehepaar Sild war Abonnent der zumeist als „nationalbolschewistisch“ bezeichneten Zeitschrift Widerstand. Zeitschrift für nationalrevolutionäre Politik. Mit Ernst Niekisch und vor allem mit Joseph E. Drexel, den politischen Köpfen dieser „nationalrevolutionären“ Bewegung, standen sie in freundschaftlichem persönlichen Kontakt. Niekisch bezeichnete Hanns Sild als den „führenden Mann“ seiner Bewegung in Wien: „Den Gedanken der Ostorientierung nahm er an, weil er meinte, nicht anders als im Bunde mit Sowjetrußland sei gegen den französischen Widerstand der Anschluß zu erreichen.“ Zu dieser „nationalrevolutionären“ Bewegung zählten offenbar auch die Söhne Silds: Uli wurde auf einer von der Gestapo beschlagnahmten Liste als Vertrauensmann der Bewegung an der Universität Wien aufgeführt; Meinhart zählte zu den Lesern des Widerstand, in dem zu dieser Zeit auch Ernst Jünger publizierte. Für die Schule am Meer war Rechtsanwalt Sild als einer ihrer Vertrauensleute verzeichnet, der Wiener bzw. österreichische Eltern, die Kinder bzw. Jugendliche auf ein preußisches Internat umschulen wollten, informierte und beriet.[836]

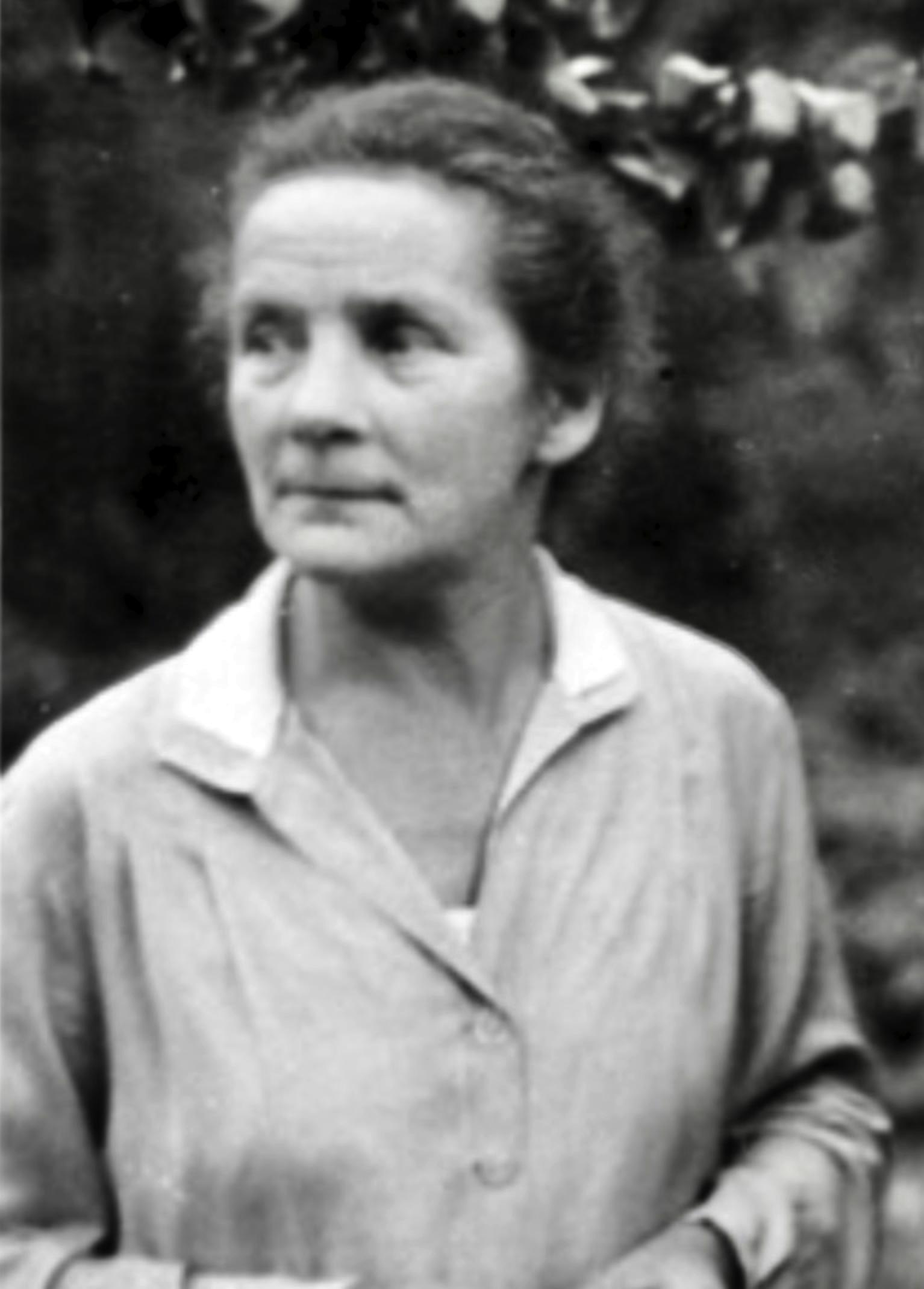
Cenzi Sild, 17. Juni 1936

- Cenzi Sild (1878–1956), geborene Tschafeller, auch als „Uschba-Mädel“ bekannt, war eine bekannte bayerisch-österreichische Bergsteigerin und Mutter des S.a.M.-Schülers Ulrich „Uli“ Sild (1911–1937), ihres ersten bzw. ältesten Sohnes. Sie war die Tochter des in Innsbruck lehrenden westfälischen Rechtshistorikers Julius Ritter Ficker von Feldhaus, der mit einer schwerkranken Frau verheiratet war und eine seinerzeit illegitime Liebschaft mit Cenzis Mutter Maria Tschafeller (1847–1907) unterhielt. Nach dem Tod seiner Ehefrau im Jahr 1895 heiratete der bereits 70-Jährige Maria und adoptierte seine allesamt unehelich gezeugten Kinder im Jahr 1896. Cenzis drei jüngere Brüder waren der Schriftsteller und Verleger Ludwig von Ficker, der Meteorologe, Geophysiker und Bergsteiger Heinrich „Heinz“ von Ficker sowie der Musikwissenschaftler Rudolf von Ficker. Die Mutter übersiedelte nach der Hochzeit und Adoption ihrer Kinder nach Innsbruck, die Bergwelt vor der Haustür. Ihre Tochter Cenzi von Ficker wurde schon bald als „Innsbrucks kühnste Kletterin“ charakterisiert, bereits 1899 wurde sie als eine von sehr wenigen Bergsteigerinnen in den elitären Österreichischen Alpenklub (ÖAK) aufgenommen. Als einzige Frau nahm sie 1903 gemeinsam mit ihrem Bruder Heinz an einer von Willi Rickmer Rickmers geführten Kaukasus-Expedition teil, um unter anderem erstmals den 4737 Meter hohen Uschba zu besteigen. Der Fürst Dadeschkeliani von Swanetien im Norden Georgiens zeigte sich, obwohl sie den Gipfel nicht erreicht hatte, von ihrer bergsteigerischen Leistung so beeindruckt, dass er ihr den Berg zum Geschenk machte. In der Folge wurde sie daher als „Uschba-Mädel“ bezeichnet. Rickmers wiederum benannte einen von Cenzi bestiegenen Gipfel zu ihren Ehren „Tsentsi-Tau“. 1908 heiratete sie den Studenten der Rechtswissenschaft und Bergsteiger Hanns Sild. In den 1920er Jahren wurde Cenzi Sild politisch aktiv. Ab 1923 kandidierte sie wiederholt für die Großdeutsche Volkspartei und wurde im Verband deutscher Frauen aktiv, wobei sie sich primär mit der Schulreform und sozialer Fürsorge befasste. Von 1926 bis 1929 war sie Vorsitzende des Reichsverbandes deutscher Frauenvereine Österreichs, der Vereinigung aller „deutsch-arischen“ Frauenvereine im Rahmen der Großdeutschen Volkspartei. Für ihren ältesten Sohn Ulrich wählte sie das reformpädagogische Landerziehungsheim Schule am Meer vorrangig wegen Ulis Bronchialasthmas aus, für das die Freiluftschule durch das Reizklima der Nordsee Besserung verhieß. Cenzi Sild verlor 1937 sowohl ihren ältesten Sohn Uli am Berg durch Steinschlag als auch ihren Ehemann nach schwerer Krankheit. Ihre beiden jüngeren Söhne Hans Henning (1914–1943) und Meinhart (1918–1944),[839] letzterer persönlicher Referent des österreichischen NS-Statthalters Arthur Seyß-Inquart für den Deutschen Alpenverein,[840][836] fielen im Zweiten Weltkrieg.

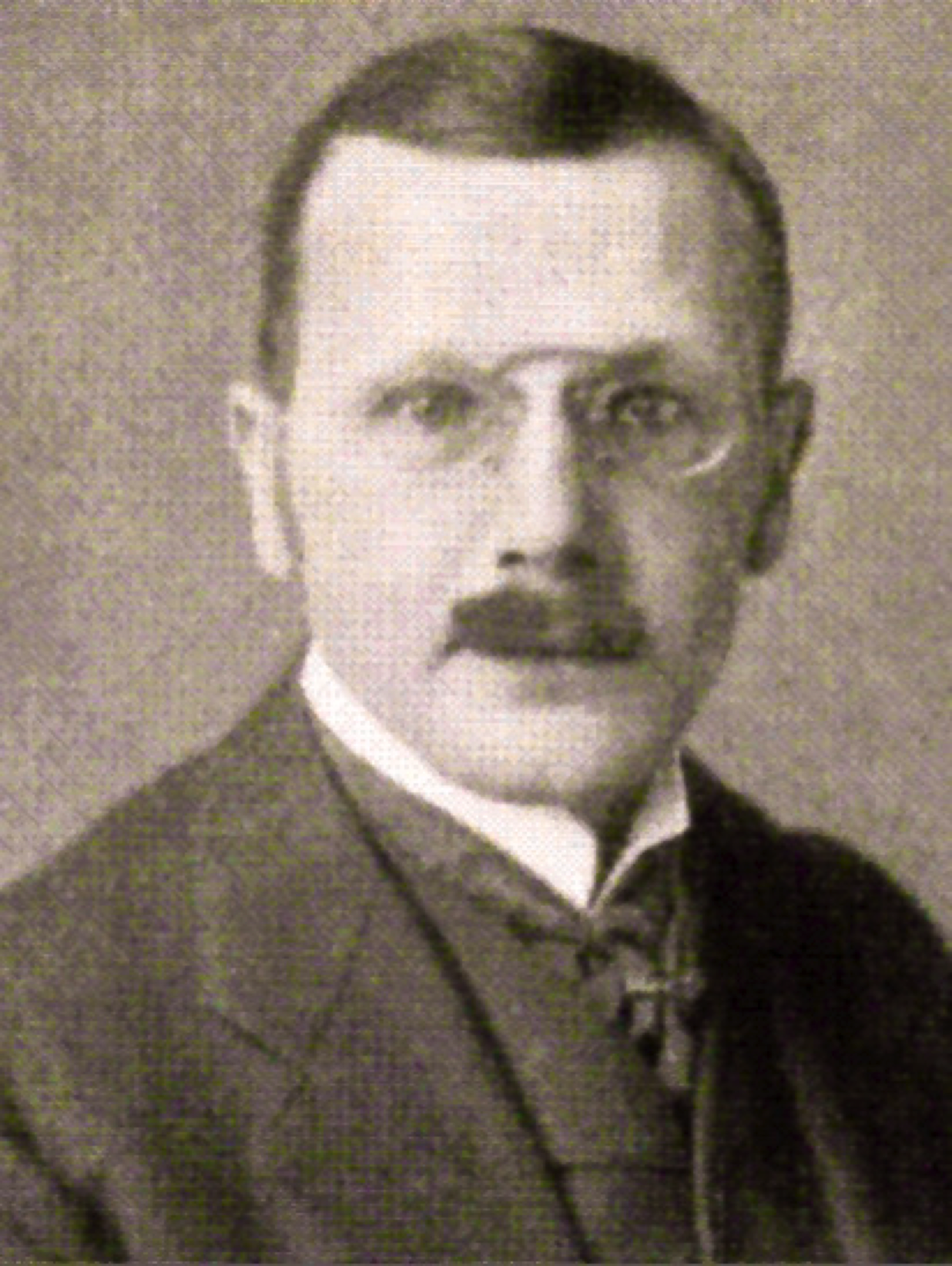
Wilhelm Freiherr von Tettau, um 1920

- Der in Erfurt im Herzogtum Sachsen-Weimar-Eisenach geborene Architekt Wilhelm Richard Elimar Freiherr von Tettau (1872–1929) und seine Gattin Ada Freifrau von Tettau Contessa Niëvo (1879–1960), geborene Gräfin Niëvo, seinerzeit in Berlin-Lankwitz ansässig, ermöglichten ihrer Tochter Jolanda Paola Ada Karola Lucia Freiin von Tettau, ab April 1928 die Schule am Meer zu besuchen, um dort im März 1929 ihre Reifeprüfung zu absolvieren. Deren Zwillingsbruder, Wolfram Lionello Donatello Freiherr von Tettau (1908–1956), war jedoch nicht an der S.a.M., sondern machte sein Abitur am Askanischen Gymnasium in Berlin und studierte danach an der Technischen Hochschule zu Berlin Architektur. – Der Vater Wilhelm von Tettau, ein Architekt der Reformbewegung,[841] hatte nach seinem Studium an der Technischen Hochschule Charlottenburg und der Technischen Hochschule Karlsruhe um 1900 eine Reihe von Wettbewerben für Architekten für sich entschieden. Er wurde beispielsweise 1903 mit dem Schinkelpreis ausgezeichnet und erhielt ein damit verbundenes Stipendium für eine Reise nach Italien, Griechenland und Konstantinopel. Darüber verfasste er mehrere Artikel für Architekturzeitschriften. Nach seinem 2. Staatsexamen wurde er im Jahr 1904 zum Regierungsbaumeister ernannt. Nach seinen Plänen entstanden nach Vollbrand rekonstruierte alte Häuserzeilen eines Stadtteils, Siedlungswohnhäuser, Guts- und Herrenhäuser, Gutshöfe und Villen, aber auch eine Schule mit Turnhalle, ein Reiterstandbild Wilhelms I. und einen Kaiser-Wilhelm-Aussichtsturm auf der Hohen Acht. Nach seiner Heirat 1907 errichtete er seiner Familie 1908/09 eine Jugendstil-Villa in dem Dorf Lankwitz, Kreis Teltow, Corneliusstraße 31 (Gebäude kriegsbedingt nicht erhalten), 1925/1926 eine weitere in der Kaulbachstraße 62/64 (Gebäude kriegsbedingt nicht erhalten). Für seine Pläne zum Wiederaufbau eines durch Brände zerstörten Stadtteils von Duderstadt erhielt er 1910 die Goldene Ehrenmedaille für Kunst und Wissenschaft.[842] Die Fachwerkbauten der wiederholt durch Brand zerstörten Altstadt Duderstadts ersetzte er durch Massivbauten. Ab 1911 erhielt er eine Professur an der Königlichen Kunstakademie in Kassel.[843] Im Ersten Weltkrieg wurde er 1915 als Hauptmann der Reserve bei der Schlacht um Verdun schwer verwundet.
- William Unna war ein Facharzt für Magen-, Darm- und Stoffwechselkrankheiten in Hamburg, der seinem Sohn den Besuch der Schule am Meer ermöglichte.

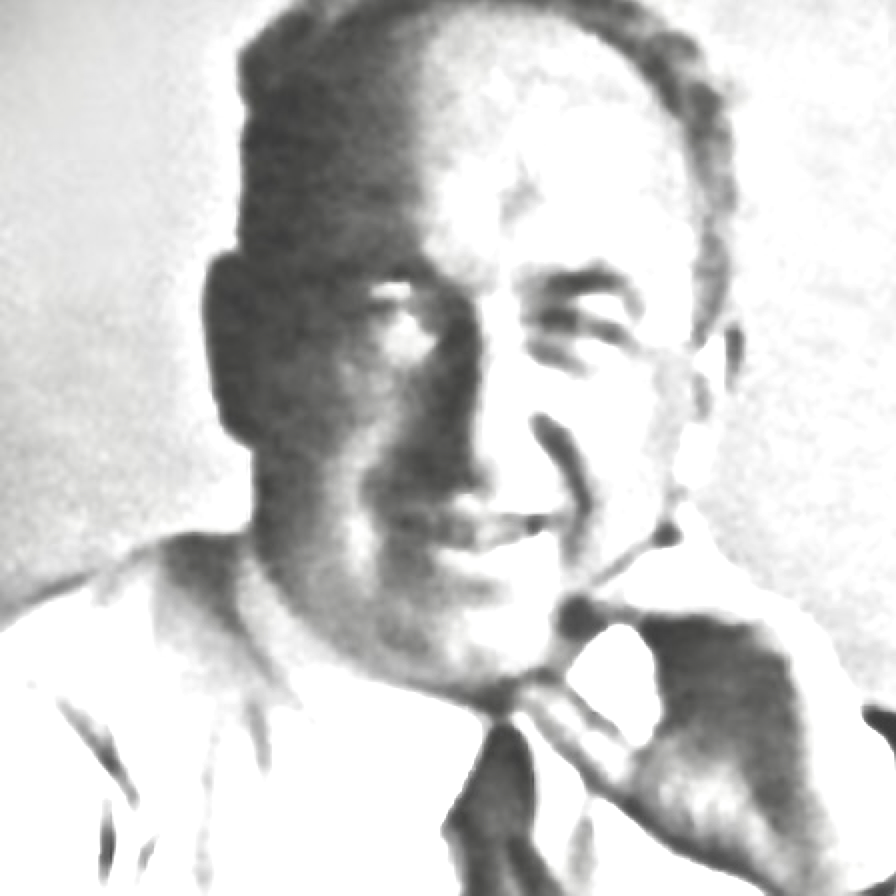
Walter Weigert, 1930er Jahre

- Walter Eliezer Weigert (geboren am 3. März 1883 in Brandenburg an der Havel; gestorben am 12. September 1952 in Haifa, Israel), auch als Walter Louis Weigert verzeichnet, war mit Käthe (geboren 12. Januar 1894 in Bremen; gestorben 19. September 1952 in Haifa, Israel), geborene Hildesheimer, verheiratet. Aus der Ehe gingen drei Söhne hervor, Reuven (geboren am 7. Juli 1916 in Hamburg; gestorben am 29. April 2015 im Kibbuz Dalijja, Israel), Gideon (geboren am 12. Mai 1919 in Hamburg; gestorben am 22. Mai 2001 in Omer, Israel) und Benjamin Ernst (geboren am 20. Dezember 1924 in Hamburg; gestorben am 25. März 1985 in Beʾer Scheva, Israel). – Der promovierte Chemiker Walter Weigert war der Besitzer der von ihm 1912 gegründeten Chemischen Fabrik Dr. Weigert in Hamburg, die bis heute besteht.[844] Am 14. März 1910 begründete er in Hamburg zusammen mit dem Philosophen und Nationalökonomen Ernst Tuch (1872–1922) einen Ableger des 1898 gegründeten jüdischen Berliner Sportvereins Bar Kochba zur „Pflege des Turnens und einer national-jüdischen Gesinnung“ mit einem hohen Anteil von Frauen. Der Verein mietete einen Sportplatz an der Alsterdorfer Straße in der Nähe des Winterhuder Marktplatzes und stundenweise die Turnhalle des Eimsbütteler Turnverbands in der Schlankreye.[845] – Für sein Unternehmen gab Weigert die Devise aus: „Nicht was wir herstellen können ist entscheidend, sondern welchen Vorteil unsere Kunden davon haben“. Nach der Entdeckung der Chlorbleichlauge Natriumhypochlorit (NaClO) als flüssiges Produkt zum Bleichen der Wäsche lieferte er Dr. Weigert’s Bleichessenz an die Großwäschereien der Hansestadt. Während der 1920er Jahre belieferte er damit zunehmend auch Korbwaren-Manufakturen, die ihr Rohrmaterial damit bleichten, um teils sehr helle Erzeugnisse fertigen bzw. Produkte aus farblich unterschiedlichen Rohmaterialien erzeugen zu können. Mit einem weiteren alkalischen Bleichmittel Veloxiol Duplex belieferte er Hersteller von Knöpfen. Ebenfalls während dieser Zeit wurde das erste flüssige alkalische Reinigungs- und Desinfektionsmittel neomoscan für die Fertigung von Butter an Molkereien geliefert.[846] Seinem Sohn Gideon finanzierte er den Aufenthalt in dem reformpädagogischen Landerziehungsheim Schule am Meer auf der Nordseeinsel Juist vom August 1932 bis Juli 1933.[557] Dann rief sein Vater ihn heim, um wegen der an die Macht gekommenen Nationalsozialisten gemeinsam nach Palästina zu emigrieren. 1938/1939 wurde die Chemische Fabrik Dr. Weigert GmbH in Hamburgs Süderstraße 294 aufgrund ihres jüdischen Besitzers liquidiert.[847] Dieses Faktum wird in der historischen Unternehmensdarstellung der Firma Dr. Weigert bis heute nicht erwähnt. Stattdessen wird der Zweite Weltkrieg als Begründung für die mehrjährige Einstellung der Geschäftstätigkeit angeführt, als ob während des Krieges grundsätzlich keine Wäsche gewaschen worden wäre. 1949 wurde das Unternehmen neu gegründet. Während der 1950er Jahre wurden geeignete Reinigungsmittel und der erste saure Klarspüler für die damals neu auf den Markt gekommenen Geschirrspülmaschinen entwickelt und vertrieben, das Warenzeichen neodisher weltweit geschützt. Ein aktivchlorhaltiges Produkt für die kombinierte Reinigung und Desinfektion von Melk- und Milchkühlanlagen wurde unter dem Markennamen neomoscan M flüssig neu eingeführt.[846]
- Felix Weise (–1961) war ein Pumpen-Fabrikant (Firma Weise Söhne) in Halle an der Saale, außerdem schon während der Weimarer Republik ein Sammler expressionistischer Gemälde, beispielsweise von Erich Heckel, Ernst Ludwig Kirchner oder Karl Schmidt-Rottluff. Weise ermöglichte es seiner Tochter und seinem Sohn, die Schule am Meer zu besuchen.

## Bekannte Förderer und Vertrauensleute

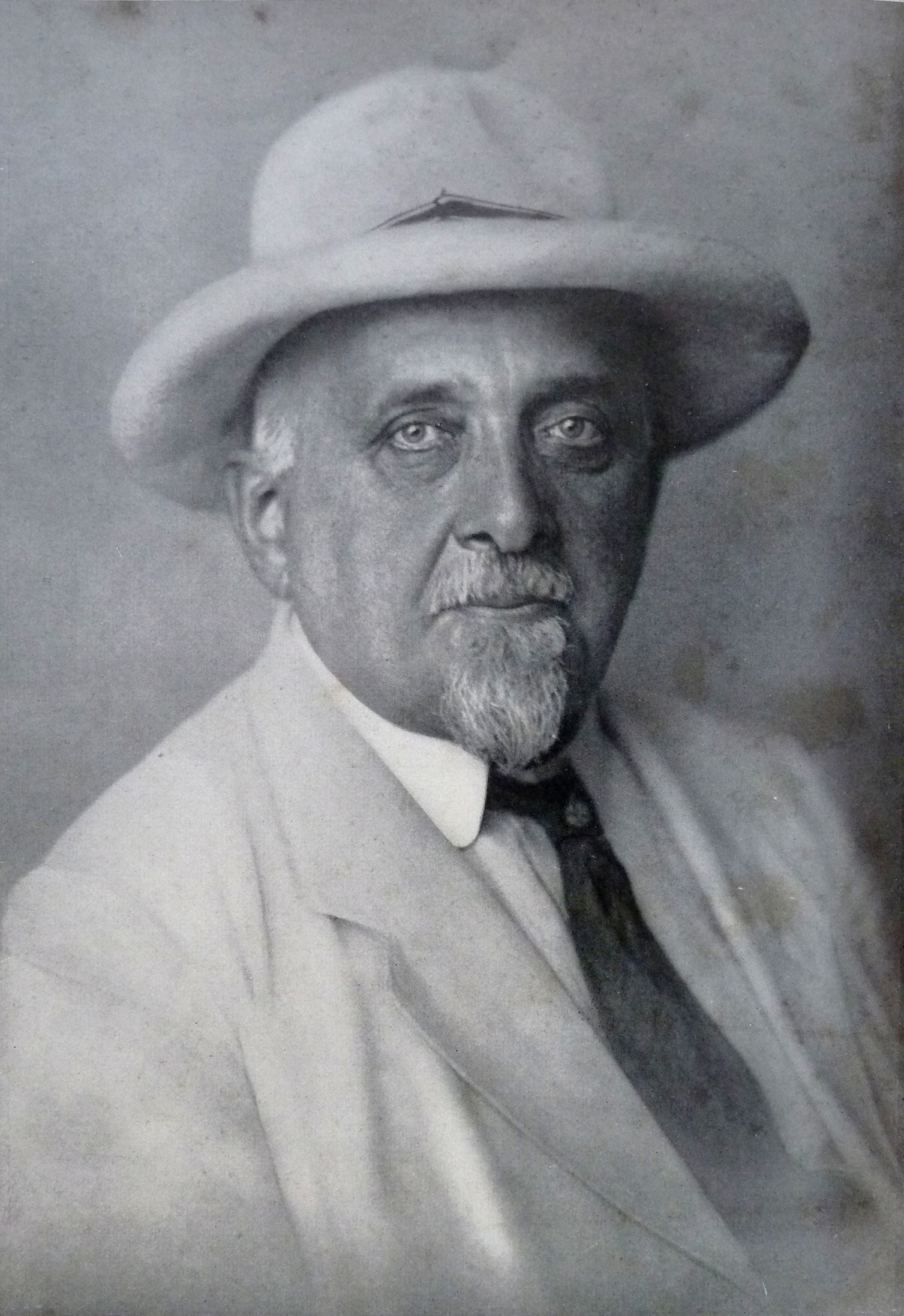
Eugen Diederichs, um 1929

- Kommerzialrat Alfred Breuninger (1884–1947) war einer der Vertrauensleute der S.a.M.[848] Er war ab 1932 Vorstandsvorsitzender der Stuttgarter Warenhaus-Kette Breuninger, die noch heute besteht.
- Eugen Diederichs (1867–1930) war einer der Vertrauensleute der Schule am Meer, die interessierte Eltern persönlich oder auf dem Schriftweg informiert und beraten haben.[849][850] Er kannte Martin Luserke bereits von der Freien Schulgemeinde Wickersdorf, die sein Sohn Jürgen (1901–1976) als Schüler besucht hatte.[432] In deren Aufsichtsrat hatte er sich 1910 gegen Luserke als Nachfolger Gustav Wynekens im Amt des Schulleiters ausgesprochen, weil er Max Heinrich Maurenbrecher in diese Position bringen wollte.[851] Der bedeutende Verleger Diederichs lebte zuletzt in Jena. Der Name seines Verlages besteht heute als ein Imprint der Verlagsgruppe Random House fort. Der Freimaurer stand dem völkischen Gedankengut nahe und veröffentlichte beispielsweise einen Beitrag in den Mitteilungen des antisemitischen Kampfbundes für deutsche Kultur, den der NS-Ideologe Alfred Rosenberg initiiert hatte.

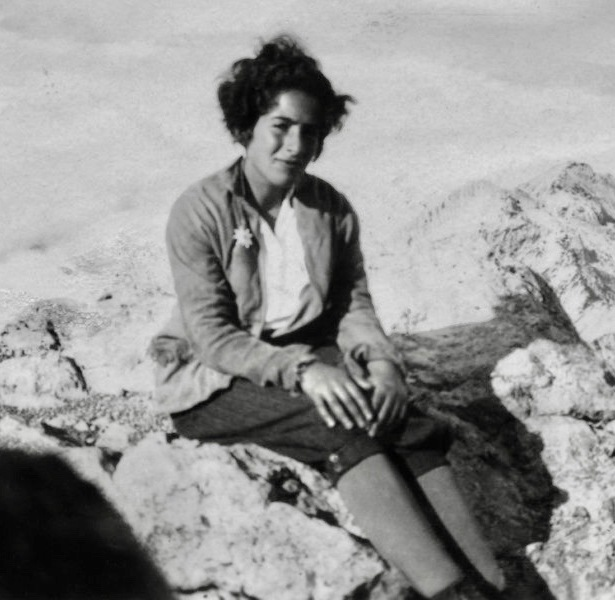
Grete Dispeker, um 1932

- Margarete Elisabeth Dispeker (1906–1999), genannt „Grete“, gehörte zu den Vertrauensleuten der S.a.M. Sie wuchs in einem großbürgerlich-liberalen Elternhaus in München auf; ihr Vater war der Geheime Justizrat Siegfried Dispeker. Eine Kindheitsfreundschaft verband sie mit Doris von Schönthan. Als Freundin von Erika und Klaus Mann verehrte sie deren Vater Thomas Mann und nahm ihn als schriftstellerisches Vorbild. Sie studierte Germanistik in Frankfurt am Main, München, Berlin und Paris. Im September 1929 nahm sie an der von Ulrich Sild organisierten Jahresreise der Schule am Meer teil und freundete sich dabei eng mit Heinz-Günther Knolle an, mit dem sie sich z. B. am Schliersee, in Egern und am Bodensee traf. 1932 heiratete sie den an den Münchner Kammerspielen tätigen Dramaturgen Edgar Weil (1908–1941), ihren Großcousin. Am Ostersonntag 1933 luden beide Heinz-Günther Knolle zu sich ein, um dessen 21. Geburtstag gemeinsam zu feiern. Durch die Machtabtretung an die Nationalsozialisten musste sie sich mit ihrer jüdischen Herkunft auseinandersetzen. Als ihre große Liebe, ihr erster Ehemann, nach einer ersten willkürlichen Verhaftung 1933 zum Aufbau einer Filiale des in Deutschland von der „Arisierung“ bedrohten väterlichen Pharmabetriebs in die Niederlande emigrierte, folgte sie ihm 1935 nach und verzichtete deshalb auf ihre Promotion, obwohl sie bereits an ihrer Dissertation arbeitete. Sie machte stattdessen eine Ausbildung zur Fotografin und übernahm in Amsterdam ein eingeführtes Fotostudio, fotografierte Lion Feuchtwanger, Alma Mahler-Werfel und Franz Werfel. Nach der Besetzung der Niederlande durch die Wehrmacht im Frühjahr 1940 wurde ihr Mann bei einer Razzia festgenommen, deportiert und 1941 im KZ Mauthausen ermordet.[852] Grete Weil, die sich vom Joodsche Raad Amsterdams anstellen ließ, musste ab 1943 untertauchen. In ihrem Versteck begann sie, schriftstellerisch zu arbeiten.[853] Für ihren Freund Klaus Mann nicht nachvollziehbar, kehrte sie 1947 wieder nach Deutschland zurück und war zunächst als Übersetzerin und Rezensentin tätig. Später gehörte sie dem deutschen PEN-Zentrum an und wurde mehrfach ausgezeichnet, unter anderem mit dem Bayerischen Verdienstorden. 1961 heiratete sie ihren Jugendfreund, mit dem sie seit 1947 zusammen gelebt hatte, den ehemaligen S.a.M.-Lehrer, den Opernregisseur und -intendanten Walter Jockisch (1907–1970), der auch mit Edgar Weil befreundet gewesen war.[854][855][856]
- Alfred Ehrentreich (1896–1998), Reformpädagoge und Autor, kam von seinem Wohnsitz in Berlin-Schlachtensee an die Schule am Meer und traf dort mit Martin Luserke zusammen, den er bereits von der FSG Wickersdorf kannte.[857] Er war einer der Vertrauensleute der S.a.M. und saß zeitweise deren Außengemeinde vor.[849][858][859]

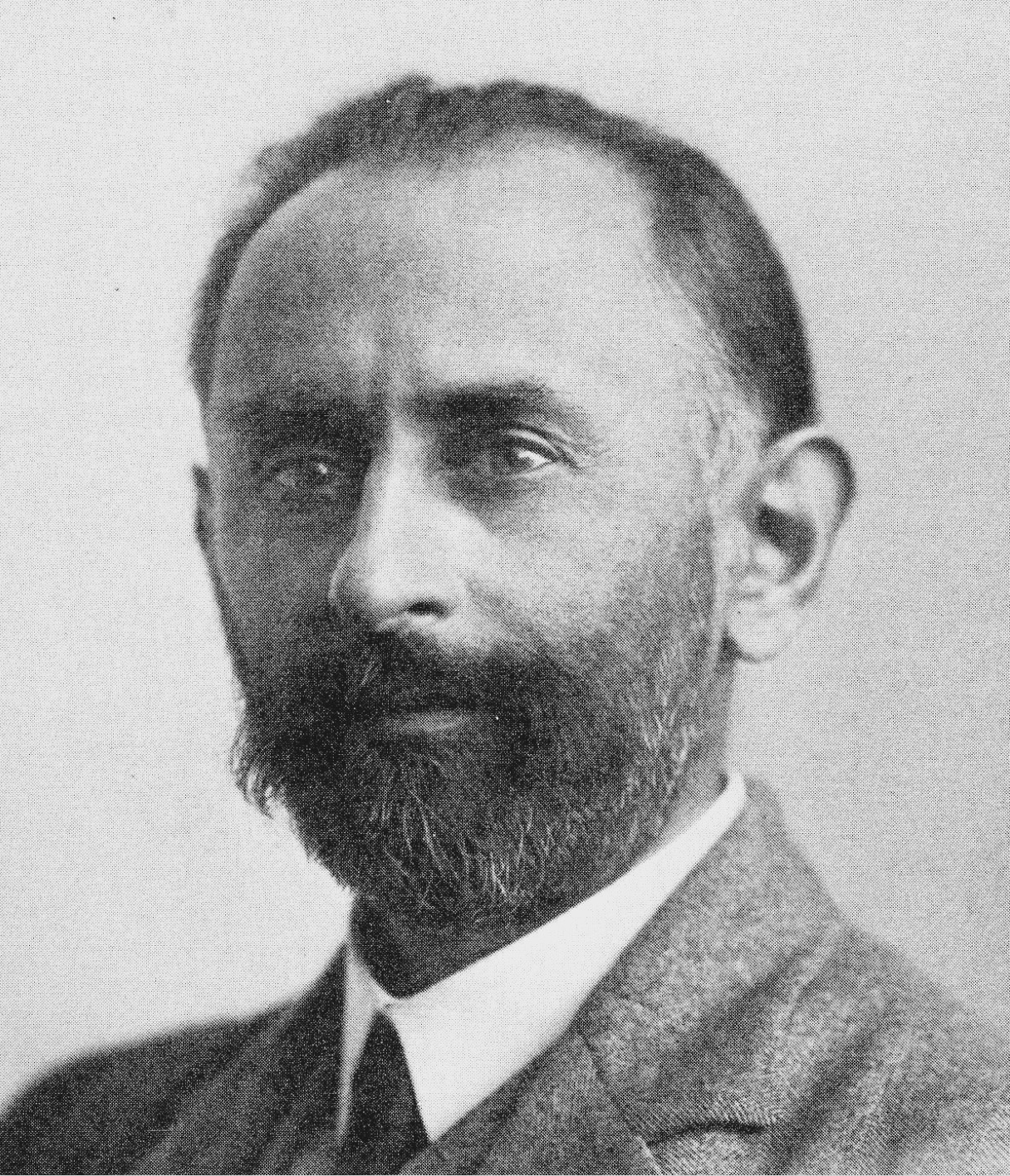
Adolphe Ferrière, um 1923

- Adolphe Ferrière (1879–1960) aus Genève-Champel war ein schweizerischer Pädagoge, Autor und Begründer der Éducation nouvelle. Der ab 1921 Gehörlose war einer der Vertrauensleute der Schule am Meer, der interessierte Eltern schriftlich informiert und beraten hat.[860]
- Hedwig Freudweiler (* 17. November 1875), genannt Betty, war eine promovierte Pädagogin und Frauenrechtlerin aus Zürich,[861][862] die zunächst am Kantonalen Primarlehrerseminar Zürich nach fünfjähriger Ausbildungszeit ihr Primarlehrerpatent erworben hatte und sich danach im Jahr 1900 an der Universität Zürich für den Fachbereich Zoologie immatrikulierte.[863][864] Im April 1916 wurde sie in den Vorstand der Züricher Union für Frauenbestrebungen gewählt.[865] Wissenschaftlich ungenügender Quellenlage zufolge soll sie 1918 nach schwerer Erkrankung verstorben sein.[17] Sie wird jedoch in einer schweizerischen Publikation von 1921 als tagesaktuelle Vortragsrednerin aufgeführt[866] und 1925 in der Liste der Vertrauensleute der S.a.M. benannt.[860] In jedem Fall kannte sie das gesamte Gründerteam der Schule am Meer bereits aus dem Thüringer Wald, wo sie seit 1907 an der FSG Wickersdorf Naturkunde unterrichtet hatte.[17]

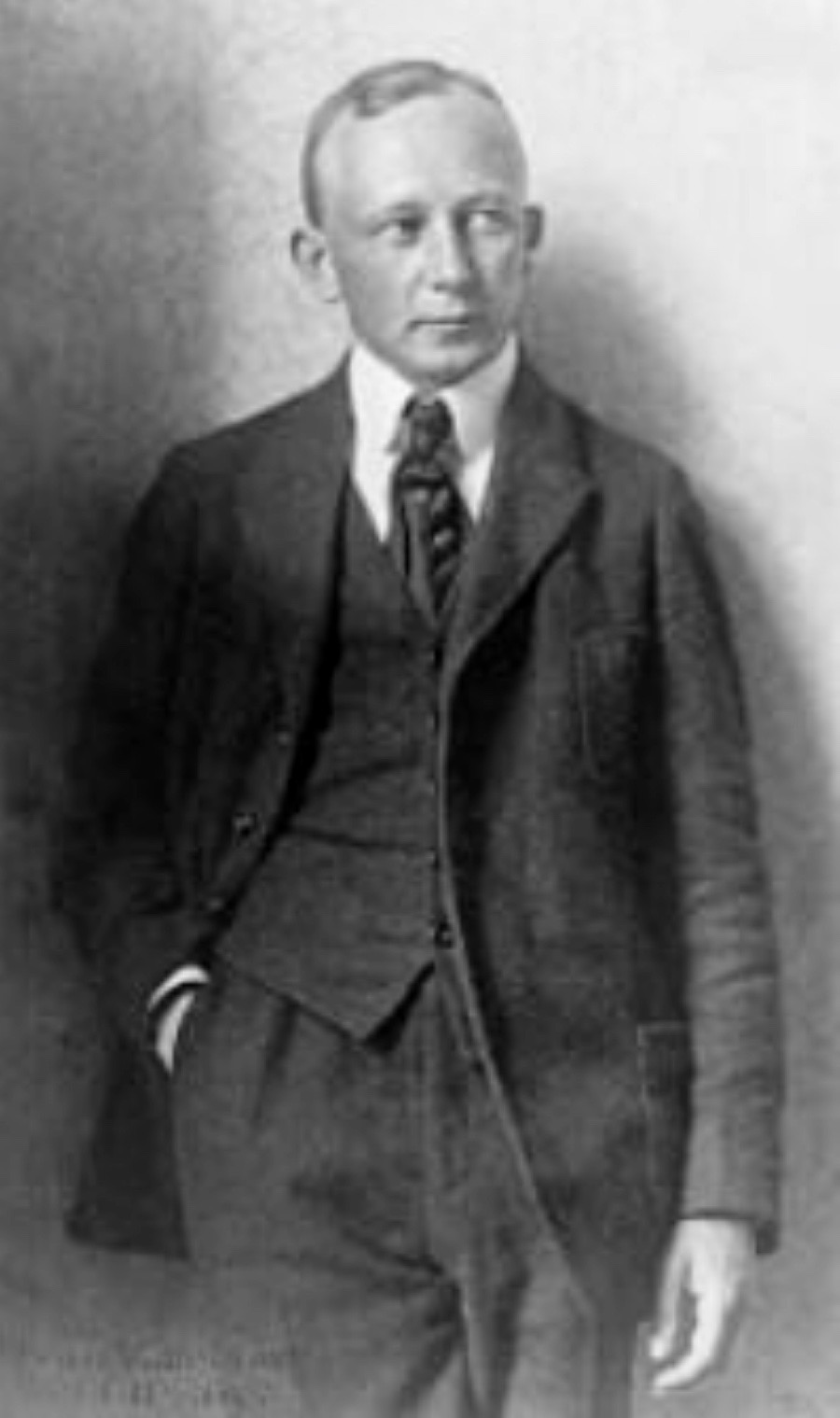
Hans Freyer, um 1925

- Hans Freyer (1887–1969), promovierter und habilitierter Soziologe, Historiker und Philosoph, war Vorsitzender des „Bundes Freunde der Schule am Meer“ bzw. der daraus hervorgegangenen „Außengemeinde“ der S.a.M. und war einer ihrer Vertrauensleute.[859] Er hielt sich nach der Schulschließung im August 1934 in der Schule auf, um sich mit Martin Luserke zu besprechen, bevor dieser mit der Krake in See stach. Freyer leitete am 1. Dezember 1934 die außerordentliche Versammlung der S.a.M.-Außengemeinde in seinem Privathaus in der Störmthalerstraße 2 in Leipzig-Liebertwolkwitz, um deren Auflösung beschließen zu lassen. Das Gebäude besteht noch heute.[867][868]
- Julius Gebhard (1884–1966) war ein Hamburger Erziehungswissenschaftler, der in München und Göttingen Pädagogik studiert und bei Hermann Julius Nohl zum Thema „Der Sinn der Schule“ promoviert hatte. Ab 1923 war er Mitglied der SPD. Als Assistent und später Wissenschaftlicher Rat am Erziehungswissenschaftlichen Seminar der Universität Hamburg war er einer der S.a.M.-Vertrauensleute, die er wegen deren musischer Ausrichtung unterstützen wollte.[514] 1946 habilitierte er sich zum Thema „Alfred Lichtwark und die Kunsterziehungsbewegung in Hamburg“.[869]
- Ida Goldschmidt-Livingston (1863–1933), Tochter von Frank (1830–1891) und Emma Livingston (1840–1917), geb. Steinberger, gehörte zu den S.a.M.-Vertrauensleuten. Sie war die Witwe des Musikwissenschaftlers Hugo Goldschmidt (1859–1920). Als sie 1933 verstarb, wurde sie auf dem Alten Jüdischen Friedhof in Frankfurt am Main beigesetzt.[870]
- Emil Grobel war ein promovierter Rechtsanwalt in Elberfeld (heute Teil von Wuppertal), der zu den Vertrauensleuten der S.a.M. zählte. 1926/27 ließ er sich in der Elberfelder Jägerhofstraße 129 von dem Kölner Architekten Hans Heinz Lüttgen ein dreigeschossiges Landhaus im Stil des Neuen Bauens errichten, das Einflüsse der niederländischen Architektengruppe De Stijl zeigt.[871] 1964 gehörte er zu den Unterzeichnern einer von Karl Graf von Westphalen initiierten Petition an Bundeskanzler Ludwig Erhard, die sich für ein Einfrieren des Etats und des Rüstungsstandes der Bundeswehr einsetzte.[872]
- Hans Hecht (1876–1946) war ein deutscher Ordinarius für Anglistik in Göttingen. Der Frontkämpfer des Ersten Weltkriegs galt als Shakespeare-Experte und stand diesbezüglich mit Martin Luserke in Kontakt. Aufgrund seiner jüdischen Abstammung hatte man Hecht ab 1934 die Prüfungsberechtigung entzogen; ab 1935 wurde er von seinen Verpflichtungen ganz entbunden. Ein nur mäßig begabter Kollege, der seine Habilitation einzig Hechts Fürsprache verdankte, hatte gegen ihn gehetzt, bis Hechts Seminare boykottiert wurden. Von guten Freunden versteckt und immer wieder rechtzeitig vor Razzien gewarnt, überlebte Hecht das Dritte Reich, ohne zu emigrieren.[873][874]
- Oskar Heller (1889–), einer der Vertrauensleute der S.a.M.,[849][850][860] studierte in Freiburg, München, Berlin und Heidelberg. Er promovierte 1914 und wurde im selben Jahr als Arzt approbiert. Als Kinderarzt ließ er sich in Ludwigshafen am Rhein nieder. 1934 wurde er von den Nationalsozialisten aufgrund seiner jüdischen Herkunft mit Berufsverbot belegt und emigrierte im November 1934 in die USA, wo er sich in Hicksville, Nassau County, Long Island, im US-Bundesstaat New York ansiedelte.[875]

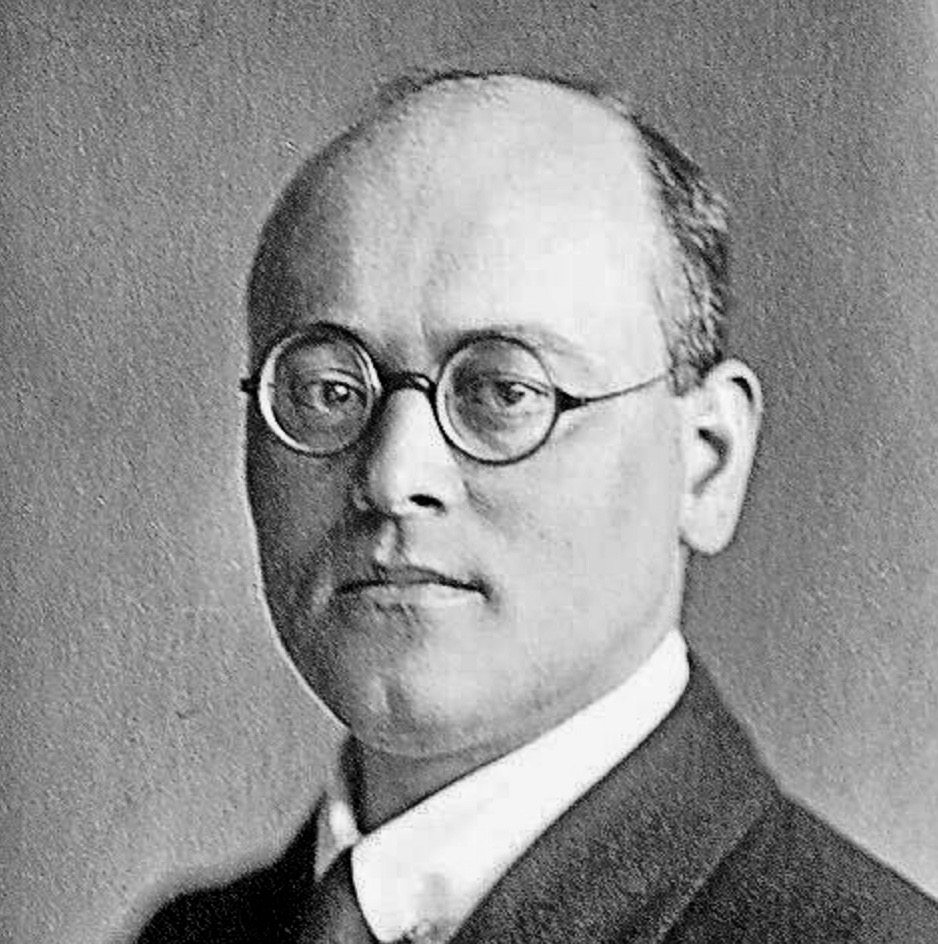
Ernst Herdieckerhoff um 1925

- Ernst Herdieckerhoff (1892–1961) war ein promovierter Chemiker bei der Bayer AG, der sowohl christlich als auch völkisch orientiert war. Er war bis 1906 Schüler des Deutschen Landerziehungsheimes Haubinda und von 1906 bis 1912 Schüler der Freien Schulgemeinde Wickersdorf gewesen. Am D.L.E.H. in Haubinda hatte er zusammen mit Martin Luserke die Kameradschaft der „Bären“ gegründet,[876] die Luserke nach Wickersdorf und Juist folgte. Er hielt mit Martin Luserke zeitlebens Kontakt und unterstützte die Schule am Meer, die er auch aufsuchte. Er zählte zu den Vertrauensleuten der S.a.M.[850][877]

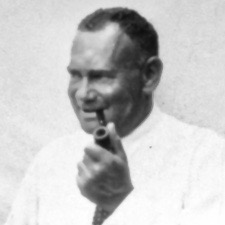
Alfred Hess, 1928

- Der Kunstsammler und -mäzen Alfred Hess (1879–1931), der die Schule am Meer finanziell unterstützte, war Mitinhaber der großen Schuhfabrik Maier & Louis Hess in Erfurt. Er war eines der Kuratoriumsmitglieder der Stiftung Schule am Meer, welche die Schule förderte (siehe Hauptartikel, Abschnitt Finanzierung),[878] aber auch einer der Vertrauensleute, die interessierte Eltern informiert und beraten haben.[849][850] Er stellte der Schule sogar Originale aus seiner Kunstsammlung für eine Ausstellung im Zeichensaal zur Verfügung, darunter Werke von Marc Chagall, Lyonel Feininger, Wassily Kandinsky, Otto Kirchner, Paul Klee, Wilhelm Lehmbruck, Franz Marc, Otto Müller, Heinrich Nauen, Emil Nolde, Max Pechstein und Christian Rohlfs.[771] Sein früher Tod war auch für die S.a.M. ein schwerer Verlust.
- Gunther Ipsen (1899–1984) war ein promovierter und habilitierter österreichischer Philosoph und Soziologe, seinerzeit an der Universität Leipzig, der zu den Vertrauensleuten der S.a.M. zählte.[860] 1933 erhielt er einen Ruf an die Universität Königsberg. Ab 1939 lehrte er an der Universität Wien und ab 1951 an der Universität Münster.[879]

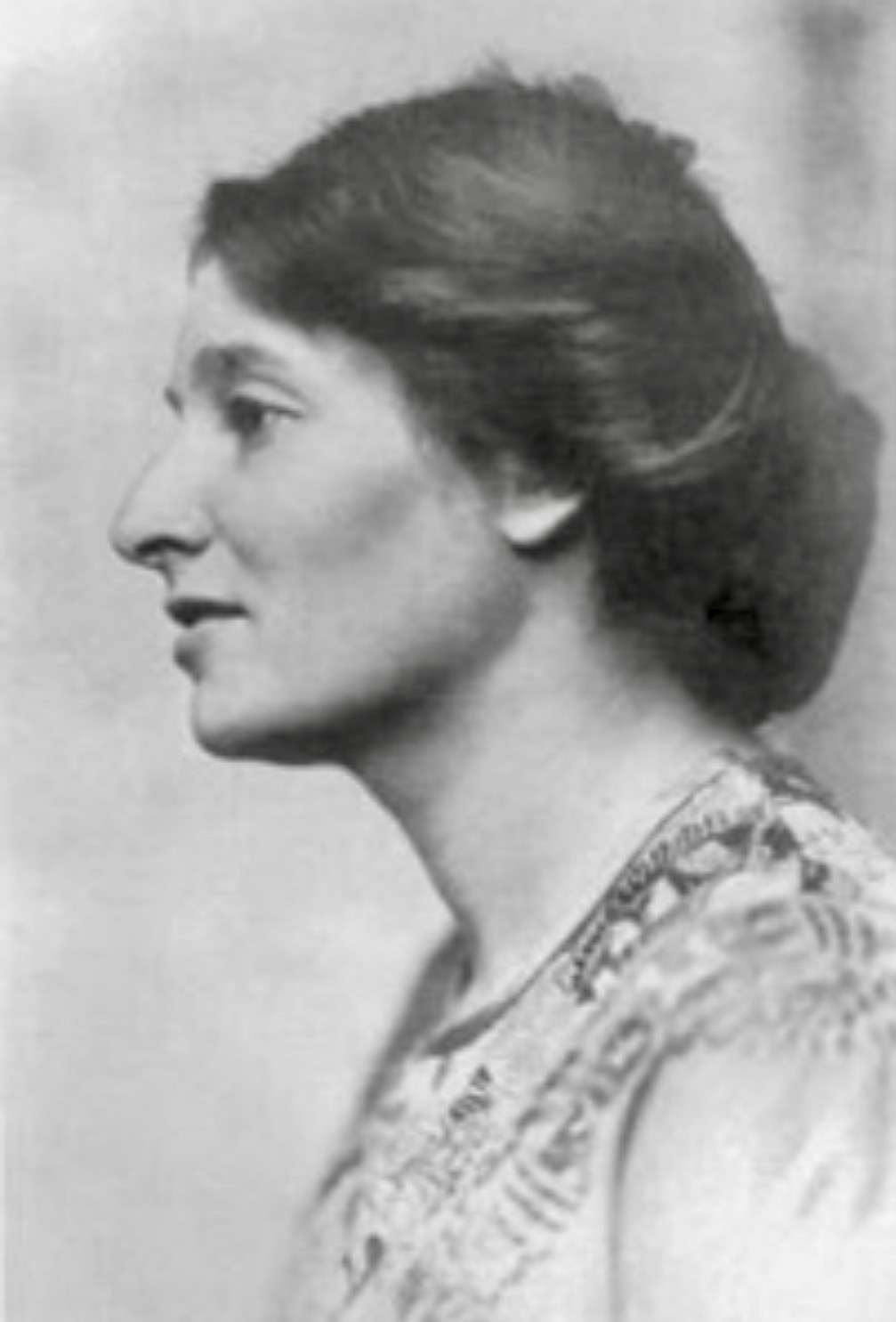
Else Freiin von Richthofen, um 1920

- Die in Elsaß-Lothringen geborene Elisabeth Jaffé Freiin von Richthofen (1874–1973) war eine der ersten Sozialwissenschaftlerinnen Deutschlands, promoviert bei Max Weber. Die als „blendend schöne Frau“[880] beschriebene Jaffé-von Richthofen unterstützte die Schule am Meer als Kuratoriumsmitglied der Stiftung Schule am Meer, die Mittel für die Schule generierte.[881] Sie war die Kusine des „Roten Barons“ Manfred von Richthofen und Witwe des 1925 verstorbenen Nationalökonomen, USPD-Politikers und Finanzministers Edgar Jaffé. Sie war auch mit dem Psychiater, Psychoanalytiker und Anarchisten Otto Gross, dem Soziologen und Nationalökonom Alfred Weber sowie dessen Bruder, dem in denselben Fachgebieten tätigen Max Weber, liiert. Mit Gross, dem Ehemann ihrer Freundin Frieda, hatte sie ein uneheliches Kind, das ihr Ehemann Jaffé adoptierte.
- Selma Jolowicz (1870–1939)[882] war eine Frauenrechtlerin, die u. a. zu einer aktiven Einflussnahme von Frauen in den politischen Parteien und der Ausübung ihrer Macht als Konsumentinnen in der Wirtschaft aufrief.[883] Ab Frühjahr 1931 war sie Mitglied der Außengemeinde der Schule am Meer.[884] Mitte 1934 war sie Gründerin einer Gruppe berufstätiger Frauen in Frankfurt am Main, die anfangs rund 100, 1936 bereits 160 Frauen umfasste. Geboten wurden Fachgruppen für Kindergärtnerinnen, Musikerinnen, Hausangestellte, kaufmännische Angestellte und Gymnastiklehrerinnen, außerdem Vortrags- und Musikabende, Koch- und Nähkurse sowie eine Zeitungslesegemeinschaft.[885] Als Schatzmeisterin des Jüdischen Frauenbundes korrespondierte sie u. a. mit Ottilie Schoenewald[886] und war in der Ortsgruppe des Bundes in Frankfurts südlichem Vorort Neu-Isenburg aktiv. Sie beriet eine Vielzahl von Vereinen in finanziellen Angelegenheiten, war als Dozentin im Freien Jüdischen Lehrhaus (Nachfolgeinstitut der 1920 gegründeten Jüdischen Volkshochschule Frankfurt am Main)[887] tätig und engagierte sich für die Bildung der Jugendlichen. Durch die zunehmende Emigration aus dem Deutschen Reich war die Fluktuation in den einzelnen Gruppen hoch. Mit den Novemberpogromen am 9. November 1938 fanden die Aktivitäten ihr Ende.[888]

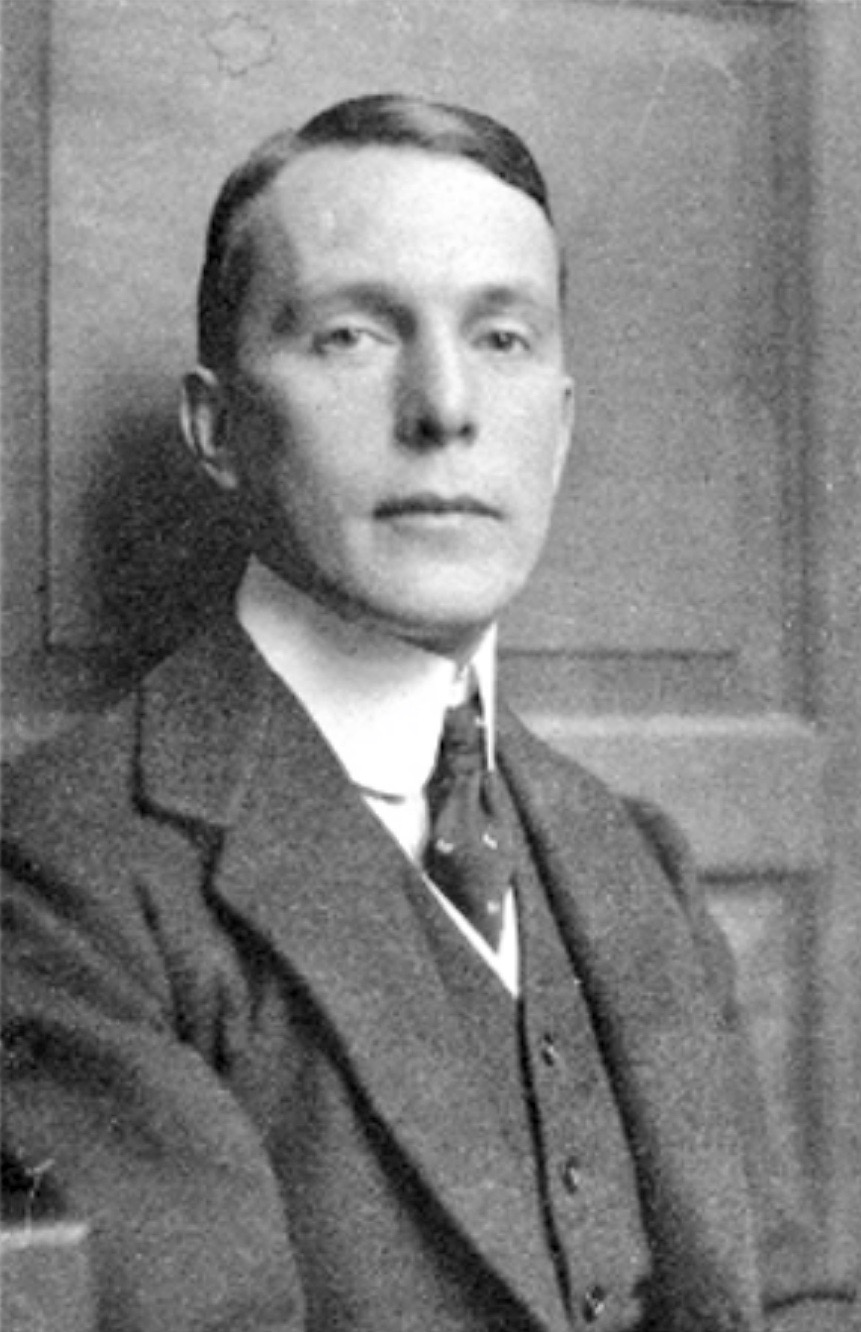
Walter Kaesbach, um 1925

- Walter Kaesbach (1879–1961), Kunsthistoriker, war seinerzeit Direktor der Kunstakademie Düsseldorf und ein bedeutender Förderer des Expressionismus. Er war einer der Vertrauensleute der Schule am Meer und führte anlässlich einer Studienreise die S.a.M.-Schüler persönlich durch eine Ausstellung moderner Malerei in Düsseldorf und eine weitere zu Wilhelm Lehmbruck in Duisburg. Von den Nationalsozialisten wurde er aufgrund deren Kunstpolitik 1933 zunächst beurlaubt und dann seines Amtes enthoben.

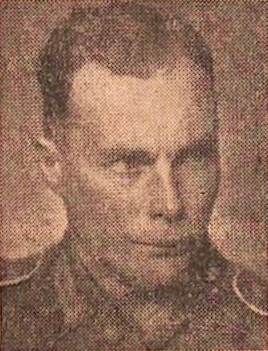
Ludwig Kelbetz, um 1941

- Der Österreicher Ludwig Kelbetz (1905–1943) aus Graz war einer der S.a.M.-Vertrauensleute.[514] Als Dozent am Musikheim in Frankfurt an der Oder unter Georg Götsch setzte er sich gegen die Kunstmusik zugunsten der Laien- und Volksmusik ein. 1932/33 war er als Lehrbeauftragter für Musik und Bewegung an der Deutschen Hochschule für Leibesübungen (DHfL) in Berlin-Charlottenburg tätig, die bis 1935 bestand. Er vertrat das „natürliche Turnen“ nach Karl Gaulhofer. Kelbetz fiel als Unteroffizier der Wehrmacht vor Stalingrad.[889]

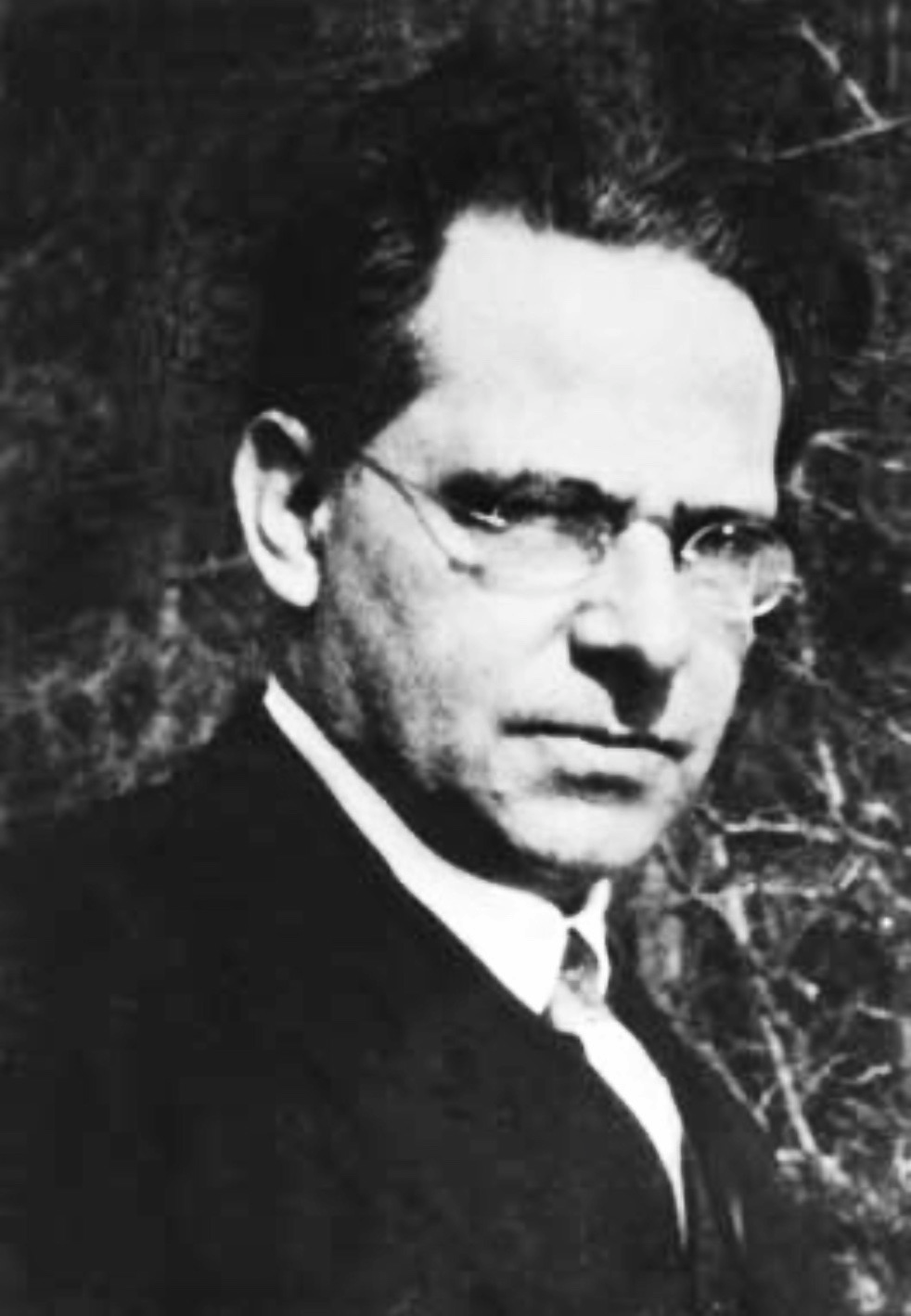
Ernst Kurth, um 1928

- Der Österreicher Ernst Kurth (1886–1946) war einer der bedeutendsten Musikwissenschaftler der ersten Hälfte des 20. Jahrhunderts und gehörte zu den Vertrauensleuten der Schule am Meer, die interessierte Eltern informierten und beraten haben.[860] Er forschte und lehrte überwiegend in der Schweiz.
- Felix Lommel (1875–1968), Mediziner und Hochschulprofessor aus Jena.

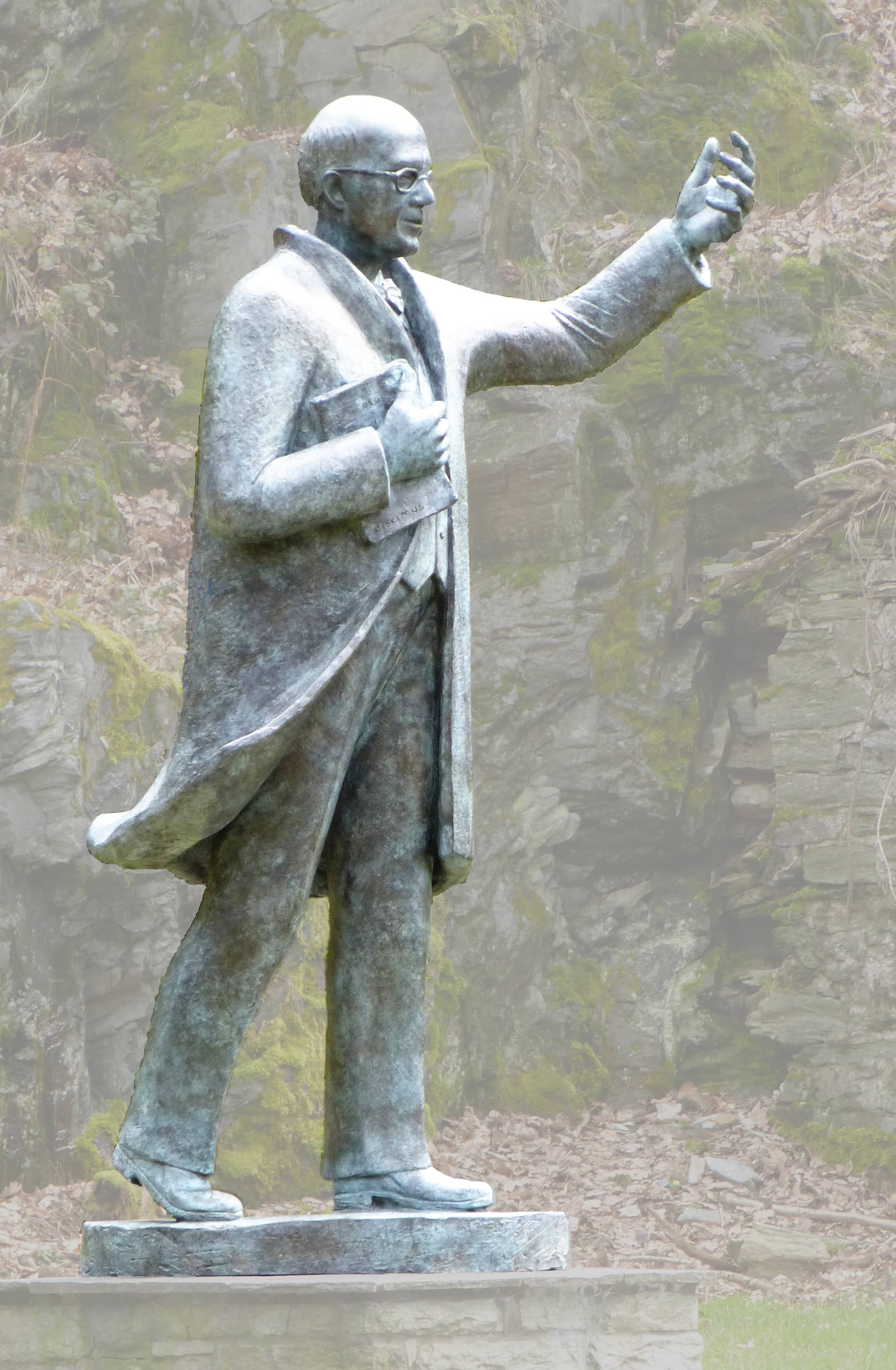
Ernst Majer-Leonhard, Statue in Königstein im Taunus

- Ernst Majer-Leonhard (1889–1966), promovierter Pädagoge, war zu der Zeit, als er einer der Vertrauensleute der S.a.M. war,[850][860][877] Direktor des renommierten altsprachlichen Lessing-Gymnasiums in Frankfurt am Main. Er setzte sich für die Bildung von Arbeitern ein, nahm die ersten Mädchen in sein Gymnasium auf und beriet die angesehene liberale Frankfurter Zeitung in Fragen der Pädagogik. Er widersetzte sich nach 1933 der nationalsozialistischen „Gleichschaltung“ und ließ in seinem Gymnasium eine mit einem NS-Aufführungsverbot bedachte Schuloper des Komponisten Paul Hindemith aufführen. In der Folge wurde er 1937 zwangsweise in den Ruhestand versetzt. Danach war er an den privaten Hermann-Lietz-Schulen auf der Nordseeinsel Spiekeroog und auf Schloss Bieberstein in Hessen tätig. 1945 gründete er das Taunusgymnasium in Königstein im Taunus.[890][891]
- Die Psychologin Therese Merzbach aus Frankfurt am Main gehörte zu den Vertrauensleuten der Schule am Meer.[892][893][894] Sie war die Witwe des Kaufmanns Salomon Merzbach.[895]

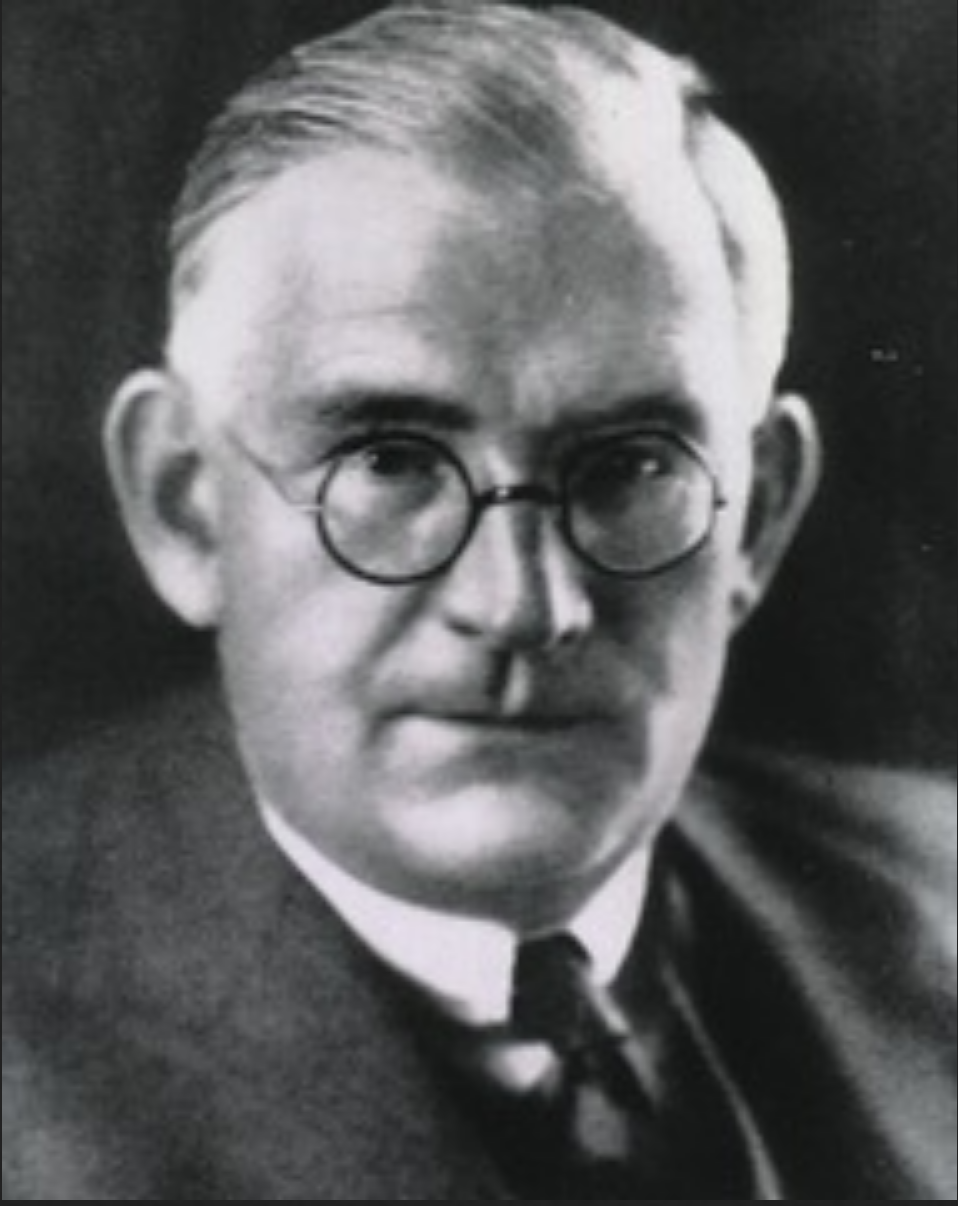
Paul von Monakow, um 1940

- Paul von Monakow (1885–1945), promovierter Neurologe und Privatdozent in Zürich, ist der Sohn des bekannten Psychiaters und Neurologen Constantin von Monakow. Paul von Monakow war mit des S.a.M.-Lehrers Paul Reiners Schwägerin Alice (1889–1948) verheiratet.[896] Er zählte zu den Vertrauensleuten der S.a.M.[860] Paul Reiner verstarb 1932 schwer an Magenkrebs erkrankt in Paul von Monakows Eos-Klinik in Zürich, für die S.a.M. ein herber Verlust. Paul von Monakow verunglückte 60-jährig beim Bergsteigen tödlich.[897]
- Irmgard Gräfin zu Münster, geborene von Trützschler Freiin zum Falkenstein (1891–1967), gehörte zu den Vertrauensleuten und Förderern der S.a.M.[898] Ihr Sohn Oswald Graf zu Münster Freiherr von Grothaus war bis 1934 S.a.M.-Schüler.
- Hermann Julius Nohl (1879–1960), einer der Vertrauensleute der S.a.M.,[860] hatte an der Kaiser-Friedrichs-Universität zu Berlin Philosophie, Geschichte und deutsche Literatur studiert. 1908 habilitierte er sich bei Literaturnobelpreisträger Rudolf Eucken, bei dem auch Martin Luserke studiert hatte. Durch den Serakreis Jena um den Verleger Eugen Diederichs gelangte er in Kontakt zur Jugendbewegung, durch Landerziehungsheime im Thüringer Wald wie die Freie Schulgemeinde Wickersdorf zu den Vertretern der Reformpädagogik, Paul Geheeb, Martin Luserke und Gustav Wyneken. Er war Ordinarius für Pädagogik an der Universität Göttingen und Mitherausgeber der Zeitschrift Die Erziehung. Im Kontext mit dem 1922 geschaffenen Reichsgesetz für Jugendwohlfahrt und dem im Folgejahr verkündeten Jugendgerichtsgesetz vertrat Nohl eine auf Zuwendung, Unterstützung und Resozialisierung gerichtete sozialpädagogische Position. Noch 1935 konnte seine Monographie Die pädagogische Bewegung in Deutschland und ihre Theorie erscheinen, obwohl die Nationalsozialisten ihm und seiner pädagogischen Auffassung misstrauisch gegenüberstanden. Sein Werk betont die Eigenständigkeit der Erziehung in Theorie und Praxis, also das Gegenteil von dem, was die Nazis praktizierten. 1937 wurde er dann zwangsweise emeritiert. 1938 wies er in seinem Werk Charakter und Schicksal – Eine pädagogische Menschenkunde auf die Notwendigkeit einer anthropologischen Fundierung pädagogischer Theorie und Praxis hin. 1939 veröffentlichte er eine grundlegende Diskussion ethischer Prinzipien in seinem Buch Die sittlichen Grunderfahrungen – Eine Einführung in die Ethik, erneut ein Affront gegen die Nazis. Direkt nach Kriegsende 1945 konnte er wieder zu seinem Lehrstuhl in Göttingen zurück.[899]
- Der im thüringischen Nordhausen geborene Gerhard Pinthus (1907–1955) war bereits als Vierzehnjähriger Mitglied des Kommunistischen Jugendverbandes und Schüler der Freien Schulgemeinde Wickersdorf. An der Albert-Ludwigs-Universität in Freiburg im Breisgau studierte er Musik und zählte zu den Vertrauensleuten der Schule am Meer.[2] Als Student wurde er Mitglied der Agitprop-Gruppe Das Rote Sprachrohr und war für den Arbeiter-Theater-Bund des Ruhrgebietes verantwortlich.[900] 1932 promovierte er zum Thema Das Konzertleben in Deutschland. Ein Abriss seiner Entwicklung bis zum Beginn des 19. Jahrhunderts.[901] Aufgrund seiner politischen Orientierung wurde Pinthus von den Nationalsozialisten 1934 inhaftiert. Er verbrachte mehrere Jahre im Konzentrationslager Buchenwald. 1938 kam er aufgrund einer Generalamnestie für politische Gefangene aus Anlass des 50. Geburtstages von Adolf Hitler frei.[902] Es gelang Pinthus, nach Palästina zu emigrieren, wo er seinen Vornamen von Gerhard zu Benjamin änderte. Er war als Sportlehrer und Musikschriftsteller tätig. Im Alter von nur 48 Jahren verstarb er südlich von Tel Aviv in Giv'at Brenner.[903]

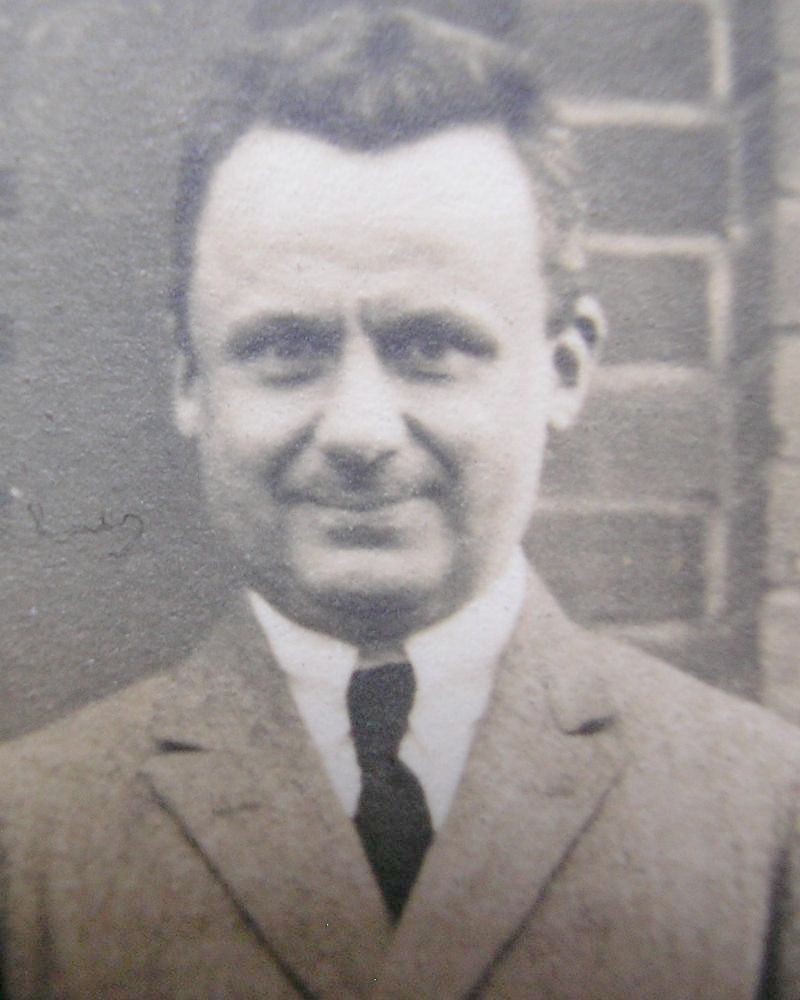
Robert Wichard Pohl, 1923

- Der aus Hamburg stammende Physiker und Universitätsprofessor Robert Wichard Pohl (1884–1976) unterstützte die Schule am Meer mit einer großzügigen Spende einer Vielzahl von Musikinstrumenten für den Musiksaal bzw. das Schulorchester.[904] Während der NS-Zeit gehörte er dem konservativen oppositionellen Kreis um den ehemaligen Leipziger Oberbürgermeister Carl Goerdeler an; Pohls Kontaktperson wurde im Januar 1945 hingerichtet, Goerdeler im darauffolgenden Monat.

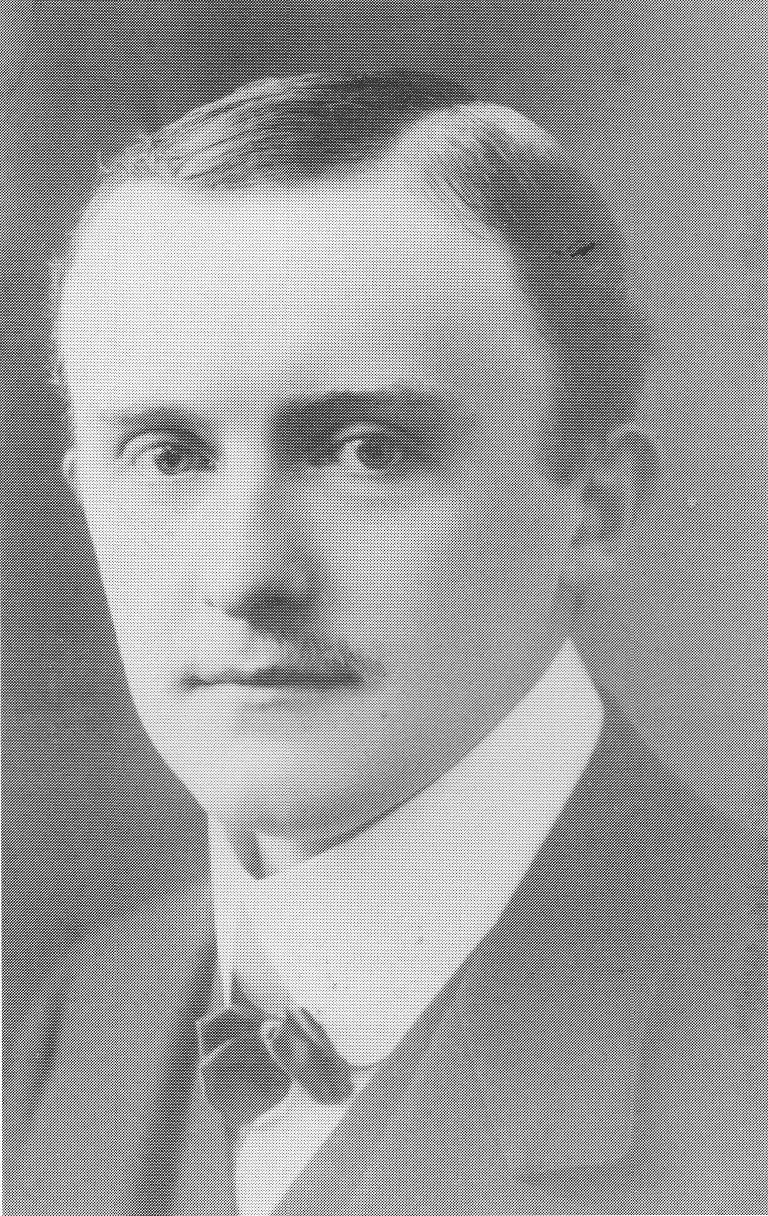
Jørgen Skafte Rasmussen, 1906

- Jørgen Skafte Rasmussen (1878–1964) war einer der Vertrauensleute der Schule am Meer[859] und gleichzeitig Vater dreier S.a.M.-Schüler. Er war ein dänischer Ingenieur und Hauptaktionär der Zschopauer Motorenwerke J. S. Rasmussen AG (ausführlichere Darstellung s. o. im Abschnitt über bekannte Eltern).

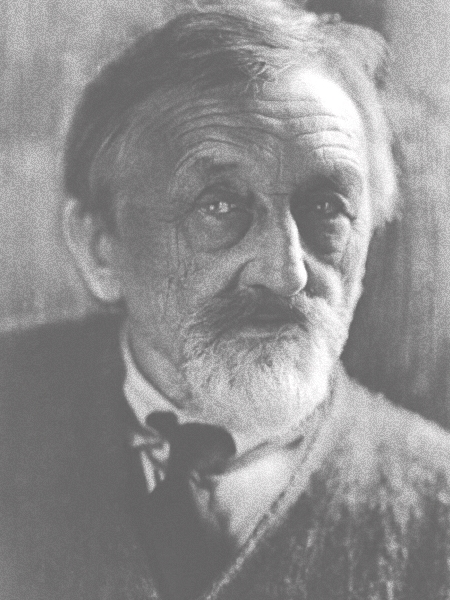
Christian Rohlfs, ca. 1919

- Der Maler Christian Rohlfs (1849–1938) zählte zu den Vertrauensleuten der Schule am Meer.[850][877] Zu dieser Zeit lebte er in Hagen, hielt sich jedoch überwiegend im Tessin auf, wo er eng mit Helmuth Macke und Marianne von Werefkin zusammenarbeitete. Rohlfs stellte der S.a.M. Originale eigener Werke für eine Ausstellung im Zeichensaal der Schule zur Verfügung, darunter Aquarelle und Zeichnungen.[771] Arbeiten von Rohlfs wurden später von den Nationalsozialisten als „entartet“ (NS-Diktion) klassifiziert und bei der Ausstellung „Entartete Kunst“ gezeigt. Am Tag vor seinem Tod wurde er aus der Preußischen Akademie der Künste ausgeschlossen.[905]

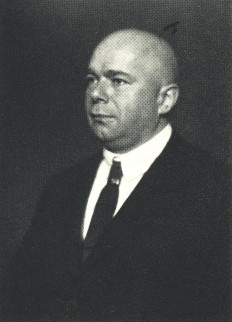
Ludwig Roselius, um 1924

- Ludwig Roselius (1874–1943) war einer der S.a.M.-Vertrauensleute und Förderer.[859] Er ließ 1906 das von ihm entwickelte Verfahren patentieren, dem Kaffee das Koffein zu entziehen und gründete Kaffee HAG. Der völkischem und nordisch-germanischem Gedankengut gegenüber offene konservative Kaffeehändler war seit 1917 Generalkonsul Bulgariens mit Dienstsitz in Bremen. Er unterstützte Adolf Hitler, mit dem er 1922 in Bremen zusammengetroffen war, aber auch Not leidende Kommunisten, lud den sozialdemokratischen Reichspräsidenten Friedrich Ebert zu sich ein, korrespondierte mit dem liberalen Reichsminister des Auswärtigen Walther Rathenau und dem nationalliberalen Reichskanzler Gustav Stresemann.[906] Er förderte die Künstlerkolonie Worpswede. Roselius’ Unternehmen Kaffee HAG gehörte der 1921 gegründete Angelsachsen-Verlag in Bremen, bei dem eine Vielzahl von Publikationen der Schule am Meer und einige von Martin Luserke erschienen sind.[907] Am 2. Juni 1933 lud Roselius zum Ersten Nordischen Thing nach Bremen ein, zu dem sich etwa 150 Germanen- und Frühgeschichtsforscher, Rassekundler und Archäologen sowie rund 300 Gäste aus der Politik, Wirtschaft und Heimatbewegung trafen und von Roselius bewirtet wurden.[908] Er war Teilhaber des Flugzeugherstellers Focke-Wulf und wurde später förderndes Mitglied der SS (Schutzstaffel).[909]
- Alex Schackwitz (1878–1952), zweifach promovierter (Dr. phil. et med.) Gerichtsarzt (Pathologe) und Autor, hatte 1924 in Hannover dazu beigetragen, den berüchtigten Serienmörder Fritz Haarmann zu überführen.[910][911] Er zählte zu den Vertrauensleuten der Schule am Meer.[850][877]
- Walter Schatzki (1899–1983), Buchhändler und Antiquar, gehörte zu den Vertrauensleuten der S.a.M.[850][877] Er betrieb seit 1920 die Jugendbücherstube am Rathenauplatz 12 bzw. Theaterplatz 12, dem heutigen Willy-Brandt-Platz, in Frankfurt am Main. Er bot nicht nur neue Kinder- und Jugendliteratur an, sondern war ein akribischer Sammler alter Kinderbücher. So konnte er im Jahr 1931 immerhin rund 700 Titel aus seinem umfangreichen antiquarischen Bestand an die New York Public Library verkaufen. Seiner Sammelleidenschaft ist es zu verdanken, dass die anschaulich bebilderte Geschichte Struwwelpeter von Heinrich Hoffmann im Jahr 1933 wiederentdeckt und in der Insel-Bücherei neu aufgelegt werden konnte. Ab 1926 lernte Heinrich Cobet bei ihm, der nach Kriegsende ein Initiator der Neugründung der Deutschen Bibliothek, der Frankfurter Buchmesse und des Friedenspreises des Deutschen Buchhandels sowie des Börsenvereins Deutscher Verleger- und Buchhändler-Verbände (heute: Börsenverein des Deutschen Buchhandels) wurde.
- Emil Schubarth (1902–1978) war einer der S.a.M.-Vertrauensleute in der Schweiz.[514] Der Mathematiker promovierte 1927 zur Bestimmung der W-Kurven und unterrichtete am Mathematisch-Naturwissenschaftlichen Gymnasium in Basel. Er setzte sich für eine Gleichberechtigung des humanistischen Gymnasialzweiges ein. Er führte regelmäßige Schüler-Lehrer-Gespräche zur Axiomatik der Geometrie und veröffentlichte u. a. das Buch Fortschritt und Erinnerung – Opuscula selecta.[912]
- Hedwig „Hetty“ Schuler (1900–1945) aus Köln zählte von spätestens 1928 bis 1934 zu den Vertrauensleuten der S.a.M. An der FSG Wickersdorf gehörte sie von 1917 bis 1921 zur Kameradschaft von Rudolf Aeschlimann und legte ebenso wie ihre ältere Schwester Else Schuler (* 1897) die Reifeprüfung ab. Der Kontakt zum Lehrer-Ehepaar Aeschlimann blieb zeitlebens erhalten. Hetty Schuler wurde ab 1926 von dem Maler, Zeichner und Graphiker Franz Joseph Esser porträtiert, den sie 1933 heiratete.[913] Sie malte auch selbst; mehr als siebzig Werke von ihr sind erhalten. Von etwa Mitte Juni bis Ende Juli 1927 hielt sich die ausgebildete Kinderkrankenpflegerin auf der Insel Juist auf.[914] Ihr späterer Ehemann, zu dieser Zeit wegen eines Studienaufenthaltes mit abschließender eigener Werkschau in Istanbul, adressierte während dieser Zeitspanne Fotopostkarten an sie unter der Anschrift der Schule am Meer, wo sie bei Aeschlimanns im Diesseits logierte und mitarbeitete.[915]
- Karl Seidelmann (1899–1979) gehörte der Außengemeinde der Schule am Meer an.[676] Der habilitierte Musikpädagoge war während der Weimarer Republik in führenden Positionen der Bündischen Jugend aktiv, textete und komponierte zahlreiche Volkslieder[916] und verfasste Bücher zu Erscheinungsformen der Jugendbewegung, beispielsweise zu Bund und Gruppe bzw. über die Pfadfinder.[917] Um das Jahr 1948 leitete er eine Jugendleiterschule des 1947 gegründeten Bayerischen Jugendringes auf Schloss Neubeuern.
- Hannes Sild (–1937), promovierter Rechtsanwalt in Wien und ein bekannter Bergsteiger, war seit 1908 Ehemann von „Uschbamädel“ Cenzi von Ficker. Der Vater des S.a.M.-Schülers Uli Sild (1911–1937) zählte zu den Vertrauensleuten der Schule, die Eltern potenzieller Privatschüler informierte und beraten haben (ausführlichere Darstellung s. o. im Abschnitt über bekannte Eltern).[514]

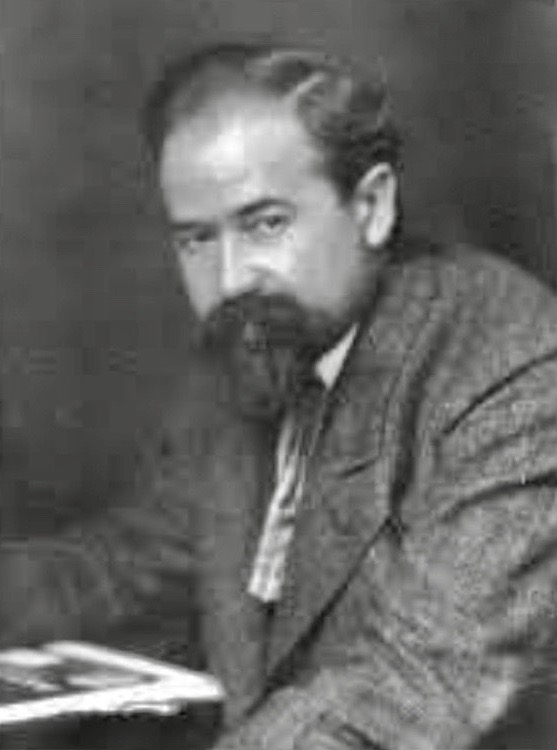
Alfred Weber, um 1925

- Alfred Weber (1868–1958), promovierter und habilitierter Heidelberger Soziologe und Nationalökonom, der zu den Vertrauensleuten der S.a.M. gehörte.[860] Der sozialistisch orientierte Weber stand unter anderem mit Karl Jaspers und Edgar Jaffé in Kontakt, mit dessen Ehefrau Elisabeth Jaffé Freiin von Richthofen er ein Verhältnis hatte. Sie war zeitweise allerdings auch Partnerin seines Bruders Max Weber und von Otto Gross. Nach dem Ersten Weltkrieg war Alfred Weber Mitgründer der Deutschen Demokratischen Partei (DDP). Als erklärter Gegner des Nationalsozialismus beendete er 1933 freiwillig seine Lehrtätigkeit, um einer Entlassung zuvorzukommen.
- Die in Jena aufgewachsene Annemarie Elisabeth Wyneken (1906–1942), genannt „Anne“, außereheliche Tochter von Gustav Wynekens Ehefrau Luise Margaretha (1876–1945), geborene Dammermann, war ab 1919 Schülerin der FSG Wickersdorf gewesen. Ihr eigentlicher Vater war ein am D.L.E.H. Haubinda unterrichtender Kollege ihrer Mutter. Gustav Wyneken gab Anne jedoch nach außen als seine leibliche Tochter aus. Sie gehörte der Außengemeinde der S.a.M. an.[2] Ab 1931 absolvierte sie an der Pädagogischen Akademie in Frankfurt am Main eine Ausbildung zur Volksschullehrerin, die sie am 29. März 1933 erfolgreich mit dem Staatsexamen abschloss. Dort lernte sie auch ihren späteren Ehemann Wilhelm Herbert Balser (eigentlich Wilhelm Herbert Adams, 1912–1945), genannt „Willi“, kennen und freundete sich mit Eva Seligmann (1912–1997) an. Willi Balser und Anne heirateten im Oktober 1934. Einem Bekenntnisschreiben Gustav Wynekens zufolge, das dieser an Annes Ehemann richtete, wurde Anne als Wickersdorfer Schülerin zu einer Bewunderin und Anhängerin Martin Luserkes. Ab 1. Mai 1934 war Anne als Lehrerin tätig. 1934, 1938 und 1940 bekam das Ehepaar Nachwuchs, zwei Mädchen und einen Jungen. Im Zweiten Weltkrieg wurde Annes Ehemann als Angehöriger der SS-Division Totenkopf unter Theodor Eicke zum Kriegsverbrecher. Ende August 1940 wurde die psychisch erkrankte Anne in die berüchtigte Landesheil- und Pflegeanstalt Weilmünster eingeliefert, die mit der Tötungsanstalt Hadamar kooperierte. Sie litt offenbar an Wahnvorstellungen, der Verdacht auf Schizophrenie wurde diskutiert. Ihre drei Kinder kamen in ein NSV-Heim in Darmstadt.[918]

## Sonstige bekannte Personen mit Bezug zur Schule

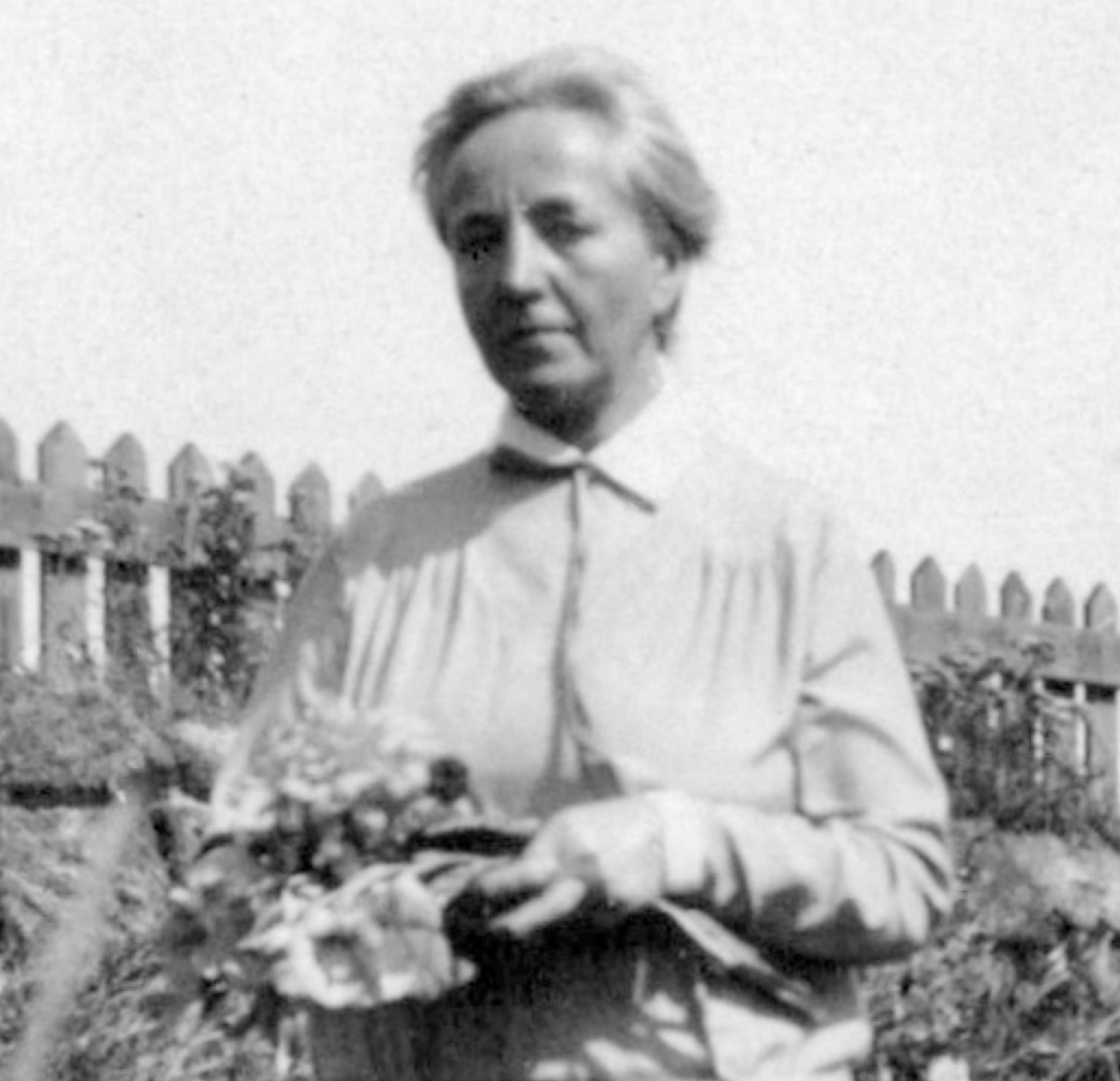
Marie Franke, ca. 1929

- Herbert Connor (1907–1983), Journalist, Musikkritiker und Musikpädagoge, verfasste zu Beginn seiner Laufbahn im Jahr 1925 die auf Martin Luserkes Angaben beruhenden mehrseitigen Sonderdrucke zur Schule am Meer, die wiederholt Morgenausgaben der Berliner Börsen-Zeitung beigefügt wurden.[919] 1934 schrieb er in derselben Zeitung auch einen Nachruf auf das geschlossene Landerziehungsheim.
- Marie Franke (* 16. Februar 1864 in Mehringen; † 17. September 1940 in Magdeburg), genannt „Fräulein Franke“, war die Wirtschaftsleiterin der Schule am Meer. Sie hatte diese Funktion bereits zwischen 1909 und 1925 in der Freien Schulgemeinde in Wickersdorf ausgeübt und war dann Rudolf Aeschlimann, Fritz Hafner, Martin Luserke und Paul Reiner nach Juist gefolgt.[17] Sie war beispielsweise für die ernährungsreformerische Versorgung der Schüler verantwortlich und wirkte vorrangig im Hauptgebäude Diesseits, wo sich die Küche und der Speisesaal des Landerziehungsheims befanden, aber auch in den etwa elf Gemüsegärten des Internats. Sie pflegte die schwer erkrankte S.a.M.-Lehrerin Leonore Luise Neumann (1879–1939) bis zu deren Tod.

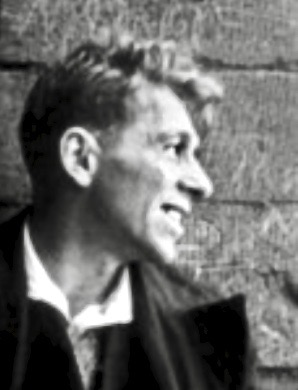
Georg Götsch, 1920er Jahre

- Georg Götsch (1895–1956), der aus der Jugendbewegung bzw. der Jugendmusikbewegung kam, wollte an der Schule am Meer als Musikpädagoge tätig werden.[920] Als Initiator des Projekts Musikheim in Frankfurt (Oder) übernahm er jedoch nach dessen Eröffnung 1929 dort die Leitung. Für Götsch kam der Musikpädagoge Kurt Sydow zur S.a.M.

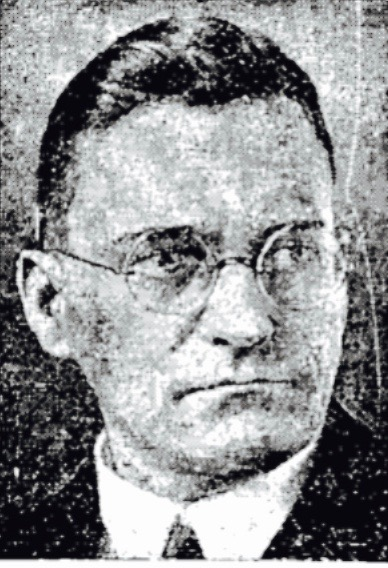
Adolf Grimme, 1932

- Adolf Grimme (1889–1963) stand wiederholt mit Martin Luserke in wohlwollendem persönlichen Kontakt (Briefe sind bis heute erhalten), als es um die Gründung und den Betrieb der Schule am Meer ging.[921] Grimme (SPD) war um 1925 Oberschulrat in Magdeburg, ab 1928/29 Ministerialrat im Preußischen Kultusministerium und persönlicher Referent des Kultusministers, bevor er im Januar 1930 unter neuer Regierung Preußischer Minister für Wissenschaft, Kunst und Volksbildung wurde. Nach dem Krieg war er der erste Kultusminister Niedersachsens und Generaldirektor des Nordwestdeutschen Rundfunks (NWDR). Nach ihm ist der Grimme-Preis benannt.
- Fritz Karsen (1885–1951), Reformpädagoge, besuchte die Schule am Meer und traf dort mit Martin Luserke zusammen. Er ermöglichte 1932 einer Oberprima seiner Karl-Marx-Schule aus Berlin, sich vor Ort mit den Juister Reformschülern auszutauschen. Luserkes pädagogisches Konzept vermochte ihn jedoch nicht zu überzeugen (siehe Hauptartikel, Abschnitt Kritik), bei den bestehenden ideologisch-politischen Unterschieden zwischen den beiden Pädagogen nicht verwunderlich.[922]
- Antje und Jan Klostermann waren das Hausmeister-Ehepaar, das sich um die Schule am Meer kümmerte. Nach der Schulschließung 1934 übernahmen sie auf dem „Olymp“ den Stall und bauten ihn sich zu einem Wohnhaus um. Das Gebäude „Jans Hof“, früher Im Loog 11, besteht heute noch an der Störtebekerstraße.
- Howard Trivers (geboren am 30. September 1909 in New York City; gestorben am 27. März 1987 in Muncie, Indiana), jüdischer Abstammung, besuchte die Schule am Meer vom 24. Juni bis 28. August 1932 als Gaststudent.[923] Er hatte 1926 an der Worcester Academy in Worcester im US-Bundesstaat Massachusetts graduiert, 1930 an der Princeton University im US-Bundesstaat New Jersey den akademischen Grad des Bachelor of Arts (BA) und 1932 an der Harvard University in Cambridge im US-Bundesstaat Massachusetts den Master of Arts erworben. Er studierte bis 1933 an der Ruprecht-Karls-Universität in Heidelberg, von der aus er auf die Nordseeinsel Juist reiste. Später wechselte er bis 1938 an die Albert-Ludwigs-Universität nach Freiburg im Breisgau und promovierte 1941 an der Harvard University zum Doctor of Philosophy (PhD).[924] Ab 1941 war er in der mitteleuropäischen Abteilung des Außenministeriums der Vereinigten Staaten in der Abteilung für Regionalstudien (Department of Area Studies) und als Abteilungsassistent einer Task Force zur Untersuchung der Aktivitäten der Nationalsozialisten beschäftigt. In seiner diplomatischen Tätigkeit beteiligte er sich an der Entwicklung amerikanischer Politikvorschläge zur Kapitulation des Dritten Reiches und der Kapitulation Japans sowie zur Potsdamer Konferenz auf Schloss Cecilienhof in Potsdam. Trivers nahm an internationalen Verhandlungen und Konferenzen teil, darunter am Pariser Treffen der Außenminister zur Deutschlandfrage vom 23. Mai bis 11. Juni 1949, das die Berlin-Blockade beendete. 1950 graduierte er am National War College (NWC) in Fort Lesley J. McNair, Washington, District of Columbia. Im US-Außenministerium war er dann für polnische, baltische und tschechoslowakische Angelegenheiten verantwortlich, eine Position, die er während des Ungarischen Volksaufstandes von 1956 innehatte. Von 1957 bis 1960 war er Leiter der Abteilung Eastern Affairs in der US-Botschaft in Berlin. Ein in der New York Times vom 25. Oktober 1961 veröffentlichtes AP-Foto zeigt Trivers in Ost-Berlin auf der Friedrichstraße/Ecke Zimmerstraße nahe dem innerstädtischen Grenzübergang Checkpoint Charlie.[925] Von 1962 bis 1965 war er Direktor des Büros für Forschung und Analyse des chinesisch-sowjetischen Blocks des US-Außenministeriums. Er beteiligte sich an der Entwicklung der Politik im Zusammenhang mit der Kubakrise. Von 1966 bis 1969 war er US-amerikanischer Generalkonsul in der Schweiz mit Sitz in Zürich. 1969 schied er aus dem US-Außenministerium aus.[926][924] Über die von ihm miterlebten Krisen publizierte er 1972.[927] Von 1969 bis 1972 nahm er eine Gastprofessur an der Southern Illinois University in Carbondale im US-Bundesstaat Illinois wahr, von 1972 bis 1974 eine Gastprofessur an der Ball State University in Muncie, Indiana, wo er von 1974 bis 1987 als außerordentlicher Professor für Politikwissenschaft wirkte.[924] 1985 veröffentlichte er das Buch The Rhythm of Being: A Study of Temporality (in die deutsche Sprache übersetzt: Der Rhythmus des Seins: Eine Studie der Zeitlichkeit).[928] Er verstarb im Alter von 77 Jahren.[929][930]

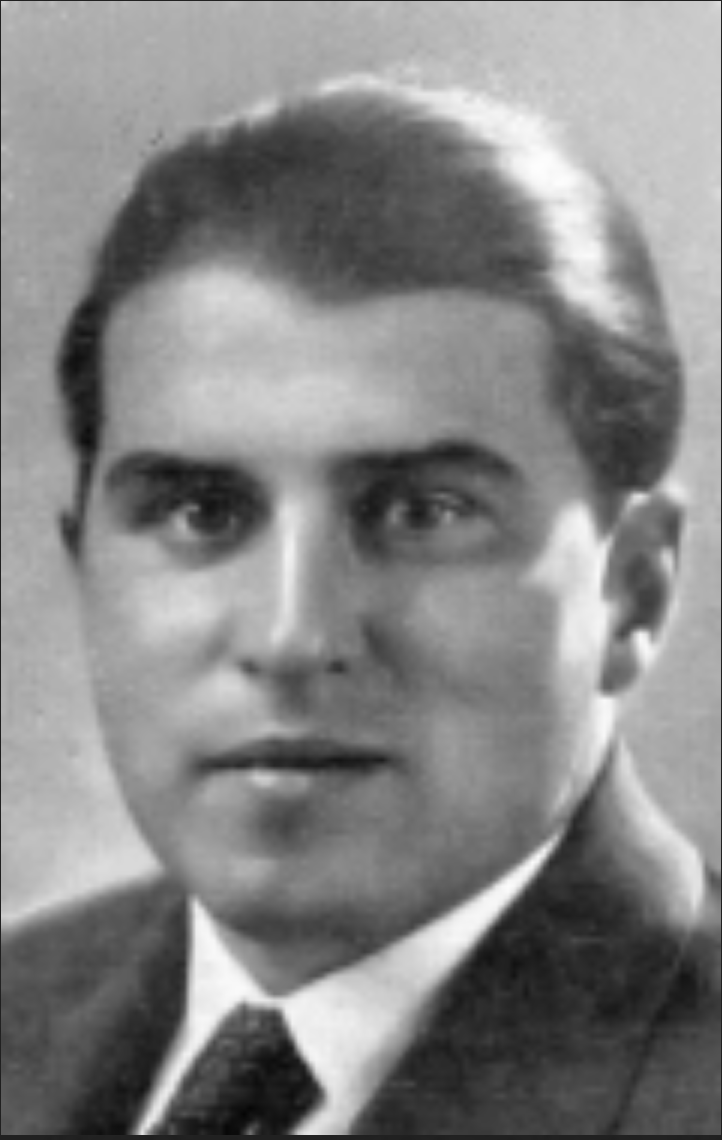
Carl Zuckmayer, 1920

- Carl Zuckmayer (1896–1977), Schriftsteller, hielt sich mehrfach in der Schule am Meer auf, um seinen dort als Musikerzieher, Chor- und Orchesterleiter wirkenden Bruder Eduard Zuckmayer zu treffen. Dort erarbeitete er 1929 den Text zu „Kakadu – Kakada“, der Komposition eines Kinderstücks seines Bruders (siehe Hauptartikel, Abschnitt Werke). Er begegnete natürlich auch Martin Luserke, zu dem er jedoch eine Antipathie entwickelte. Davon wurde möglicherweise Zuckmayers Dossier über Luserke und die Schule am Meer beeinflusst, das er 1943/44 für das US-amerikanische Office of Strategic Services (OSS), den Vorläufer der Central Intelligence Agency (CIA), verfasste (siehe Hauptartikel, Abschnitt Kritik).[931]